# Béarn
Pour les articles homonymes, voir Béarn (homonymie).
Vous lisez un « article de qualité » labellisé en 2016.
Le Béarn (en béarnais : Bearn [beˈar] ou Biarn [ˈbjar]) est une région historique du sud-ouest de la France. Situé au nord-ouest des Pyrénées, le Béarn s'organise comme civitas romaine, vicomté médiévale, principauté souveraine qui fait l'acquisition du Royaume de Navarre qui à son tour devient province française à partir de 1620 ; il fait partie depuis 1790 du département des Pyrénées-Atlantiques et depuis 2016 de la région Nouvelle-Aquitaine. Les intercommunalités béarnaises se réunissent en 2018 au sein du pôle métropolitain Pays de Béarn. Le territoire béarnais est une jointure à l'écart entre Ibérie et Europe du nord, il regroupe la plaine des gaves de Pau et d'Oloron, les coteaux qui les entourent — Vic-Bilh, Soubestre, Entre-Deux-Gaves — et les trois hautes vallées pyrénéennes d'Ossau, Aspe et Barétous.
Le peuple des Bearni est identifié dans la région à l’époque romaine, il est inclus au IVe siècle dans la cité de Beneharnum. L'organisation politique du Béarn se poursuit au IXe siècle avec la création d'une vicomté sous la tutelle des ducs de Gascogne. Gagnant en autonomie, le Béarn primitif s'agrandit des régions de Montaner au XIe siècle puis d'Orthez au XIIe siècle, formant le Béarn historique. Il s'affirme comme une principauté souveraine au XIVe siècle grâce à l'activité de sa lignée dynastique — dont le flamboyant Fébus — et d'un système politique basé sur le pacte au service d'un double objectif de paix et de souveraineté (Pax et Honor). Les princes béarnais obtiennent la couronne de Navarre au XVe siècle, Henri IV la réunit ensuite avec celle de France en 1589. La diffusion de la Réforme par Jeanne d'Albret provoque l'intervention de Louis XIII pour rétablir le culte catholique et annexer la principauté au royaume de France en 1620. Le cadre institutionnel béarnais — dont ses fors et ses États — disparaît en 1789 à la Révolution française.
La création du département des Basses-Pyrénées en 1790 permet au Béarn historique de s'agrandir au nord par l'ajout d'une vingtaine de communes gasconnes, formant depuis le Béarn moderne. Pendant près d'un millénaire, la société béarnaise se caractérise par l'étendue de ses libertés individuelles, sa forte cohésion interne et une paix civile exceptionnelle. Les pasteurs transhumants dominent la société agro-pastorale, ils participent à l'importance prise par la casa, elle est la base du système familial qui doit permettre la stabilité du corps social par le refus du profit illimité. La société béarnaise subit de profonds bouleversements après les deux conflits mondiaux du XXe siècle, avec la domination progressive du français face au béarnais, la découverte du gisement de gaz de Lacq, l'introduction du maïs hybride et du productivisme agricole. Capitale du Béarn depuis 1464, Pau représente un pôle central pour le secteur tertiaire et les services administratifs, judiciaires et universitaires du bassin de l'Adour. En 2022, le Béarn comptait 373 752 habitants répartis sur 4 677 km2.

## Toponymie
Au Moyen Âge, le toponyme Béarn est attesté sous les formes Biara (Orderic Vital) - Beart et Beardum (Guillaume de Tyr) - Biarnum (titres de Barcelone) - Biarnium (titres de Béarn) - Biard et Biar (Matthieu Paris) - Byern et Biern (Rôles gascons) - Bearnases (Histoire de Languedoc) - Bias et Byas (XIIIe siècle) - Bearnium, Biarn et Bearnum (XIVe siècle, Histoire de France) - Berne (Jean Froissart) - Baines et Bierne (chroniques de Duguesclin). Le nom Béarn procède de l’ethnonyme Venarni — ou Benarni —, peuple autochtone proto-historique, dont la première mention est faite au Ier siècle par Pline l'Ancien dans son Histoire naturelle. À la fin du IVe siècle, la Notitia nomme les Benarnenses dont la capitale suit l'ethnique Beneharnum (aujourd'hui Lescar).
L'origine du nom des Béarnais est aquitaine, ce toponyme pourrait avoir un rapport avec le mot basque behera qui signifie « bas ». L'historien Pierre de Marca fait également écho à une histoire développée au XVe siècle, qu'il qualifie de fable, et qui expliquerait l'origine du nom Béarn par la ville suisse de Berne.
Les noms de communes béarnaises comprennent plusieurs couches toponymiques. La couche pré-indo-européenne est la plus ancienne, un étage très archaïque se retrouve avec les racines *kuk, *pal et *gar. Plus récemment, un étage ibérique apparaît — dont la racine *illi — ainsi qu'un étage aquitain, dont tous les suffixes en -os ou -osse. Avec la celtisation et la latinisation de l'Aquitaine, une couche aquitano-romane apparaît dans les toponymes terminé par -acq, finale issue du suffixe -acum d’origine gauloise (celtique). La couche béarnaise est la plus récente ainsi que la plus importante, elle fournit la majeure partie des noms des villes et villages béarnais, dont les dérivés de aygue (eau), houn (fontaine), poey (hauteur), castagne (châtaigne), etc. En Béarn, les couches toponymiques proprement celtique, grecque, germanique et française sont absentes.

## Géographie

### Localisation et formation

Le Béarn au sein des Pyrénées-Atlantiques, entouré au sud par l'Espagne, à l'ouest par la Soule et la Basse-Navarre, au nord par les Landes, au nord-est par le Gers et à l'est par les Hautes-Pyrénées.

Le Béarn est situé en Europe de l'ouest, sur le versant nord de la chaîne des Pyrénées. Le Béarn est limité à l'ouest par la Soule et la Basse-Navarre, au nord par la Chalosse et le Tursan, au nord-est par l'Armagnac, à l'est par la Bigorre et au sud par l'Aragon (Espagne). Au Béarn primitif (vallée du gave de Pau, Soubestre et Vic-Bilh) se rajoutent successivement la vicomté d'Oloron vers 1050, puis la vicomté de Montaner vers 1085 et le pays d'Orthez en 1194, enlevé à la vicomté de Dax. Ces quatre territoires forment le Béarn historique qui garde ses frontières, parfois complexes, jusqu'à la Révolution. Les frontières béarnaises évoluent en 1790 avec la création du département des Pyrénées-Atlantiques (dénommé Basses-Pyrénées jusqu'en 1969). Environ vingt communes gasconnes sont intégrées au nouveau département, en plus des trois provinces de langue basque (Labourd, Basse-Navarre et Soule) et du Béarn. Toutes ces communes étant aujourd'hui liées à des cantons et à des intercommunalités béarnaises, elles sont donc intégrées au Béarn moderne.

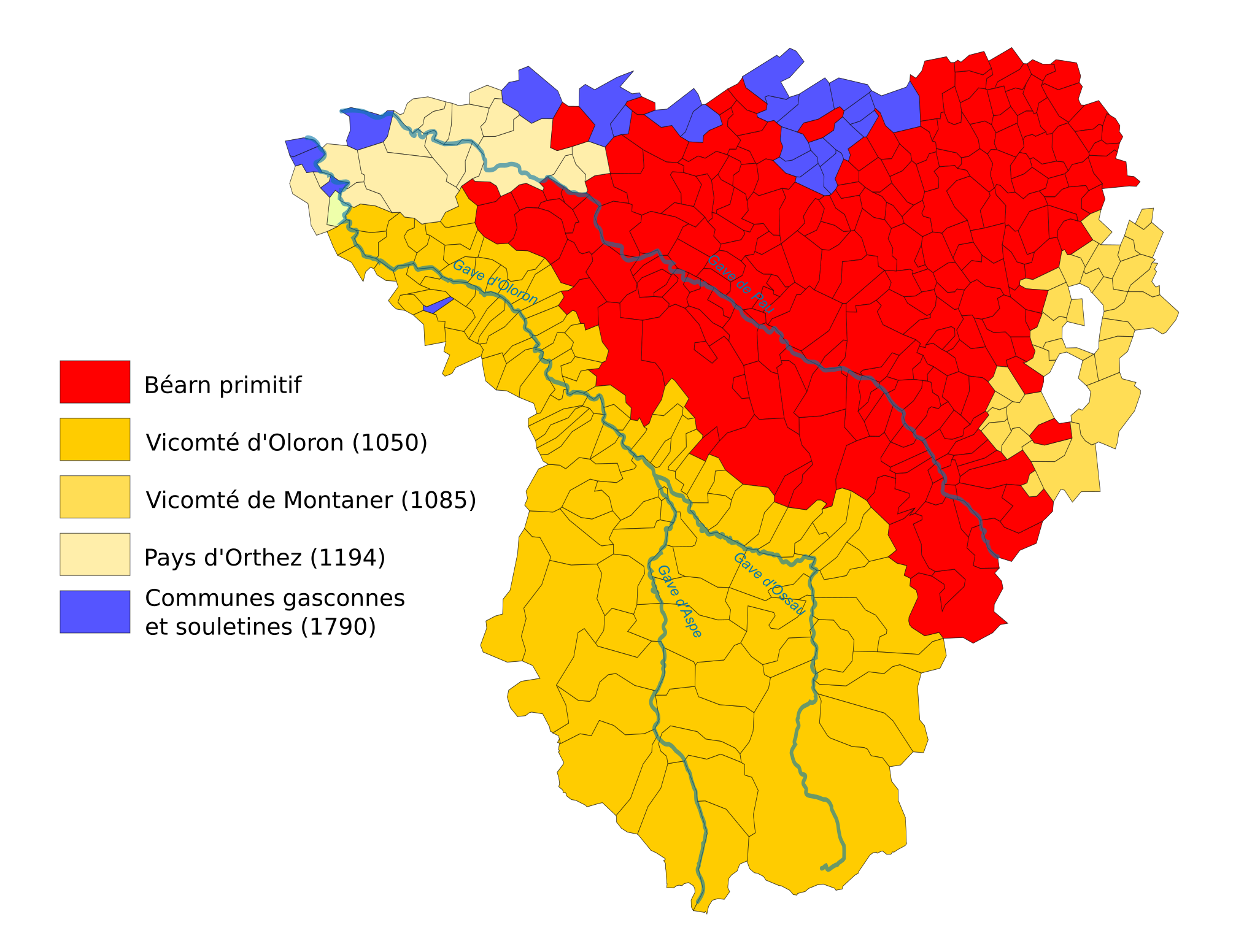
Les grandes étapes de la formation territoriale du Béarn.

Le Béarn compte deux enclaves bigourdanes composées de cinq communes. Cette particularité date de 1085 lorsque Gaston IV de Béarn épouse Talèse d'Aragon, vicomtesse de Montaner. En dot, celle-ci donne au souverain de Béarn le pays de Montaner à l'exception de ces cinq paroisses. Ce choix politique féodal traverse les siècles puisque ces cinq communes font partie du département des Hautes-Pyrénées. L'intégration de plusieurs communes au sein du Béarn moderne peut faire l'objet d'un débat. Bien que bascophone, la commune d'Esquiule se situe sur le territoire béarnais. Au-delà d'un ensemble uniquement culturel (ou linguistique), le Béarn désigne avant tout un territoire géographique et politique, permettant d'intégrer cette commune au territoire du Béarn moderne. À l'inverse, les communes de Lichos, Montory et Osserain-Rivareyte sont considérées comme de culture béarnaise mais celles-ci faisant partie d'une intercommunalité et d'un canton basque, elles ne sont généralement pas incluses dans les frontières du Béarn moderne.

### Régions historiques

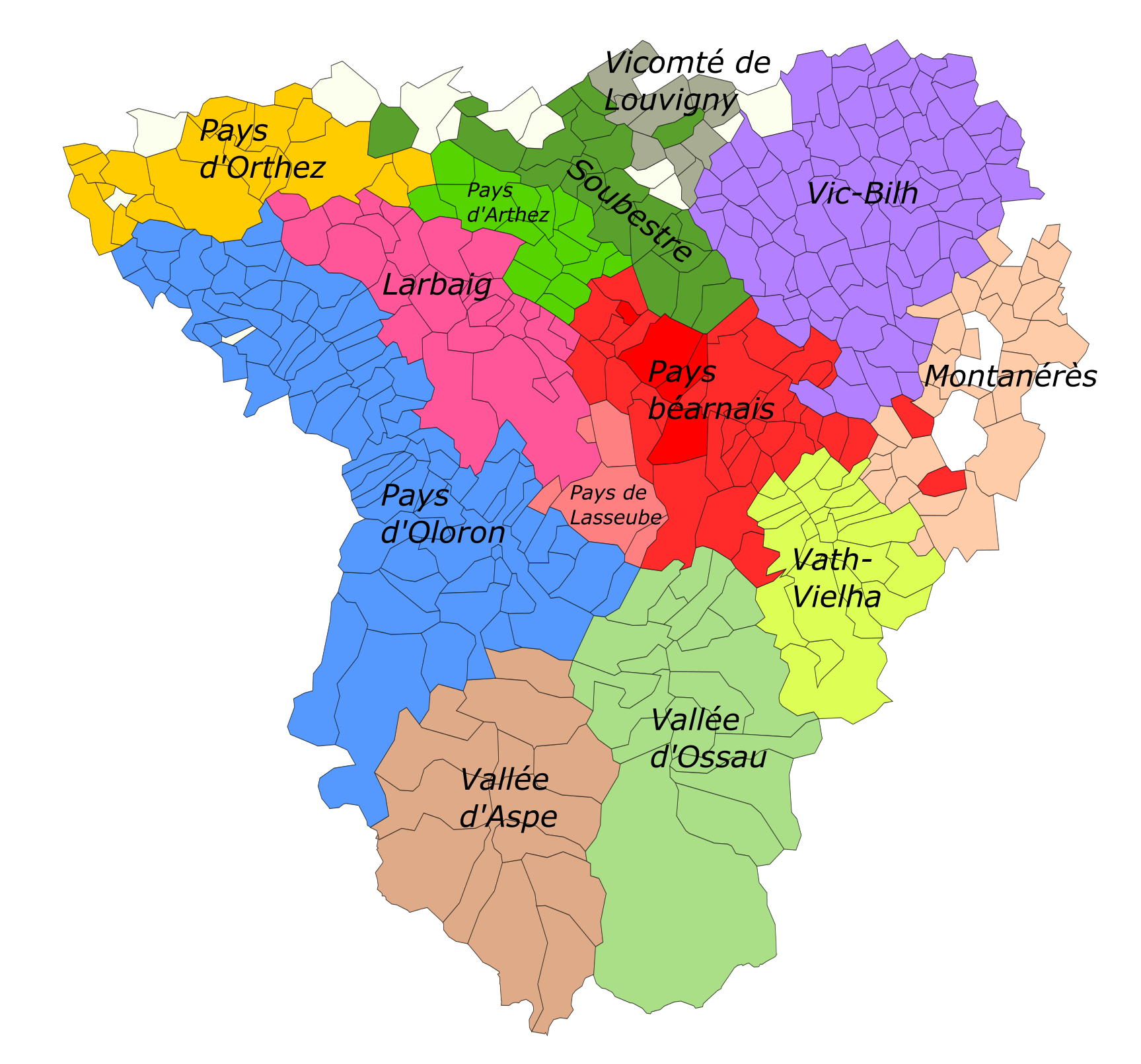
Les régions historiques du Béarn.

Le Béarn se compose d'un ensemble de régions historiques qui prennent racine dans une géographie particulière, une histoire commune, parfois liée à l'organisation religieuse. Les limites de ces régions sont notamment abordées par Paul Raymond dans son Dictionnaire topographique du département des Basses-Pyrénées, publié en 1863. L'archiviste découpe le territoire béarnais selon la définition de l'époque romaine, en civitas (cité) puis pagus (pays). Les frontières des trois régions qui s'incorporent progressivement au Béarn primitif sont assez claires. La vicomté de Montaner (ou Montanérès), le pays d'Orthez et la vicomté d'Oloron. Pour cette dernière, trois régions historiques sont à délimiter, le pays d'Oloron (ou pagus Oloronensis), la vallée d'Aspe (vath d'Aspa ou pagus d'Aspe) et la vallée d'Ossau (vath d'Aussau ou pagus d'Ossau).
Le Béarn primitif se construit à partir de régions historiques aux frontières plus floues. Quelques régions apparaissent nettement, à l'image du Vic-Bilh et de la Vath-Vielha. Le Vic-Bilh (ou « vieux pays » en béarnais) occupe la partie nord-est du Béarn primitif avec Lembeye pour capitale. La Vath-Vielha ou Batbielle (« vieille vallée » ou « hameau dans la vallée » en béarnais) prend approximativement place sur la plaine de Nay, dans la vallée formée par le gave de Pau. Les frontières du Soubestre (ou pagus Silvestrensis) sont plus floues, pouvant prendre ses limites sur l'archidiaconé de Soubestre — avec Garos comme centre — ou également inclure la vicomté de Louvigny (pagus Lupiniacensis) — dont Arzacq-Arraziguet — ainsi que le pays d'Arthez-de-Béarn, couvrant donc une vaste zone de coteaux et plaines entourant les Luy de Béarn et Luy de France. Le Larbaig (ou pagus Larvallensis) stricto sensu correspond à la vallée du Laà, il peut aussi désigner l'archidiaconé qui comprenait l'ancien canton de Monein, avec Castetner comme chef-lieu. Enfin, le pays béarnais (ou pagus Benarnensis) correspond au cœur du Béarn primitif, avec son centre religieux (Lescar) et sa première capitale politique (Morlàas). Ses frontières sont relativement floues, dont il conviendrait d'y ajouter l'ancien canton de Lasseube.

### Relief

Carte topographique du Béarn.

Le Béarn associe trois zones du piémont pyrénéen : la plaine des gaves de Pau et d'Oloron, les coteaux qui les entourent et les hautes vallées pyrénéennes d'Ossau, Aspe et Barétous. Ces trois vallées supérieures forment le Haut-Béarn, parcourue par des gaves orientés nord-sud. La vallée d'Ossau communique avec le sud par le col du Pourtalet (1 794 m), la vallée d'Aspe par le col du Somport (1 650 m), et la vallée de Barétous s'ouvre sur la vallée navarraise de Roncal par le col de la Pierre Saint-Martin (1 760 m). Une partie de la vallée de l'Ouzom fait partie de ce Haut-Béarn, celle-ci débouche sur la Bigorre via Ferrières, Arbéost et le col du Soulor (1 474 m). Cet ensemble montagneux est dominé par plusieurs sommets, dont le pic d'Anie (2 504 m), le pic du Midi d'Ossau (2 884 m) ou encore le pic de Gabizos (2 639 m). Le pic Palas est le sommet des Pyrénées béarnaises avec 2 974 m.
Le piémont béarnais se caractérise par l'alternance d'amples vallées, de coteaux disséqués et de landes très plates. En entrant en Béarn par le nord (Vic-Bilh à l'est et Soubestre à l'ouest), on trouve une rangée de collines tournées vers la Gascogne avec plusieurs affluents directs ou indirects de l'Adour (l'Aygue longue, le Luy de Béarn, le Gabas, etc.). La vallée du gave de Pau arrive ensuite avec les agglomérations d'Orthez, de Pau ou encore de Nay. Il s'agit de la zone la plus peuplée du Béarn. Cette vallée est encadrée par de puissantes collines sur environ 75 km de Montaut à l'est, jusqu'à Orthez à l'ouest. À l'approche de Pau par l'est, la vallée du gave se resserre progressivement entre le Pont-Long et les coteaux de Jurançon. Entre le gave de Pau et le gave d'Oloron plus au sud, les collines qui forment l'entre deux-gaves n'excèdent pas 400 mètres d'altitude. Cette zone se compose notamment des coteaux du vignoble de Jurançon. L'orientation nord-sud est imposée par les vallées étroites et profondes des différents affluents du gave de Pau (le Souste, le Neez, les Hiès, la Juscle, etc.). Enfin, avant d'arriver aux vallées du Haut-Béarn, la vallée du gave d'Oloron se présente avec plusieurs agglomérations dont Oloron-Sainte-Marie, Navarrenx ou Sauveterre-de-Béarn.

Les paysages du Béarn (sélection).
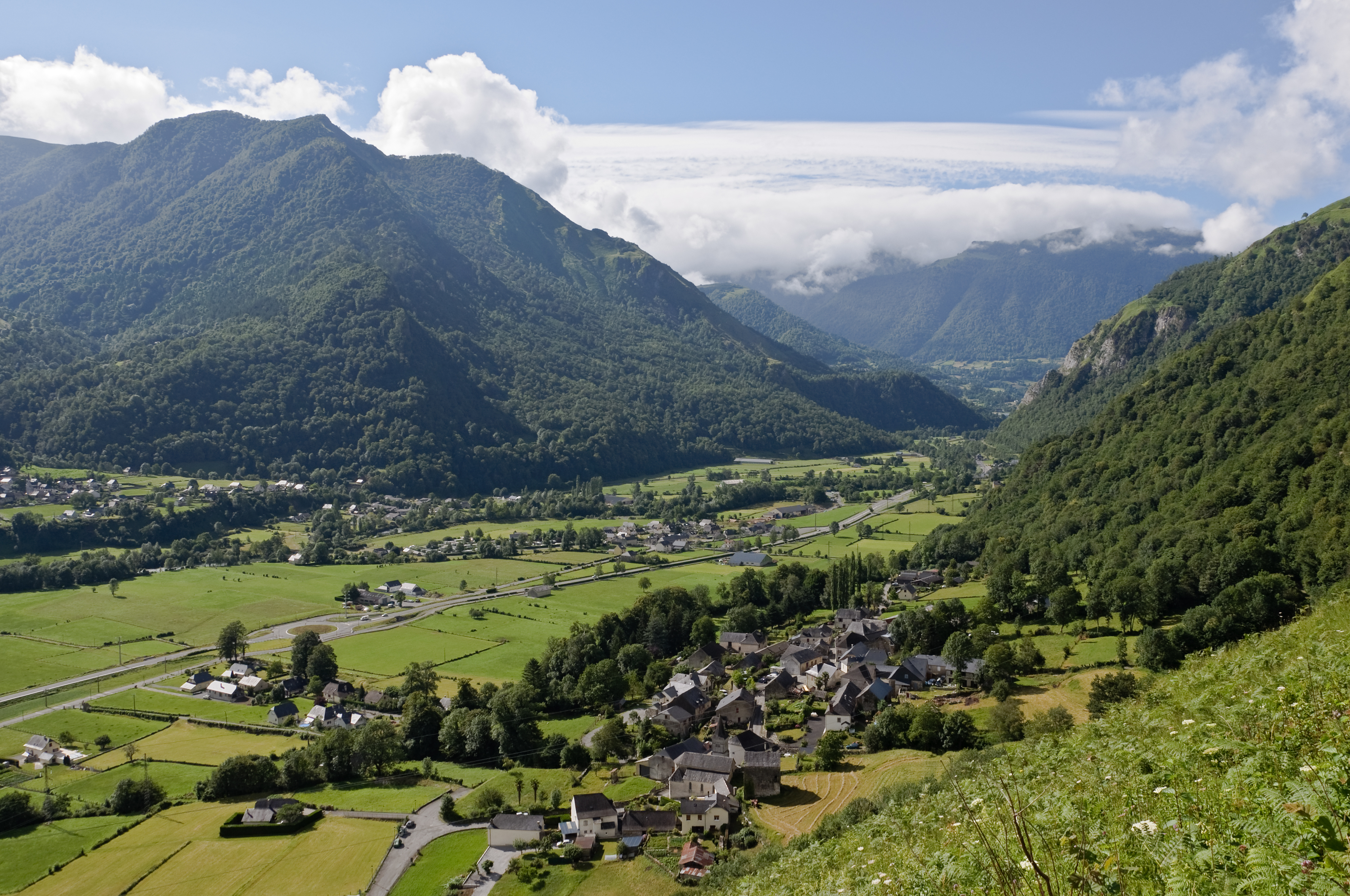
La vallée d'Ossau.
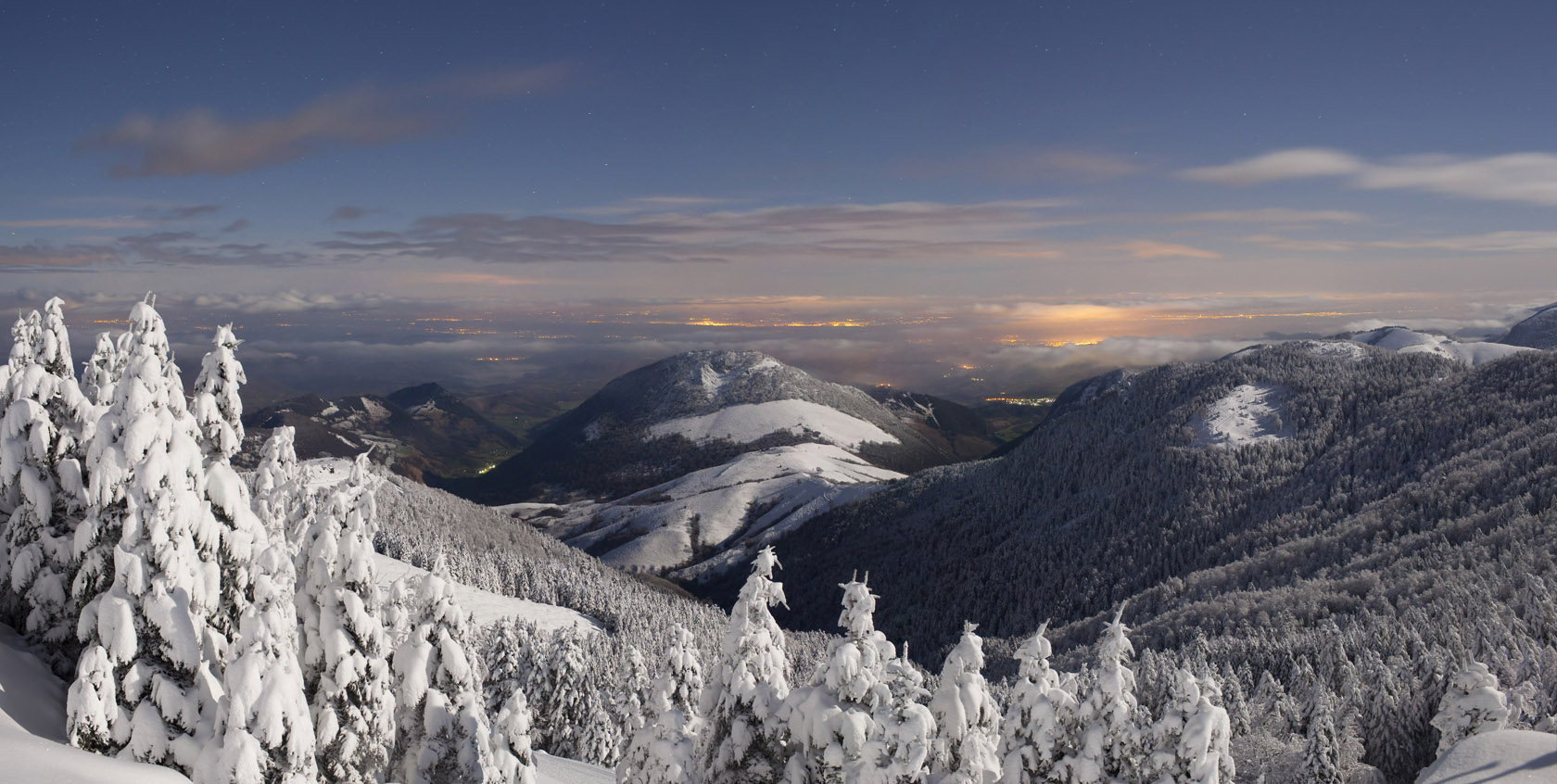
La vallée de Barétous.
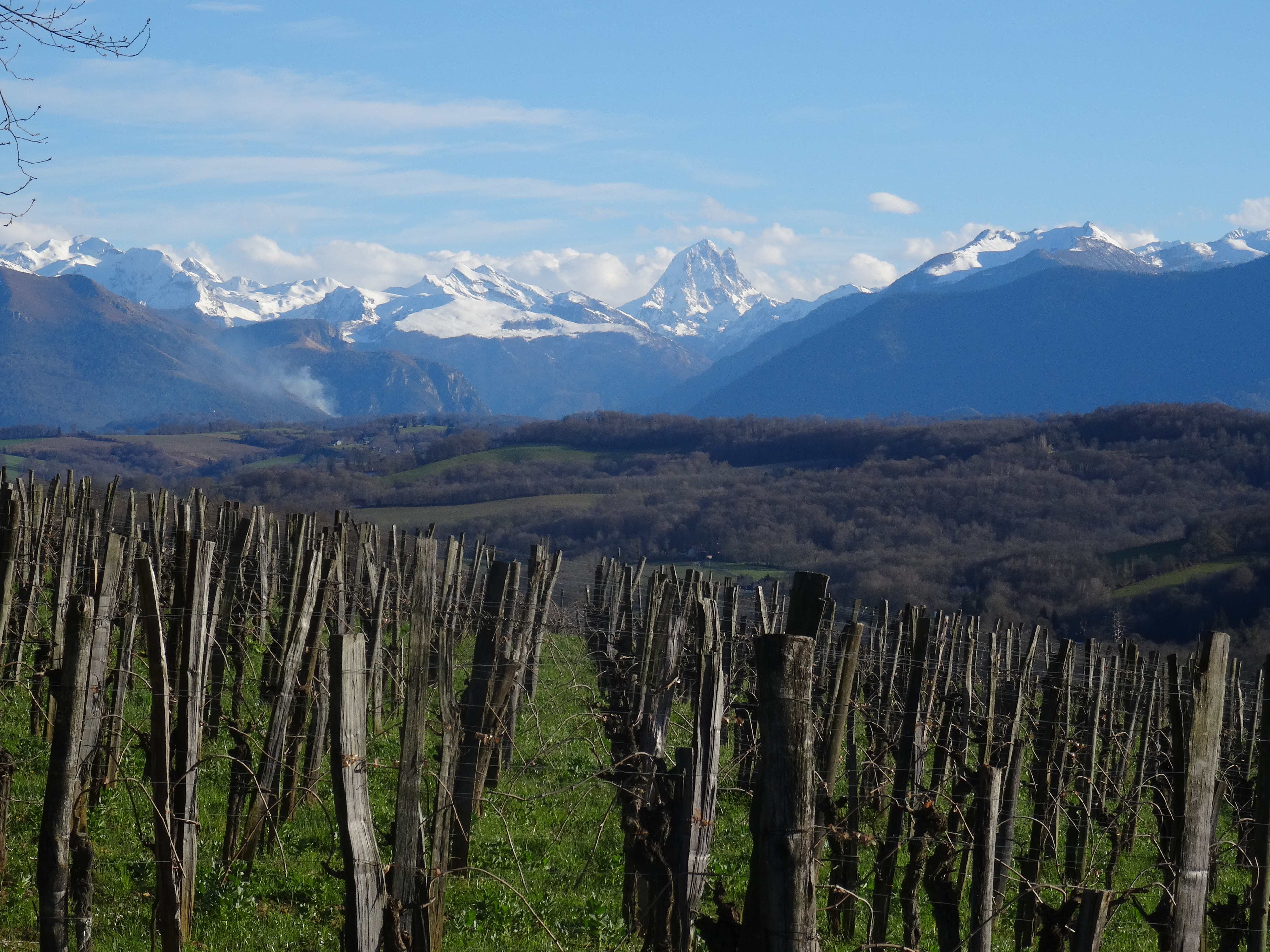
Paysage de l’entre deux gaves.
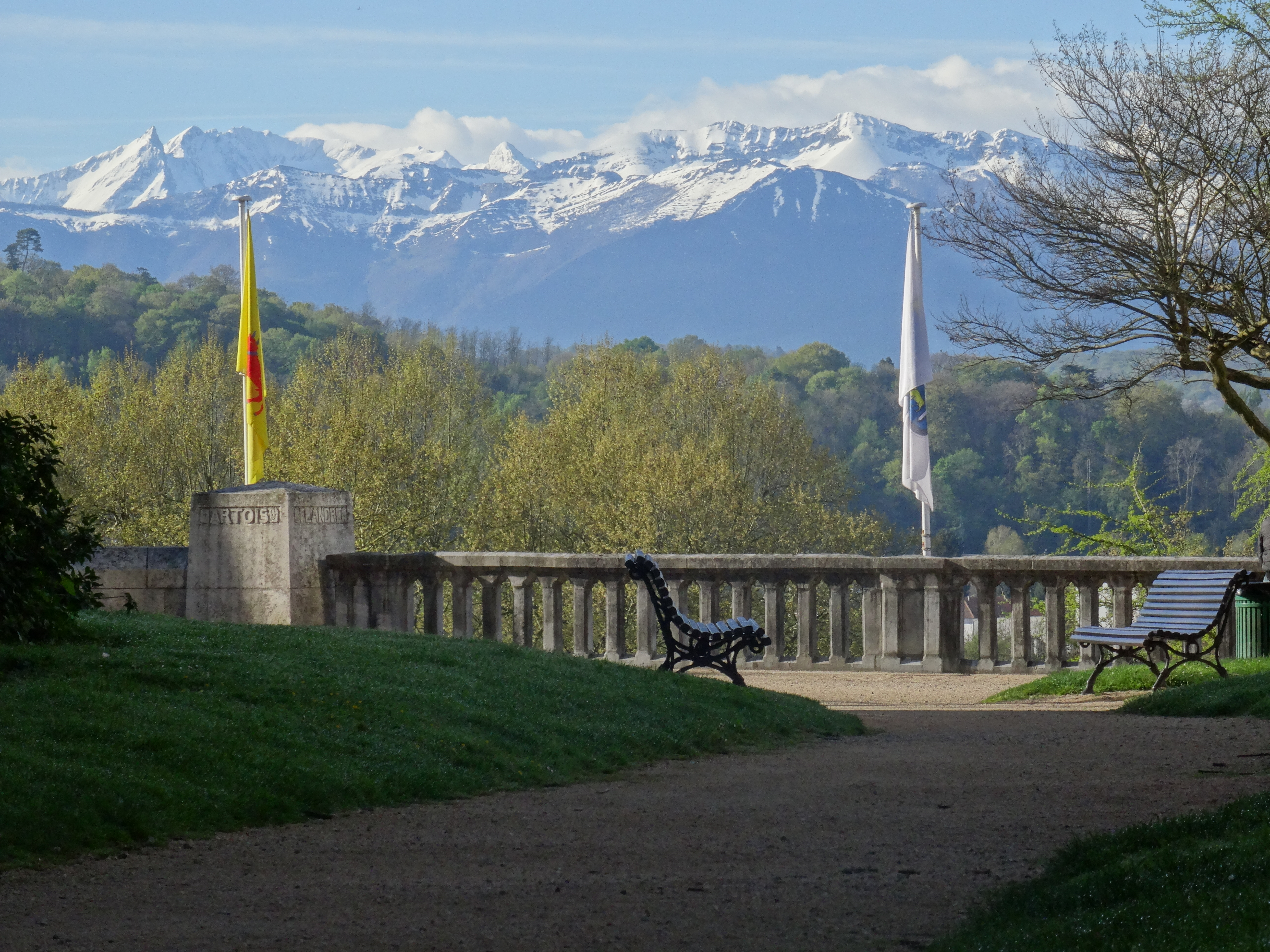
Les Horizons palois.
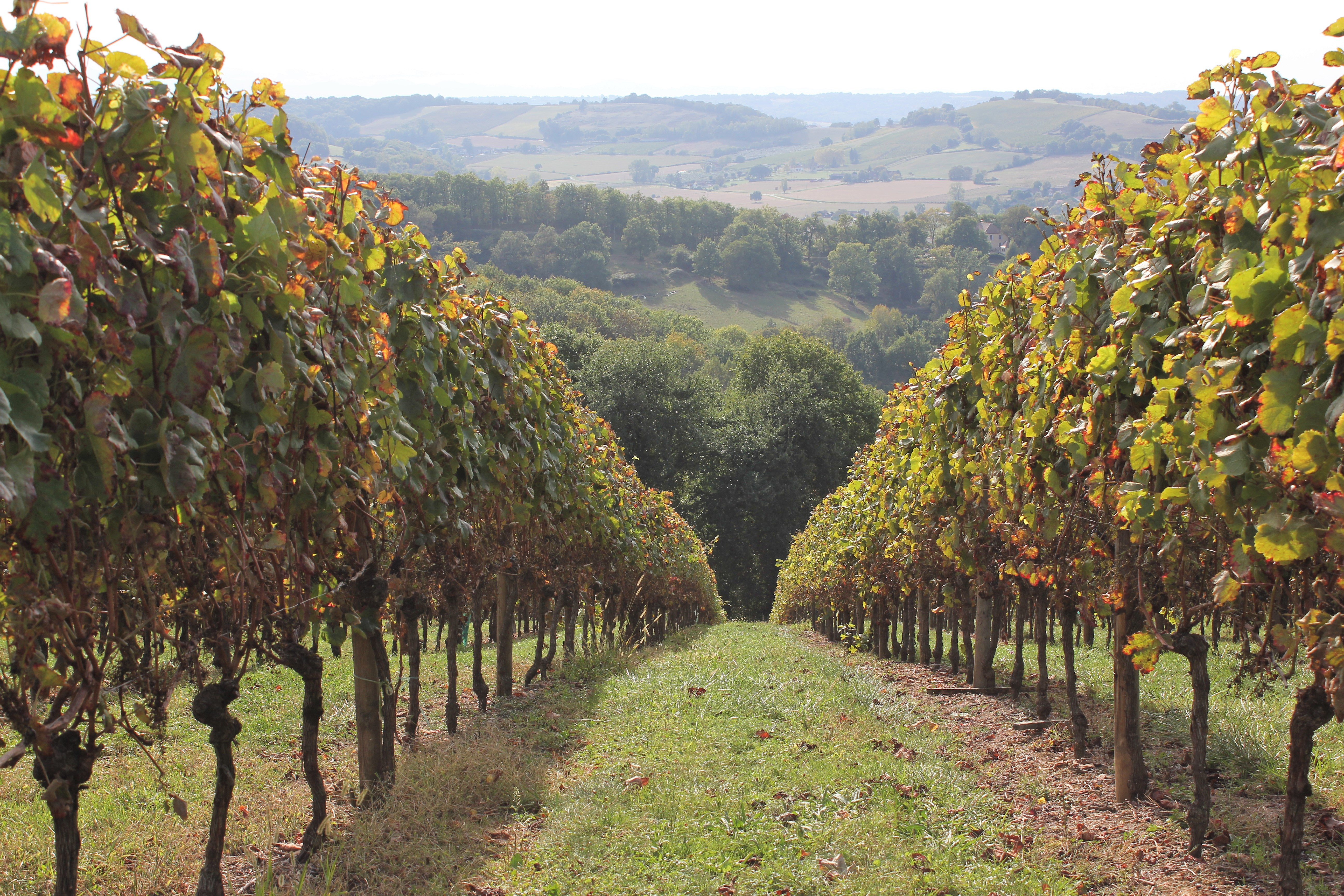
Paysage du Vic-Bilh.

### Hydrographie

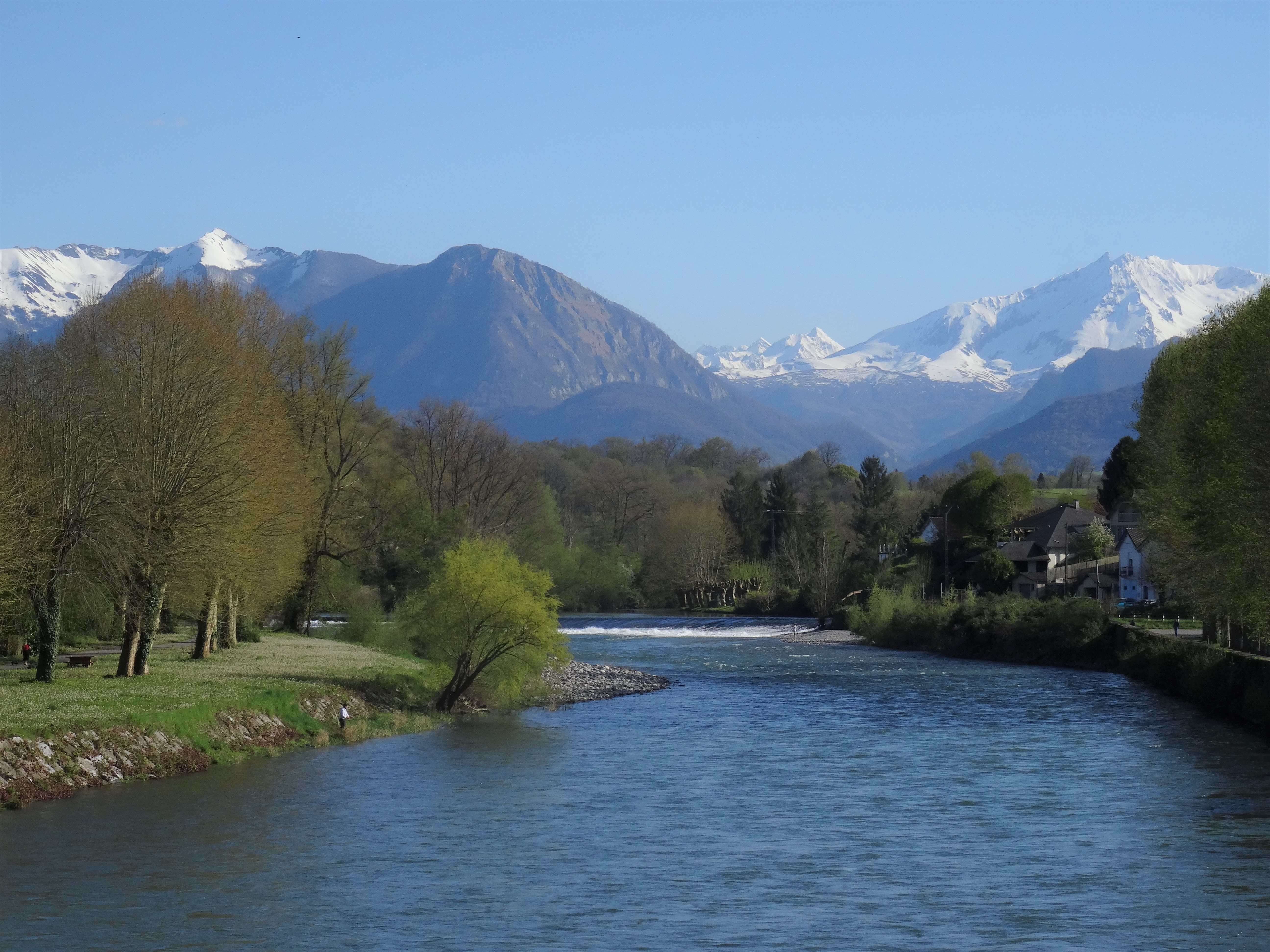
Le gave de Pau à Nay.

Le Béarn est traversé par deux principaux cours d'eau, les gaves de Pau et d'Oloron — gave est le nom donné à un torrent dans les Pyrénées — qui se rejoignent avant Peyrehorade dans les Landes pour former les Gaves réunis et devenir le principal affluent de l'Adour 10 km plus loin. Le gave de Pau prend sa source au cirque de Gavarnie dans les Hautes-Pyrénées, il prend son nom à partir de Luz-Saint-Sauveur, recueillant alors les eaux du gave de Gavarnie et du Bastan. Le cours d'eau est alimenté par de nombreux affluents comme le Soust, l'Ousse ou encore le Neez. Le gave d'Oloron naît lui à partir d'Oloron-Sainte-Marie, lieu de confluence du gave d'Aspe et du gave d'Ossau. Plus en aval, le principal affluent du gave nouvellement formé est le Saison (ou gave de Mauléon). Les gaves sont des torrents montagneux, les crues peuvent donc y être très importantes, notamment en période de fonte des neiges. Outre ces deux cours d'eau principaux, d'autres cours d'eau béarnais se jettent directement dans l'Adour sans passer par les gaves. Il s'agit par exemple du Luy, formé par le Luy de Béarn et le Luy de France, ou encore du Gabas situés au nord du territoire béarnais.

### Climat
Le Béarn connaît une variation d'altitude de près de 3 000 m entre le point le plus bas et le plus élevé. Il n'y a donc pas un seul climat. La température moyenne s'abaisse depuis les plaines jusqu'aux sommets les plus élevés, où il peut neiger en été. Les températures moyennes connaissent un pic à la station de Bellocq-Puyoô avec 14,2 °C sur l'année, contre 12 °C à Accous et 8,7 °C à Laruns-Artouste (1 132 m d'altitude). Les précipitations sont également plus importantes à mesure que l'on s'approche du relief, avec plus de 1 600 mm annuels à Laruns-Hourat ou Accous, contre moins de 1 100 mm à Pau-Uzein et Lembeye. Le Haut-Béarn est ainsi marqué par un climat pyrénéen à tendance subocéanique. À partir d'une altitude de 1 000 m, les précipitations tendent à diminuer, tandis que les températures continuent de baisser. Le climat du piémont béarnais a plusieurs caractéristiques : faible amplitude des températures, douceur hivernale, abondance des pluies et rareté des vents forts. De plus, il est fréquent que le vent de sud (effet de Foehn sur les Pyrénées) fasse monter les températures hivernales entre 15 °C et 25 °C. La beauté du ciel béarnais est renommée, c'est le bèth cèu de Pau, illustré dans une célèbre chanson.
| Données                    | Station          | jan.  | fév.  | mars  | avril | mai   | juin  | jui. | août | sep.  | oct.  | nov.  | déc.  | année   |
| -------------------------- | ---------------- | ----- | ----- | ----- | ----- | ----- | ----- | ---- | ---- | ----- | ----- | ----- | ----- | ------- |
| Températures moyennes (°C) | Asson            | 6,3   | 7     | 9,5   | 11,2  | 14,9  | 18,2  | 20,2 | 20,3 | 17,7  | 14,3  | 9,5   | 6,9   | 13      |
| Températures moyennes (°C) | Laruns-Hourat    | 5,6   | 6,2   | 8,7   | 10,3  | 13,9  | 17,2  | 19,2 | 19,3 | 16,7  | 13,5  | 8,6   | 6,1   | 12,1    |
| Températures moyennes (°C) | Lembeye          | 6,6   | 7,2   | 9,9   | 11,8  | 15,1  | 18,5  | 20,8 | 20,9 | 18,4  | 14,8  | 9,8   | 7,1   | 13,4    |
| Températures moyennes (°C) | Oloron-Ste-Marie | 6,9   | 7,6   | 10    | 11,7  | 15,4  | 18,5  | 20,6 | 20,7 | 18,2  | 14,8  | 10,1  | 7,6   | 13,5    |
| Températures moyennes (°C) | Orthez           | 7,2   | 8     | 10,8  | 12,7  | 16,4  | 19,7  | 21   | 21,3 | 18,6  | 15,4  | 9,9   | 7,3   | 14,1    |
| Températures moyennes (°C) | Pau-Uzein        | 6,5   | 7,3   | 10    | 11,9  | 15,6  | 18,7  | 20,6 | 20,7 | 18,2  | 14,7  | 9,8   | 7,2   | 13,5    |
| Précipitations (mm)        | Asson            | 117,5 | 96,6  | 102,8 | 131,1 | 138,7 | 101   | 83,1 | 97   | 90,6  | 109,7 | 124,2 | 112,2 | 1 304,6 |
| Précipitations (mm)        | Laruns-Hourat    | 180,6 | 142,2 | 135,8 | 158,1 | 128,4 | 93,2  | 75,6 | 86,3 | 108   | 148,4 | 194,8 | 189,6 | 1 641   |
| Précipitations (mm)        | Lembeye          | 99,1  | 83,1  | 90,9  | 111,6 | 100,3 | 79,7  | 58,4 | 69,5 | 70,1  | 90,9  | 109   | 97,2  | 1 059,8 |
| Précipitations (mm)        | Oloron-Ste-Marie | 122,6 | 103,3 | 106,7 | 138   | 123,7 | 101,6 | 82,3 | 93,1 | 96,6  | 117,7 | 137,4 | 118,2 | 1 341,2 |
| Précipitations (mm)        | Orthez           | 112,4 | 99    | 93,8  | 104,4 | 104,4 | 65,8  | 66   | 70,5 | 103,6 | 109,6 | 156,7 | 114,9 | 1 201,1 |
| Précipitations (mm)        | Pau-Uzein        | 94,4  | 83,3  | 85,9  | 112,4 | 98,8  | 77,2  | 56,7 | 67,5 | 78,9  | 99,7  | 116,9 | 98,2  | 1 069,9 |
| Source : Météo France.     |                  |       |       |       |       |       |       |      |      |       |       |       |       |         |

### Voies de communication et transports

#### Voies de communication routières
Le Béarn est traversé par deux autoroutes. Depuis 1977, l'autoroute A64 - E80 — dite la Pyrénéenne — rejoint Pau à Toulouse à l'est en 2 heures et Bayonne à l'ouest en un peu plus d'une heure (1 h 12). Les échangeurs béarnais sont situés à Salies-de-Béarn, Orthez, Artix, Lescar, Pau et Soumoulou. L'autoroute A65 - E7 — dite A'Liénor - autoroute de Gascogne — relie Pau à Bordeaux en plus de deux heures (2 h 7) via l'autoroute A62 entre Bordeaux et Langon, point de raccordement des deux autoroutes. Inaugurée le 16 décembre 2010, il s'agit de la première autoroute réalisée après le Grenelle de l'environnement et également de la voie la plus chère de France à cette date. Les échangeurs béarnais sont situés à Lescar, Thèze et Garlin.
Le Béarn était traversé par plusieurs routes nationales déclassées par la suite : la route nationale 117 (Bayonne-Toulouse) devenue RD 817, la route nationale 637 (Pau-Montgaillard) devenue RD 937, la route nationale 643 (Pau-Auch) devenue RD 943 et la route nationale 645 (Pau-Sault-de-Navailles) devenue RD 945. La route nationale 134 existe toujours pour relier le sud de Pau au col du Somport en vallée d'Aspe. Outre cette liaison, l'accès à l'Espagne par les Pyrénées est réalisable par le col du Pourtalet en vallée d'Ossau et le col de la Pierre Saint-Martin en vallée de Barétous. Le Béarn était déjà le lieu de rencontre de deux axes majeurs depuis la période antique, le Cami Salié orienté est-ouest et la route du Somport orientée nord-sud.

#### Transport ferroviaire

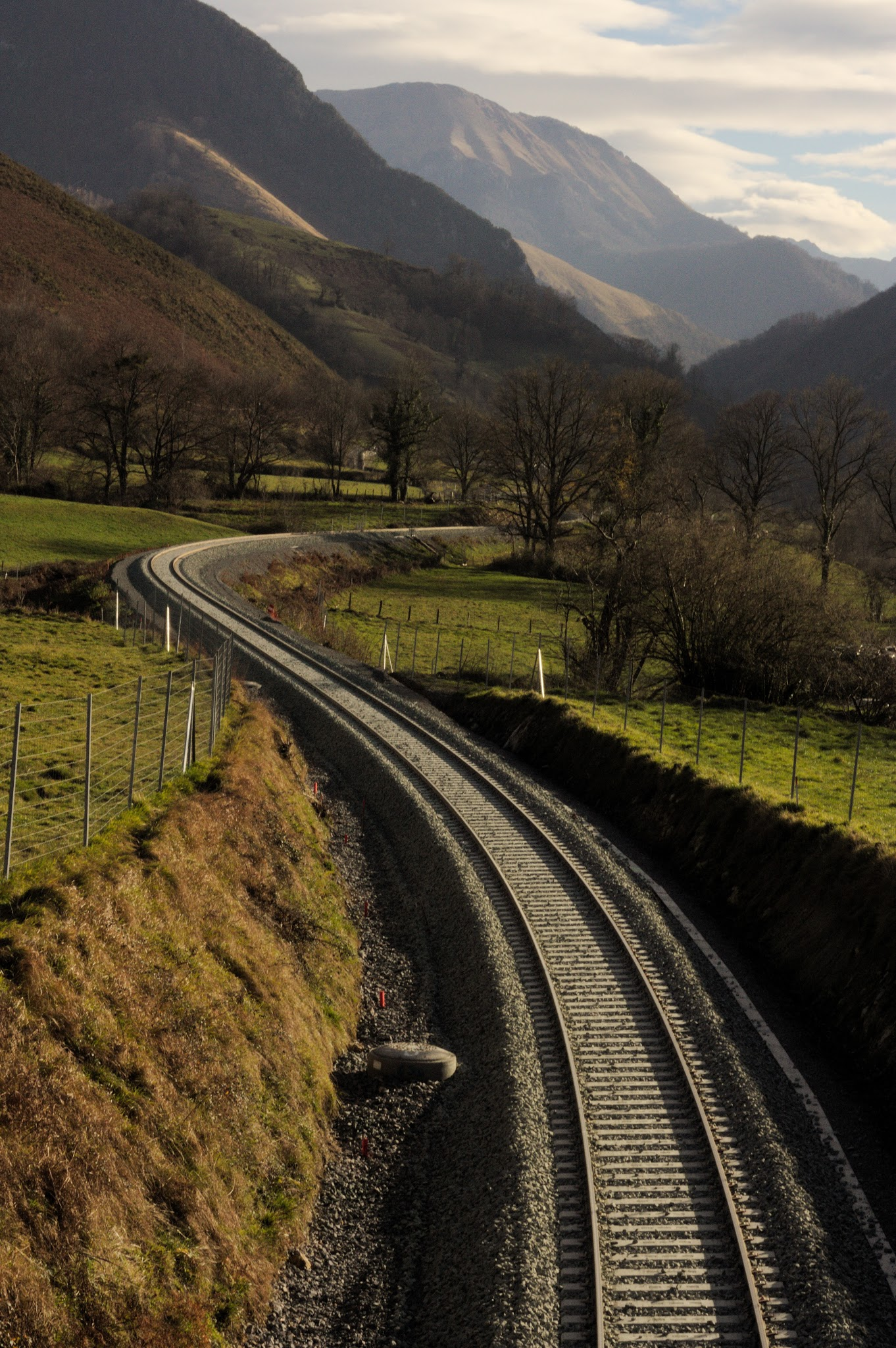
Le chantier de rénovation de la ligne Pau-Canfranc en 2015.

Le Béarn est traversé par trois lignes de chemin de fer. La ligne de Toulouse à Bayonne traverse d'est en ouest la région. Elle a été mise progressivement en service de 1861 à 1867. Cette ligne dessert actuellement les gares béarnaises de Coarraze-Nay, d'Assat, de Pau, d'Artix, d'Orthez et de Puyoô. La ligne de Puyoô à Dax complète le dispositif pour relier Bordeaux au nord. Des TGV, des Intercités et des TER circulent sur ces deux lignes.
La ligne Pau-Canfranc permet d'accéder au sud du Béarn, vers la vallée d'Aspe. Elle est mise en service entre 1883 et 1928. L'inauguration de la gare de Canfranc en 1928 permet d'accéder à l'Espagne, mais dès 1936 le déclenchement de la guerre civile espagnole freine fortement l'essor de cette ligne. En 1970, un accident se produit au pont de l'Estanguet dans la montée vers Etsaut. L'exploitation de la ligne est alors réduite à la section Pau-Bedous puis jusqu'à Oloron-Sainte-Marie depuis 1985. La réouverture de la ligne internationale est en discussion depuis de nombreuses années. Une première étape est franchie avec la réouverture de la section Oloron-Sainte-Marie à Bedous le 26 juin 2016, une poursuite vers Canfranc est toujours envisagée. La ligne de Puyoô à Mauléon permettait elle de relier Salies-de-Béarn et Sauveterre-de-Béarn au réseau ferré, la ligne est mise en service en 1884 puis déclassée en 1991.

#### Transport aérien
L'aéroport de Pau-Pyrénées, situé à 12 km sur la commune d'Uzein, est relié directement aux aéroports Paris-Charles-de-Gaulle et Paris-Orly (neuf allers-retours par jour), à Lyon (trois allers-retours par jour), Marseille et Nantes (neuf liaisons par semaine), Marrakech (une à deux liaisons par semaine), ainsi que Strasbourg, Lille, Brest, Quimper, Metz, Nice ou Ajaccio dans des liaisons saisonnières. En 2018, il enregistre 612 580 passagers.
Le Béarn dispose d'une ancienne tradition dans l'aviation. Il s'agit du berceau de cette pratique en Aquitaine, puisque dès le 3 février 1909 un premier vol se déroule dans le ciel béarnais. Il est l'œuvre des frères américains Wright qui, après une tentative infructueuse au Mans, portent leur dévolu sur le Béarn. Effectivement, les conditions météorologiques (notamment concernant l'absence de vent) sont particulièrement favorables pour la pratique de l'aviation. Un terrain est donc accordé pour réaliser des tests près de Pau, sur la lande du Pont-Long. Après des vols concluants en Béarn, les frères Wright y installent la première école d'aviation organisée du monde. La forte industrie aéronautique présente actuellement en Béarn est le fruit de cette présence historique des pionniers de l'aviation. L'école des troupes aéroportées est également implantée depuis 1946, elle est chargée de former l'ensemble des parachutistes militaires des quatre corps de l'armée française.

## Histoire

### Préhistoire
Les plus anciennes traces de présence humaine sur le territoire béarnais remontent au Paléolithique inférieur, entre 500 000 et 300 000 années avant notre ère. Les vestiges de ces périodes reculées de la Préhistoire sont rares et diffus. Il faut attendre le Paléolithique supérieur — ou âge du renne — pour obtenir plus de traces d'occupation, notamment dans plusieurs grottes calcaires entourant Arudy. Après la dernière période glaciaire, le climat reste froid et l'homme trouve refuge dans des grottes, nombreuses en bordure des Pyrénées. Ces hommes sont des chasseurs de renne, qui abondent alors dans les forêts. Les grottes d'Espalungue et de Saint-Michel fournissent des spécimens remarquables de sculptures de la période magdalénienne. Avec le réchauffement du climat, le renne disparaît de cette région, tandis qu'une nouvelle civilisation apparaît du Mésolithique au Néolithique.
Les hommes polissent le silex, domestiquent les animaux, pratiquent l'élevage et l'agriculture. Ils ont également le culte des morts, comme le prouvent des dolmens de Buzy ou Escout, ainsi que les tumuli du plateau de Ger ou du Pont-Long. C'est à la fin du Néolithique — entre 2 580 et 2 340 ans — qu'apparaît la mine de cuivre de Causiat à Urdos, plus ancien site minier du massif pyrénéen. Jusqu'au Néolithique final, la présence humaine sur le sol béarnais se caractérise par des occupations légères, de populations dont l'économie est marquée par la mobilité. Cette mobilité pourrait être en partie liée au développement de l'élevage. L'Âge du bronze laisse les traces de cromlechs — notamment sur le plateau du Bénou à Bilhères — et de nombreux tumuli sur les plateaux du Pont-Long et de Ger. Dès la fin du Bronze ancien — XVIe siècle av. J.-C. — les eaux de Salies-de-Béarn sont exploitées, ce qui induit des échanges tout au long du Cami Salié. Une circulation des hommes et des biens entre piémont, vallée et haute montagne — particulièrement entre Pont-Long et vallée d'Ossau — est démontrée depuis le Bronze ancien, ces données allant dans le sens d'une activité pastorale transhumante. Concernant l'âge du fer, le mobilier métallique découvert démontre l'importance des échanges avec la péninsule Ibérique.

La Préhistoire en Béarn (sélection).
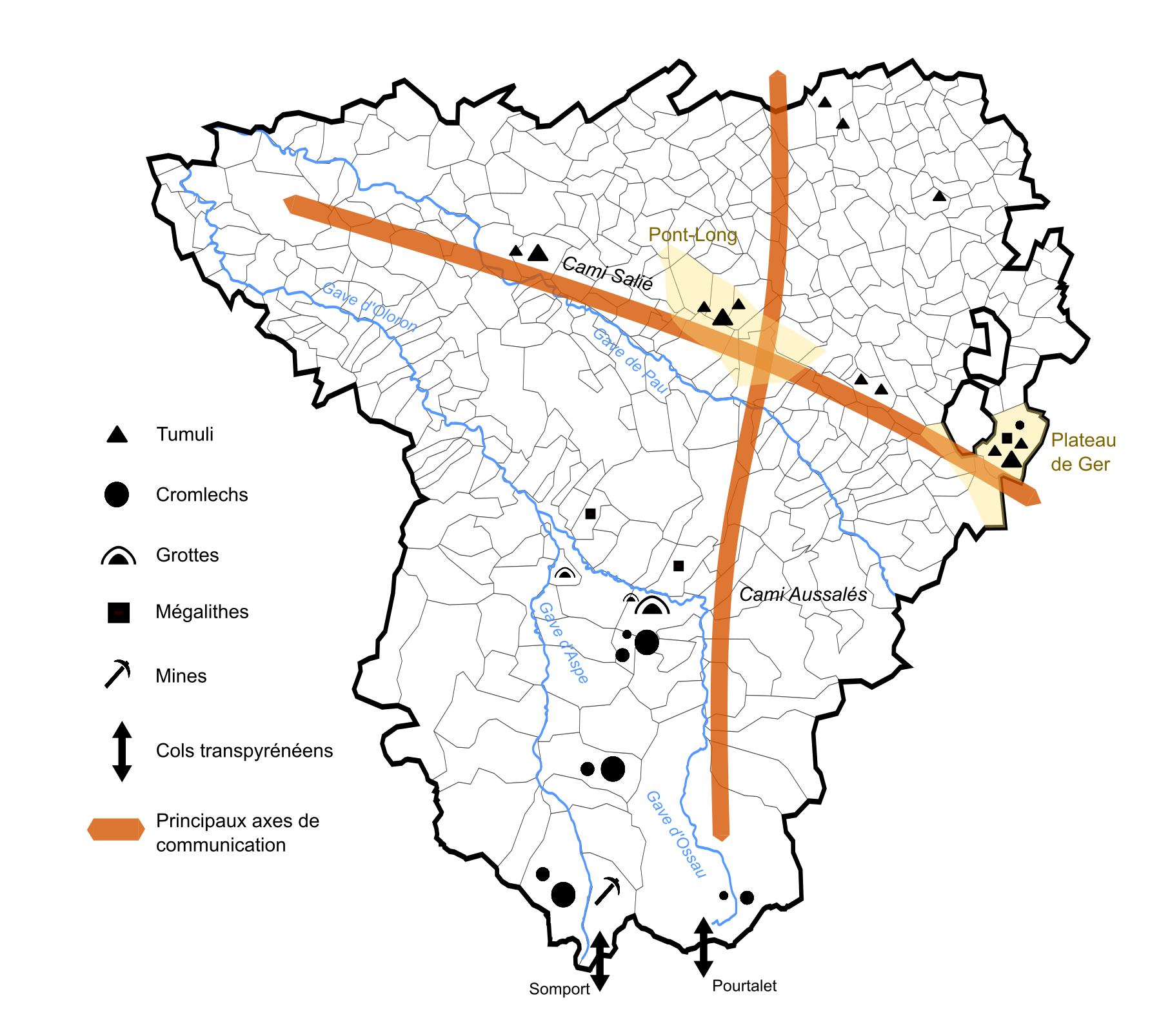
Carte du Béarn préhistorique.
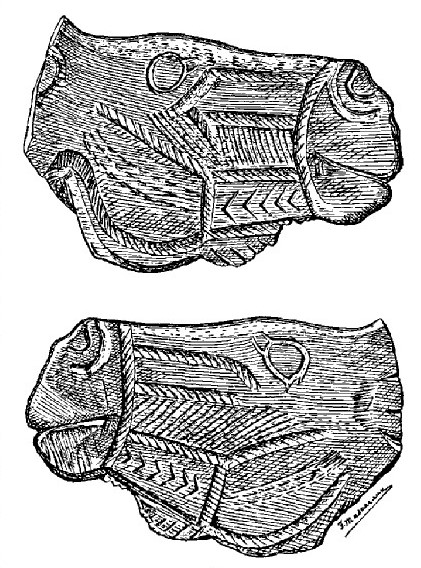
Gravure sur os représentant une tête de cheval, grotte Saint-Michel, Arudy.
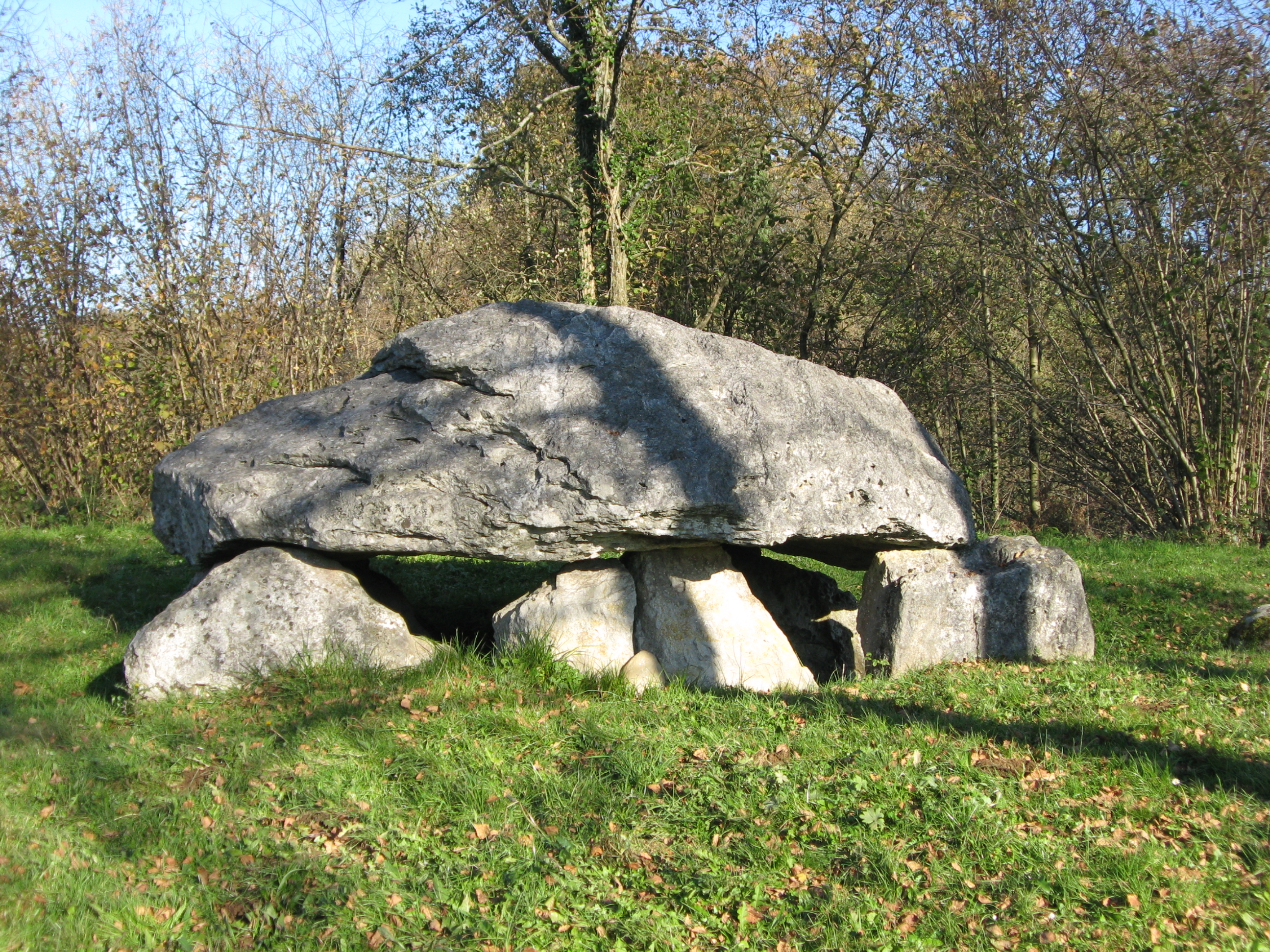
Le dolmen de Buzy.
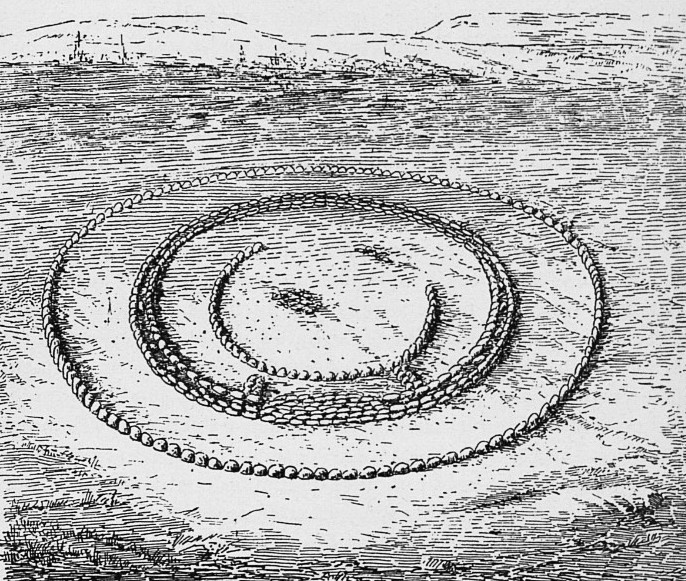
Tumulus à Ger.
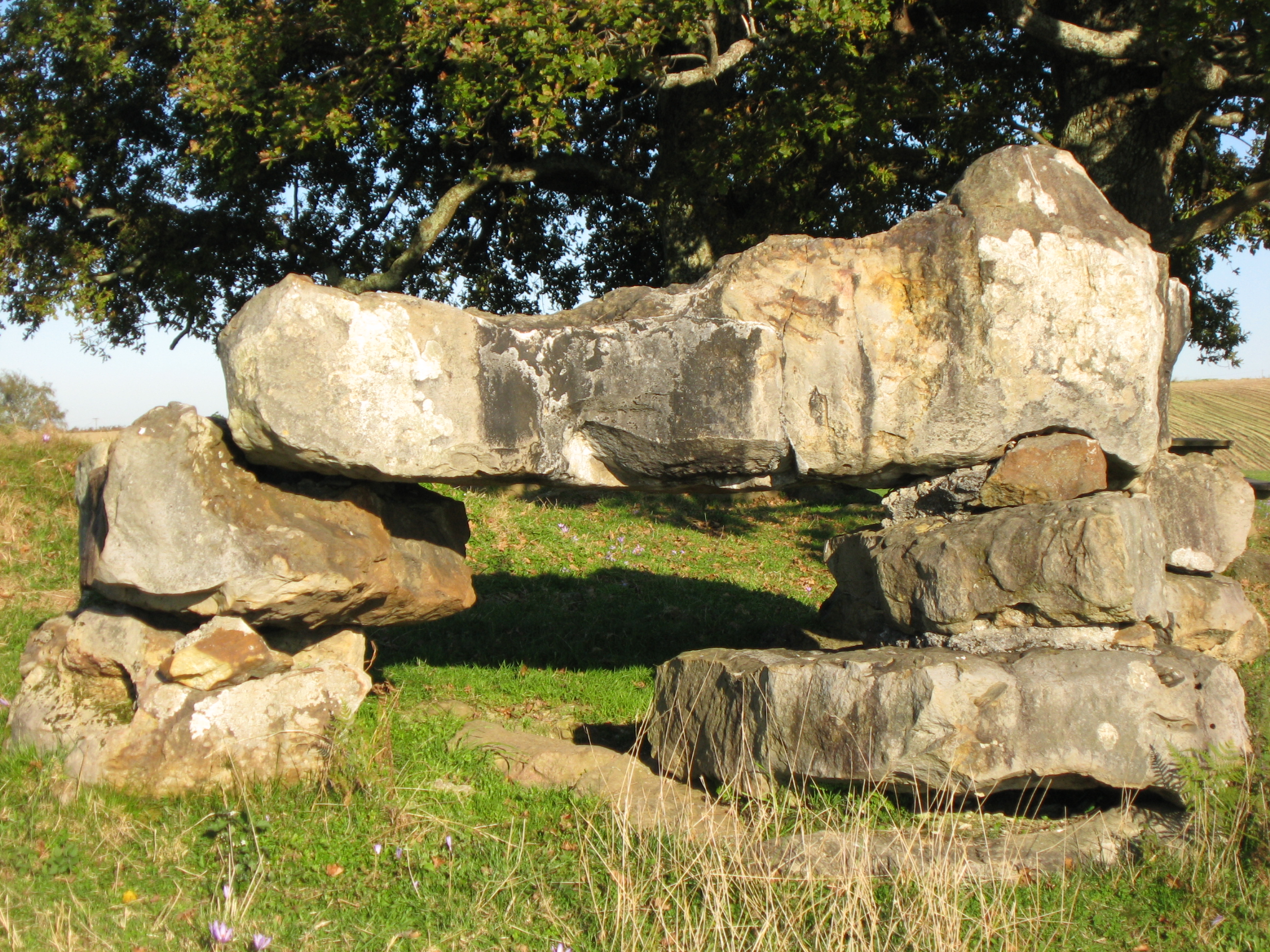
Dolmen d'Escout.

### Antiquité

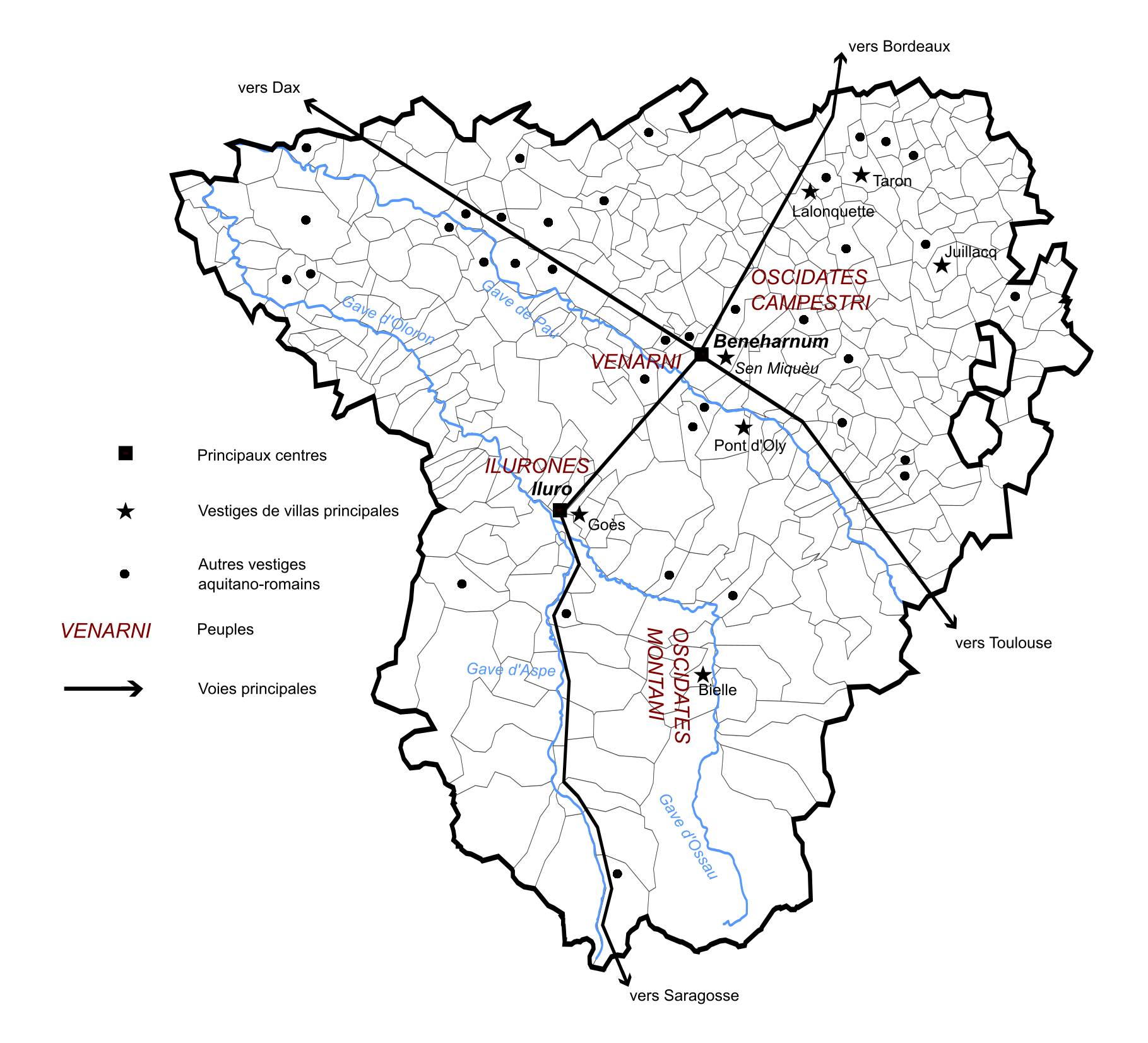
Le Béarn antique.

Au début du Ier millénaire av. J.-C. le territoire béarnais semble être occupé par le peuple des Ligures. Contrairement à la Gaule, envahie par des peuples celtes au Ve siècle av. J.-C., ce sont des peuples Ibères qui repoussent les Ligures à cette même époque. Venant du sud des Pyrénées, les Ibères du nord — ou Aquitains — gardent des relations commerciales et culturelles étroites avec les Ibères d'Espagne. Il pourrait s'agir d'Ibères résiduels, voire en partie réfugiés, à la suite de la conquête romaine de la péninsule Ibérique sous le coup des guerres puniques. Car on sait que l'aire aquitaine, aquitanique, aquitanienne ou encore vasconique, correspond à une région où l'on parle alors des langues proto-basques : c'est probablement une seule et même variété de langues, que parlent les peuples recensés par Rome.
Jules César, dans ses Commentaires sur la Guerre des Gaules, remarque que ce qu'il cartographie lui-même sous le terme de « Gaule aquitaine », est composé de peuples aux us & coutumes plus proches des Ibères que des Celtes (au Nord : Gaulois et Belges, respectivement répartis dans ce qu'il nomme « Gaule celtique » — grosso modo future Gaule lyonnaise — et Gaule belgique ; sans parler au Sud des Celtes d'Ibérie — Bérons, Vaccéens... — ainsi que des Celtibères). S'ils conservèrent leurs parlers malgré la romanisation, c'est parce qu'une partie d'entre eux s'allie avec l'Urbs pendant la guerre des Gaules. Naturellement, entourés des Celtes gaulois, des Celtes d'Ibérie et des Celtibères, ils en connaissent des influences au moins matérielles et techniques.
Les Aquitains sont surtout des pasteurs et agriculteurs, dont la religion et la langue diffèrent nettement de celles des Celtes. Plusieurs tribus ibères sont identifiées en Béarn, les Venarni autour de la vallée du gave de Pau et les Oscidates entre la vallée d'Ossau (Oscidates Montani) et le Pont-Long (Oscidates Campestri), illustrant l'interdépendance entre ces deux zones de transhumance pastorale. Le premier contact des Aquitains avec Rome se produit au cours de la guerre sertorienne au Ier siècle av. J.-C., le romain Quintus Sertorius forme les Ibères — des deux côtés des Pyrénées — à la discipline et à la tactique des légions. Occupé à conquérir la Gaule, Jules César confie à son lieutenant Publius Crassus le soin de soumettre l'Aquitaine. À la suite d'une ultime bataille qui se déroule entre Tartas et Saint-Sever, les troupes romaines soumettent les Aquitains en 56 av. J.-C..

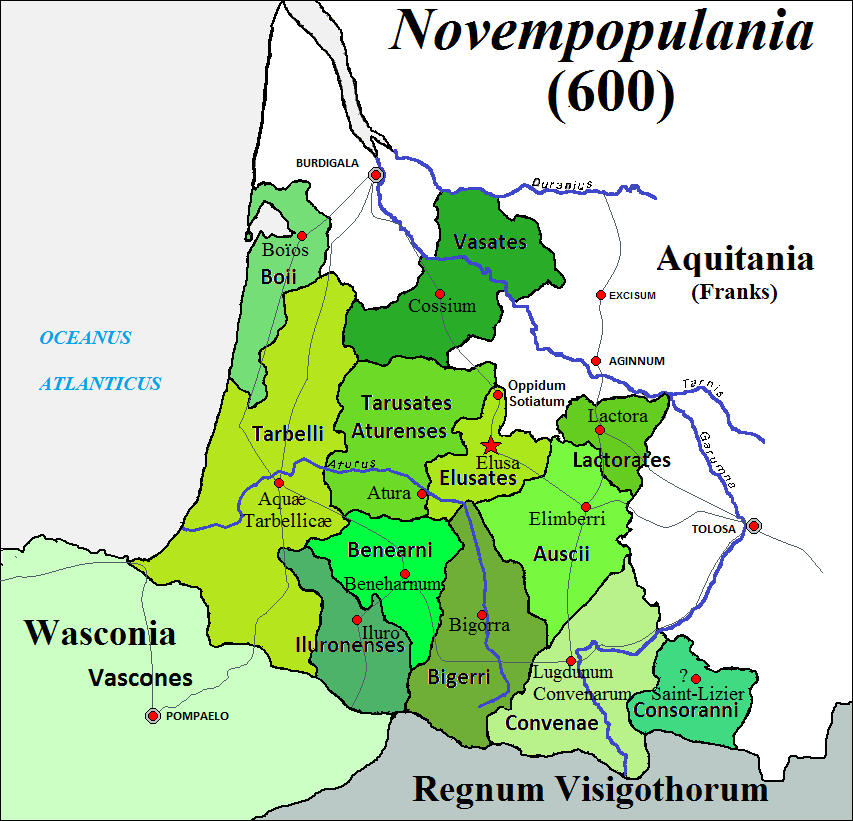
Les peuples constituant la Novempopulanie.

La domination romaine du Béarn s'étale sur près de cinq siècles. La trentaine de tribus rencontrées par César au sud de la Garonne sont regroupées autour de cinq cités, la cité des Tarbelles (Dax) englobe alors sans doute les tribus béarnaises. Au IIIe siècle, la province de la Novempopulanie est créée pour séparer les peuples aquitains et les Gaulois. Deux cités sont constituées en Béarn à la fin du IVe siècle, Beneharnum et Iluro. Il s'agit des deux principaux centres urbains de ce Béarn antique, qui existaient peut-être déjà avant la prise de contrôle romaine, même si une hypothèse récente situe à Labastide-Monréjeau l'ancêtre de Beneharnum. Ces deux centres ont une taille modeste, Beneharnum atteint une étendue maximale de 10 à 12 ha et compte quelques centaines d'habitants. Les peuples aquitains se romanisent progressivement, adoptant la langue latine vulgaire, qui forme le béarnais/gascon. Plusieurs routes romaines traversent le Béarn, l'une conduisant de Toulouse à Dax — en passant par Beneharnum — l'autre partant au sud vers Saragosse en passant par Iluro et le Somport. Les vestiges de plusieurs villas aquitano-romaines luxueuses sont découverts à Bielle, Jurançon (Villa du Pont d'Oly), Lescar (Sen Miquèu), Lalonquette ou Taron. L'aristocratie locale aquitano-romaine administre la cité au sein d'une curie, en Béarn elle tient sa fortune du patrimoine foncier, la faible densité archéologique de cette époque indique une activité pastorale extensive, avec des groupes humains mobiles, notamment au Pont-Long.
À partir du Ve siècle, la région subit l'effondrement de l'Empire romain et les multiples invasions barbares. Les Vandales, Alains, et Suèves ravagent la Novempopulanie. Les Wisigoths ruinent également les campagnes à partir de l'an 412, ils obtiennent des Romains le contrôle du sud-ouest de la Gaule à partir de 419, avec Toulouse comme capitale. La domination des Wisigoths sur la Novempopulanie dure près d'un siècle, maintenant la paix avec l'aristocratie aquitano-romaine en place. C'est probablement dans le courant de ce Ve siècle que le christianisme s'impose en Béarn, avec des conversions isolées à des époques plus anciennes. Saint Julien passe pour être l'évangélisateur du Béarn ainsi que le fondateur du diocèse de Beneharnum à la fin du Ve siècle, l'histoire retient Galactoire et Grat comme premiers prélats du Béarn, lors du concile d'Agde en 506. L'arrivée tardive de la religion chrétienne en Béarn est le résultat du caractère rural de cette région, le christianisme ayant d'abord été adopté dans les centres urbains. Avant cela, les Béarnais rendent surtout culte aux astres, aux montagnes, aux arbres et aux sources.

### Moyen Âge

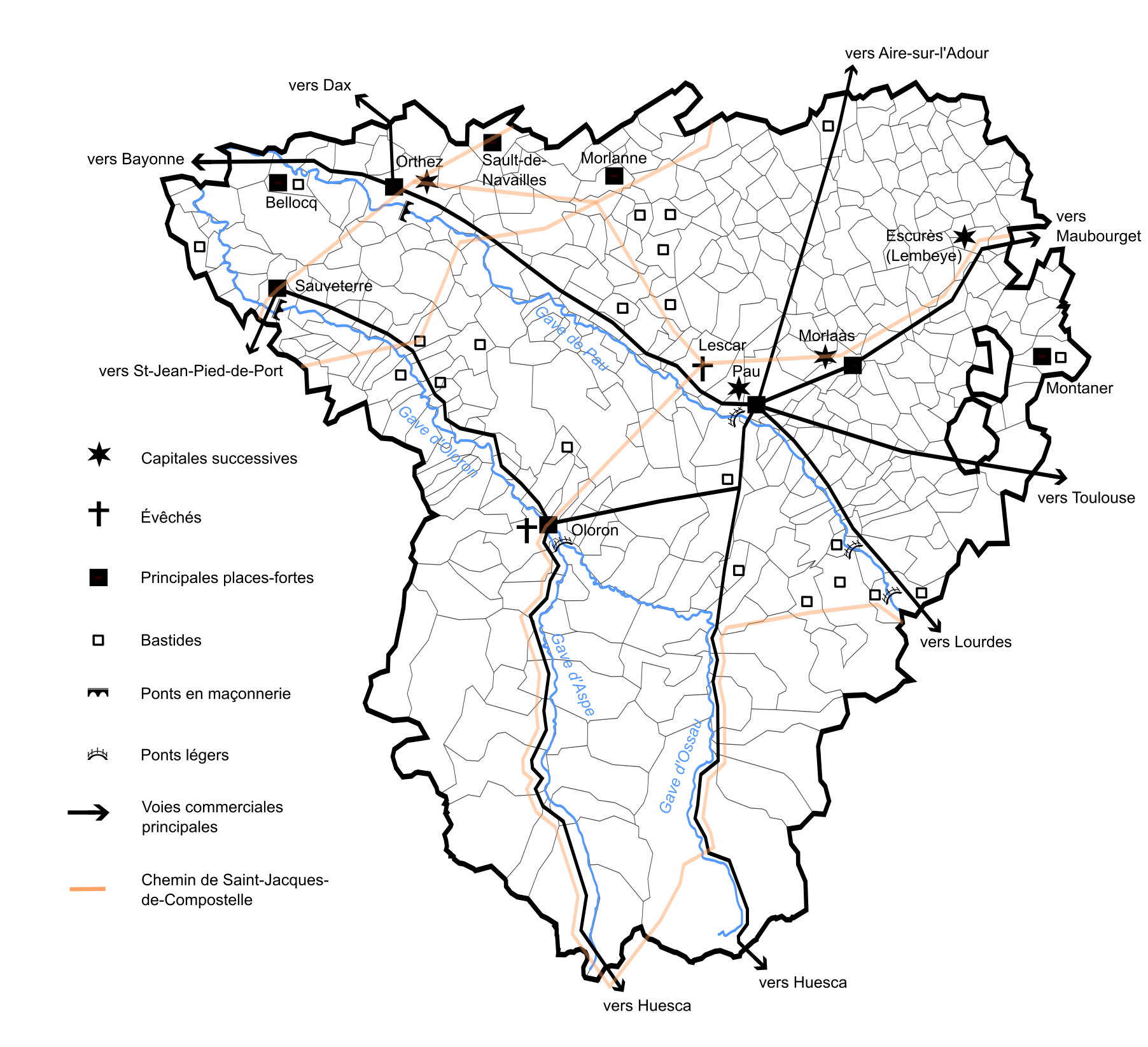
Le Béarn au Moyen Âge.

La bataille de Vouillé en 507 marque le début de la domination franque du Midi aquitain. Mais comme pour les Wisigoths, les Mérovingiens puis les Carolingiens ne sont que les maîtres nominaux d'un pays insoumis. Dans le même temps, les Vascons — établis au sud des Pyrénées — envahissent et ravagent la Novempopulanie vers 580. Les rois francs imposent leur suzeraineté, permettant la constitution du duché de Vasconie au début du VIIe siècle, en remplacement de l'antique Novempopulanie. Ainsi, en 587, le traité d'Andelot affecte le souveraineté de Béarn au roi Gontran jusqu'à sa mort. La Vasconie forme un état indépendant sous les rois fainéants, elle garde ensuite une forte autonomie sous les Carolingiens, avec une agitation continue contre la domination des hommes du nord. Cette anarchie favorise les incursions vikings en Vasconie, qui anéantissent Beneharnum et « dépeuplent » Iluro au milieu du IXe siècle. Avec l'affaiblissement du pouvoir des derniers Carolingiens, le caractère indépendant des Pyrénéens et la nécessité de se protéger des attaques normandes, un morcellement de l'autorité royale s'opère au IXe siècle. La vicomté de Béarn est alors constituée sous l'autorité des ducs de Gascogne, en 820 ou vers 840.
Les Centulle règnent sur la nouvelle vicomté, le premier vicomte désigné dans les écrits étant Gaston Centulle à la fin du Xe siècle. Initialement, les vicomtes sont des sous-officiers des comtes chargés de gérer en son nom un petit territoire. La crise de succession qui secoue le duché d'Aquitaine entre 1032 et 1063 favorise probablement l’émancipation des vicomtes méridionaux, dont celle des Centulle. La vicomté de Béarn occupe vraisemblablement le territoire de l'antique cité de Beneharnum, avec le Vic-Bilh comme centre de sa puissance et Escurès comme place forte. Les Centulle permettent à ce Béarn primitif de s'étendre au sud et à l'est, plusieurs mariages provoquent l'intégration de la vicomté d'Oloron vers 1050 puis celle de Montaner en 1085. L'expansionnisme béarnais aboutit en 1086 avec l'abandon par Gui Geoffroi des derniers droits comtaux sur le Béarn. La seconde moitié du XIe siècle marque la promotion de Morlaàs comme nouveau centre du pouvoir béarnais. Le lien de vassalité du Béarn envers la Gascogne — déjà très léger dans la seconde moitié du XIe siècle — n'est plus que théorique sous Gaston IV le Croisé, celui-ci participe à la première croisade ainsi qu'à la Reconquista. Il y joue un rôle décisif aux côtés d'Alphonse Ier d'Aragon. Le Béarn devient l'alliée de l'Aragon, puis un pays vassal, la couronne aragonaise tentant de créer un vaste ensemble sur les deux versants des Pyrénées. À la suite d'une série de guerres avec les vicomtes de Dax, le pays d'Orthez est annexé en 1194 sous la dynastie des Moncade, le Béarn garde par la suite ses frontières intactes jusqu'à la Révolution française.

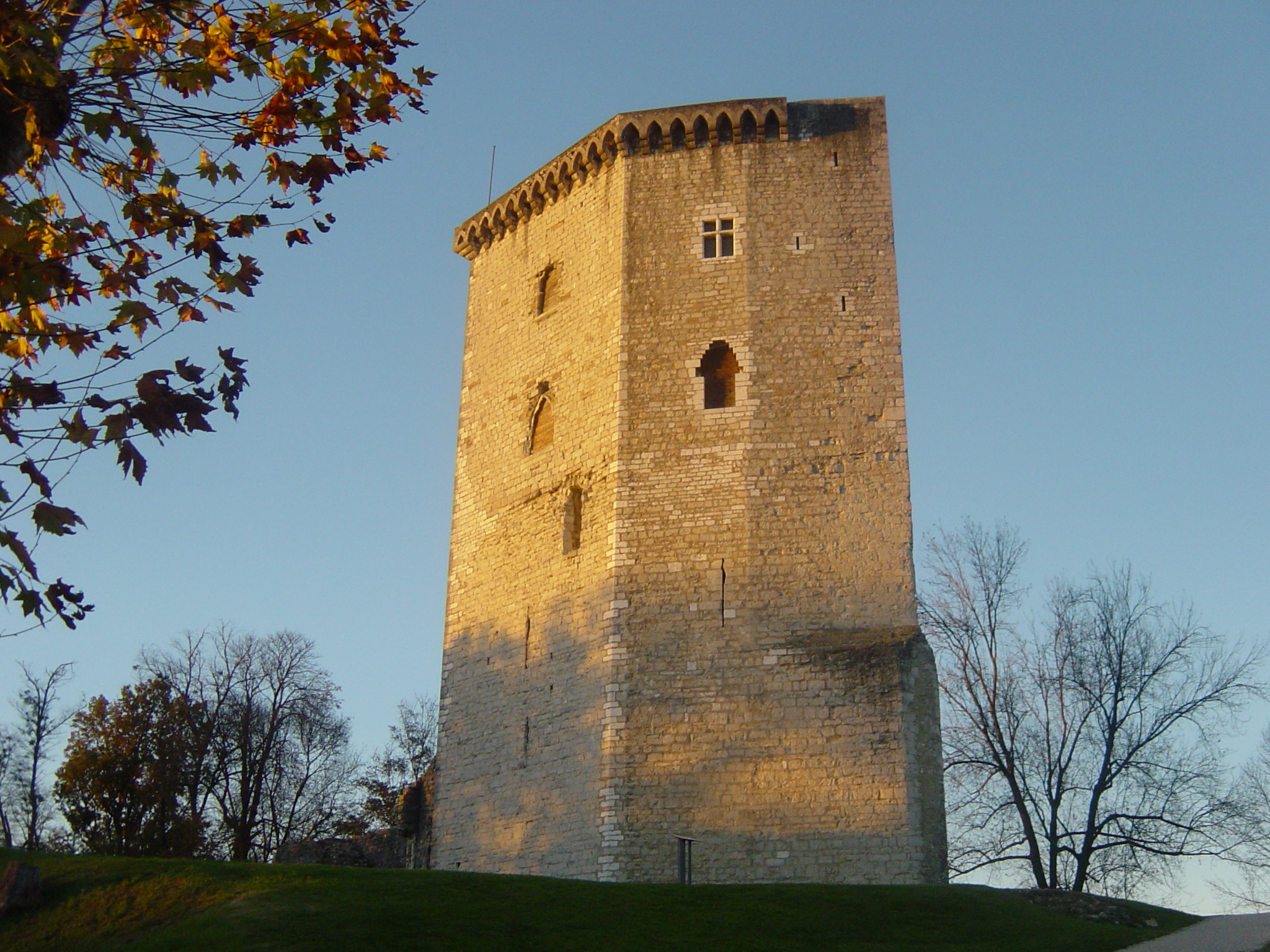
Le château de Moncade à Orthez.

En 1213, la défaite aragonaise à la bataille de Muret entraîne l'arrêt des interventions aragonaises au nord des Pyrénées et la fin des liens de vassalité avec le Béarn dans la première moitié du XIIIe siècle. Cette rupture est l'occasion pour les rois d'Angleterre d'exiger le retour du Béarn dans le giron gascon. Malgré son désir d'indépendance, Gaston VII prête hommage au roi d'Angleterre en 1240. Le retour du Béarn dans la mouvance gasconne se traduit également par un changement de capitale, Orthez (plus proche de la Gascogne) remplace Morlaàs en 1242. Gaston VII n'aura de cesse de se révolter, il doit s'avouer vaincu après être fait prisonnier à Winchester par Édouard Ier d'Angleterre en 1276. Le souverain béarnais choisit de faire marier sa seconde fille — Marguerite de Béarn — au comte de Foix Roger-Bernard III. Ce mariage provoque l'indissoluble union entre les maisons de Foix et de Béarn. Les désormais Foix-Béarn se placent dans une situation délicate, entre zones d'influence anglaise et française, avec les prémices de la future guerre de Cent Ans entre les deux royaumes. Jusqu'à Gaston II de Foix-Béarn, la position des souverains de Béarn oscille entre neutralité et suivi des positions françaises. Le peuple béarnais est lui réticent à suivre une politique favorable aux rois de France, il ressent une appartenance à la communauté gasconne et voit le royaume de France comme une terre étrangère.

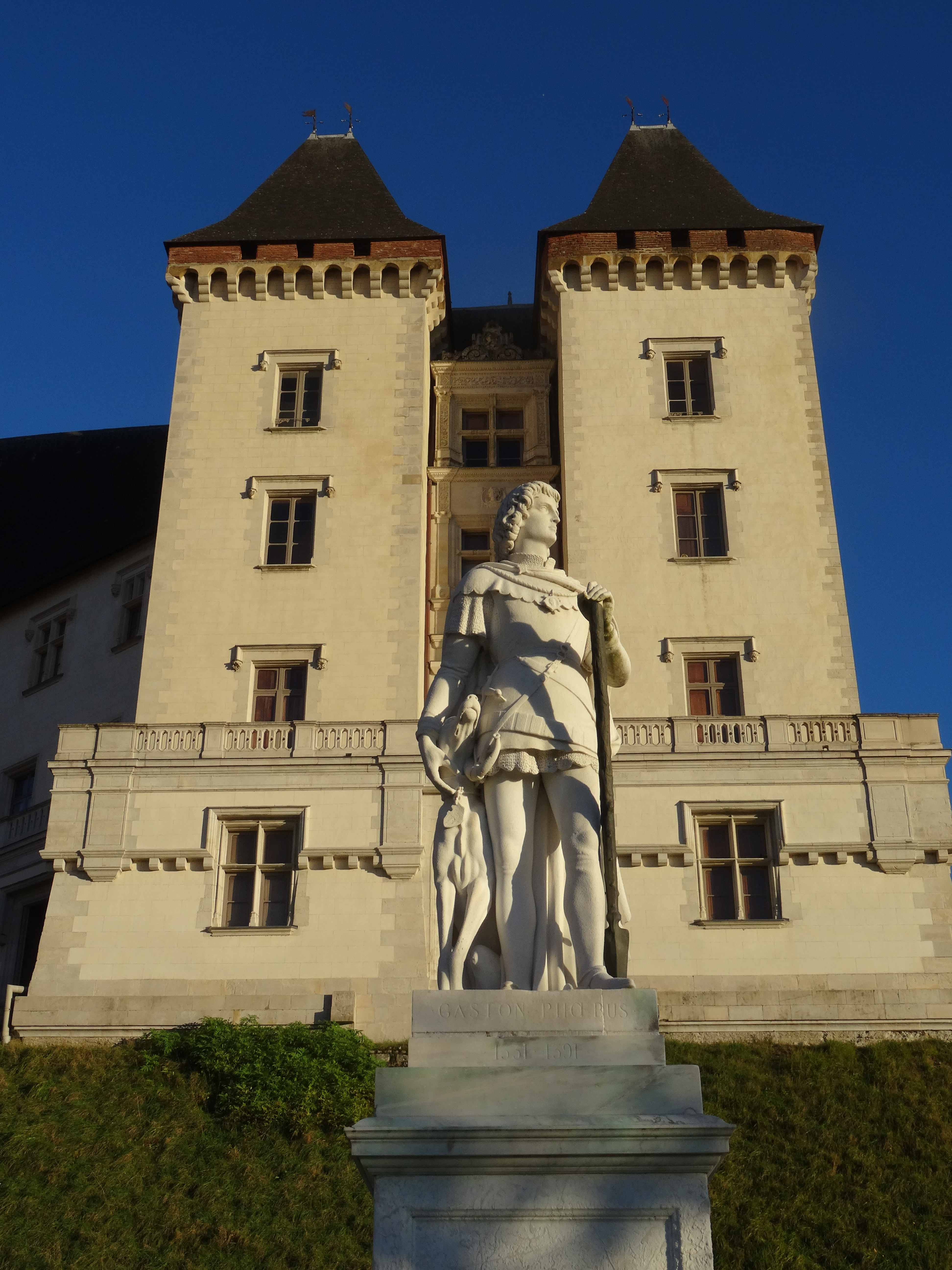
La statue de Fébus devant le château de Pau.

Béarn indépendant en 1477, sous le règne de Louis XI de France.

Il faut attendre Gaston III, dit Fébus, pour voir apparaître une nouvelle politique : faire du Béarn un pays souverain et neutre. Le projet de Fébus est l'aboutissement des longues périodes d'autonomie connues par le Béarn aux époques précédentes. Désormais en pleine guerre de Cent Ans, Fébus profite de la déroute française de Crécy en 1346 pour prendre ses distances avec le royaume de France. Le 25 septembre 1347, il déclare à un envoyé de Philippe VI que le Béarn est une terre qu'il « tient de Dieu et de nul homme au monde », un acte considéré comme une déclaration d'indépendance. Par la suite, il évite les représailles françaises puis les intentions anglaises du Prince Noir. Après les échecs français et anglais à obtenir un hommage, la vicomté autonome devient de facto une principauté souveraine. Les vicomtes abandonnent ce titre pour se présenter désormais comme « seigneurs du pays souverain de Béarn ». Fébus meurt sans héritier, la principauté revient à la maison de Grailly. En 1434, Gaston IV épouse l'infante Éléonore de Navarre et devient prince héritier du royaume de Navarre, il transfère sa cour d'Orthez à Pau en 1464 pour sa position plus centrale dans la principauté. Par ailleurs, Louis XI, devenu nouveau roi de France en 1461, fait épouser sa sœur Madeleine de France au fils aîné de Gaston IV, Gaston de Foix, en 1462, dans l'optique de renforcer le lien entre le royaume de France et le Béarn. Ce mariage favorise l'indépendance du Béarn, en dépit de plusieurs annexions réalisées par Louis XI, de la Normandie, de la Guyenne, de la Provence, de l'Anjou et de la Bourgogne, sous son règne.

### Renaissance et époque moderne
Le petit-fils de Gaston IV et d'Éléonore de Navarre — François Fébus — est couronné roi de Navarre en 1479 à Pampelune. Il se constitue de fait un État Béarn-Navarre à cheval sur les deux versants des Pyrénées, une position qui se révèle particulièrement inconfortable entre royaume de France et d'Espagne. Le mariage de la sœur, et héritière, de François Fébus scelle définitivement l'avenir du Béarn. Ainsi, les États de Béarn réunis à Pau en 1483 se prononcent pour que Catherine de Foix épouse Jean d'Albret sous les conseils du roi de France, au lieu du fils des rois catholiques ibériques. Les seigneurs béarnais deviennent alliés du roi de France, sans perdre l'indépendance de leur pays. Ce choix provoque, en partie, la prise de Pampelune par les troupes des rois catholiques en 1512. Pau devient à partir de cette date la capitale des rois de Navarre. Les seigneurs du Béarn perdent de ce fait une grande partie du territoire de la Navarre, ne conservant que la Basse-Navarre au prix d'une contre-attaque franco-béarnaise menée en 1513.

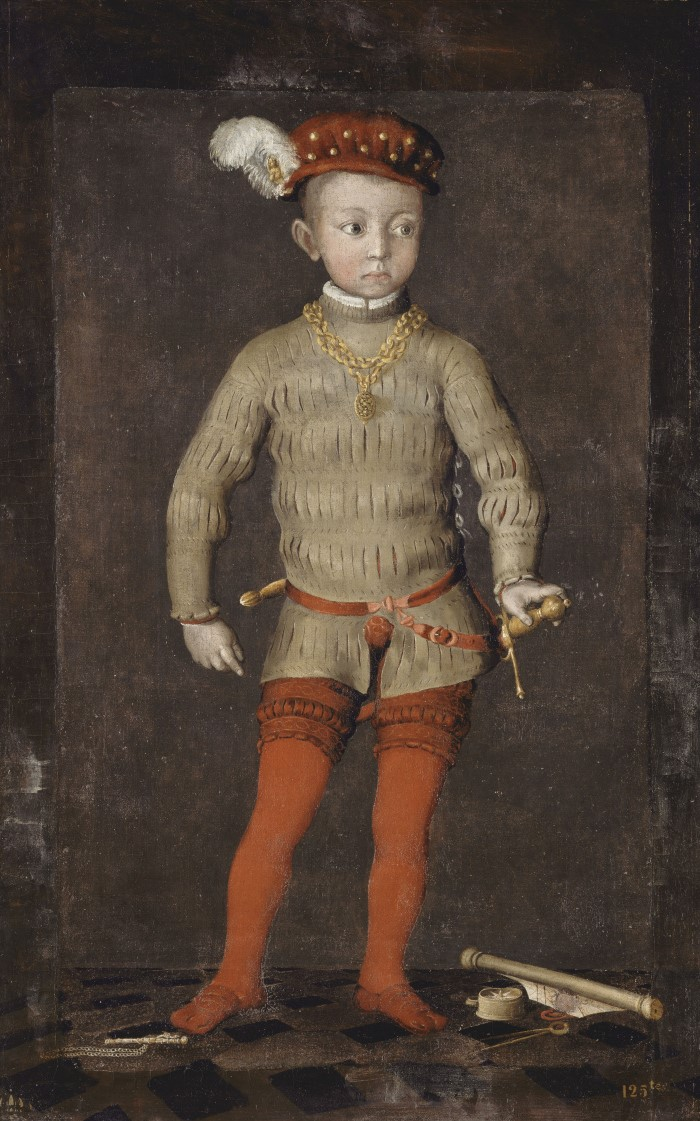
Jeanne d'Albret donne naissance à Henri IV (roi de France) en 1553 ; il est le premier prince béarnais à naître à Pau.

Après avoir combattu et être fait prisonnier aux côtés du roi de France François Ier à la bataille de Pavie, Henri d'Albret épouse Marguerite d'Angoulême, la sœur de son compagnon d'armes. Sous leur règne, la vie du pays est modernisée, sur le plan institutionnel, militaire — avec la construction de la place forte de Navarrenx entre 1542 et 1549 — ou encore architectural. Marguerite d'Angoulême est à l'origine de l'introduction de la Réforme protestante en Béarn. Cette seconde moitié du XVIe siècle est une période trouble pour le Béarn. Jeanne d'Albret suit l'exemple de sa mère Marguerite en se consacrant à l'introduction de la Réforme au sein de la cour de Navarre et de ses possessions. Jeanne d'Albret montre une rigueur morale et une forte intransigeance face au catholicisme. En 1569, la région est secouée par une année de terribles guerres religieuses, avec l'envoi des troupes de Charles IX, la résistance notable, de la place forte de Navarrenx et une contre-attaque sanglante du comte de Montgommery. Le catholicisme est écrasé et la liberté religieuse pour longtemps abolie. En 1564, Jeanne d'Albret installe à Orthez une académie sur le modèle genevois. Ce remarquable centre intellectuel forme une élite qui contribue à faire progresser le calvinisme auprès des Béarnais.
Une aristocratie protestante se crée en Béarn, cette dernière contrôlant les États de Béarn. Une résistance nationaliste se fait ressentir au sein de l'assemblée, à l'encontre des velléités françaises sur le Béarn, à la fois pour des motifs politiques et religieux. En 1572, le massacre de la Saint-Barthélemy manque de tuer Henri III de Navarre, fils de Jeanne d'Albret et d'Antoine de Bourbon. Natif du château de Pau, Henri hérite en 1589 de la couronne de France par le jeu de la loi salique. Occupé par la conquête de ce royaume qui ne veut pas d'un protestant comme roi, il confie la régence du Béarn à sa sœur Catherine de Bourbon. Devenu Henri IV, le roi tente de réconcilier les Français par l'édit de Nantes en 1598, il est suivi en 1599 par son équivalent pour le Béarn. Les États s'alarment de cette décision, mais Henri IV les rassure en maintenant la souveraineté du Béarn malgré la coutume. Sur ce sujet, Henri IV aurait déclaré « qu'il donnait la France au Béarn et non le Béarn à la France ». Après trente ans d'interdiction, c'est en 1605 que le catholicisme est de nouveau autorisé en Béarn par Henri IV.

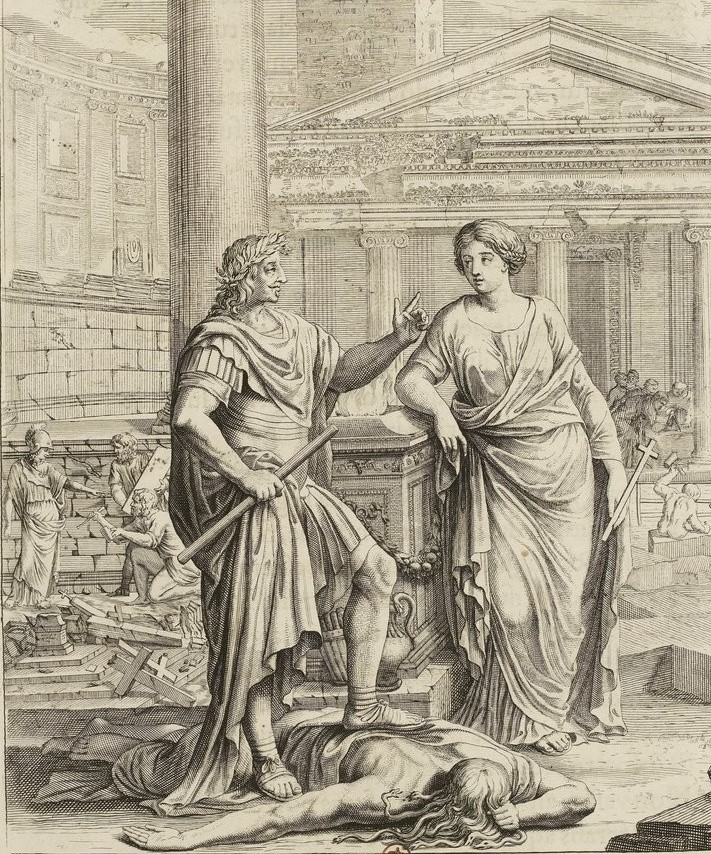
Louis XIII rétablit le culte catholique et annexe le Béarn en 1620.

Après l’assassinat d'Henri IV en 1610, l'agitation religieuse reprend entre les protestants, appuyés par les États, et les catholiques, menés par les évêques de Lescar et Oloron. En 1617, le jeune roi Louis XIII promulgue l'arrêt de Fontainebleau qui rétablit dans tout le Béarn la religion catholique et impose la restitution des biens aux catholiques. Les États dénoncent cet arrêt à partir de 1618 et refusent son application. Après avoir épuisé tous les essais de conciliation, le roi Louis XIII décide de marcher sur le Béarn à la tête d'une importante armée. Il fait son entrée à Pau le 15 octobre 1620, s'assure de la soumission de la place forte de Navarrenx, puis retourne dans la capitale béarnaise pour rétablir le culte catholique le 20 octobre 1620. Ce même jour, Louis XIII publie un édit pour porter union et incorporation du Béarn et de la Navarre à la couronne de France. Cette annexion soulève des réactions mais globalement sans excès, le roi Louis XIII ayant assuré les Béarnais de conserver « leurs fors et privilèges », tout en transformant le conseil souverain de Béarn en Parlement de Navarre et en ordonnant de prélever du château divers objets pour les transférer à Paris.

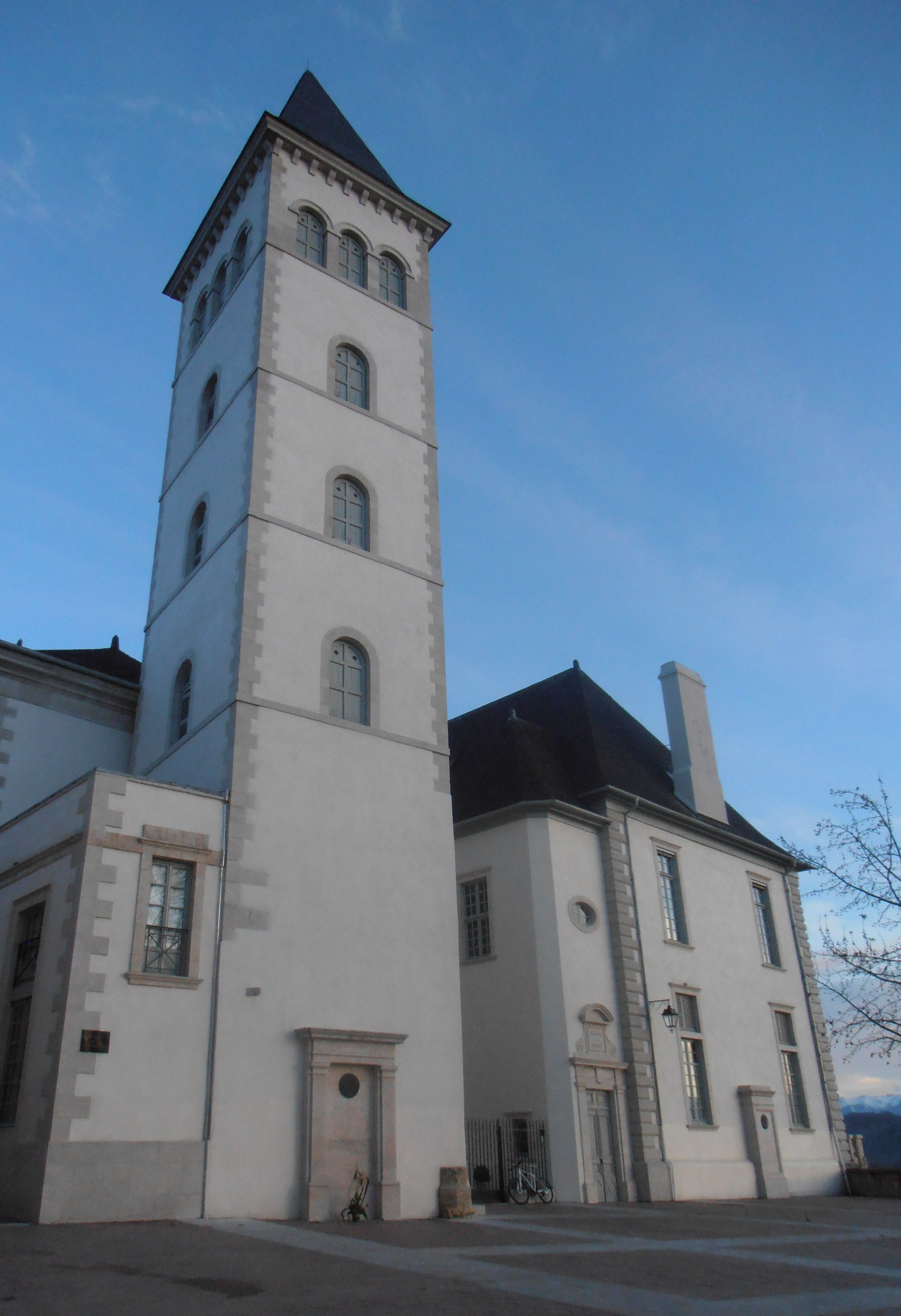
Le Parlement de Navarre.

Le particularisme béarnais ne cesse alors de reculer face à une autorité royale centralisatrice. Bien que créé par l'autorité royale, le Parlement de Navarre représente le principal bastion de ce particularisme, en compagnie des États. Deux crises majeures se déroulent notamment en 1765 et 1788. Si les protestants bénéficient encore de la protection royale pour conserver une soixantaine de lieux de cultes et environ le quart ou le tiers des habitants du Béarn, la révocation de l'édit de Nantes en 1685 bouleverse l'existence de cette forte minorité. L'intendant Foucault mène une campagne de persécution à l'encontre des protestants béarnais, fait démolir la plupart de leurs temples et laisse cours aux dragonnades.
Malgré l'intégration au royaume de France en 1620, le Béarn voit toujours dans la France un pays étranger à la fin du XVIIIe siècle,. Il faut attendre la Révolution française pour que les Béarnais acceptent finalement de devenir pleinement Français. Cette évolution ne se fait pas sans remous, le camp des « patriotes » finissant par l'emporter sur les États par une assemblée extraordinaire des députés de la région paloise le 28 octobre 1789. Les derniers éléments de la souveraineté béarnaise sont balayés : les fors, les États ou l'usage du béarnais comme langue institutionnelle. Le Béarn est intégré aux frontières du nouveau département des Basses-Pyrénées par une décision du 12 janvier 1790. Conformément au caractère consensuel des Béarnais, les excès de la Révolution n'atteignent que très peu leur territoire,. Quelques troubles apparaissent malgré tout, avec notamment le représentant en mission Monestier de la Lozère et la bataille de Lescun en 1794. Les Béarnais doivent en revanche subir une grave crise économique.

#### La souveraineté béarnaise

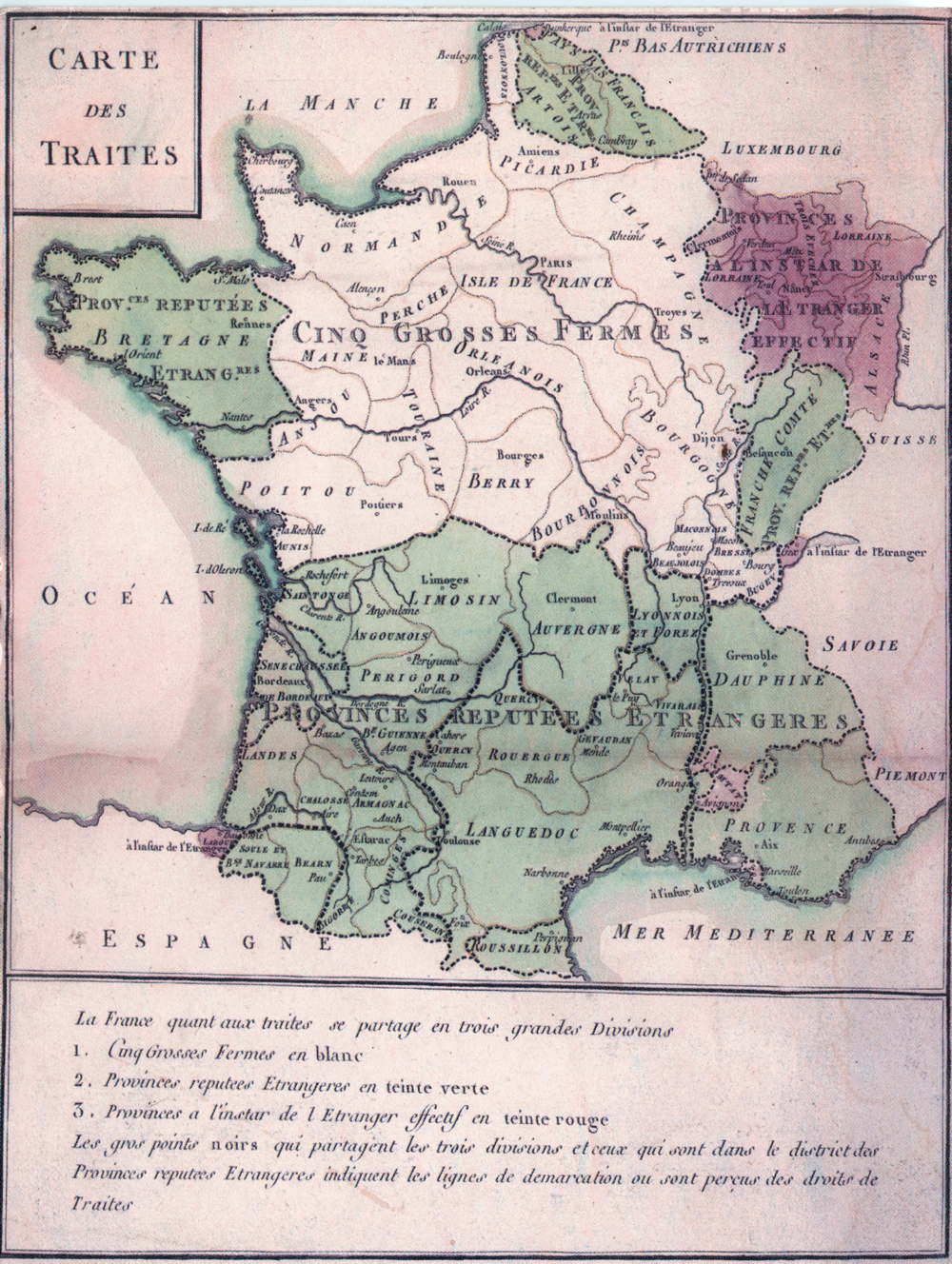
Le Béarn fait partie des « provinces réputées étrangères », définies par Jean-Baptiste Colbert en 1664.

Du coup de force de Louis XIII en 1620 au XIXe siècle, un débat s'instaure entre historiens sur la réalité de la souveraineté du Béarn. Pierre Tucoo-Chala tente d'apporter une réponse à cette problématique dans un ouvrage paru en 1961. À l'aide de documents remontant jusqu'au Xe siècle, l'historien conclut qu'il est inexact de dire que le Béarn a connu de tout temps une souveraineté totale ainsi qu'une souveraineté « de jure ». Il estime, néanmoins, que le Béarn a connu une indépendance, une souveraineté « de facto » totale pendant près de quatre siècles du XIVe au XVIIe siècle. Entre le IXe  et le  XIVe siècle, le Béarn est placé successivement sous le contrôle des ducs de Gascogne, des rois d'Aragon et des rois d'Angleterre, tout en conservant une très large autonomie. Si bien que durant une dizaine de siècles, le Béarn n'est administré par des personnes étrangères que durant quelques années seulement. Le rôle actif joué par plusieurs princes de la lignée béarnaise dans les affaires européennes — de Gaston le Croisé, à Gaston VII puis Fébus et Gaston de Grailly — explique en partie la permanence de l'autonomie politique à travers les siècles, tandis que la cohésion interne est assurée par le culte entourant le pacte et le compromis.
Un nationalisme béarnais se manifeste avec force à partir du XVe siècle, incarné par les États de Béarn. Il est raisonnable de penser que sans l'accident dynastique, qui a vu le souverain de Béarn devenir roi de France au XVIe siècle, le pays (protestant de surcroît) aurait pu conserver plus longtemps sa souveraineté, à l'image de la principauté d'Andorre. La principauté béarnaise tient son origine dans son histoire et sa géographie — à l'écart des grands courants de circulation — qui lui permettent de maintenir et renforcer son indépendance entre l'impérialisme français et espagnol. Formant l'une des plus petites principautés d'Europe, le Béarn occupe un rôle de tout premier plan sur l'échiquier européen jusqu'à la fin du XVIIIe siècle.

### Époque contemporaine

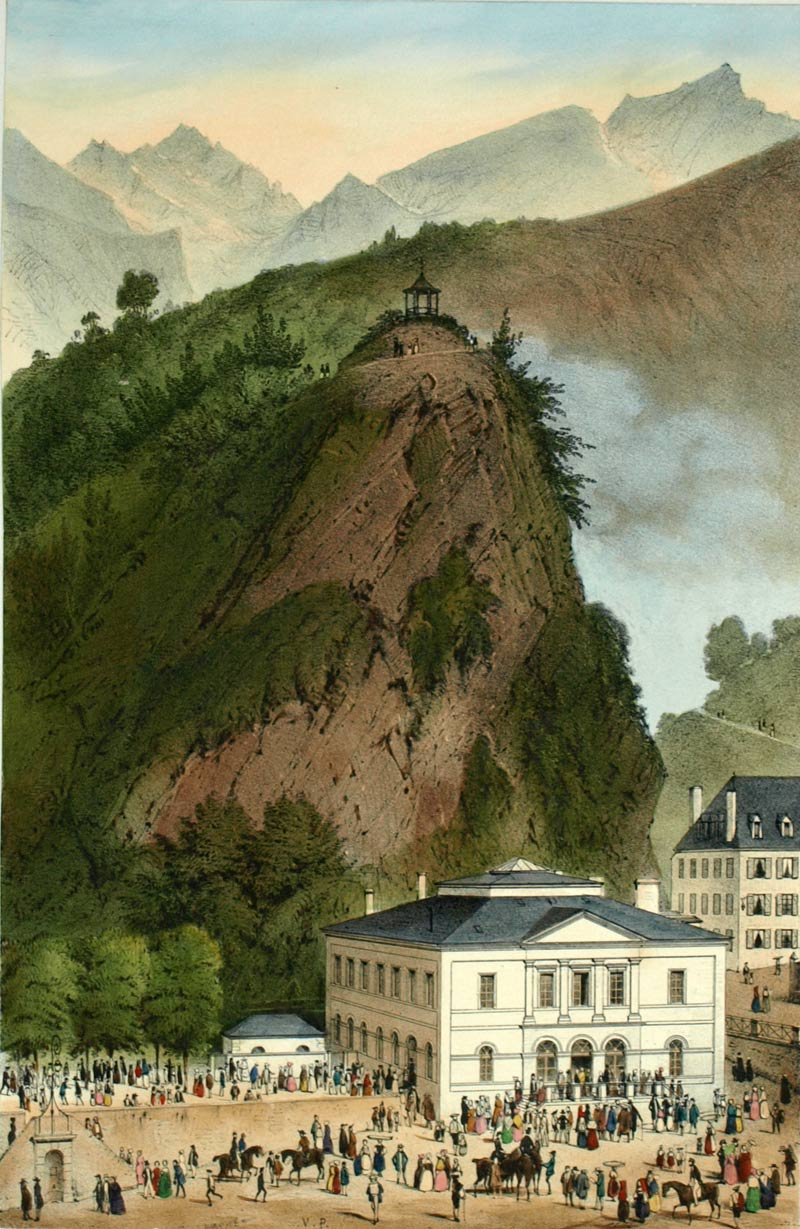
Les thermes des Eaux-Bonnes vers 1830.

Le Béarn traverse le Consulat et le Premier Empire sans événement particulier, hormis la bataille d'Orthez en 1814 avec une occupation temporaire des coalisés, les Béarnais eux ne regrettent pas cette période impériale qui s'achève. Ne disposant plus d'une entité politique commune, le Béarn se contente désormais de suivre (avec retard et modération) les impulsions venues de Paris. Le renforcement progressif des frontières entre les États-nations ainsi que l'absence de transpyrénéen lors de l'arrivée des chemins de fer en Béarn font des Pyrénées un cul-de-sac. Dans cette première moitié du XIXe siècle, le Béarn voit ses principaux atouts économiques s'effondrer, hormis quelques réussites industrielles dans la région de Nay — confection de bérets notamment —, ou encore l'essor touristique de Pau et des stations thermales aux Eaux-Bonnes et aux Eaux-Chaudes dès 1836. Ces réussites apparaissent comme une exception dans un tableau assez sombre pour le Béarn. Depuis longtemps terre d'émigration, ce phénomène s'amplifie très nettement au cours de la seconde moitié du XIXe siècle. Une place de domestique à Bordeaux ou Paris devient alors un sort enviable, notamment pour les cadets des familles. Un net mouvement s'opère également pour des départs vers l'Amérique, en particulier vers l'Argentine. En se basant sur les passeports délivrés entre 1846 et 1900, près de 30 000 Béarnais sont concernés par cet exode.

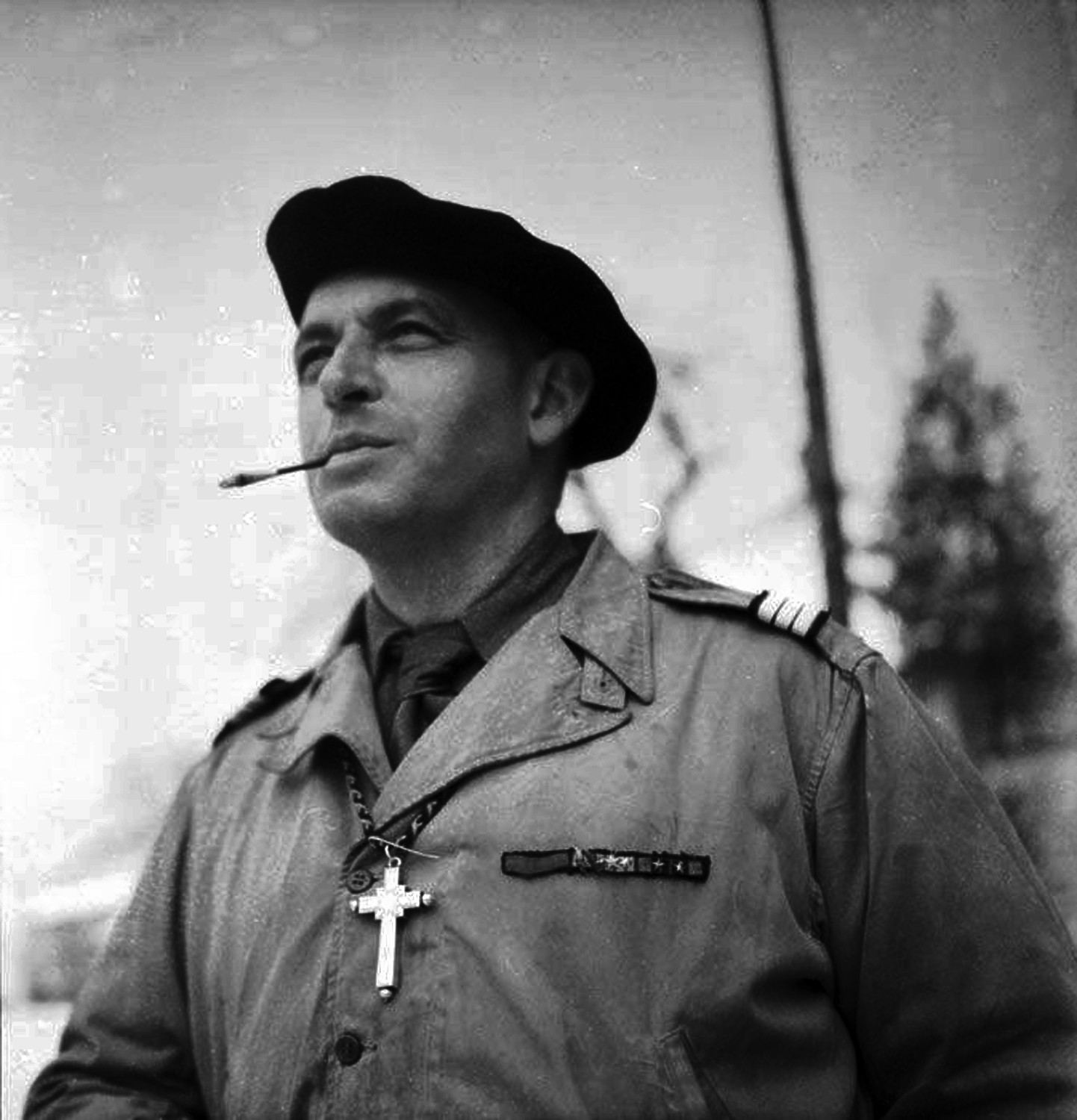
Le résistant André Pommiès.

Sous l'influence de ses riches hivernants, Pau se transforme profondément durant la Belle Époque. L'influence de Pau sur le Béarn se renforce, la population de la ville faisant plus que doubler entre 1848 et 1912. Ce prestige international permet d'attirer l'attention des frères Wright, à la recherche d'un lieu pour leurs essais concernant l'aviation naissante. Ils trouvent dans le Béarn les conditions météorologiques optimales, avec l'absence de vent et la rareté des brouillards. Les rois Alphonse XIII et Édouard VII assistent en 1909 au premier vol de Wilbur Wright au-dessus de la plaine du Pont-Long.
Le début de la Première Guerre mondiale marque un coup fatal pour le tourisme de luxe à Pau. Les Béarnais connaissent des pertes lourdes durant ce conflit, estimées à environ 9 000 soldats, notamment au sein du 18e RI. Durant la Seconde Guerre mondiale, la ligne de démarcation traverse le Béarn avec la présence de zones occupées à son extrémité occidentale. Peuplée de 40 000 habitants à la veille du conflit, Pau en accueille environ 100 000 au cours de l'année 1940, un flot de réfugiés (notamment Belges) s'y concentre pour fuir les combats. Le gouvernement de Vichy est accueilli de manières diverses par les Béarnais. Le thème du retour à la terre, dans une région encore très paysanne, est porteur. La Résistance est active, notamment pour assurer le passage en Espagne de tous ceux qui fuient la police nazie. Regroupés au sein du Corps franc Pommiès, les Béarnais jouent un rôle notable dans la lutte contre l'occupant. Le camp d'internement de Gurs ainsi que le charnier du Pont-Long sont des éléments marquants de cette période en Béarn.

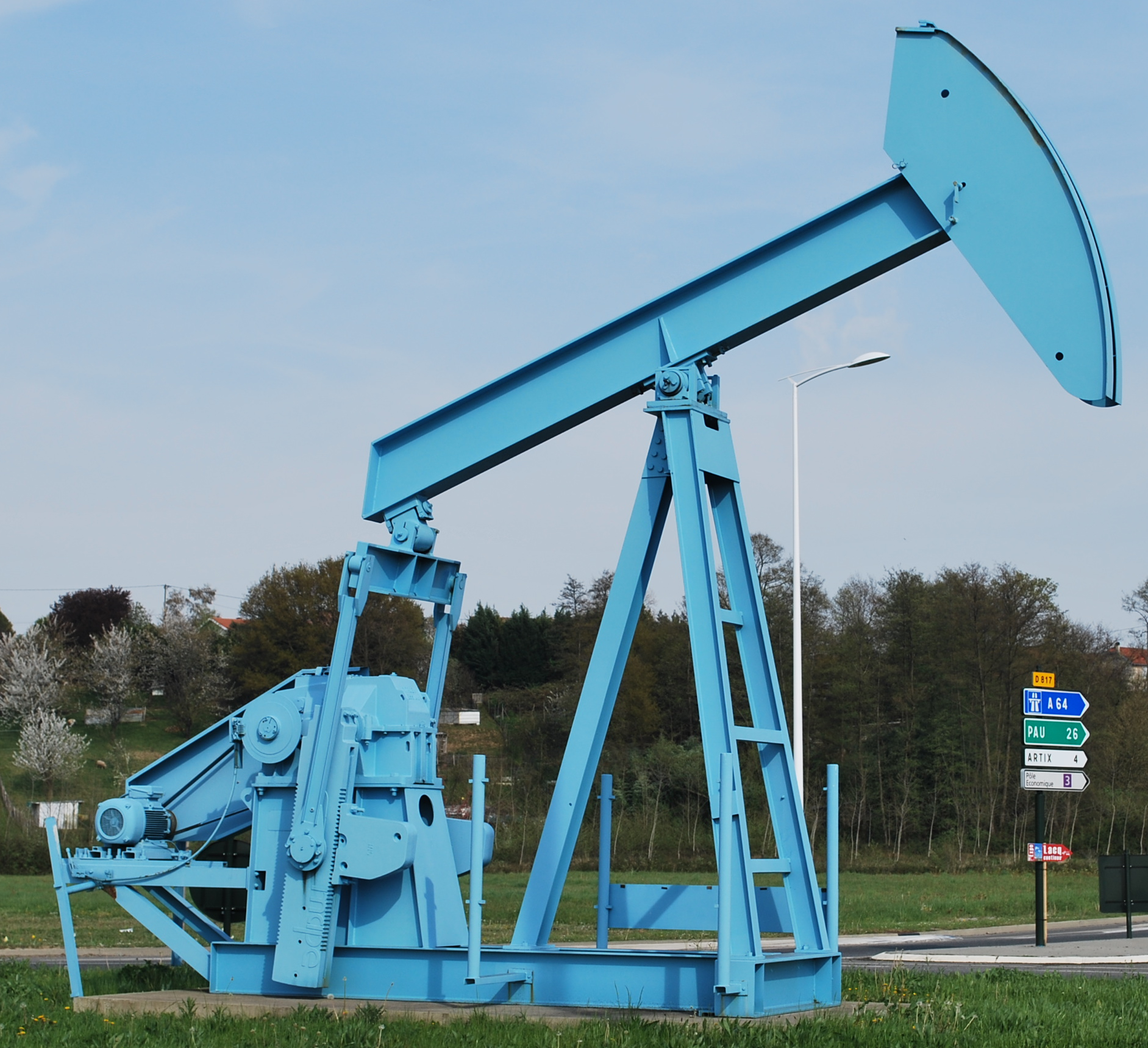
Le gisement de gaz de Lacq a bouleversé l'économie béarnaise.

Au lendemain du second conflit mondial, le Béarn se transforme de manière profonde que ce soit sur le plan économique ou social. La découverte du gisement de gaz de Lacq en décembre 1951 accélère nettement cette évolution. Lors de sa mise en exploitation en 1957, il s'agit de la plus grande usine de gaz d'Europe, elle permet à la France de s'alimenter en gaz à hauteur de 30 %. En une génération, le Béarn connait une expansion sans précédent et change beaucoup plus qu'en plusieurs siècles. Cette mutation se traduit par une urbanisation croissante, avec un dépeuplement des campagnes vers les villes ainsi qu'un phénomène d'immigration. L'agglomération de Pau se développe sensiblement, tout comme la région autour de Lacq, symbolisée par la ville nouvelle de Mourenx. Dans le même temps, l'essor de la culture du maïs hybride est une autre révolution pour l'économie béarnaise avec la fin de la traditionnelle polyculture. La seconde moitié du XXe siècle permet à Pau de renforcer sa position de locomotive pour les pays du bassin de l'Adour. Elle devient un pôle administratif et universitaire central pour toute cette région. En 2013, le gisement de gaz de Lacq cesse pour sa partie commerciale, tandis que le bassin de Lacq se spécialise vers les industries de la chimie fine et des bioénergies. Avec l'héritage des frères Wright, une industrie aéronautique se développe en Béarn. Dépourvu d'entité politique depuis la Révolution française, le Béarn se dote en 2018 d'un nouvel espace de coopération avec le pôle métropolitain Pays de Béarn.

## Politique et administration

### Organisation territoriale
Le Béarn s'organise à la fin du IVe siècle autour de deux cités antiques, Beneharnum et Iluro. Celles-ci se subdivisent en pagi puis vicus, dont le toponyme du Vic-Bilh garde la trace. Iluro se trouve à la confluence des gaves d'Ossau et d'Aspe, donnant accès aux cols transpyrénéens du Pourtalet et du Somport. Le centre de Beneharnum marque lui la convergence entre deux voies de communications préhistoriques, l'axe est-ouest du Cami Salié et l'axe nord-sud de transhumance du Cami Aussalès, il se situe également au croisement des voies romaines Bordeaux-Saragosse et Dax-Toulouse. La présence d'une basse terrasse large — favorable à une urbanisation de plaine et à une agriculture relativement intensive — peut expliquer l'implantation du cœur de Beneharnum sur l'actuelle Lescar, plutôt que sur le site palois. Au IXe siècle — 820 ou vers 840 selon les auteurs — la vicomté de Béarn est créée, suivie par la vicomté d'Oloron vers 920, elles reprennent les limites des anciennes cités antiques. Escurès occupe le centre de cette puissance béarnaise naissante, les premiers Centulle sont alors entourés de barons tous possessionnés en Vic-Bilh. Après le rattachement de la vicomté d'Oloron, le centre de gravité du Béarn se décale vers l'ouest, entraînant la promotion de Morlaàs comme nouveau centre du pouvoir béarnais. Plus proche du cœur de la Gascogne — dont le Béarn est devenu vassal — Orthez devient capitale en 1242, avant que Gaston IV n'installe finalement sa cour à Pau, car plus centrale dans la principauté. Avant le changement pour Pau, les fonctions urbaines de la principauté se caractérisent par un éparpillement incroyable. Au XVIe siècle, le Béarn s'organise autour de parsans, qui reproduisent d'abord les dix-neuf anciens bailliages, avant d'être réduits à treize.

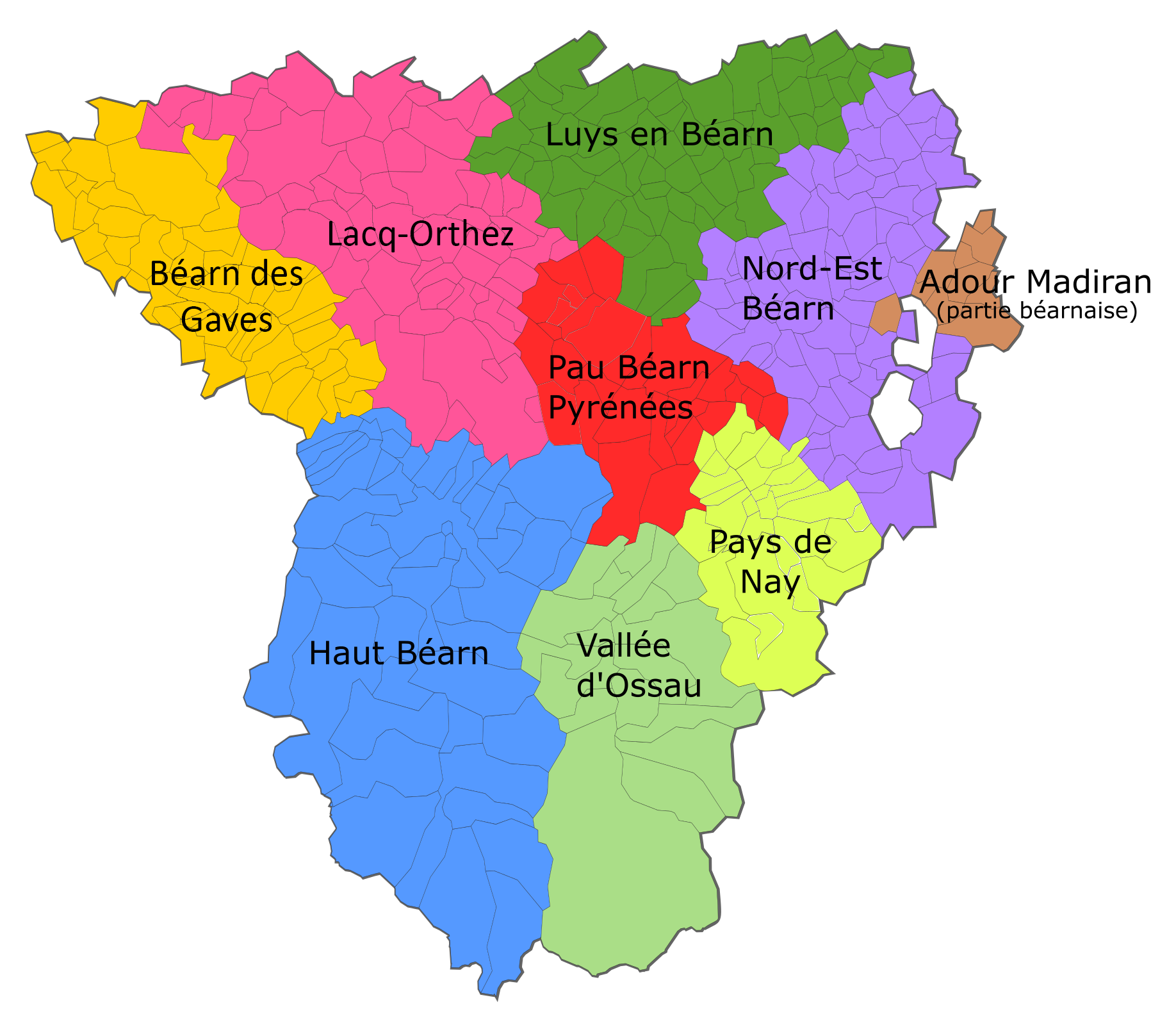
Les intercommunalités du Béarn.

Après son rattachement au royaume de France, le Béarn devient une province française administrée par un intendant. Entre 1631 et 1789, quarante-et-un intendants se succèdent, leur ressort géographique variant huit fois. Depuis 1790, le Béarn est inclus dans département des Pyrénées-Atlantiques (anciennement Basses-Pyrénées), Pau en est la préfecture depuis 1796. Un total de 387 communes composent le Béarn, ces communes sont elles-mêmes regroupées électoralement dans quinze cantons depuis le redécoupage réalisé en 2014. Le Béarn est le siège de deux arrondissements, celui de Pau et celui d'Oloron-Sainte-Marie (qui inclut également la Soule). Depuis plusieurs années sont venues se superposer à ces entités électorales et administratives, les intercommunalités. Ces dernières sont, en Béarn, au nombre de huit communautés de communes (CC) et d'une communauté d'agglomération depuis l'application de la loi NOTRe au 1er janvier 2017. La CC Adour Madiran dispose de son siège en Bigorre, mais comprend onze communes béarnaises, tandis que la CC du Pays de Nay comprend elle deux communes bigourdanes.

### Projet de département du Béarn
La création du département des Basses-Pyrénées rassemblant les provinces à partir du Labourd (majoritairement de langue basque, mais partiellement gascon), de la Basse-Navarre, de la Soule et du Béarn, prive les Landes de Bayonne (ville de langue gasconne), et fait l'objet de débats concernant ses limites géographiques. En effet, les trois premières provinces (majoritairement bascophones) sont alors soumises aux lois de l'administration française, alors que le Béarn n'est régi que par ses propres lois et institutions (et encore de jure et de facto dans sa langue) : États de Béarn et Parlement de Navarre. Enfin, le Béarn se voit davantage se rapprocher de la Bigorre, avec laquelle il partage la langue et de nombreux points communs culturels. Ainsi, la séance du 12 janvier 1790 de l'Assemblée constituante est consacrée à ce point précis, et il est établi que la différence entre basques et béarnais n'est pas un obstacle à la réunion des régions bascophones et du Béarn au sein d'un même département, et ceci en dépit de protestations de Dominique Garat — député d'Ustaritz — qui revendique la formation d'un département pour les provinces de basques du Labourd et de la Basse-Navarre.
Depuis, le projet de bidépartementalisation des Pyrénées-Atlantiques revient périodiquement dans le débat public. En avril 1836, il est proposé la création d'un « département de l'Adour » regroupant les arrondissements de Bayonne et Mauléon, et de celui de Dax qui aurait mené de facto à la création d'un département béarnais. Le 18 décembre 1980, plusieurs députés socialistes déposent la proposition de loi no 2224 à l'Assemblée nationale pour obtenir une bidépartementalisation. Michel Inchauspé est l'auteur d'une proposition de loi à l'Assemblée nationale — no 1289 —, déposée le 22 décembre 1998 et visant à créer une région « Adour-Pyrénées ». Cette proposition est contestée par Michèle Alliot-Marie et François Bayrou. La région « Adour-Pyrénées » aurait regroupé les Hautes-Pyrénées avec les départements du Béarn et du Pays basque-Adour, issus de la partition des Pyrénées-Atlantiques. Le département Béarn aurait rassemblé les communes de l'arrondissement de Pau et de l'arrondissement d'Oloron-Sainte-Marie, à l'exception des cantons souletins de Mauléon et de Tardets. En 2002, Jean Lassalle se déclare favorable à la tenue d'un referendum sur la question de la partition des Pyrénées-Atlantiques. La proposition de création de région « Adour-Pyrénées » est reprise par la candidate écologiste Dominique Voynet lors de la campagne présidentielle de 2007, malgré le refus systématique du gouvernement. En 2017, la création de la communauté d'agglomération du Pays Basque répond en partie à la problématique d'une entité politique basque, mais le devenir du département des Pyrénées-Atlantiques — dans ce contexte bicéphale exacerbé — reste entier.

### Pays de Béarn
Le 25 novembre 2015, les représentants des intercommunalités béarnaises votent la constitution du pôle métropolitain Pays de Béarn. Cette entité a pour but de développer l’identité du Béarn et d'initier des actions en faveur de son attractivité économique, de la promotion touristique ou encore du développement de l'université. 
Le pôle métropolitain Pays de Béarn est officiellement créé par arrêté préfectoral en date du 18 janvier 2018, publié le 25 janvier 2018. 
Les membres constituants le pôle sont la communauté d'agglomération Pau Béarn Pyrénées et les communautés de communes de Lacq-Orthez, du Nord-Est Béarn, du Haut Béarn, des Luys en Béarn, du Béarn des Gaves, du Pays de Nay et de la Vallée d'Ossau.

### Tendances politiques

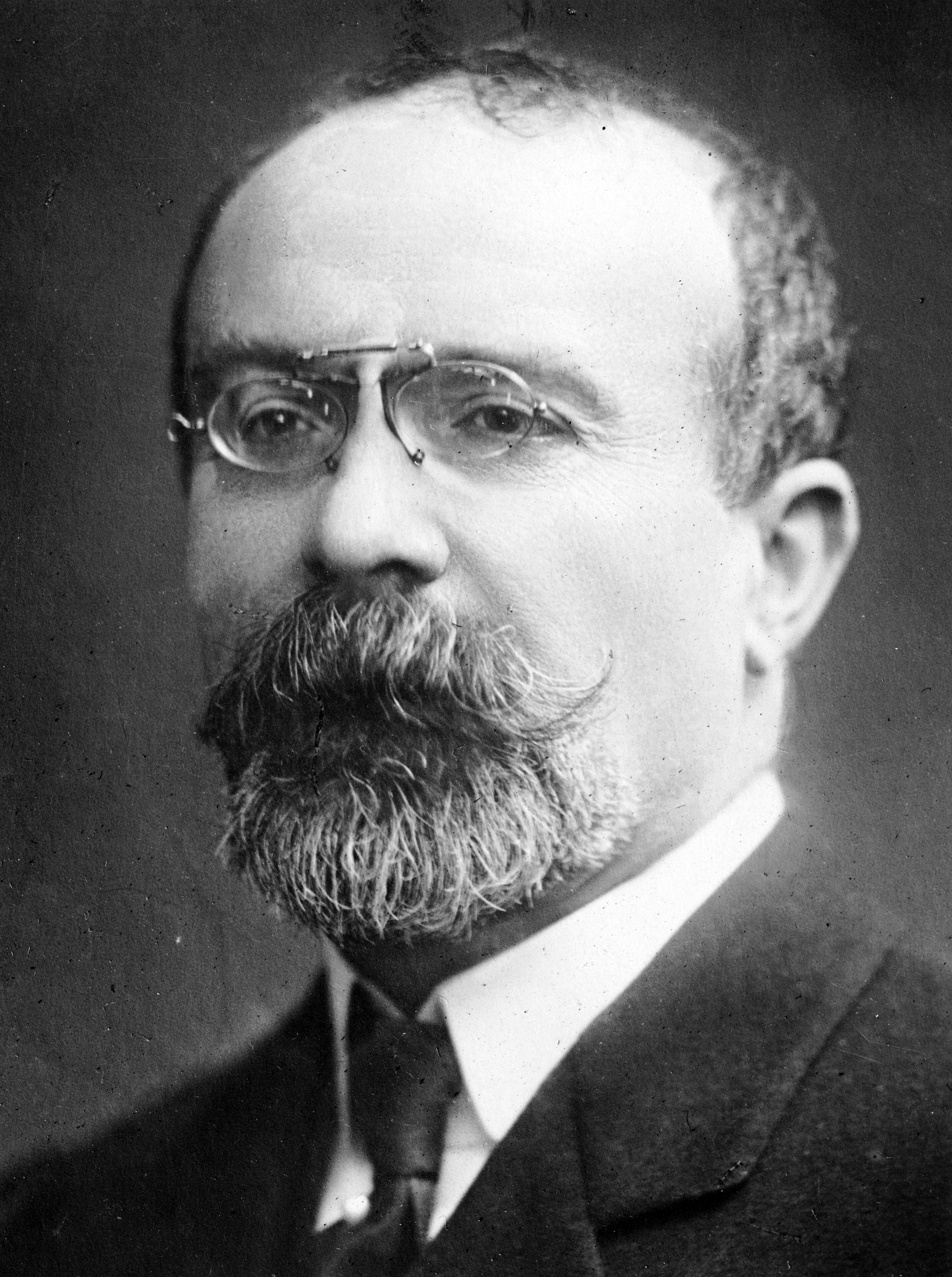
Louis Barthou, figure du goût béarnais pour la modération politique.

La vie politique locale du Béarn jusqu'au XVIIIe siècle repose notamment sur l'assemblée des bésii (voisins) qui élisent des députés puis des jurats. Les systèmes électifs ne sont pas démocratiques, mais la fortune compte moins que l'honorabilité, l'ancienneté de la famille et surtout le réseau de protections et de clientèles qu'elle peut mettre en œuvre. Les délégués des différentes communautés du Béarn forment le Seconds Corps des États de Béarn, pierre angulaire des libertés béarnaises avec les fors jusqu'à la Révolution française. L'autre corps des États — le Grand Corps — se compose du clergé et de la noblesse. En Béarn, la noblesse ne s'attachant pas à une famille, mais à une terre, qui peut être acquise par achat. Que ce soit pendant les guerres de religion, l'annexion du Béarn au royaume de France, la Révolution française ou les conflits mondiaux du XXe siècle, les Béarnais démontrent une tendance à la modération, au refus des extrêmes et à un certain goût pour le conservatisme. Pendant près d'un millénaire, la paix civile béarnaise présente un caractère exceptionnel, hormis durant les troubles de 1569 dans une querelle typiquement française. Autres symboles de cette modération, tous les députés béarnais votent contre la mort de Louis XVI en 1793, alors que trois d'entre eux votent contre les pleins pouvoirs donnés au maréchal Pétain en 1940.
À l'arrivée de la IIe République en 1848, les Béarnais élisent des monarchistes timidement ralliés à la République, l'idéal républicain leur est alors étranger. Durant la IIIe République, les députés béarnais sont presque toujours des notables dont l'influence rend difficile le clivage entre une gauche et une droite également modérées. Louis Barthou et Léon Bérard sont des figures marquantes de cette période. Lors des élections de 1936, le Front populaire doit compter sur les radicaux modérés pour compenser la faible audience des socialistes et des communistes en Béarn. En 1945, la gauche bénéficie d'une nette poussée, qui se révèle éphémère, les parties de droite confirment leur suprématie pour la suite de la IVe République. Avec la Ve République en 1958, de larges majorités vont au gaullisme. À partir des années 1960, les voix des socialistes et des communistes augmentent en Béarn. La poussée de la gauche en Béarn traduit la transformation économique et sociale profonde qui se déroule durant les Trente Glorieuses, phénomène accéléré en Béarn par la découverte du gisement de gaz de Lacq. Au cours de la seconde moitié du XXe siècle, la gauche modérée tend à supplanter la droite modérée.

### Instances judiciaires et administratives
Tout au long de l'époque médiévale, le Béarn se dote progressivement d'institutions avec pour caractéristiques un certain conservatisme et une influence des institutions ibériques. Les fors de Béarn sont directement inspirés des fueros espagnols. Dès 1080, le premier for d'Oloron est créé et passe pour être la plus ancienne législation écrite des actuels territoires français. Ce premier texte est suivi par le for de Morlaàs vers 1117, ces textes servent de base au for général en 1188 qui s'applique à l'ensemble des Béarnais. Ces fors règlent les rapports entre le vicomte et l'ensemble de ses sujets, précisant les droits et les obligations réciproques. Ce caractère réciproque est jugé comme particulièrement anachronique pour le Moyen Âge, formant une combinaison entre aristocratie et démocratie. Les fors sont considérés jusqu'à la Révolution française comme le symbole des libertés locales, une véritable « constitution ». Dès le XIe siècle, la citoyenneté béarnaise offre des libertés individuelles étendues. Constituée au XIVe siècle après le règne de Gaston Fébus, l'assemblée des États de Béarn représente l'autre pierre angulaire — avec les fors — des libertés béarnaises, avec des pouvoirs élargis en matière politique, financière, administrative et législative. Le droit béarnais donne une coloration démocratique et profondément républicaine au pouvoir — avec une laïcisation affirmée — dès le XIVe siècle. La Cour majour puis le Conseil souverain concentrent les pouvoirs judiciaires de la principauté, le Parlement de Navarre prend la suite après 1620, avec des compétences administratives et financières supplémentaires.
Avec sa capitale, Pau, le Béarn est actuellement le siège de nombreuses structures administratives et judiciaires. La ville est le siège de la cour d'appel de Pau, qui a pour ressort les départements des Landes, des Pyrénées-Atlantiques et des Hautes-Pyrénées. Pau est également le siège d'une cour d'assises, d'un tribunal de grande instance, d'un tribunal d'instance, d'un tribunal administratif, d’un tribunal pour enfants, d'un tribunal des affaires de sécurité sociale, d'un conseil de prud'hommes et d'un tribunal de commerce.
Le Béarn dépend de la cour administrative d'appel de Bordeaux.

## Population et société

### Démographie

#### Évolution du nombre d'habitants

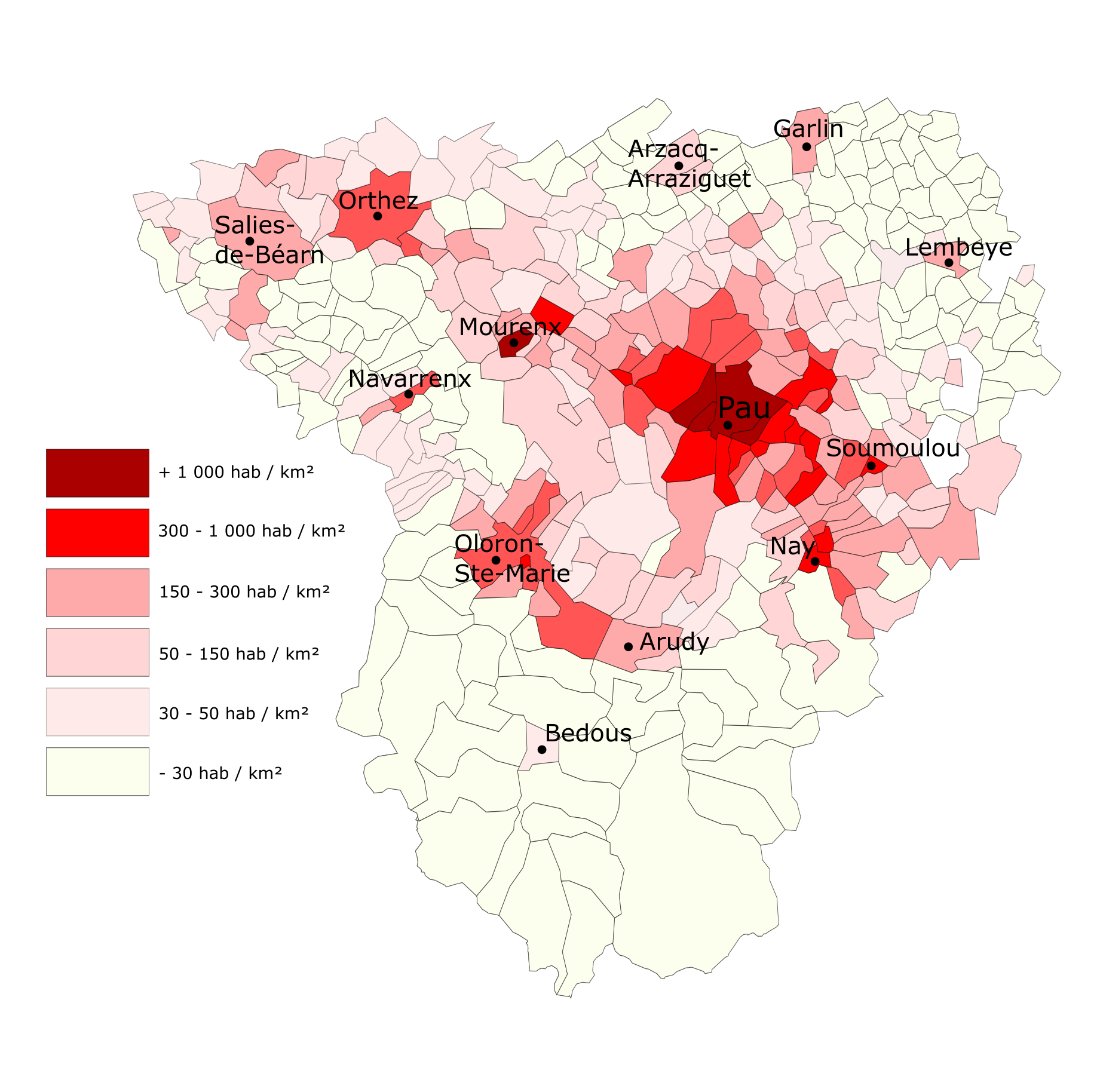
La densité de population des communes béarnaises.

Au Moyen Âge, le Béarn dispose d'une population excessivement faible jusqu'au milieu du XIIIe siècle. Fébus, en 1385, fait établir le premier dénombrement complet des maisons habitées en Béarn. Le Béarn compte alors entre 50 000 et 60 000 habitants répartis dans 12 700 feux. Cet état des lieux connaît de faibles fluctuations jusqu'au XVIe siècle. La faible densité béarnaise de cette période s'explique notamment par la présence de sols peu fertiles et des techniques agricoles primitives, engendrant des rendements faibles. Une importante poussée démographique s'opère à partir du XVIe siècle, le Béarn cesse d'être un pays sous-peuplé. Certaines zones — en particulier les vallées montagnardes — sont marquées par une densité de 60 à 80 hab./km2, l'émigration devient une nécessité absolue. Une émigration paysanne, temporaire, se développe vers l'Aragon puis parfois vers les colonies espagnoles d'Amérique. Avec l'avènement d'Henri IV, les Béarnais découvrent le chemin de Paris et fournissent bon nombre des cadets de Gascogne, dont les célèbres mousquetaires.
À l'époque contemporaine, la démographie béarnaise se caractérise par trois phases bien distinctes. Jusqu'en 1846, la population augmente régulièrement (en moyenne +0,5 % par an), avec l'essor du tourisme de villégiature et le renouveau de l'industrie textile. La succession de mauvaises récoltes ainsi que le krach de 1847 coupent cet équilibre fragile. À partir de 1846 — et durant un siècle — la population béarnaise connaît une phase de décroissance continue (-0,2 % par an). Une situation de sous-emploi se développe, le Béarn est coupé de ses débouchés extérieurs traditionnels (Espagne, Amérique) sous le second Empire. Le mouvement d'émigration prend une vigueur considérable, vers d'autres régions françaises (Bordeaux, Paris) et vers le continent américain (Argentine, Uruguay, Californie, Louisiane, Mexique, Canada), en particulier pour l'arrondissement d'Oloron-Sainte-Marie. La Première Guerre mondiale entraîne de nombreuses pertes béarnaises, dont environ 9 000 soldats. Dans la période d'entre-deux-guerres le Béarn devient une terre d'immigration, notamment espagnole durant la Retirada. Après 1946, la démographie béarnaise connaît un dynamisme (+1,0 % par an). La période des Trente Glorieuses — renforcée en Béarn avec la découverte du gaz de Lacq en 1957 — provoque cette évolution, avec l'arrivée de nombreux Espagnols et Portugais durant les dictatures franquiste et salazariste. Le développement des fonctions administratives et universitaires de Pau au cours de la fin du XXe siècle attire de nouvelles populations au sein de son agglomération.
| 1793    | 1800    | 1821    | 1831    | 1836    | 1841    | 1846    | 1851    | 1856    |
| ------- | ------- | ------- | ------- | ------- | ------- | ------- | ------- | ------- |
| 220 419 | 215 203 | 246 968 | 264 020 | 272 660 | 280 320 | 282 295 | 276 487 | 276 240 |

| 1861    | 1866    | 1872    | 1876    | 1881    | 1886    | 1891    | 1896    | 1901    |
| ------- | ------- | ------- | ------- | ------- | ------- | ------- | ------- | ------- |
| 270 941 | 269 934 | 262 958 | 264 086 | 263 831 | 261 123 | 255 853 | 252 240 | 250 392 |

| 1906    | 1911    | 1921    | 1926    | 1931    | 1936    | 1946    | 1954    | 1962    |
| ------- | ------- | ------- | ------- | ------- | ------- | ------- | ------- | ------- |
| 248 651 | 246 816 | 224 840 | 225 278 | 224 084 | 221 072 | 220 929 | 224 058 | 259 709 |

| 1968    | 1975    | 1982    | 1990    | 1999    | 2006    | 2013    | 2018    | 2022    |
| ------- | ------- | ------- | ------- | ------- | ------- | ------- | ------- | ------- |
| 290 759 | 306 955 | 319 224 | 328 898 | 337 747 | 357 286 | 365 393 | 367 532 | 373 752 |

#### Répartition par sexe et âge
La population béarnaise est en moyenne légèrement plus âgée par rapport au reste de la France métropolitaine. Les personnes âgées de 45 ans et plus sont proportionnellement plus nombreuses en Béarn, avec 49,8 % contre 45,2 % en France métropolitaine. Le rapport homme/femme est globalement le même entre les deux zones avec 51,7 % de femmes et 48,3 % d'hommes en Béarn contre 51,6 % et 48,4 % en France métropolitaine.
| Hommes | Classe d’âge | Femmes |
| ------ | ------------ | ------ |
| 0,8    | 90 ans ou +  | 2,2    |
| 8,3    | 75 à 89 ans  | 11,3   |
| 17,0   | 60 à 74 ans  | 17,7   |
| 21,5   | 45 à 59 ans  | 20,8   |
| 18,2   | 30 à 44 ans  | 17,3   |
| 16,8   | 15 à 29 ans  | 15,1   |
| 17,5   | 0 à 14 ans   | 15,6   |

| Hommes | Classe d’âge | Femmes |
| ------ | ------------ | ------ |
| 0,6    | 90 ans ou +  | 1,7    |
| 6,8    | 75 à 89 ans  | 9,6    |
| 15,6   | 60 à 74 ans  | 16,3   |
| 20,1   | 45 à 59 ans  | 19,6   |
| 19,3   | 30 à 44 ans  | 18,6   |
| 18,4   | 15 à 29 ans  | 17,0   |
| 19,1   | 0 à 14 ans   | 17,2   |

#### Dynamiques territoriales
Jusqu'à la fin du XIe siècle, la population béarnaise est très clairsemée, seul le secteur de Lembeye à Lescar — héritier des implantations de l'époque romaine — présente un tissu de villages relativement dense. Comme le reste de l'Occident, le Béarn connaît ensuite un vaste essor démographique, qui se traduit par la création de plusieurs dizaines de nouvelles communautés entre le début du XIIe siècle et le milieu du XIVe siècle. De 1100 à 1175, des sauvetés ecclésiastiques et des castelnaux vicomtaux — beaucoup plus nombreux en Béarn — voient le jour, principalement dans le Vic-Bilh et les coteaux de l'Entre-deux-Gaves. Hormis Castet, les implantations nouvelles sont à l'inverse pratiquement inconnues dans les vallées montagnardes. Le mouvement des bastides se déroule pour l'essentiel entre 1280 et 1350 en Béarn, avec vingt-six nouveaux centres de peuplement. Le choix d'implantation répond à des préoccupations politiques et économiques. La création des bastides permet de libérer une importante proportion de serfs, dont la paysannerie béarnaise du piémont est encore riche. Au milieu du XIVe siècle, la carte de l'occupation du sol en Béarn est fixée jusqu'à nos jours, avec un nombre minime de créations ou de disparitions. Le dénombrement de 1385 réalisé sous Gaston Fébus permet d'observer l'absence de concentration urbaine, avec le poids important pris par les vallées montagnardes (1/8e du total). Centre de gravité de la vicomté au XIe siècle, le Vic-Bilh est au XIVe siècle parsemé de petits villages — hormis Lembeye — tandis que la vallée du gave de Pau représente le nouveau centre démographique de la principauté, surtout entre Monein et Orthez.
Entre la fin du XIVe siècle et le milieu du XVIe siècle, le déclin démographique du Béarn se traduit faiblement dans les zones de montagne, de manière nulle dans les vallées des gaves de Pau et d'Oloron, et de manière très sensible dans le Vic-Bilh et le Montanérès. Jusqu'au XVIIIe siècle, les mutations sont ensuite peu perceptibles, avec des vallées montagnards surpeuplées. Au XVIIe siècle, le parsan de Pau connaît un essor important, contrairement à celui d'Orthez qui paye l'élimination de la Réforme, le XVIIIe siècle marque un phénomène d'urbanisation significatif et précoce en Béarn. À l'époque contemporaine, l'unité urbaine de Pau bénéficie d'une croissance très importante, une évolution guidée par le renforcement de la fonction administrative de sa ville centre. Entre 1793 et aujourd'hui, la population de l'agglomération paloise prend un poids croissant pour le Béarn, avec plus de la moitié de ses habitants désormais (54 % contre 19 % en 1793). Les deux autres pôles urbains du Béarn définis par l'Insee, Oloron-Sainte-Marie et Orthez, bénéficient également d'une croissance de leur population durant la période mais dans des proportions bien moindres, et avec un essoufflement assez net. Entre la fin du XIXe siècle et le début des années 1980, un processus de dépeuplement s'opère dans les vallées montagnardes, avec une émigration vers les pôles urbains béarnais — Oloron-Sainte-Marie et Pau en particulier — ainsi que pour d'autres régions françaises et vers le continent américain.

#### Diaspora béarnaise

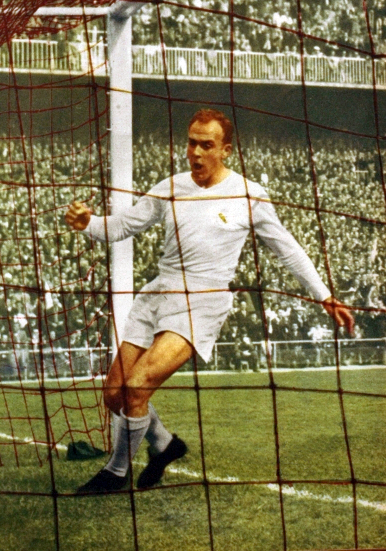
Alfredo Di Stéfano Laulhé, représentant de la diaspora béarnaise en Argentine.

Le Béarn est depuis longtemps une terre d'émigration, que ce soit vers la France, d'autres pays européens ou outremer. Plusieurs vagues se succèdent, au gré des difficultés économiques et des événements politiques. Une diaspora béarnaise se constitue peu à peu à travers ces migrants et leur descendance, diaspora qui permet de tisser des liens particuliers (économiques, commerciaux, culturels, politiques) entre leur terre natale et leur pays d'adoption. Du temps où les Béarnais voient encore dans la France un pays étranger, nombre de jeunes nobles choisissent le service des armes. Le maréchal de Gramont, le maréchal de Gassion, ou encore les Béarnais ayant servi de modèle à Alexandre Dumas pour la rédaction de son œuvre Les Trois Mousquetaires sont des exemples marquants de cette émigration. Dans la foulée de l'épopée napoléonienne, le palois Jean-Baptiste Bernadotte devient lui aussi maréchal de France au début du XIXe siècle, il est ensuite choisi pour devenir roi de Suède et de Norvège.
Durant les XVIIe et XVIIIe siècles, de nombreux Béarnais émigrent vers des pays plus lointains et connaissent une vie d'aventure, comme le baron Jean-Vincent d'Abbadie de Saint-Castin en Nouvelle-France, José de la Borda qui découvre des mines d'argent au Mexique, ou Isaac de l'Ostal de Saint-Martin, gouverneur de Batavia. Les Antilles, et surtout Saint-Domingue, sont la destination privilégiée des Béarnais exilés au XVIIIe siècle. Jean-Joseph de Laborde y fait fortune, tandis que Jean-Baptiste Ducasse y est gouverneur. L'Amérique du Nord attire également avec les exemples du baron de Lahontan au Canada, Pierre Laclède qui fonde la ville de Saint-Louis. Originaire d'Aydius, le berger Pierre Loustaunau s'embarque pour les Indes où il commande les troupes marathes contre les Anglais. Plus récemment, Raymond Orteig est le commanditaire du célèbre vol de Charles Lindbergh au-dessus de l'Atlantique. Jack LaLanne, fils d'un Oloronnais et d'une Sarrançaise, devient une référence du fitness en Californie, il gagne le surnom de « Godfather of Fitness ».
La diaspora béarnaise est particulièrement présente en Argentine. Outre l'émigration des XVIIe et XVIIIe siècles, un mouvement beaucoup plus important s'opère de la fin du XIXe siècle jusqu'au début du XXe siècle. Juan Martín de Pueyrredón, fils d'un commerçant béarnais émigré, devient le premier chef d'État de l'Argentine indépendante en 1816,. Aussi, la ville de Lanús tient son nom d'Anacarsis Lanús, fils du Béarnais Jean Lanusse Casenave. Des figures du sport argentin ont également des origines béarnaises, comme les footballeurs Félix Loustau et Alfredo Di Stéfano Laulhé, par son grand-père maternel, ainsi que le rugbyman Daniel Hourcade par son grand-père paternel. Plusieurs associations perpétuent ce lien entre le Béarn et sa diaspora.

#### Les cagots

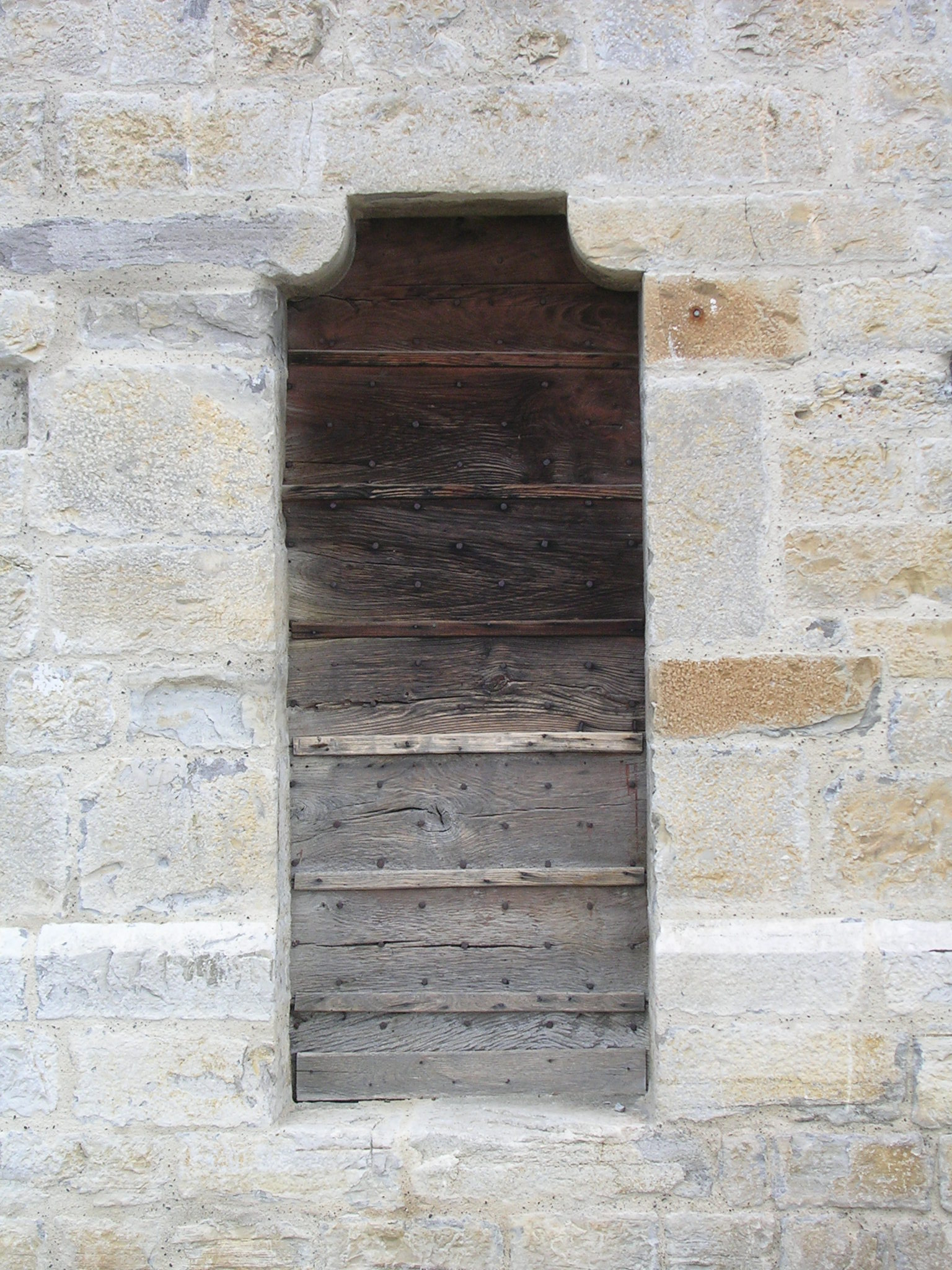
La porte des cagots de l'église de Sauveterre-de-Béarn.

Le terme cagot est commun à une grande partie de la Gascogne, ainsi qu'à la Navarre et au Pays basque espagnol. Celui-ci apparaît autour des années 1540 dans la région d'Oloron, avant de se répandre au Béarn. Il désigne une catégorie de la population méprisée, des marginaux vivant dans de petites communautés, à l'écart des agglomérations. Auparavant désignée sous le terme de crestian, cette population apparaît dans les écrits dès le Xe siècle dans un cartulaire de Lucq-de-Béarn. Hormis une exclusion géographique, les cagots sont soumis à de nombreuses discriminations, ils ne se marient qu'entre eux, ils exercent uniquement la profession de charpentier en Béarn et ne peuvent pas accéder à l'église du village par le même accès que le reste de la population. Plusieurs hypothèses sont avancées pour expliquer cette mystérieuse discrimination qui dure plusieurs siècles. L'explication traditionnelle désigne des familles lépreuses, cela expliquerait leur spécialisation dans le travail du bois et du fer. D'autres hypothèses expliquent leur mise à l'écart par l'origine de leurs ancêtres, qu'ils soient Goths, Sarrasins, Vikings ou Cathares. L'intégration des cagots est le fruit d'un long processus qui ne s'achève qu'à la Révolution. Plusieurs charpentes de monuments béarnais sont issues du travail des cagots, dont celles des châteaux de Pau et de Montaner.

### Enseignement
Au cours de l'année scolaire 2019-2020, le Béarn compte 220 écoles maternelles (dont trois calandretas), 293 écoles élémentaires (dont cinq calandretas), 48 collèges (dont une structure calendreta) et 34 lycées. Le Béarn possède une longue tradition universitaire, puisque l'académie protestante du Béarn (ou Académie d'Orthez) est fondée dès 1562 avant d'être élevée au rang d'université en 1583. Aujourd'hui l'université de Pau et des pays de l'Adour (UPPA) compte (année universitaire 2021-2022) 13 841 étudiants, dont 8 704 étudiants sur son siège palois.
Outre son université, Pau compte plusieurs grandes écoles qui complètent l'offre en matière d'enseignement supérieur. Le groupe ESC Pau est notamment une école de management créée en 1962 ; en 2016 il compte 1 300 étudiants et 7 000 diplômés. Plusieurs écoles d'ingénieurs sont présentes : l'ENSGTI, l'EISTI, ou encore les écoles ei.CESI et exia.CESI du CESI de Pau-Assat. L'enseignement artistique est notamment représenté par deux écoles. La principale est le CRD Pau Béarn Pyrénées ; il compte 1 200 élèves. L'ESAD des Pyrénées, école d'art et de design graphique, compte environ 250 élèves chaque année.

### Santé
L'offre hospitalière du Béarn se concentre notamment à Pau avec des services de médecine, d’obstétrique, de chirurgie ou encore de soins psychiatriques. Le dispositif du centre hospitalier de Pau est composé de l’hôpital François-Mitterrand, du centre Hauterive (rééducation fonctionnelle, unité de SSR et médecine nucléaire) et du centre Jean-Vignalou pour la gérontologie. Au total, le centre hospitalier comptait 846 lits et places en 2021. L'offre sanitaire paloise se complète de plusieurs cliniques, dont la polyclinique de Navarre, la clinique Princess et la clinique des Jeunes Chênes. Le Béarn compte deux autres centres hospitaliers de plus petite envergure. À Orthez, la capacité hospitalière se compose de 112 lits (médecine et SSR) tandis qu'à Oloron-Sainte-Marie la capacité est de 111 lits (médecine, chirurgie et SSR). Deux cliniques sont également présentes à Orthez, l'une consacrée à la psychiatrie et l'autre à la chirurgie, tandis qu'une clinique médicale et cardiologique est présente à Aressy.

### Sports et équipements
Le Béarn est l'un des fiefs du rugby à XV français, cette pratique apparaît à Pau dès 1899 avec le Stade palois, incorporé ensuite au club de la Section paloise omnisports. La Section remporte notamment trois titres de champion de France. L'équipe professionnelle évolue depuis 1990 au stade du Hameau, alors que les équipes de jeunes jouent toujours dans l'emblématique stade de la Croix du Prince. Le FC Oloron (surnommé Fécéo) est l'autre grand club du rugby béarnais. Il évolue au plus haut niveau du rugby français jusque dans les années 1980. Avec l'arrivée du professionnalisme dans le rugby en 1995, le club dispute l'élite du niveau amateur - Fédérale 1 - dans son stade de Saint-Pée. Autre sport collectif, le basket-ball est pratiqué au plus haut niveau français par l'Élan béarnais. Le club possède à son palmarès neuf titres de champion de France. Il forme avec le CSP Limoges le duo incontournable de l'élite française. Le club est pris en main par Pierre Seillant en 1967, il fait évoluer le club dans sa célèbre salle de la Moutète, avant de rejoindre en 1991 le palais des sports de Pau.
Avec ses multiples cols pyrénéens, le Béarn est un terrain privilégié pour la pratique du cyclisme et le passage du Tour de France. Pau est la troisième ville la plus visitée dans l'histoire du Tour de France, la ville reçoit le Tour pour la 71e fois en 2019. Le Tour passe dans les Pyrénées béarnaises dès 1910. Le futur vainqueur de l'édition, Octave Lapize, déclare lors de l'ascension de l'Aubisque et à l'attention des organisateurs : « Vous êtes des criminels. On ne demande pas à des hommes de faire un effort pareil ». Outre l'Aubisque, le Tour de France parcourt régulièrement les cols de Marie-Blanque, du Soulor, du Soudet, de la Pierre Saint-Martin et du Pourtalet. Le Béarn jouit d'une tradition hippique très ancienne, puisqu'un hippodrome est réalisé à Morlaàs au moins à partir du XIe siècle. Il passe pour être le plus ancien de France, voire d'Europe moderne. Aujourd'hui, l'hippodrome du Pont-Long à Pau est l'un des principaux centres d'entraînement hippique de France. Non loin, le Concours complet international de Pau — les Étoiles de Pau — se déroule chaque année au domaine de Sers.
Les jeux béarnais ont pour but de prouver la force, l'agilité et l'adresse des participants. Chaque jeu représente un défi que les agriculteurs béarnais se lançaient autrefois lors des récoltes du blé, de la paille, des pommes de terre, du bois ou encore lors des vendanges. Depuis 1974 les jeux béarnais réunissent plusieurs cantons du Béarn qui s'affrontent autour de 10 épreuves. La 49e édition se déroule en 2018 dans les arènes d'Arzacq-Arraziguet. Le Béarn est une place forte de la pelote basque, le comité du Béarn regroupe 42 clubs, près de 2 600 licenciés et 5 000 joueurs loisir. Le Stadium de la Gare, puis le Jaï-alaï inauguré en 2006, l'une des plus grandes installations de pelote basque en Europe, avec plus de 2 000 places ont permis de cimenter la pratique de ce sport. Le Béarn est également réputé pour son jeu de quille typique : les quilles de neuf. Il s'agit d'un jeu ancien qui se joue déjà du temps d'Henri IV. Le but est d'envoyer une boule de 6 kg sur les quilles pour effectuer l'une des 12 figures prédéfinies par les règles du jeu. Il reste environ une vingtaine de plantiers en Béarn. Le jeu est inscrit à l'inventaire du patrimoine culturel immatériel.

Les sports en Béarn (sélection).
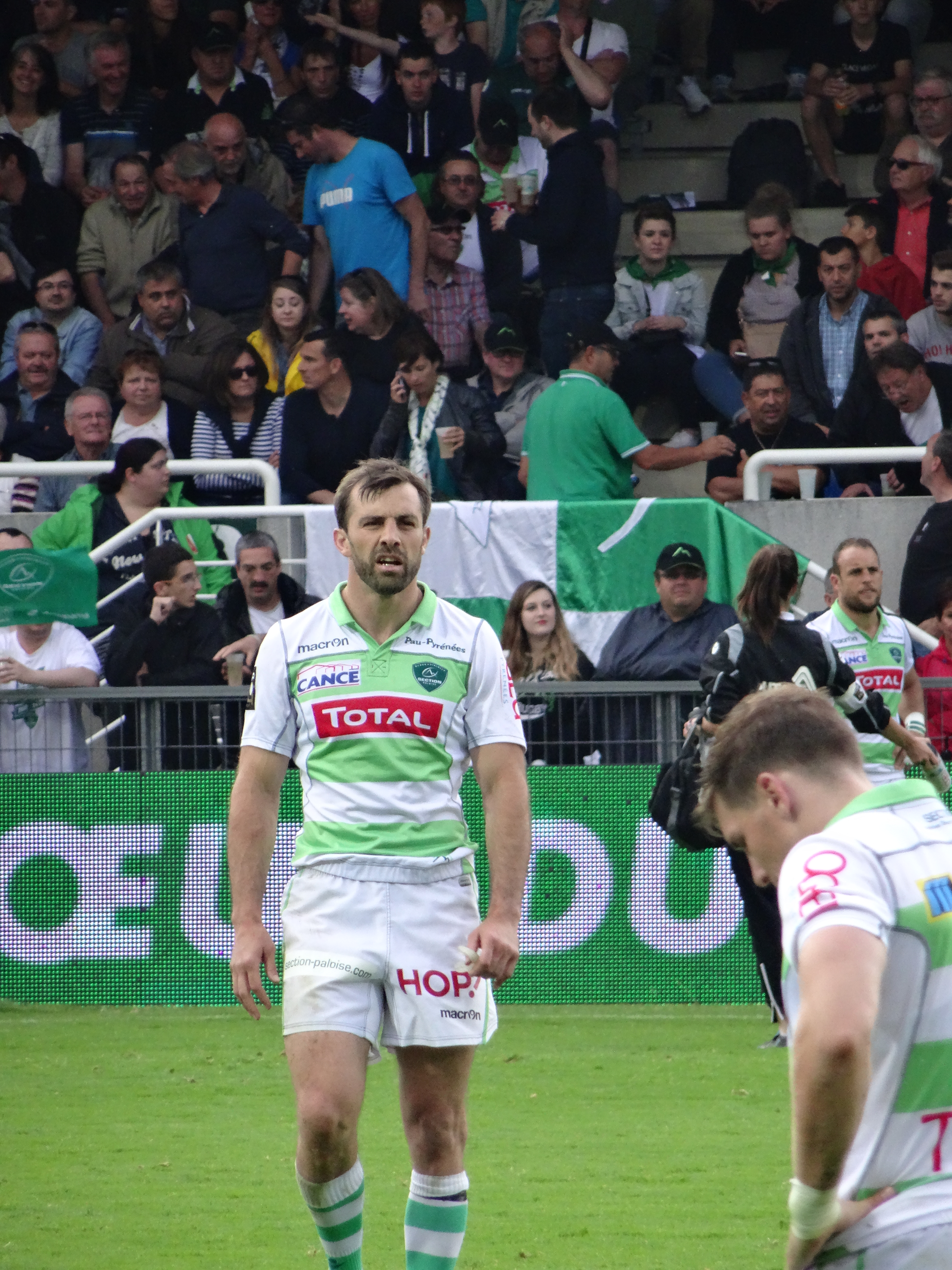
Conrad Smith avec le maillot de la Section paloise.
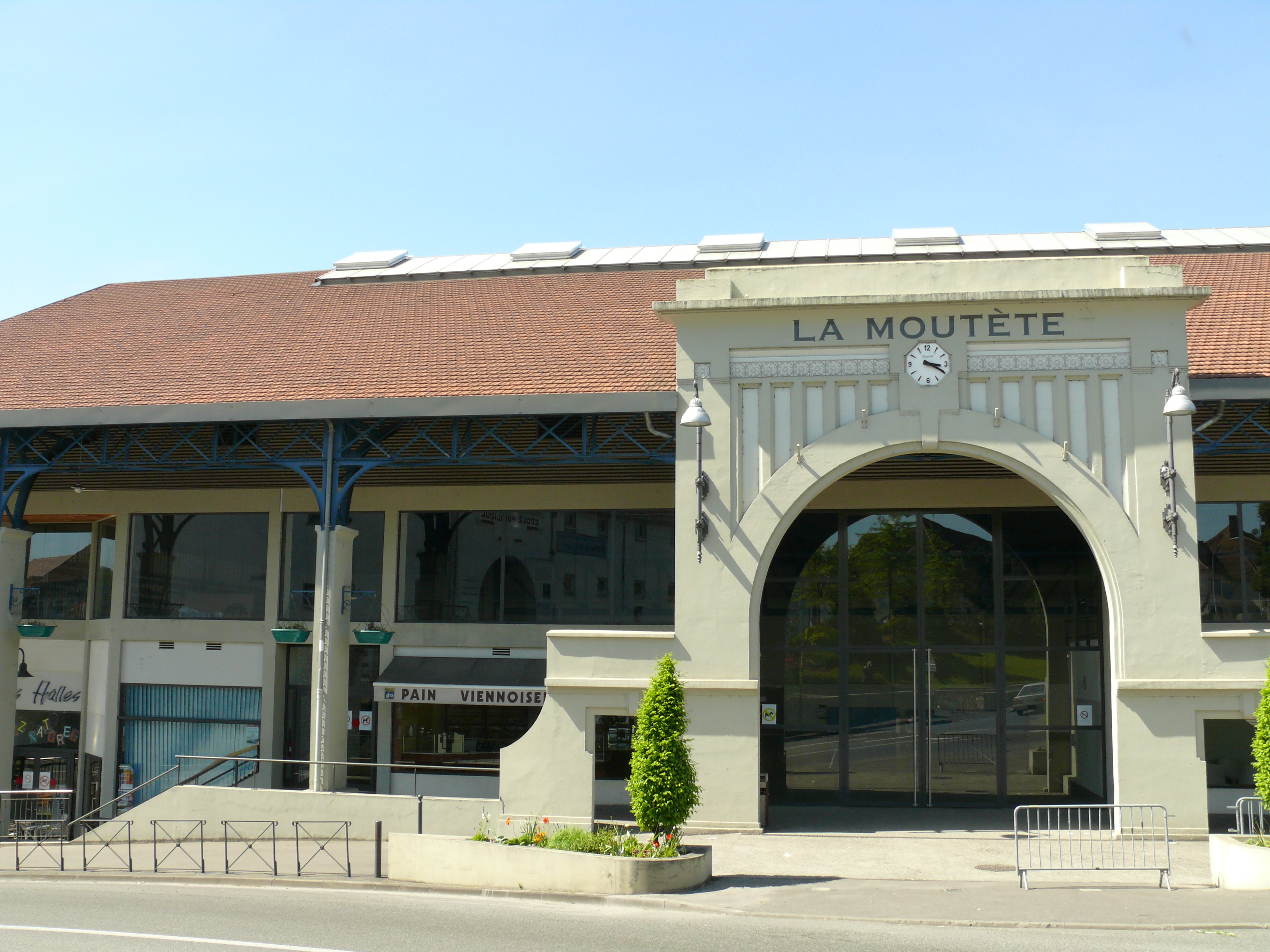
Le marché de la Moutète où a évolué l'Élan béarnais jusqu'en 1991.
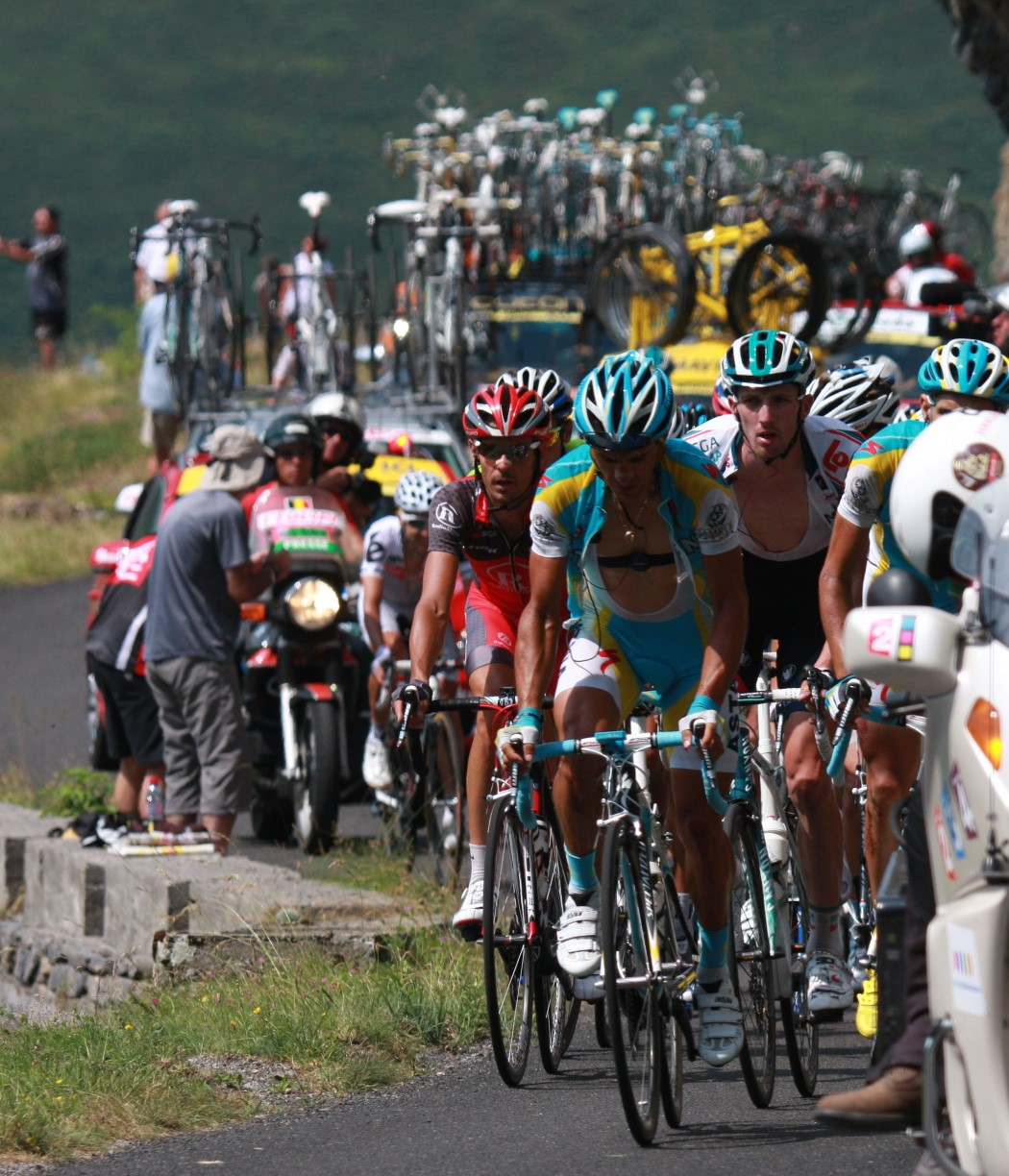
L'ascension du col de l'Aubisque par le Tour de France 2010.
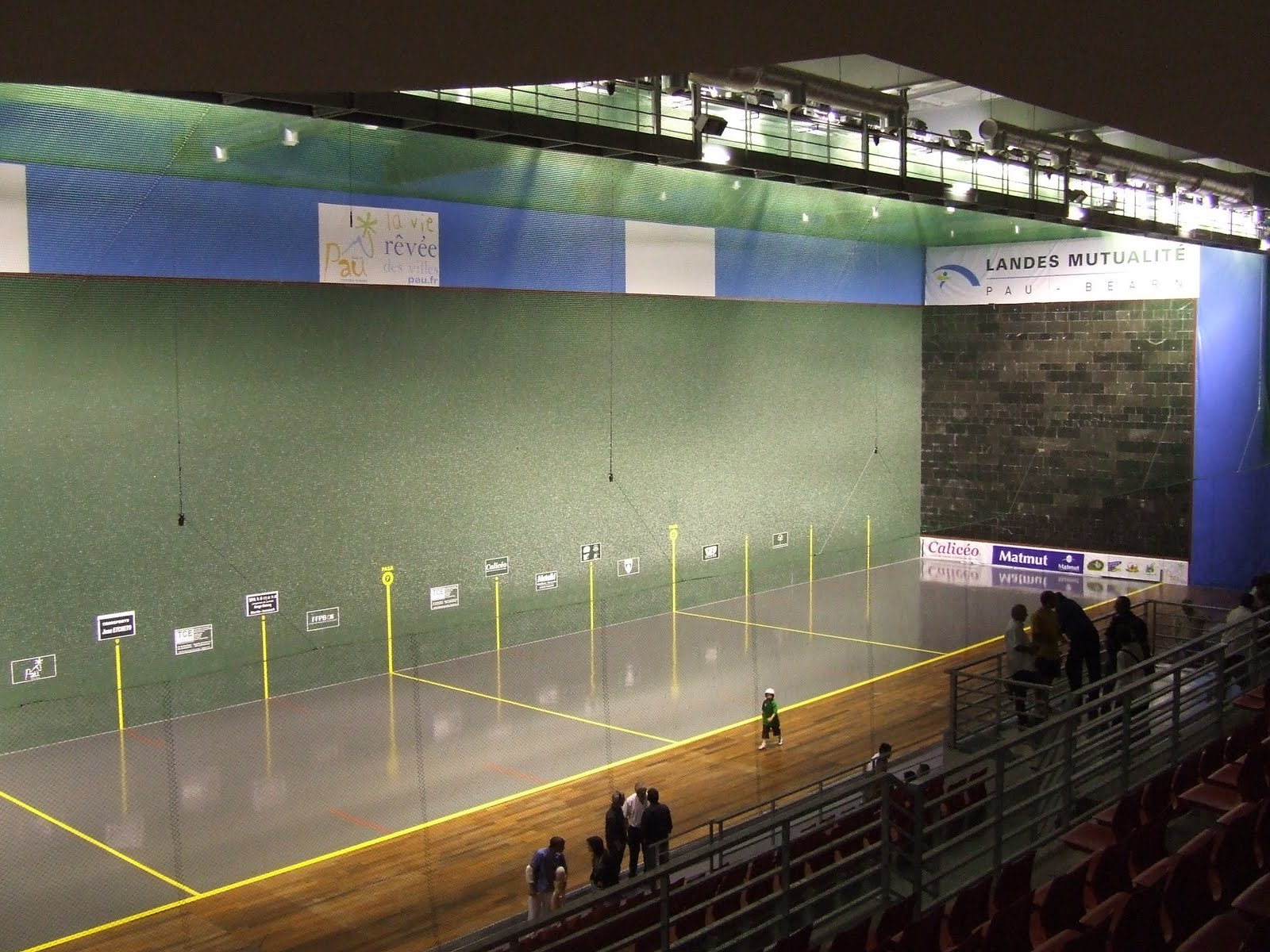
Le Jaï-alaï de Pau.
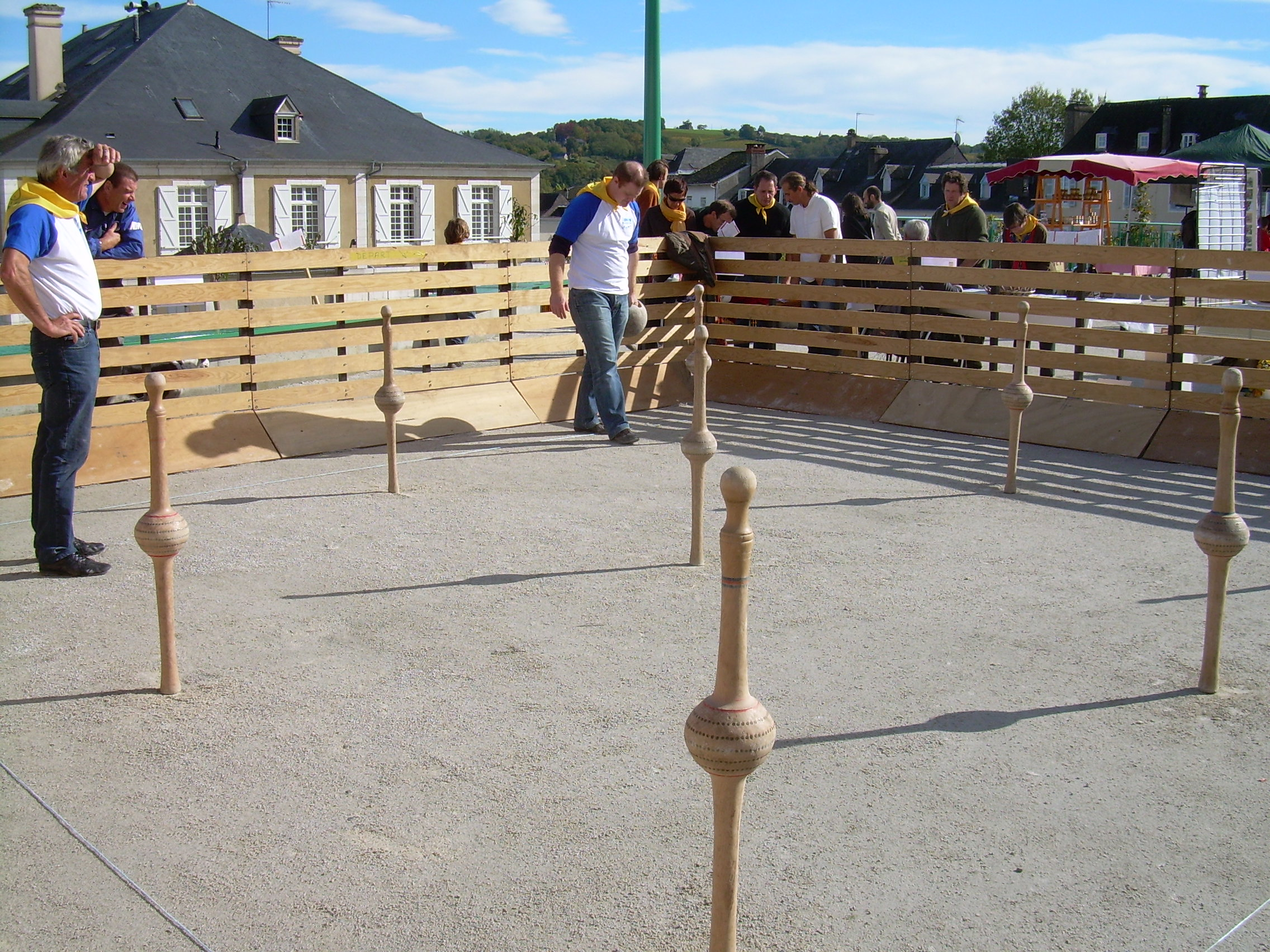
Partie de quilles de neuf à Monein.

### Équipements culturels
Le musée national du château de Pau — créé en 1929 autour de la figure du bon roi Henri IV — accueille en moyenne 100 000 personnes par an, ce qui en fait le site culturel le plus visité du département. Le château recense près de 12 000 œuvres et objets, dont la fameuse carapace de tortue ayant servi de berceau à Henri, ainsi qu'une collection remarquable de tapisseries des Gobelins. La capitale béarnaise compte également un musée consacré à Jean-Baptiste Bernadotte. Le musée Bernadotte est situé au sein de la maison natale de ce Palois, devenu maréchal de France puis roi de Suède en 1818. Le musée Jeanne d'Albret à Orthez retrace depuis 1995 l'histoire du protestantisme en Béarn, au sein d'une maison ayant appartenu à la reine au XVIe siècle. La maison du patrimoine d'Oloron-Sainte-Marie propose, quant à elle, des collections permanentes sur les découvertes archéologiques de l'antique Illuro ainsi qu'une découverte des traditions béarnaises. D'autres espaces présentent des découvertes archéologiques en Béarn, comme à Lescar et au musée archéologique de Claracq.
Certaines spécialités gastronomiques ou vestimentaires béarnaises possèdent leur propre musée. C'est le cas du sel à Salies-de-Béarn, du jambon de Bayonne à Arzacq-Arraziguet, du béret à Nay, du cigare à Navarrenx ou des poteries à Garos. Les vallées d'Ossau et d'Aspe possèdent chacune leur écomusée qui retrace les modes de vie particuliers dans ces territoires pyrénéens ; ces derniers sont situés respectivement à Arudy et Sarrance. Restaurée en 1999, la maison carrée de Nay accueille notamment une collection liée au riche passé industriel de la cité. Il est, enfin, à signaler la présence du musée des Beaux-Arts de Pau. Celui-ci expose par exemple une œuvre importante de Degas, Le bureau du coton à la Nouvelle-Orléans, il présente des œuvres du XVIIe au XXe siècle.
Les arts du spectacle disposent de plusieurs scènes pour leur expression en Béarn. Le Zénith de Pau (Zénith-Pyrénées) est la principale salle de spectacle du Béarn et plus globalement du bassin de l'Adour. Inaugurée en 1992, elle dispose d'une capacité maximale de 7 500 spectateurs dont 4 418 places assises. Plusieurs complexes cinématographiques sont présents en Béarn, notamment dans l'agglomération paloise avec trois cinémas du groupe CGR ainsi que le cinéma Le Mélies classé Art et Essai. Des salles sont aussi présentes à Arudy, Garlin, Laruns, Monein, Mourenx, Oloron-Sainte-Marie, Orthez et Salies-de-Béarn.

### Cultes

#### Culte catholique

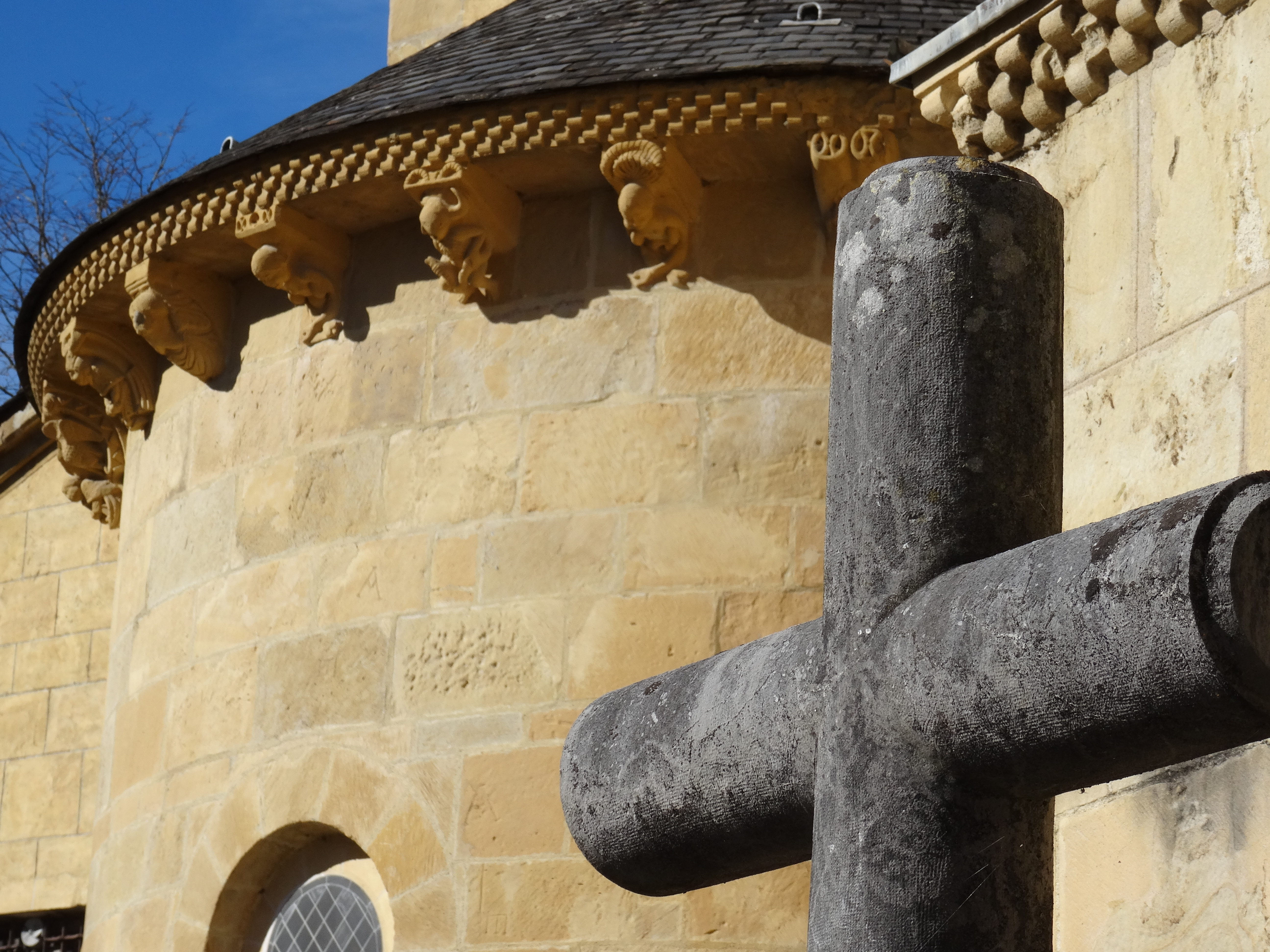
Le diocèse de Lescar est l'un des deux diocèses béarnais qui s'organisent dès le VIe siècle.

Le Béarn dépend du diocèse de Bayonne, Lescar et Oloron, suffragant depuis 2002 de l’archidiocèse de Bordeaux. Marc Aillet est l’évêque de ce diocèse depuis le 15 octobre 2008. Le diocèse est découpé en plusieurs zones, trois d'entre elles concernent le Béarn : « agglomération paloise », « Béarn nord et est » et « Béarn sud et ouest ». Le Béarn est parsemé d'un total de 43 paroisses.
La religion chrétienne apparaît en Béarn au cours du Ve siècle, suivant la tendance de l'expansion du christianisme au Moyen Âge en Europe occidentale. Le christianisme béarnais s'organise dès le VIe siècle et jusqu'au concordat de 1801 autour de deux diocèses, à Lescar et Oloron. Ces derniers dépendant alors de l'archidiocèse d'Auch. À l'époque médiévale, les trois plus grandes abbayes béarnaises se trouvent à Lucq-de-Béarn, Larreule et Sauvelade. L'histoire du christianisme en Béarn est marquée au XVIe siècle par des troubles liées aux guerres de religion. En 1571, Jeanne d'Albret édicte une ordonnance qui sécularise les biens de l'Église et impose le protestantisme. C'est en 1620, que le culte catholique est totalement rétabli par Louis XIII. Le catholicisme connaît une autre période de troubles à la Révolution française, avec la Constitution civile du clergé de 1790 à 1801. Les sanctuaires de Sarrance — au moins depuis le XIVe siècle — et Bétharram depuis le XVIe siècle font l'objet de pèlerinages. L'abbaye laïque constitue une particularité béarnaise, avec la captation des revenus et de certains pouvoirs de l'Église par des seigneurs laïques.
Le Béarn est traversé par deux des quatre voies principales menant au pèlerinage de Saint-Jacques-de-Compostelle. La via Lemovicensis passe par le nord-ouest du territoire, de Sault-de-Navailles à Sauveterre-de-Béarn. Également nommée voie limousine (ou voie de Vézelay), elle rejoint deux autres voies au « Carrefour de Gibraltar » avant le passage en Espagne. La via Tolosana (ou chemin d'Arles) traverse le Béarn du nord-est vers le sud, et le col du Somport. Elle relie plusieurs des principales places du christianisme béarnais avec Morlaàs, Lescar, Lacommande puis Oloron-Sainte-Marie. Le chemin du piémont pyrénéen est un itinéraire secondaire qui passe par Saint-Bertrand-de-Comminges pour rejoindre ensuite la via Tolosana. Au Moyen Âge, les chemins de pèlerinage béarnais aboutissent notamment au prieuré de Sainte-Christine — situé au Somport côté aragonais — qui est alors l'un des trois grands hôpitaux du monde chrétien.

#### Culte protestant

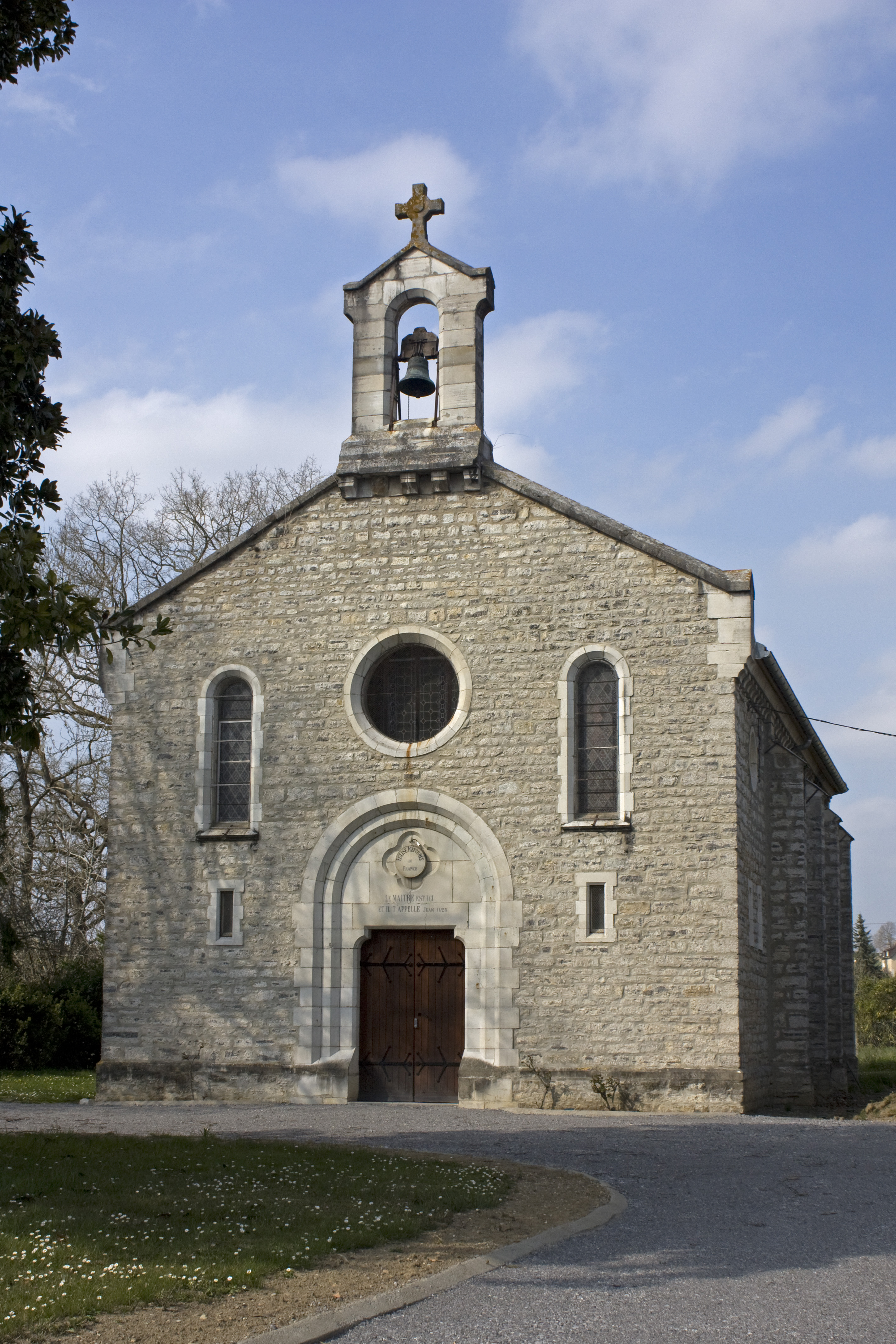
Le temple de l'église réformée de Sauveterre-de-Béarn.

Le protestantisme dispose d'une implantation très ancienne en Béarn, la Réforme s'y organise à partir du XVIe siècle avec Marguerite de Navarre et surtout sa fille Jeanne d'Albret. Celle-ci se convertit en 1560 à Pau, puis fonde l'Académie protestante du Béarn à Orthez en 1566. Jeanne d'Albret souhaite convertir les Béarnais à la religion réformée, en 1571 elle fait du Béarn une souveraineté protestante. Dès 1620, et l'annexion du Béarn à la France par Louis XIII, la religion réformée perd en influence. Malgré tout Louis XIII protège cette pratique, ce qui permet de maintenir une soixantaine de lieux de cultes dans la seconde moitié du XVIIe siècle. Les protestants sont devenus minoritaires en Béarn, mais sont toujours entre 20 000 et 30 000. La révocation de l'édit de Nantes en 1685 par Louis XIV renforce nettement le déclin du protestantisme avec des persécutions (comme les dragonnades) et la fuite de nombreux huguenots vers des pays refuge. La plupart des protestants béarnais continuent leur pratique religieuse dans l'intimité du cadre familial ou dans les assemblées du désert. L'édit de tolérance de Louis XVI en 1787 permet aux non catholiques de bénéficier d'un état civil, avant que la liberté de conscience ne leur soit accordée en 1789 avec la Déclaration des droits de l'homme et du citoyen. Les articles organiques du concordat de 1801 donne au protestantisme français une existence officielle.
Le Béarn dispose de plusieurs temples liés à l'Église protestante unie de France. Une dizaine de temples sont présents à Bellocq, Boeil-Bezing, Mourenx, Oloron-Sainte-Marie, Orthez, Osse-en-Aspe, Pau, Salies-de-Béarn et Sauveterre-de-Béarn. Le temple protestant d'Orthez est inauguré le 25 novembre 1790, il est le premier reconstruit en France.

#### Autres cultes
L'afflux d'une importante — et aisée — communauté anglaise au XIXe siècle à Pau entraîne la construction de plusieurs lieux de cultes de l'Église anglicane. La Christ Church en 1841 et la Holy Trinity Church en 1862 précèdent la construction de l'Église Saint-Andrew en 1888. Cette église est désormais le dernier lieu de culte anglican de la ville, avec la tenue d'offices hebdomadaires. La totalité de l'édifice est inscrite à la liste des monuments historiques depuis 2015. Toujours en lien avec le tourisme climatique de la Belle Époque, un lieu de culte orthodoxe est présent à Pau. L’église Saint-Alexandre-Nevsky est inaugurée en 1867. Après celle de Nice (1859) et Paris (1860), elle est la troisième plus ancienne église orthodoxe de France. Aussi à Pau, une synagogue est inaugurée en 1880. La présence d'une communauté juive en Béarn remonte au XVIIIe siècle avec des Portugais qui se réfugient d'abord à Bayonne, le cimetière juif de Pau est créé en 1822, il est répertorié à l'inventaire des monuments historiques depuis 1995. Plus récemment, trois lieux de culte musulman sont actifs en Béarn, à Oloron-Sainte-Marie, Orthez et Pau.

### Médias
L'actualité du Béarn est couverte trois quotidiens locaux dépendant du Groupe Sud Ouest : le Sud Ouest (édition Béarn et Soule), La République des Pyrénées, et L'Éclair. Communément appelé La République — ou La Rep — il s'agit du quotidien le plus lu du Béarn et de la Soule avec 143 000 lecteurs au numéro moyen. En matière d'audiovisuel, le Béarn bénéficie quotidiennement d'un décrochage de l'édition télévisée de France 3 Aquitaine qui se nomme Pau Sud-Aquitaine. Enfin, le territoire accueille plusieurs antennes radiophoniques. Dont notamment France Bleu Béarn, qui fournit un programme commun national ainsi que des émissions locales. NRJ, Virgin Radio ou encore RFM disposent chacune d'une antenne béarnaise. Plusieurs autres radios locales sont également disponibles, comme Ràdio País, La Voix du Béarn, Radio Oloron ou encore Atomic, 100% Radio et Radio Inside.

### Personnalités liées au Béarn

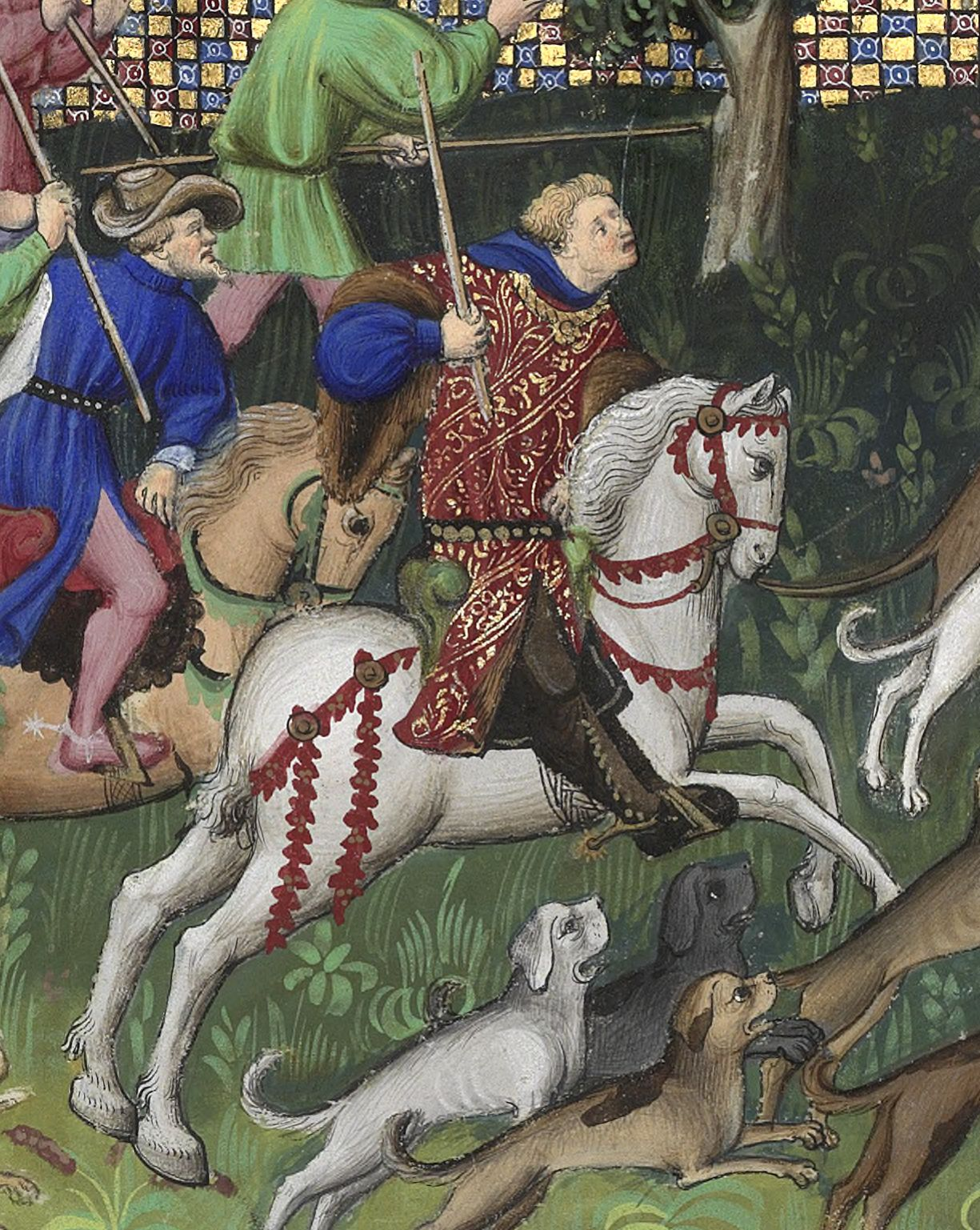
Fébus est la figure marquante de l'indépendance béarnaise.

L'histoire du Béarn est marquée par l'action de ses seigneurs successifs. Né au XIe siècle, Gaston IV de Béarn joue un rôle actif dans la première croisade puis la Reconquista. Grâce au butin amassé pendant ces campagnes, il fait construire la cathédrale Sainte-Marie d'Oloron ainsi que plusieurs hospices (dont Lacommande) pour les pèlerins de Saint-Jacques-de-Compostelle. Au XIVe siècle, Gaston III de Foix-Béarn dit Fébus est la figure flamboyante de l'indépendance du Béarn. L'empreinte du prince des Pyrénées est toujours ancrée dans le paysage béarnais avec plusieurs places fortes de son système de défense : Pau, Montaner ou Morlanne. Henri et Marguerite de Navarre forment un couple marquant pour le Béarn au XVIe siècle, animant une cour royale brillante et transformant le château de Pau dans le style Renaissance. Henri d'Albret fait également de Navarrenx une cité bastionnée et rénove les antiques fors. Leur fille — Jeanne d'Albret — finit de transformer le Béarn en souveraineté protestante à partir de 1571. Elle donne naissance au futur Henri IV au château de Pau en 1553. Lou nouste Henric devient roi de Navarre en 1572 puis roi de France et de Navarre en 1589. Premier roi de la lignée des Bourbon, l'image de ce roi réconciliateur et bon-vivant marque profondément l'image de son pays d'enfance. La sœur du roi — Catherine de Bourbon — régente le Béarn durant ses nombreuses absences, elle clôt une période 1473-1592 qui voit le Béarn être gouverné de manière quasi-ininterrompue par des femmes.
En dehors des seigneurs béarnais, d'autres figures historiques marquent la vie béarnaise. C'est le cas de Saint Julien — évangélisateur supposé du Béarn au Ve siècle — puis de Saint Grat et Saint Galactoire, les évêques d'Oloron et Lescar présents au concile d’Agde en 506. Guy de Lons est un autre évêque marquant pour Lescar, il fait construire la cathédrale Notre-Dame-de-l'Assomption au XIIe siècle. Le Béarn fournit plusieurs chefs militaires d'envergure au XVIIe siècle, comme Jean de Gassion et Antoine de Gramont. Les trois mousquetaires du roman d'Alexandre Dumas, Athos, Porthos et Aramis, et leur capitaine, Jean-Armand du Peyrer, sont inspirés de personnages nés en Béarn durant ce XVIIe siècle. Au XVIIIe siècle, le palois Jean-Baptiste Bernadotte devient maréchal d'Empire puis roi de Suède et de Norvège. Sa lignée règne toujours sur la Suède au XXIe siècle. Plusieurs intellectuels béarnais se distinguent, comme Pierre de Marca, né à la fin du XVIe siècle à Gan. Historien et archevêque, il est l'auteur d'une œuvre importante sur l'histoire du Béarn et également le premier président du Parlement de Navarre dès 1620. Au XIXe siècle, Vastin Lespy est un érudit béarnais auteur de la première étude d'importance sur la langue béarnaise, en compagnie de Paul Raymond. Pierre Tucoo-Chala se spécialise lui — au XXe siècle — sur l'histoire du Béarn et de Gaston Fébus, tandis que Pierre Bourdieu devient une figure emblématique de la sociologie française. Il prend son pays natal en exemple dans plusieurs études, comme dans Le Bal des célibataires. Crise de la société paysanne en Béarn.
Né à Accous à la fin du XVIIe siècle, Cyprien Despourrins est le plus célèbre des poètes béarnais. Il connaît la popularité pour ses chansons et poèmes rédigés en béarnais. Simin Palay est, lui, l'un des principaux poètes béarnais du XXe siècle, il est aussi l'auteur d'un dictionnaire du béarnais et du gascon modernes. Le sculpteur et aquarelliste Ernest Gabard connaît la célébrité pour son personnage Caddetou, quand Joseph Peyré reçoit le Goncourt en 1935 pour son ouvrage Sang et Lumières. Avec la fin de sa souveraineté en 1620, puis de son autonomie en 1789, la vie politique du Béarn tourne depuis autour de ses élus locaux et parlementaires, dont Louis Barthou qui devient président du Conseil des ministres français en 1913. Durant la Cinquième République, André Labarrère est ministre chargé des relations avec le Parlement, mais sa figure reste attachée à sa ville de naissance — Pau — dont il est maire de 1971 à 2006. François Bayrou, né à Bordères, fonde le mouvement centriste du MoDem, il est plusieurs fois ministre, président du conseil général des Pyrénées-Atlantiques, et depuis 2014 maire de Pau. Son parcours croise celui de Jean Lassalle, député et candidat à l'élection présidentielle française de 2017 et 2022. La vie sportive béarnaise est marquée par plusieurs figures emblématiques, comme les rugbymen ossalois François Moncla et Robert Paparemborde, le cycliste Gilbert Duclos-Lassalle, ou le navigateur et artiste Titouan Lamazou. Né en 1978 à Pau, Tony Estanguet est triple champion olympique de canoë monoplace, il est le seul athlète français à gagner trois médailles d'or dans trois Jeux différents. En 2017, la handballeuse Alexandra Lacrabère devient championne du monde avec l'équipe de France.

Personnalités liées au Béarn (sélection).
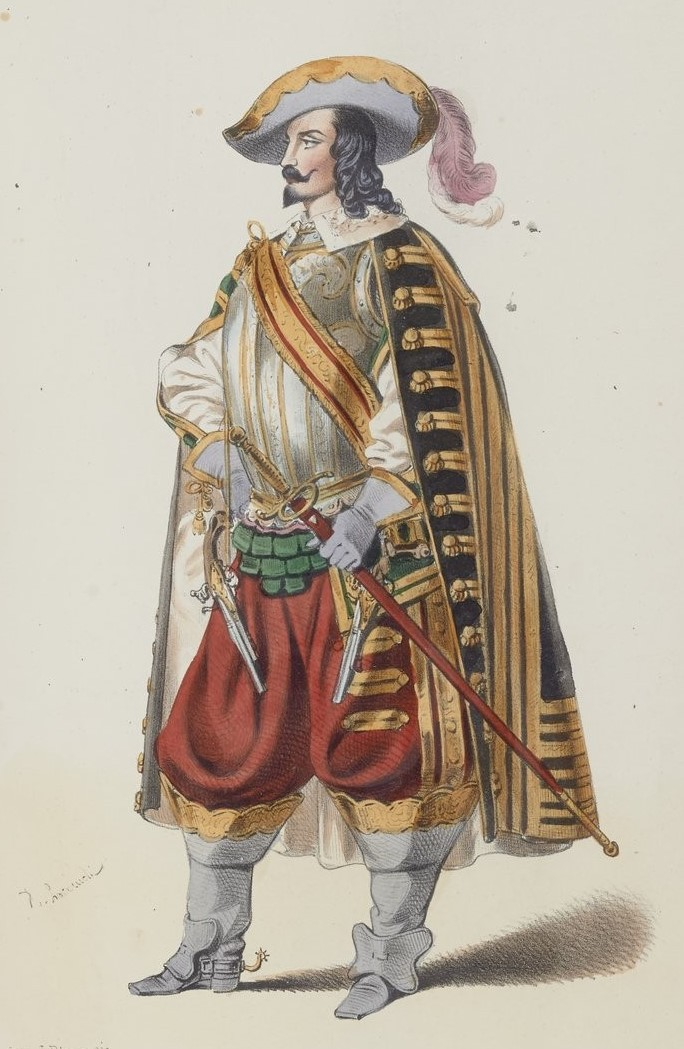
Les trois mousquetaires de Dumas sont béarnais.
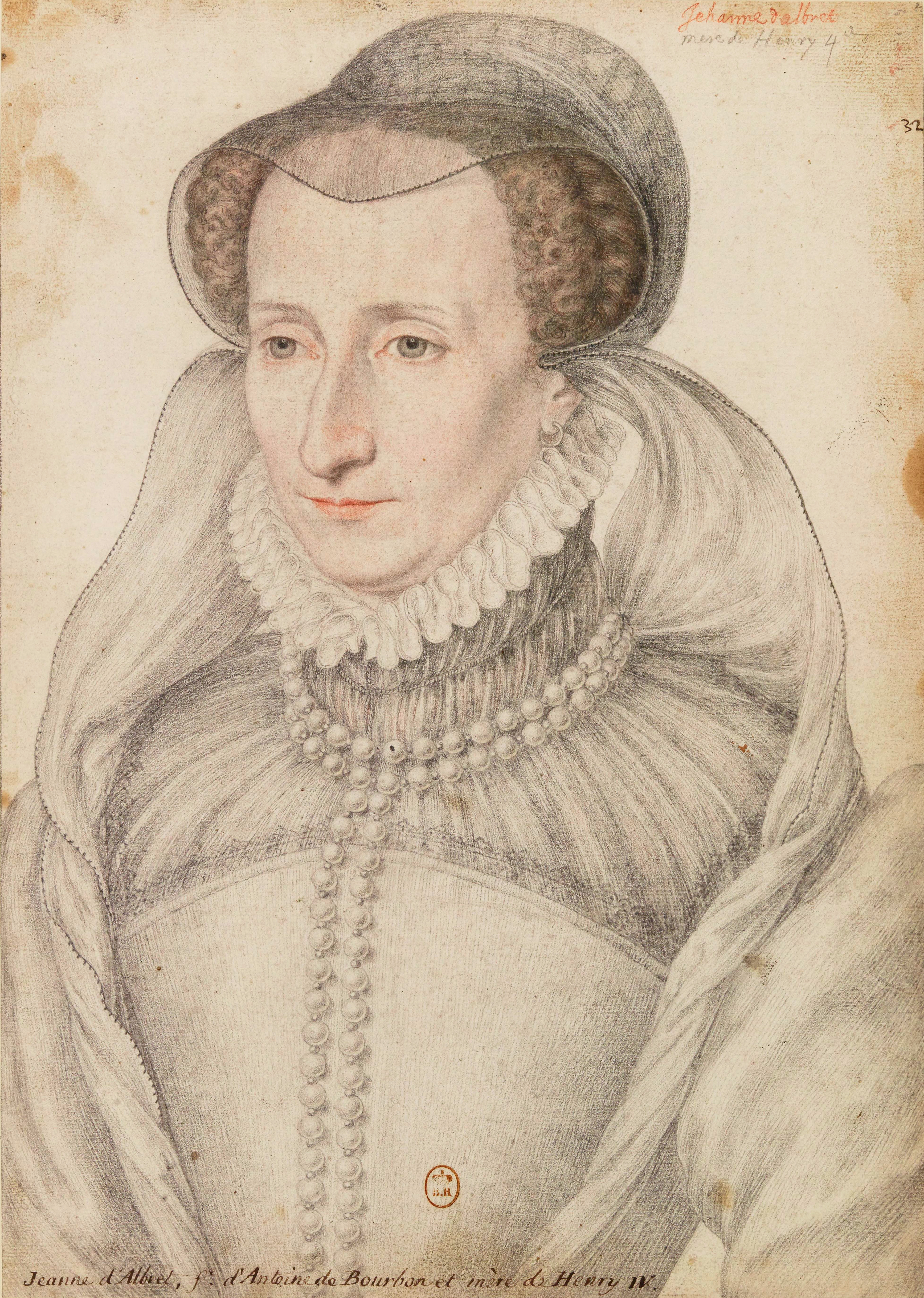
Jeanne d'Albret.
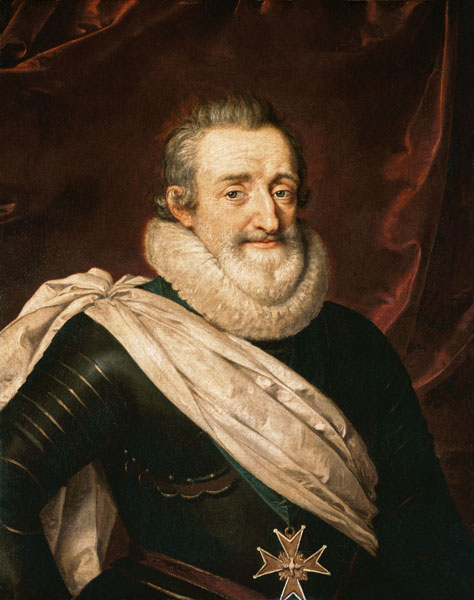
Henri IV.
Jean-Baptiste Bernadotte.
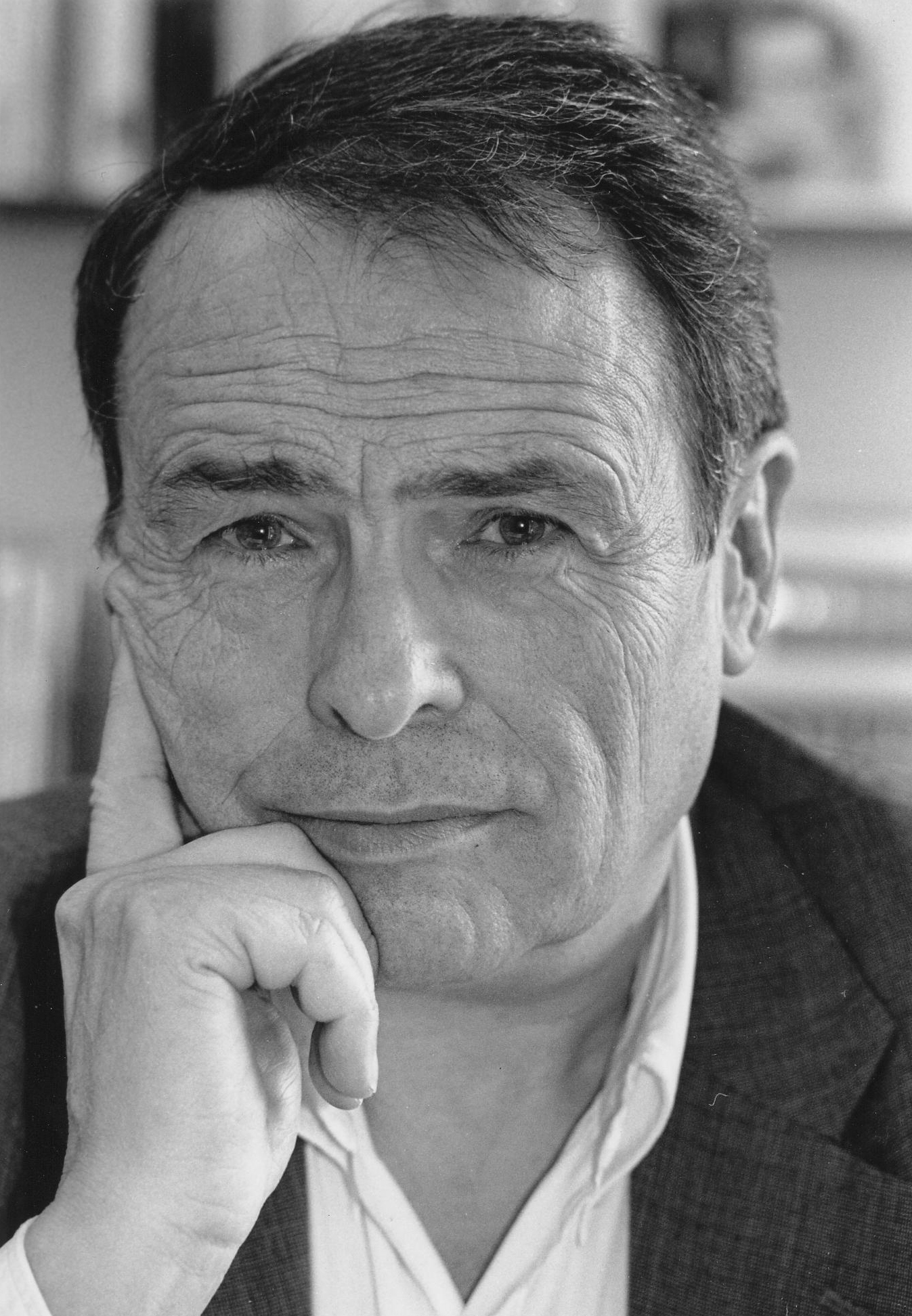
Pierre Bourdieu.
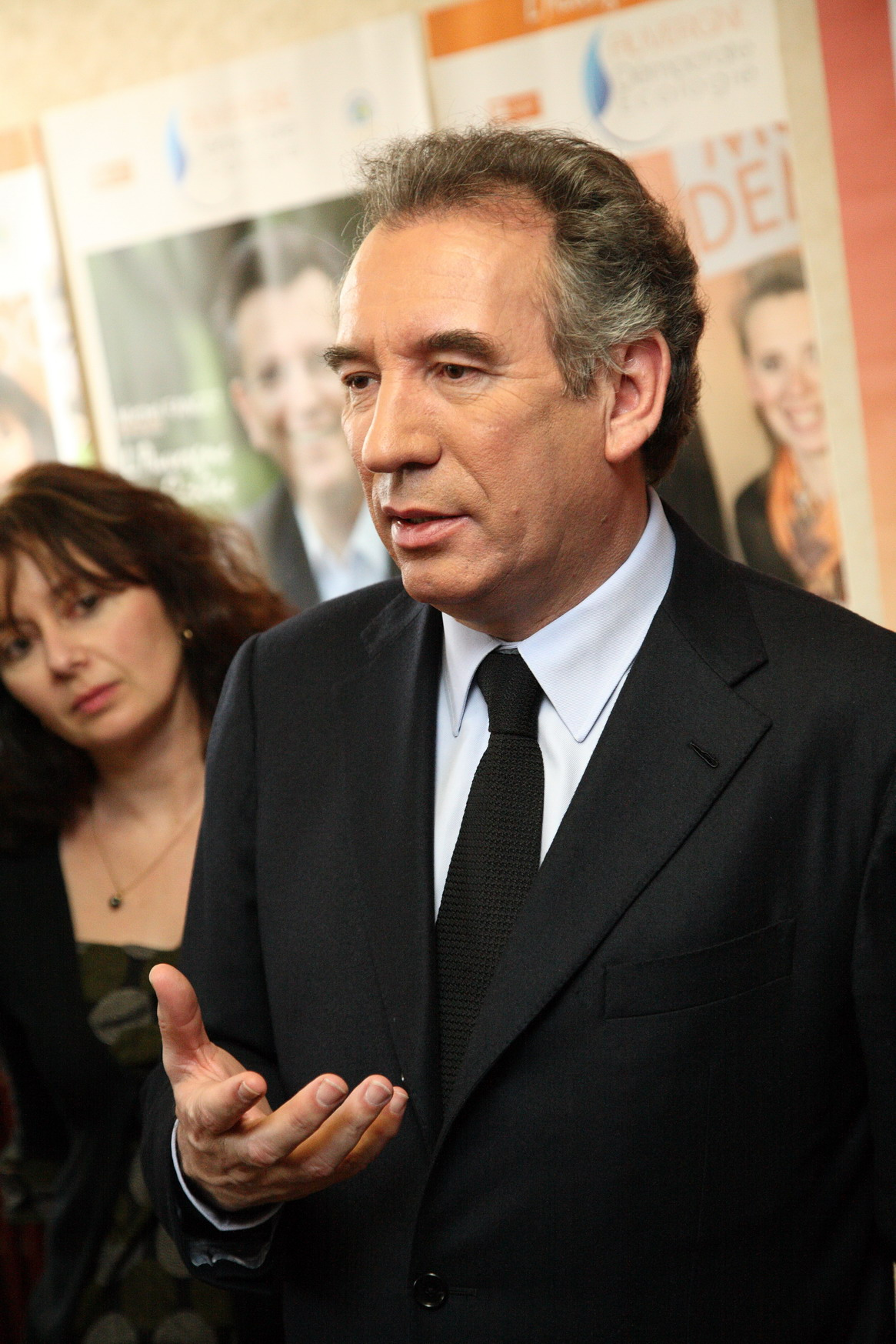
François Bayrou.
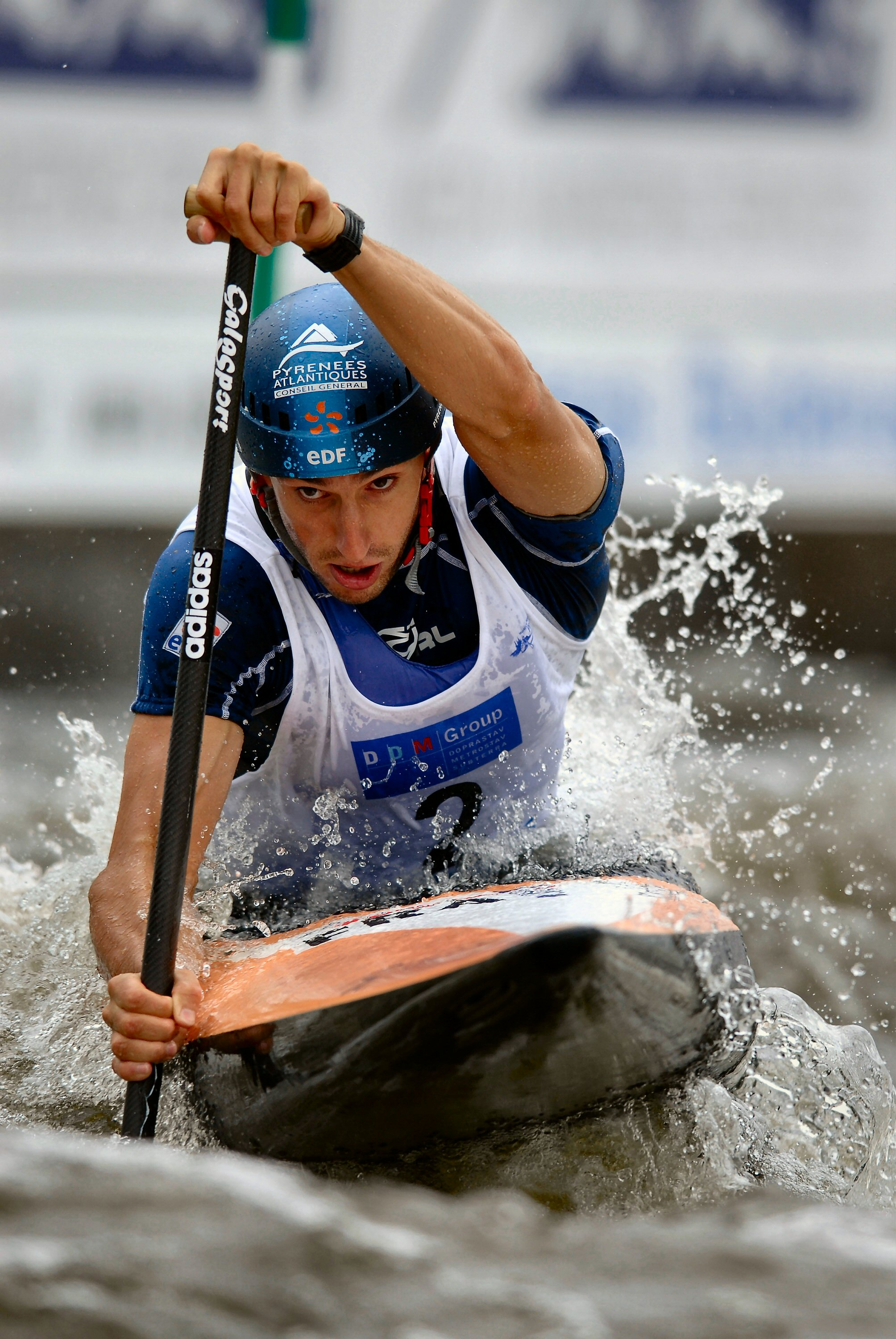
Tony Estanguet.
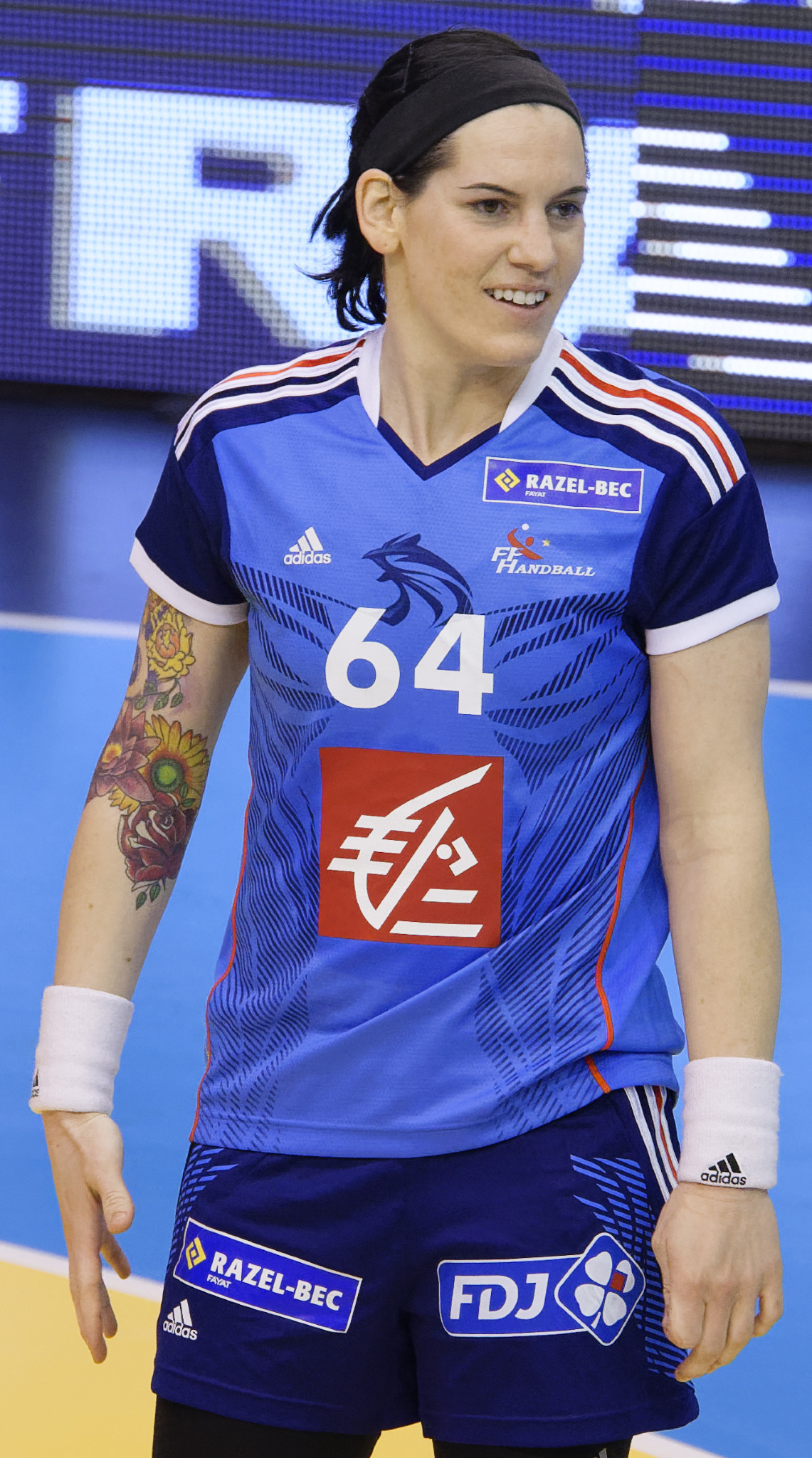
Alexandra Lacrabère.

## Économie

### Revenus de la population
En 2017, le revenu fiscal médian par unité de consommation est de 21 306 € en Béarn contre 21 120 € en France métropolitaine. Les communes béarnaises disposant des revenus fiscaux médians par ménage les plus importants sont notamment situées dans le pôle urbain de Pau. Les communes de Lée, Serres-Morlaàs, Idron, Buros et Beyrie-en-Béarn possèdent par exemple chacune un revenu médian supérieur à 28 000 € par unité de consommation.

### Emploi
En 2016, la population béarnaise âgée de 15 à 64 ans s'élevait à 226 010 personnes, parmi lesquelles on comptait 73.9 % d'actifs dont 64.9 % ayant un emploi et 9.0 % de chômeurs. L'économie béarnaise est marquée par un taux de chômage relativement plus bas que celui observé par l'Insee dans le reste du pays. Le taux de chômage trimestriel moyen observé sur 2019 était de 6,1 % pour la zone d'emploi d'Oloron-Sainte-Marie et de 6,9 % pour la zone d'emploi de Pau contre 7,8 % en Nouvelle-Aquitaine et 8,2 % pour la France métropolitaine sur la même période.
|             | Population | Actifs  | Taux d’activité en % | Actifs ayant un emploi | Taux d’emploi en % |
| Ensemble    | 226 010    | 167 014 | 73,9                 | 146 721                | 64,9               |
| 15 à 24 ans | 40 317     | 15 639  | 38,8                 | 11 472                 | 28,5               |
| 25 à 54 ans | 135 691    | 124 277 | 91,6                 | 110 684                | 81,6               |
| 55 à 64 ans | 50 002     | 27 098  | 54,2                 | 24 565                 | 49,1               |

### Principaux secteurs d'activité
Pendant très longtemps, l'économie béarnaise se résume à une agriculture de subsistance ainsi qu'à un artisanat rural répondant aux besoins locaux. C'est à partir de la fin du XIIIe siècle qu'une évolution se dessine, le Béarn profite alors de sa position géographique (entre Bassin aquitain et Bassin de l'Èbre) et de son statut de principauté pour développer une activité notable de commerce (notamment de transit). L'artisanat se développe aussi par la transformation de produits agricoles. Cet artisanat prend racine surtout à Oloron et Nay, à tel point que ces deux centres textiles atteignent un stade industriel vers la fin du XVe siècle. Malgré cette diversification progressive, l'agriculture demeure l'activité fondamentale du pays. Cet équilibre se poursuit globalement jusqu'au XIXe siècle, avec une domination de l'agriculture (succès du maïs à partir du XVIIIe siècle), l'importance du commerce et une industrie textile toujours dynamique.
Au cours de la seconde moitié du XIXe siècle, la position géographique du Béarn auparavant si bénéfique devient un frein majeur à son économie. L'absence de transpyrénéen lors de l'arrivée des chemins de fer en Béarn en fait un véritable cul-de-sac. Durant la seconde moitié du XXe siècle, l'économie béarnaise connaît une double révolution avec la découverte du gisement de gaz de Lacq en 1951 et l'essor de la culture du maïs hybride, tout en voyant son industrie textile se réduire sensiblement. Aujourd'hui, l'économie béarnaise se tourne notamment vers l'industrie aéronautique ainsi que les géosciences, l'agriculture a perdu sa domination mais garde toujours un poids significatif dans le paysage béarnais. L'essor de l'agglomération paloise permet le développement d'une activité tertiaire — dont administrative — significative.
Le tableau ci-dessous détaille le nombre de postes implantés en Béarn selon leur secteur d'activité :
| Ensemble                                                            | 119 409 | 100,0       |
| Agriculture, sylviculture et pêche                                  | 1 084   | 0,9 (1,1)   |
| Industrie                                                           | 21 009  | 17,6 (14,0) |
| Construction                                                        | 7 362   | 6,2 (6,0)   |
| Commerce, transport et services divers                              | 49 430  | 41,4 (46,7) |
| Administration publique, enseignement, santé, et action sociale     | 40 524  | 33,9 (32,2) |
| Champ : établissements actifs, hors Défense et activités de ménage. |         |             |

Le tableau ci-dessous détaille les établissements actifs par secteur d'activité au regard du nombre de salariés :
|                                                              | Total  | %     | 0 salarié | 1 à 9 salariés | 10 à 19 salariés | 20 à 49 salariés | 50 salariés ou plus |
| ------------------------------------------------------------ | ------ | ----- | --------- | -------------- | ---------------- | ---------------- | ------------------- |
| Ensemble                                                     | 38 386 | 100,0 | 27 298    | 8 912          | 1 081            | 702              | 393                 |
| Agriculture, sylviculture et pêche                           | 4 719  | 12,3  | 4 255     | 449            | 11               | 3                | 1                   |
| Industrie                                                    | 2 399  | 6,2   | 1 381     | 690            | 157              | 93               | 78                  |
| Construction                                                 | 3 755  | 9,8   | 2 653     | 930            | 99               | 53               | 20                  |
| Commerce, transports, services divers                        | 21 451 | 55,9  | 14 905    | 5 567          | 548              | 310              | 121                 |
| Administration publique, enseignement, santé, action sociale | 6 062  | 15,8  | 4 104     | 1 276          | 266              | 243              | 173                 |
| Champ : ensemble des activités.                              |        |       |           |                |                  |                  |                     |

#### Agriculture et agroalimentaire

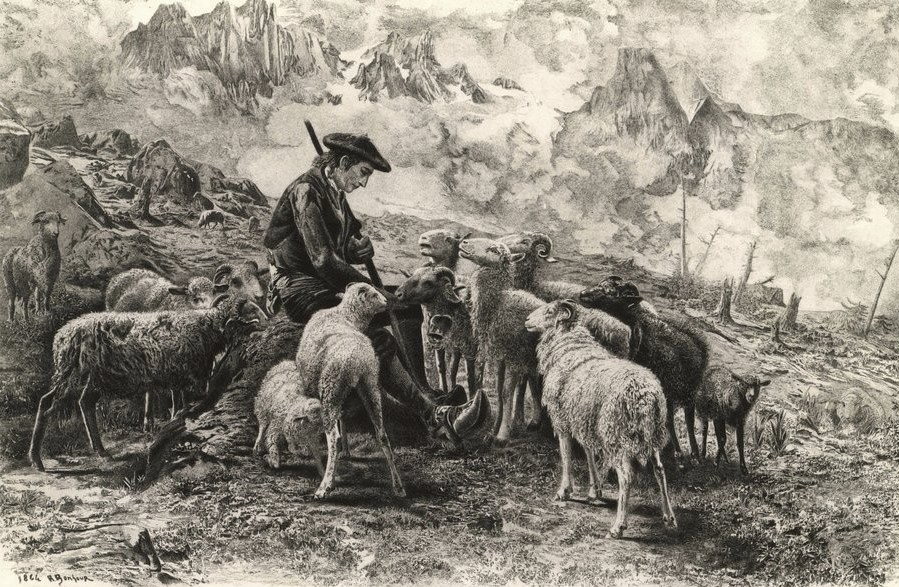
Les pasteurs transhumants dominent la société agro-pastorale béarnaise.

L'activité agricole domine l'économie béarnaise durant de nombreux siècles, avant de se faire supplanter au cours du XIXe siècle et surtout du XXe siècle par les secteurs secondaires et tertiaires. Les vallées des Pyrénées béarnaises sont traditionnellement spécialisées dans l'élevage, tandis que le piémont est plus diversifié avec de l'élevage mais aussi de la culture. La domination des pasteurs montagnards sur les paysans du piémont marque la tradition agro-pastorale du Béarn pendant plus d'un millénaire. La polyculture ainsi qu'un morcellement parcellaire important caractérisent également pendant longtemps le paysage du piémont. La viticulture se développe dès le XIVe siècle dans le Vic-Bilh — entre Morlaàs et Lembeye — ainsi que sur les coteaux de Jurançon et Monein. Le travail du lin se répand au XVe siècle dans les vallées du gave, prémisse d'une industrie textile porteuse dans la région de Nay. Des exploitations forestières se développent à partir du XVIIe siècle, en particulier dans les vallées d'Aspe et de Barétous. Le maïs est introduit à partir du XVIIe siècle, il connait un fort succès au XVIIIe siècle et change les paysages béarnais pour reléguer les autres céréales au second plan.
Au XXe siècle, l'emploi agricole recule fortement avec l'utilisation systématique des tracteurs. Le remembrement des terres favorise l'émergence d'exploitations de taille plus importante. La coopérative Euralis joue un rôle central pour l'agriculture béarnaise, il emploie environ 300 personnes dans son siège de Lescar, et 5 000 personnes dans le monde. Plusieurs transformateurs agroalimentaires ont une implantation notable en Béarn, dont le chocolatier suisse Lindt & Sprüngli à Oloron-Sainte-Marie (600 salariés permanents), la fromagerie des Chaumes installée à Jurançon (350 salariés) et la laiterie Sodiaal à Lons (200 salariés). Le territoire béarnais intègre plusieurs AOC et IGP, dont notamment le fromage d'Ossau-iraty, le jambon de Bayonne, l'agneau de lait des Pyrénées, les vins du Jurançon, du Madiran, Pacherenc-du-Vic-Bilh et du Béarn-Bellocq.

Agriculture en Béarn (sélection).
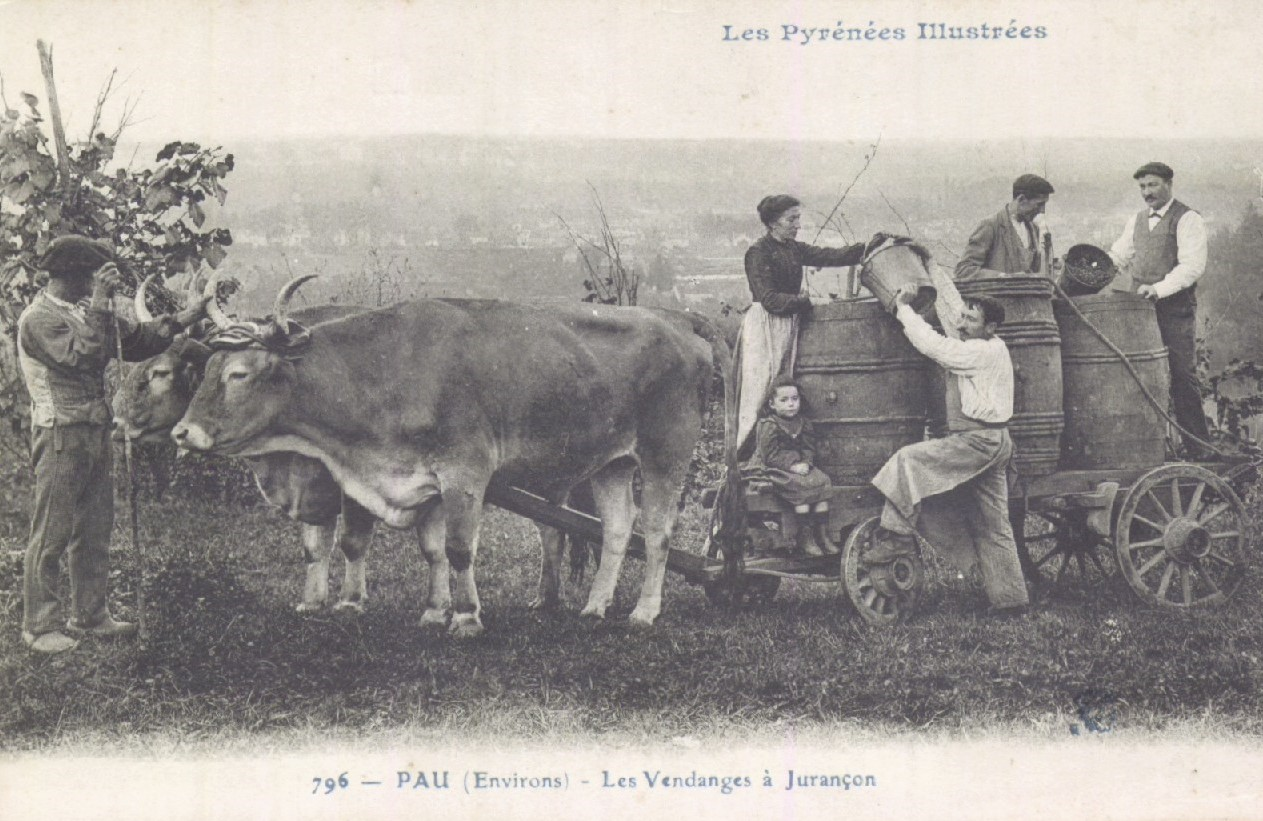
Travail de la vigne en Jurançon.
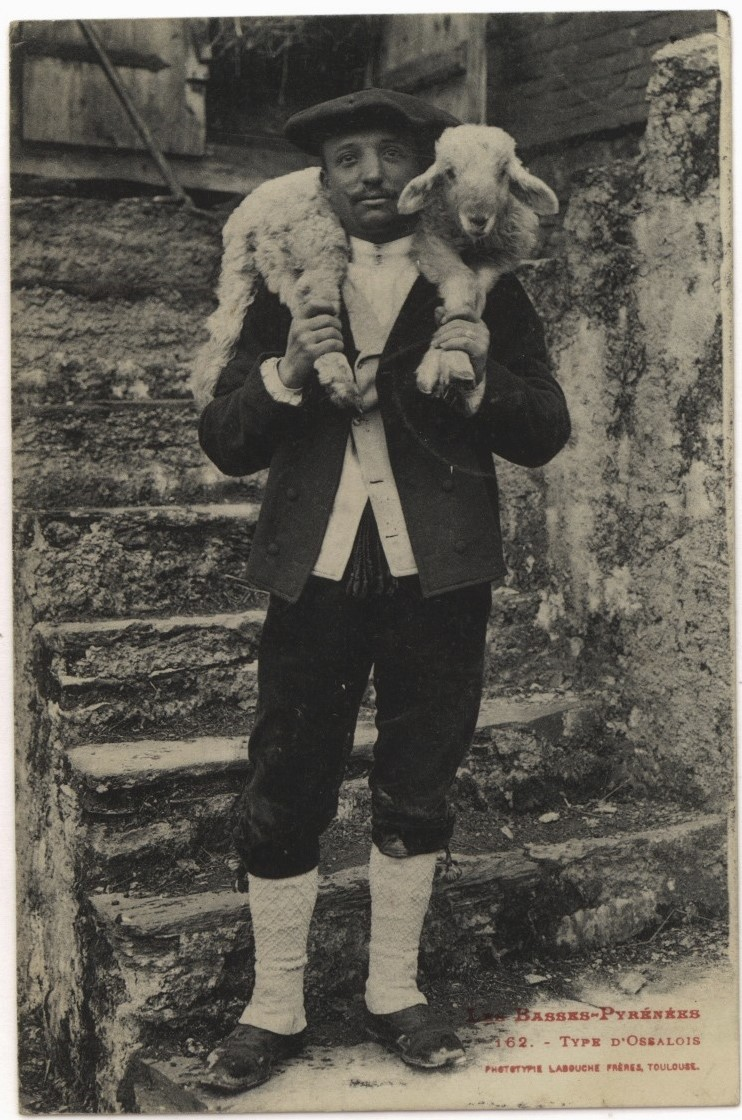
Un berger ossalois.
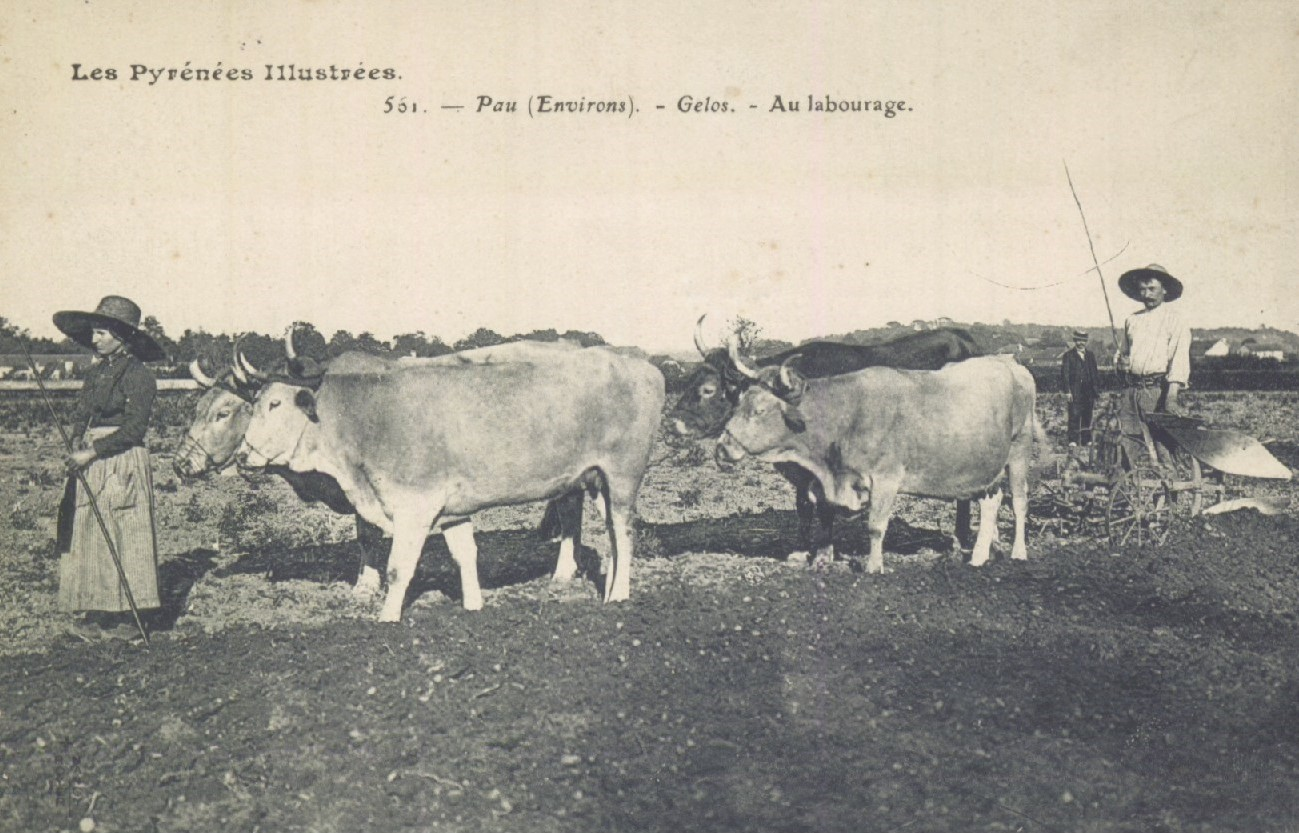
L'attelage béarnais est au centre des pratiques agricoles.
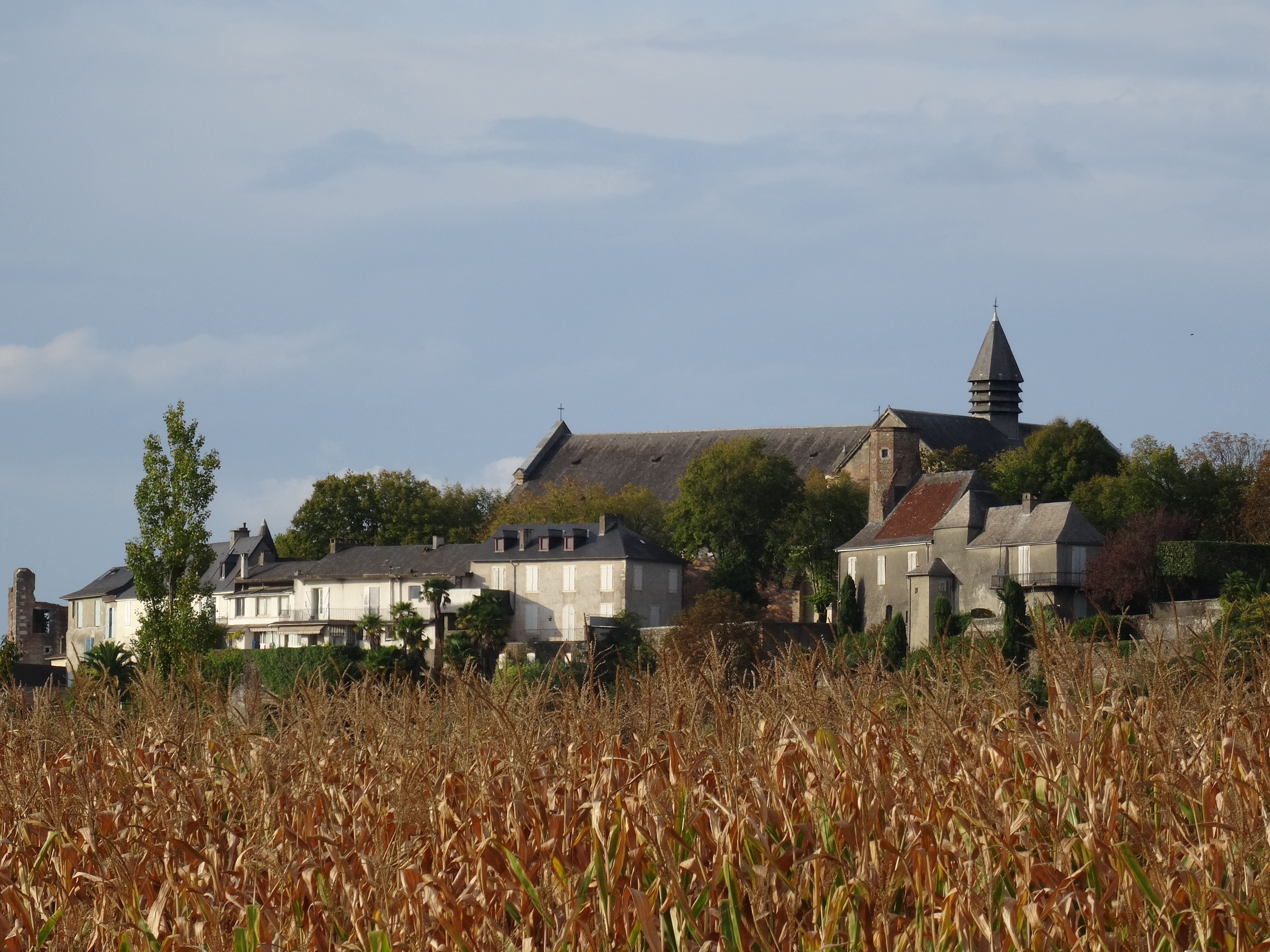
La monoculture du maïs marque les paysages béarnais du XXe siècle.
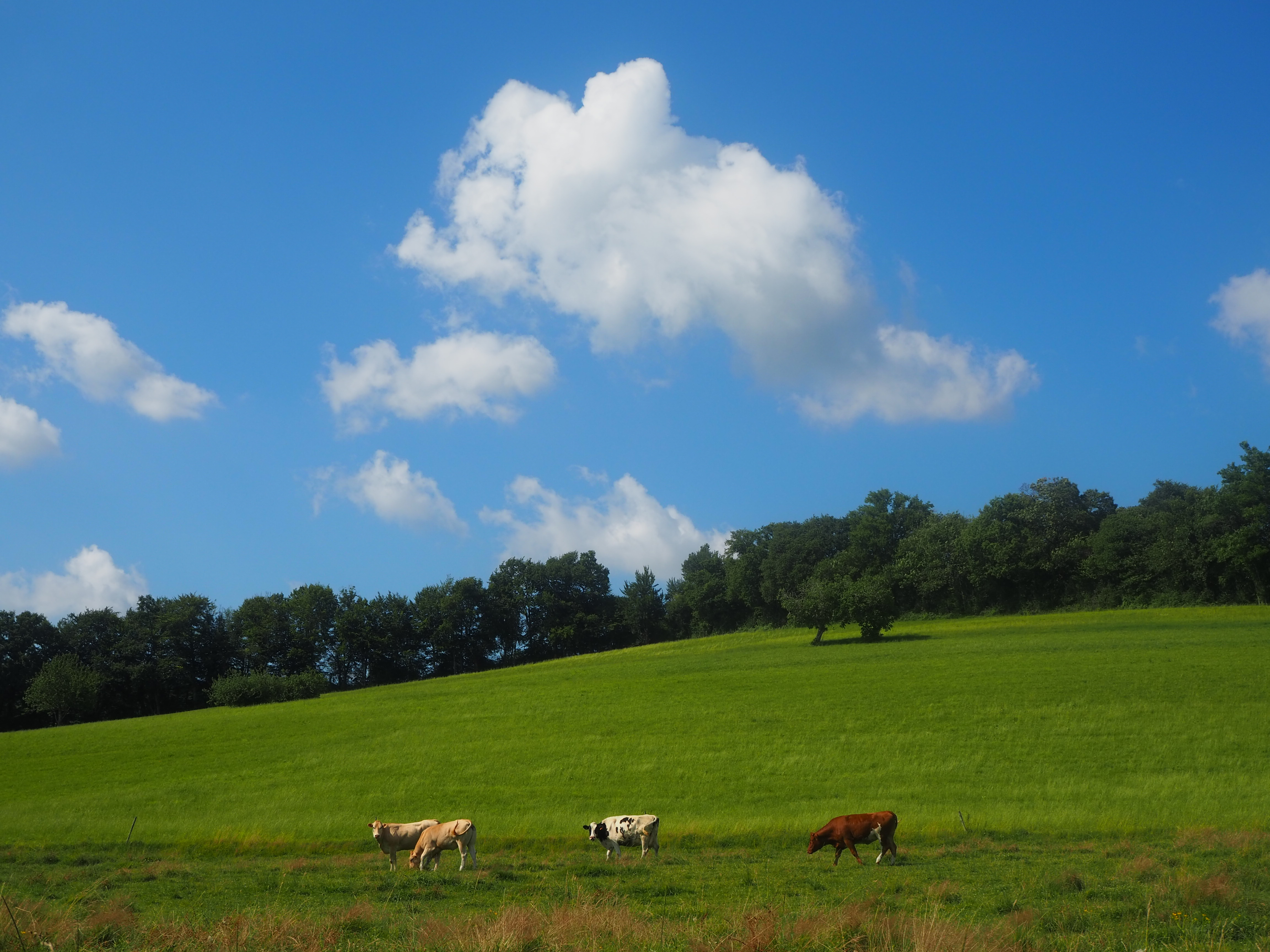
L'élevage reste au cœur de l'activité agricole du Béarn.
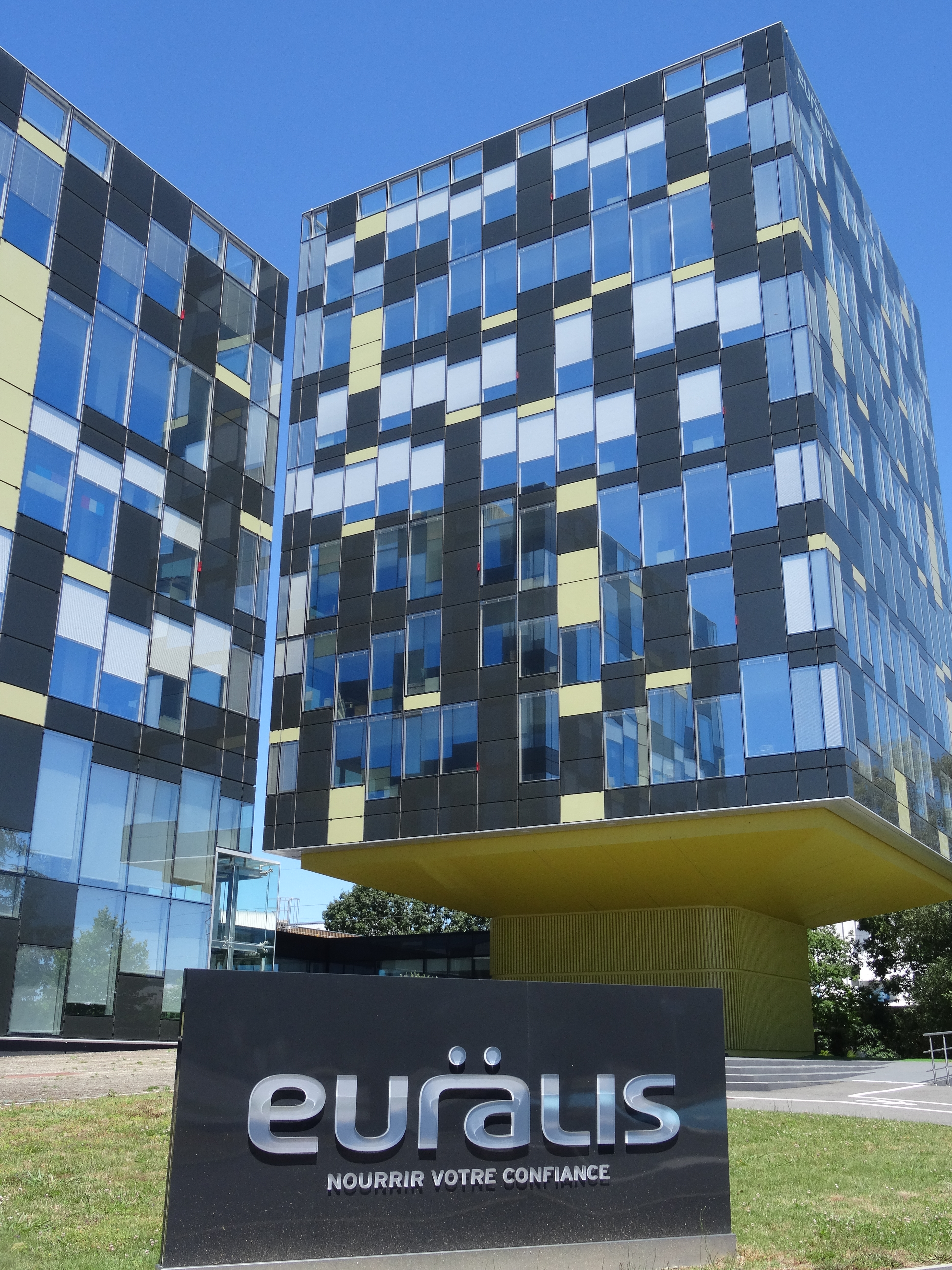
Le siège du groupe coopératif Euralis à Lescar.

#### Industrie manufacturière
Dès la fin du XVe siècle, Oloron et Nay deviennent des centres textiles notables, dépassant le simple cadre de l'artisanat pour atteindre un stade industriel. Ils se spécialisent alors dans le travail de la laine. Vers la fin du XVIe siècle, Orthez et Pontacq se concentrent sur le travail du cuir. Durant la seconde moitié du XVIIIe siècle, l'industrie textile béarnaise connait une prospérité sans précédent, avec des produits  en laine et en lin qui s'exportent notamment vers l'Espagne et les Antilles. L'industrie textile emploie alors 9 000 personnes dans la région d'Oloron, elle emploie également 6 000 personnes dans la région paloise. La Révolution française marque un coup d'arrêt à la prospérité de l'industrie textile béarnaise, affectée par le renforcement des frontières, le manque de capitaux et la stagnation technique. Au milieu du XIXe siècle, l'activité repart avec l'achat de machines modernes. Nay en profite particulièrement, on y produit alors environ 800 000 bérets en grande partie destinés à la Navarre. Dans la seconde moitié du XIXe siècle, le Béarn subit la concurrence des usines textiles du nord de la France. Au XXe siècle, l'industrie textile béarnaise se réduit sensiblement sous l'effet d'une concurrence internationale croissante. En 2011, la filière textile compte 48 établissements qui rassemblent 517 salariés. L'entreprise Laulhère, installée à Oloron-Sainte-Marie, emploie par exemple une cinquantaine de personnes pour la fabrication de bérets.

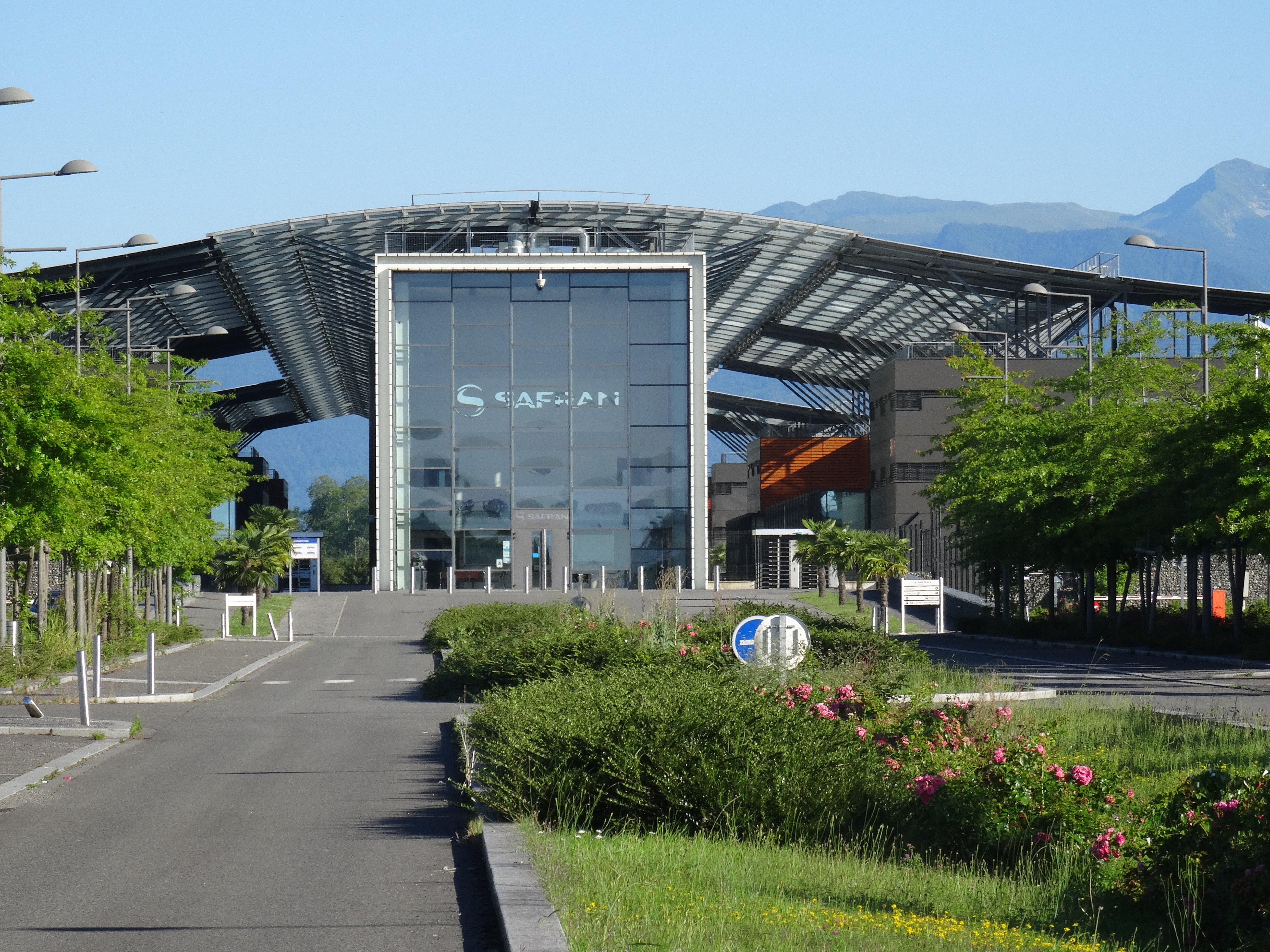
L'usine Safran Helicopter Engines de Bordes emploie 2500 salariés.

Auparavant essentiellement consacrée au textile, l'industrie manufacturière du Béarn s'oriente vers d'autres types de production au cours du XXe siècle. L'industrie aéronautique prend un poids grandissant tout au long de cette période. La venue des frères Wright dès 1909 fait du Béarn un précurseur en la matière. Safran Helicopter Engines à Bordes (2 500 salariés) et Safran Landing Systems à Bidos (815 salariés) sont des exemples majeurs d'une industrie qui compte une myriade de sous-traitants dans la région. Le Béarn fait partie du pôle de compétitivité Aerospace Valley depuis 2005. Le bassin de Lacq profite également de l'extraction de gaz pour attirer des industriels désireux de profiter de cette source d'énergie, tout comme de la classification Seveso 2 du site. Toray Industries installé à Abidos — 430 salariés — produit ainsi de la fibre de carbone destinée aux industries aéronautiques et automobiles.

#### Énergie
Traversé par de nombreux cours d'eau, le Béarn profite de cette ressource comme source d'énergie. Dès le début du Moyen Âge, les moulins à eau permettent notamment de moudre le blé. Au XXe siècle, de nombreuses centrales hydroélectriques sont installées le long des cours d'eau béarnais, avec la constitution de lacs de barrage à Artouste, Fabrèges, Bious-Artigues ou encore Castet. La centrale des Forges d'Abel est la première installée en Haut-Béarn en 1909. Plus en aval, des centrales hydroélectriques sont situées à Asasp-Arros, Oloron-Sainte-Marie, Orthez, Baigts-de-Béarn et Puyoô. Plusieurs entreprises se partagent l'exploitation de ces centrales, la Shem (filiale d'Engie) s'occupent des barrages situés en vallée d'Ossau, tandis qu'EDF Hydraulique Adour et Gaves se charge des barrages de la vallée d'Aspe et en aval des Pyrénées.

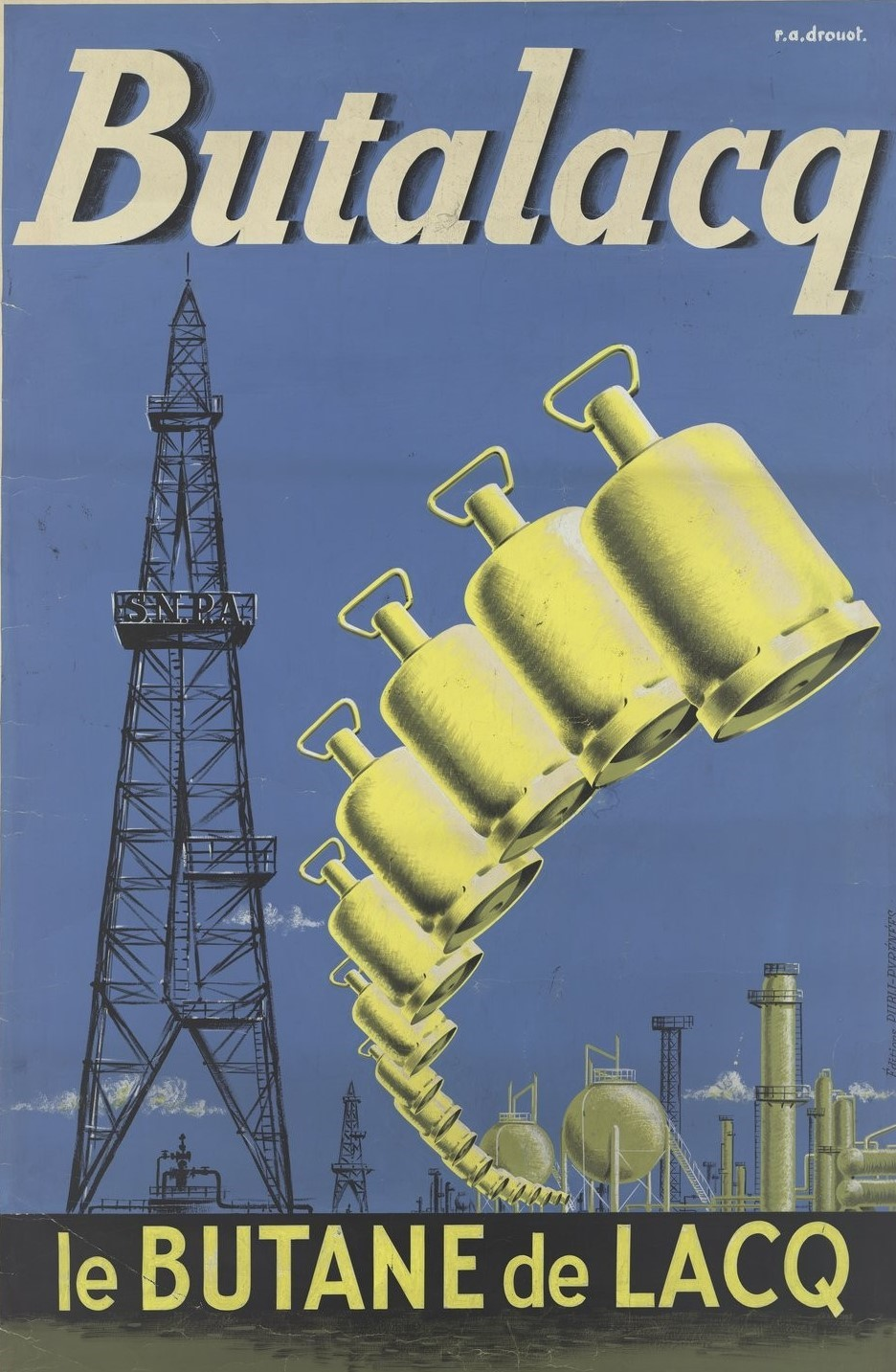
Le gisement de gaz de Lacq est découvert en 1951.

Le sous-sol béarnais ne contient pas de charbon, les entreprises béarnaises doivent donc importer cette source d'énergie indispensable aux machines à vapeur au XIXe siècle. Après 1945, la France prospecte ses sous-sols à la recherche de pétrole et de gaz pour gagner en indépendance énergétique. Fin 1949, un petit gisement de pétrole est découvert près de Lacq par la SNPA. Toujours à la recherche de poches d'huile, une équipe de forage découvre un gisement de gaz le 19 décembre 1951 sur le sondage Lacq 3. Une violente éruption de gaz se produit sur ce forage d'une profondeur de 3 500 mètres. L'éruption reste incontrôlable pendant 4 nuits et 5 jours. Le gisement s’avère être exceptionnel,, il contient 262 milliards de m³. Le gaz extrait est particulièrement corrosif, ce qui oblige les ingénieurs de Vallourec à concevoir un acier capable d'y résister. L'exploitation du gaz commence finalement en avril 1957. Le site de Lacq centralise plusieurs autres gisements béarnais de plus petite taille, comme ceux de Meillon et Saint-Faust découverts en 1965 et 1966.
La SNPA (devenu Elf Aquitaine en 1976) emploie rapidement 4 000 personnes sur place. André Labarrère qualifie le gisement de « miracle béarnais », il modifie profondément et de manière durable la vie économique du pays. Il permet l'embauche de nombreux agriculteurs locaux, puis d'ouvriers venus d'autres bassins industriels français. La ville nouvelle de Mourenx est bâtie pour accueillir cet afflux de main d'œuvre. Le classement Seveso du site permet l'accueil d'activités industrielles à risque pour la fabrication d'éthylène, de styrène et de chimie fine. Une diversification qui permet au bassin de Lacq de se reconvertir en 2013, après l'arrêt de la commercialisation du gaz. Le gaz restant est utilisé pour approvisionner les entreprises du site. Le Béarn conserve une production pétrolière, dont le gisement du Vic-Bilh découvert en 1979 et exploité par le groupe canadien Vermilion Energy (800 barils par jour). La production du gaz de Lacq implique la création d'un réseau de gazoducs pour acheminer cette ressource vers le reste de la France. Auparavant filiale du groupe Total (héritier d'Elf Aquitaine), le groupe Teréga basé à Pau (650 salariés) assure le transport et le stockage de gaz naturel en France.

#### Géosciences et pétrochimie

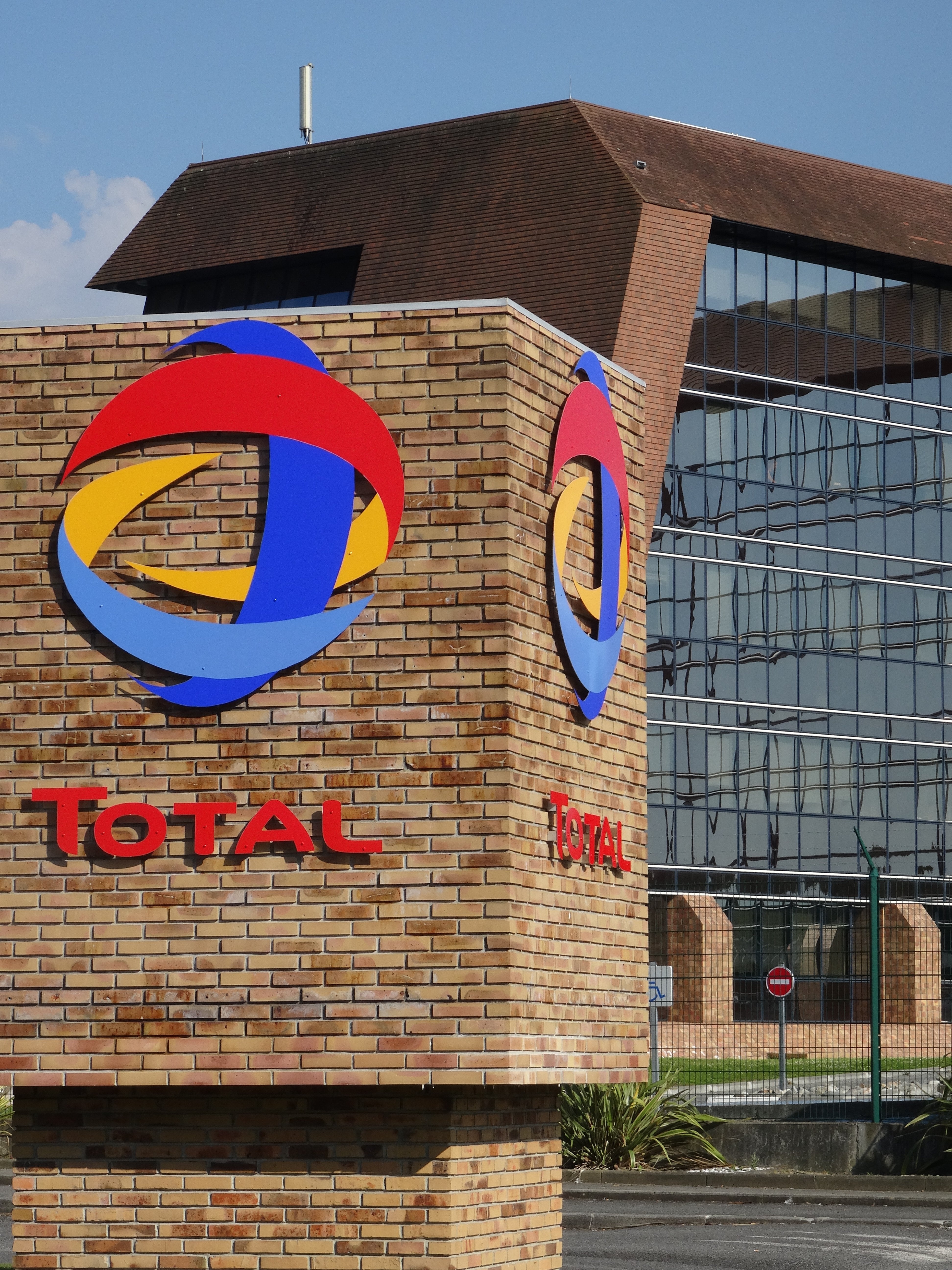
Le CSTJF du groupe Total à Pau, 3e centre de R&D en France.

L'exploitation du gisement de gaz de Lacq, à partir de 1957, marque le point de départ d'une spécialisation du Béarn dans le domaine des géosciences. Confrontées à un gaz particulièrement difficile à extraire, les équipes de la SNPA (puis d'Elf Aquitaine) développent des compétences pointues pour l'exploitation des hydrocarbures. Édifié à partir de 1985 au nord de Pau, le centre scientifique et technique Jean-Féger (CSTJF) est l'héritier direct des pionniers de Lacq. Avec 2 800 salariés, il est aujourd'hui le principal centre technique et de recherche scientifique du groupe pétrolier français Total, ce qui en fait aussi le troisième plus grand centre de recherche et développement (R&D) en France. Le CSTJF compte l'un des plus puissants supercalculateurs au monde. Nommé Pangea, il est le plus puissant calculateur mondial dans le domaine industriel. Basé à Pau, Avenia est le seul pôle de compétitivité français dans le domaine des géosciences.
En lien direct avec l'exploitation du gaz de Lacq, le Béarn développe désormais une activité notable en matière de chimie fine. Installées sur le bassin de Lacq, plusieurs entreprises profitent des restes du gisement ainsi que du classement Seveso du site pour développer leur activité. Le groupe français Arkema y possède un établissement spécialisé dans la thiochimie (300 salariés entre Lacq et Mourenx), ainsi qu'un site de fabrication de polyamides de spécialités à Mont (269 salariés).

#### Commerce
Grâce à sa position géographique et à sa politique d'indépendance, le Béarn développe pendant plusieurs siècles une activité commerciale significative. Dès la fin du XIIIe siècle, plusieurs compagnies de marchands se constituent pour organiser un commerce de transit entre le Bassin aquitain et le Bassin de l'Èbre. La réputation de la monnaie morlanne, la surveillance des poids et mesures ainsi que l'entretien des chemins et des ponts expliquent ce développement initial. Durant la guerre de Cent Ans, le Béarn profite de sa neutralité politique pour aboutir à la création d'un véritable monopole commercial entre le port de Bayonne (produits textiles d'Angleterre et de Flandre), Toulouse (pastel) et l'Aragon (laine). Ce commerce de transit se poursuit jusqu'au XVIIe siècle, les marchands constituent alors la classe la plus riche du pays. Au XVIIIe siècle, le commerce de transit laisse place à un double commerce d'importation (laines et cuirs) et d'exportation (textile, vin, bois). Le commerce vers les Antilles se développe sensiblement, grâce à la présence de nombreux béarnais exilés. Les exportations souffrent particulièrement à partir de 1789 et tout au long du XIXe siècle, le Béarn perd l'accès à certains de ses débouchés privilégiés (Espagne et Antilles), alors que l'absence de transpyrénéen — lors de l'arrivée du chemin de fer dans les années 1860 — renforce le déclin du commerce béarnais. La très grande majorité du trafic franco-espagnol passe désormais par Irun. La situation géographique du Béarn, auparavant si profitable, devient un frein majeur à l'activité commerciale du pays. Un transpyrénéen est finalement achevé en 1928, via la gare de Canfranc, mais le déclenchement de la guerre civile espagnole en 1936 coupe très rapidement tout espoir d'un nouvel essor commercial.
Depuis la seconde moitié du XXe siècle, le Béarn profite de l'amélioration des infrastructures routières pour bénéficier de plusieurs axes commerciaux importants. L'autoroute A64 depuis 1977 conforte le Béarn dans sa position centrale entre Bayonne et Toulouse, tandis que le tunnel du Somport offre le seul accès pyrénéen ouvert toute l'année vers l'Espagne. L'ouverture de l'autoroute A65 depuis 2010 permet d'accéder au nord du Bassin aquitain, mais le prix d'utilisation de cet axe le rend peu compétitif par rapport à l'autoroute A63. Outre cette activité de commerce de transit, le commerce de proximité représente un pan important de l'économie béarnaise. Historiquement, ce commerce est présent dans les différents centres urbains béarnais. Depuis les années 1960, des centres commerciaux se multiplient en périphérie des centres-villes. Les foires et marchés tiennent également une place majeure dans la vie économique et sociale des Béarnais. Les premières foires apparaissent dès le XIVe siècle à Oloron et Sauveterre-de-Béarn, puis au XVe siècle à Orthez, Pau ou encore Arudy.

Commerce en Béarn (sélection).
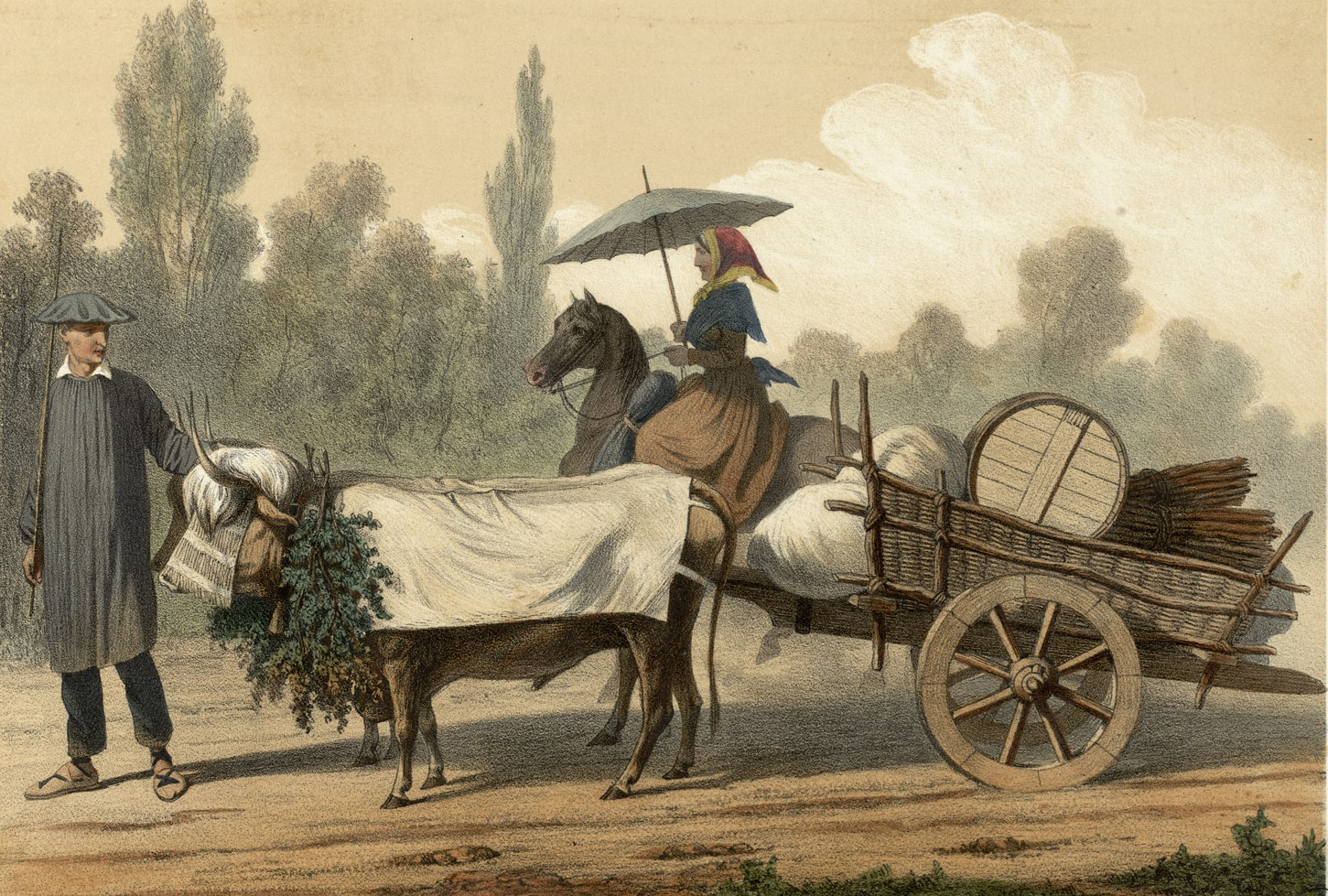
Paysans allant au marché d'Orthez.
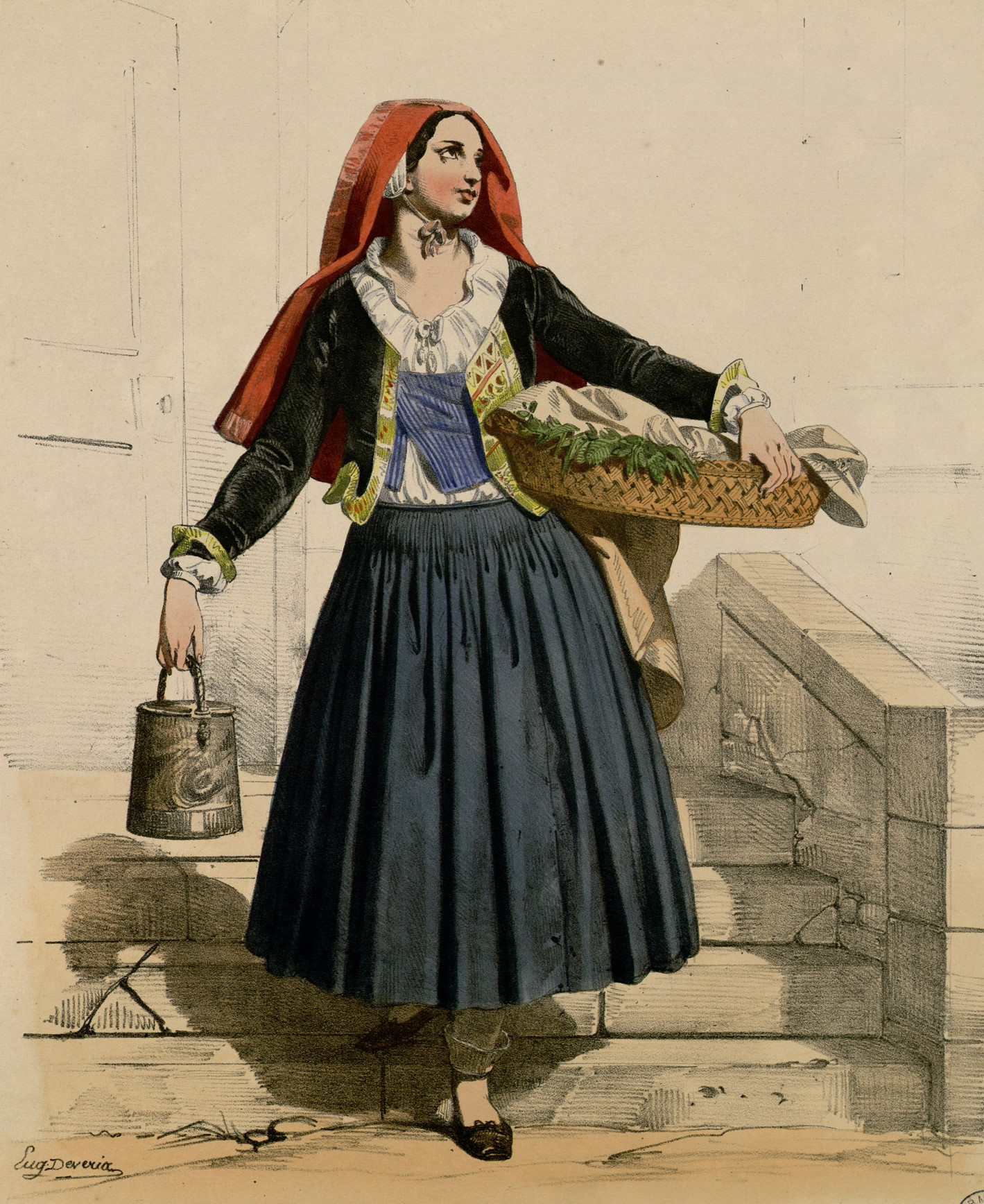
Costume des Eaux-Bonnes, femme portant un panier et un seau.
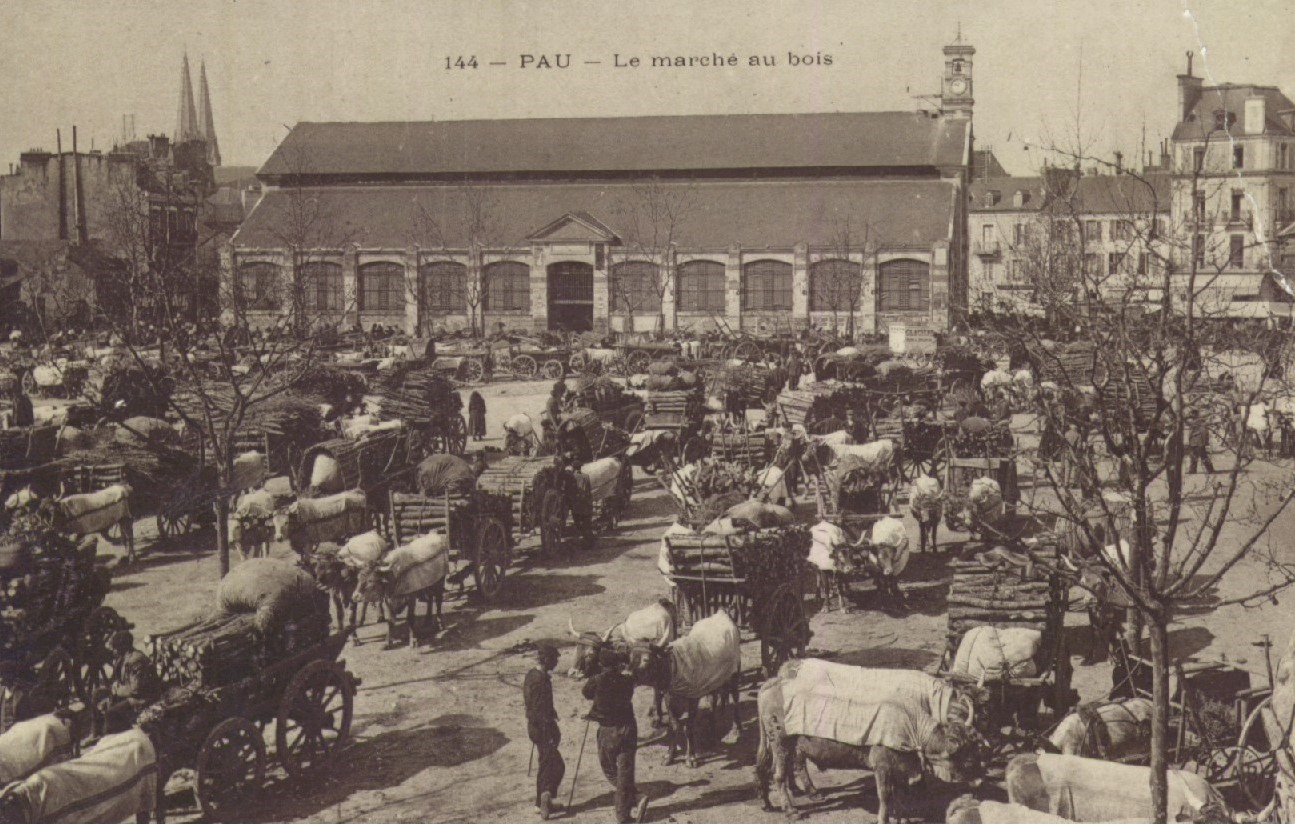
Marché au bois de Pau.
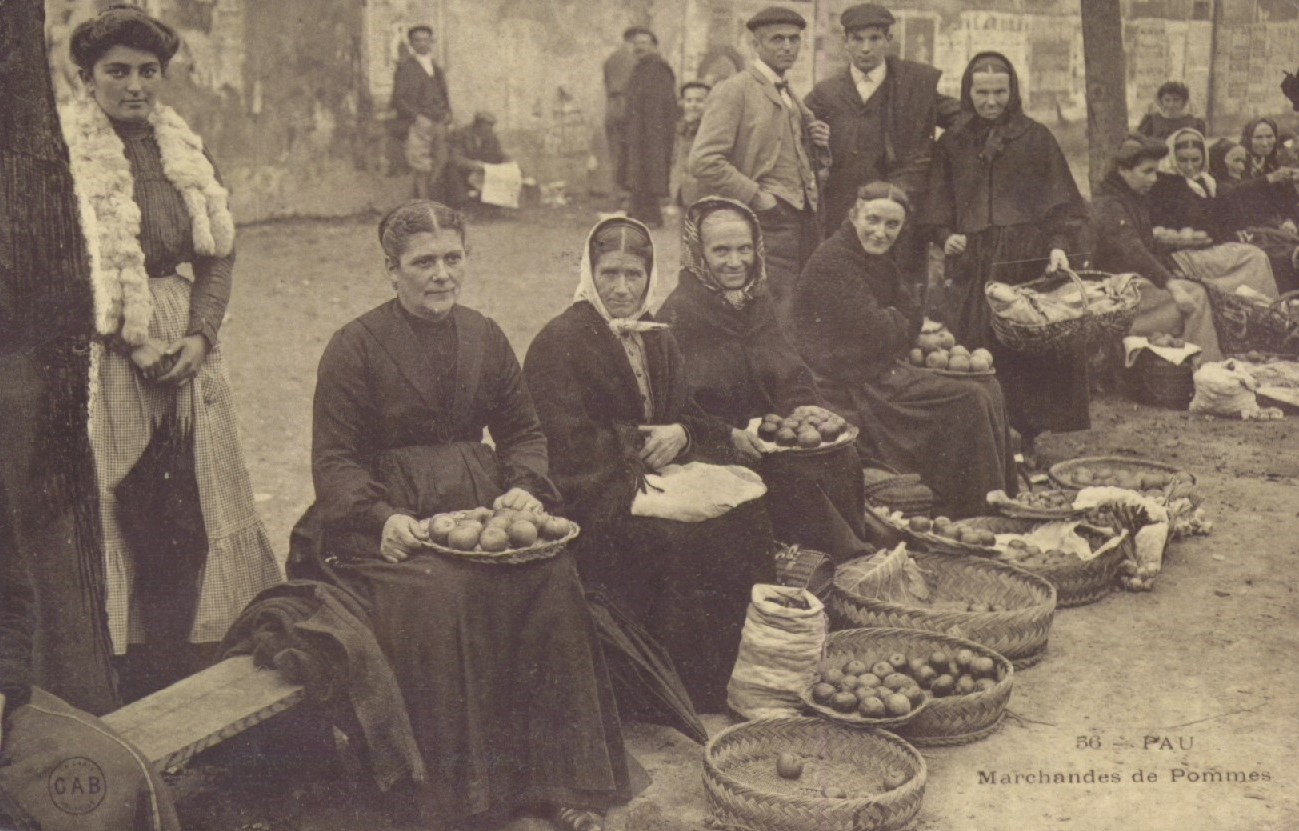
Marchandes de pommes.
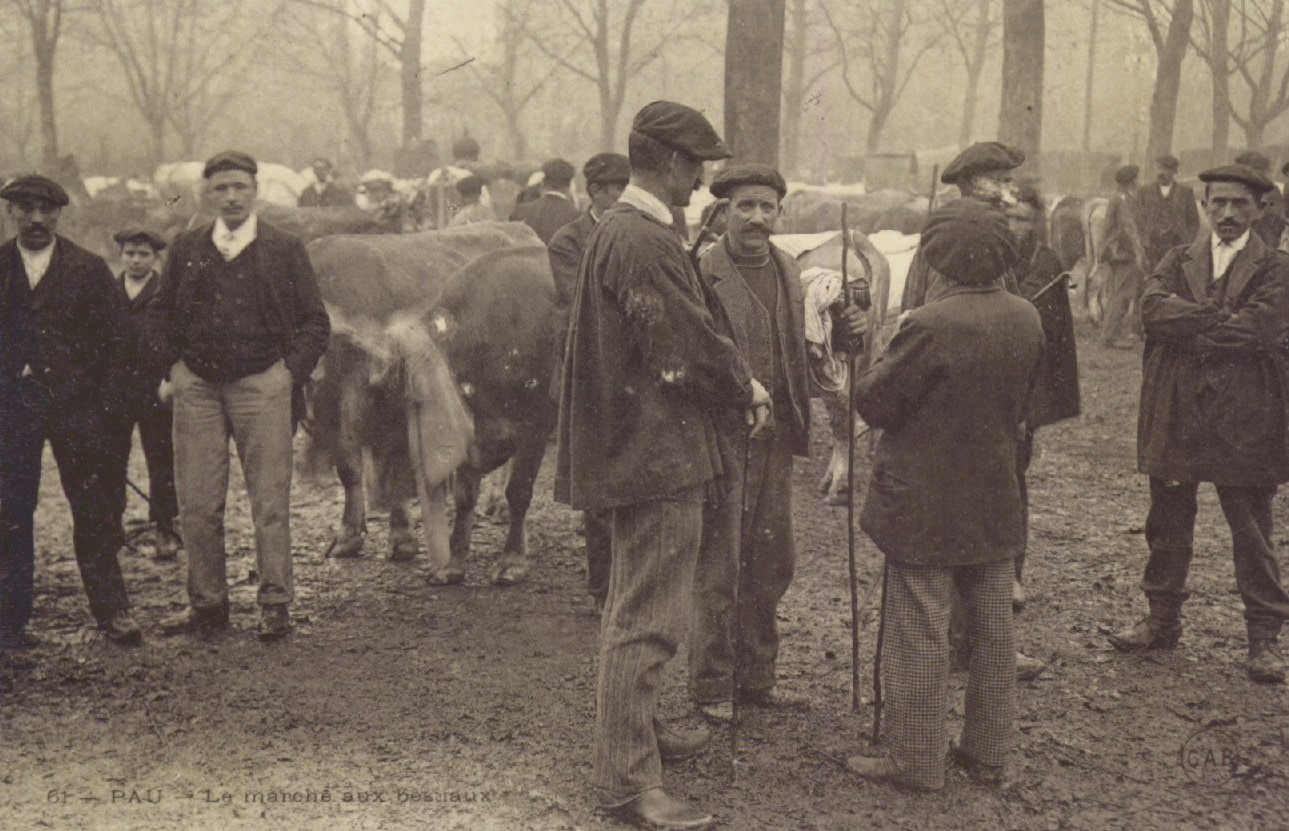
Marché aux bestiaux de Pau.

#### Tourisme
Au milieu du XIXe siècle se développe une activité touristique notable en Béarn. Son essor s'explique par l'installation d'une colonie britannique à Pau, la mode romantique et le thermalisme. Ayant découvert le Béarn lors de la bataille d'Orthez en 1814, des officiers de l'armée de Wellington décident de revenir dans cette région pour passer une partie de leur retraite. L'accueil des Béarnais en 1814, les paysages, le climat et les terrains propices à la chasse à courre séduisent cette population. Frappés par la pureté de l'air, plusieurs médecins britanniques — dont Alexander Taylor en 1842 — mettent en avant les vertus du climat palois, y préconisant la cure hivernale. Jusqu'au début de la Première Guerre mondiale, Pau devient le centre d'une vie aristocratique internationale composée de Britanniques, Nord-Américains, Belges, Espagnols ou encore Russes. Les Pyrénées bénéficient d'un attrait croissant tout au long de ce XIXe siècle, avec le double effet du pyrénéisme et du thermalisme. L'attrait des bains attire à Lurbe-Saint-Christau, aux fontaines d'Escot, aux Eaux-Bonnes et aux Eaux-Chaudes, tout comme à Salies-de-Béarn dans le piémont grâce à ses eaux salées. Ce développement contemporain du thermalisme consacre une tradition multiséculaire en Béarn, les souverains béarnais prennent l'habitude de séjourner en vallée d'Ossau pour bénéficier de ses eaux sulfureuses, de Gaston IV à Jeanne d'Albret.
Au XXe siècle, le développement de la pratique du ski bouleverse l'économie de plusieurs communes pyrénéennes. Des stations de ski alpin se mettent en place en Béarn, d'abord à Gourette dès les années 1930, puis La Pierre Saint-Martin en 1962 et enfin Artouste en 1969. Les stations du Somport et d'Issarbe permettent la pratique du ski de fond. D'autres formes de tourismes se développent désormais en Béarn. Le tourisme urbain s'oriente notamment autour de Pau, son château est le site le plus visité du Béarn et des Pyrénées-Atlantiques avec environ 100 000 visiteurs par an. L'écotourisme se développe dans la campagne béarnaise, tout comme le tourisme d'affaires à Pau, autour du Palais Beaumont et de son parc des expositions.
Au 1er janvier 2019, les communes béarnaises comptabilisaient 101 hôtels représentant un total de 2 647 chambres pour les visiteurs. De plus, le Béarn comptait également 52 campings totalisant 2 464 emplacements.

Tourisme en Béarn (sélection).
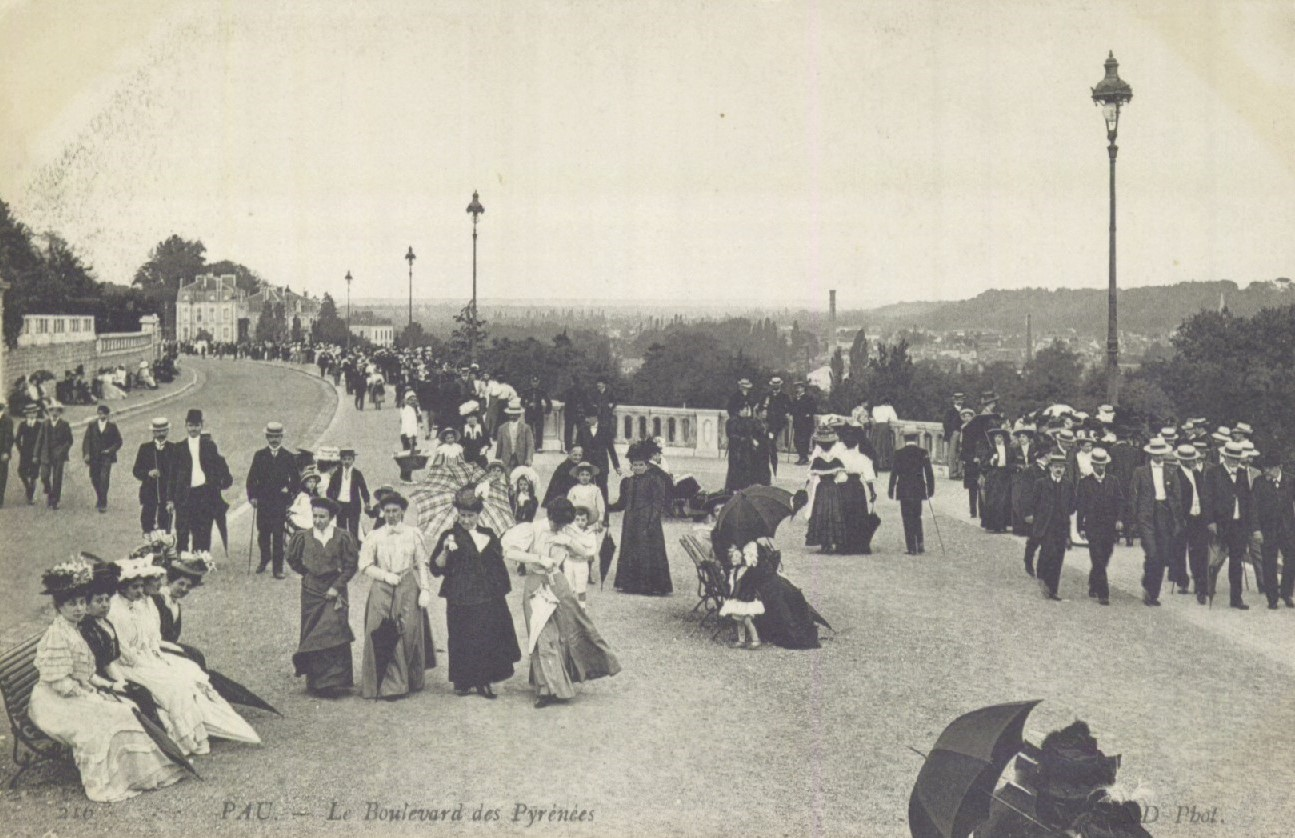
Le boulevard des Pyrénées de Pau à la Belle Époque.
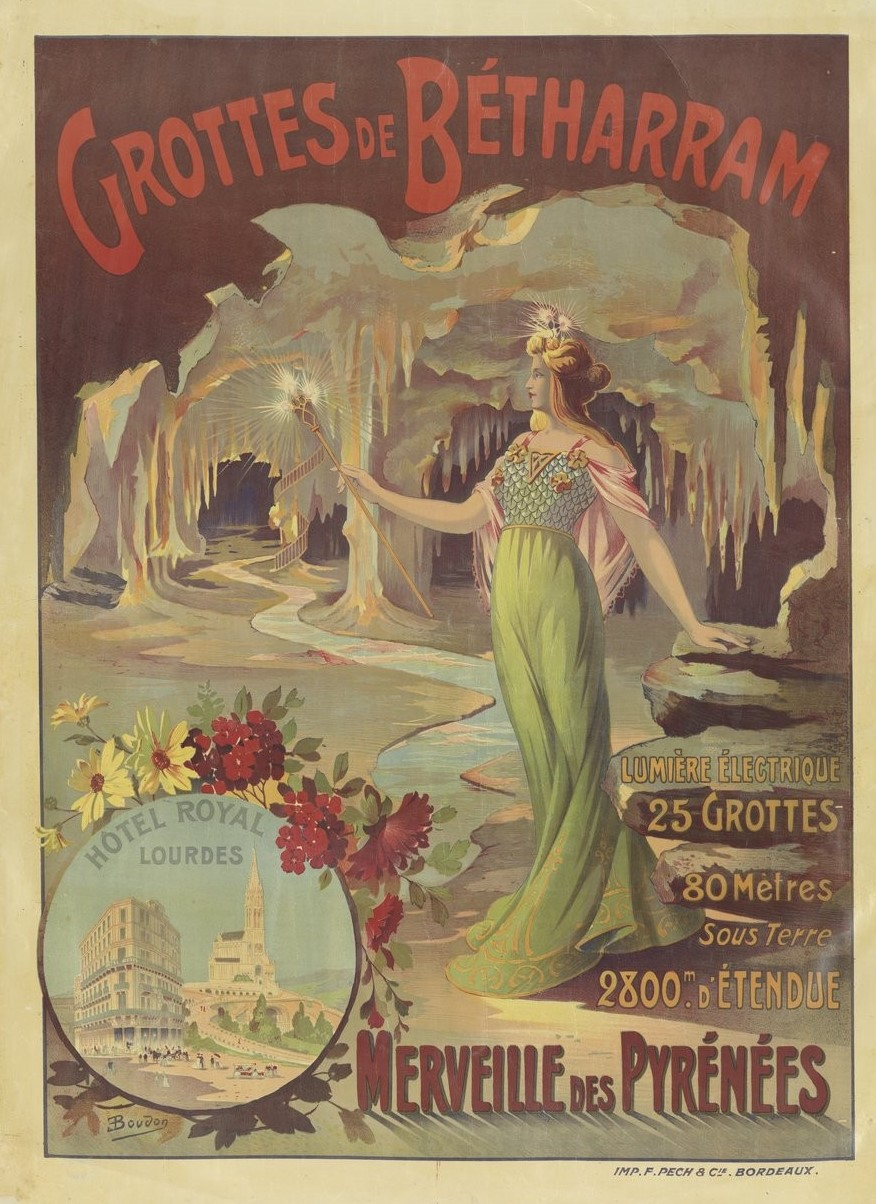
Affiche touristique pour les grottes de Bétharram.
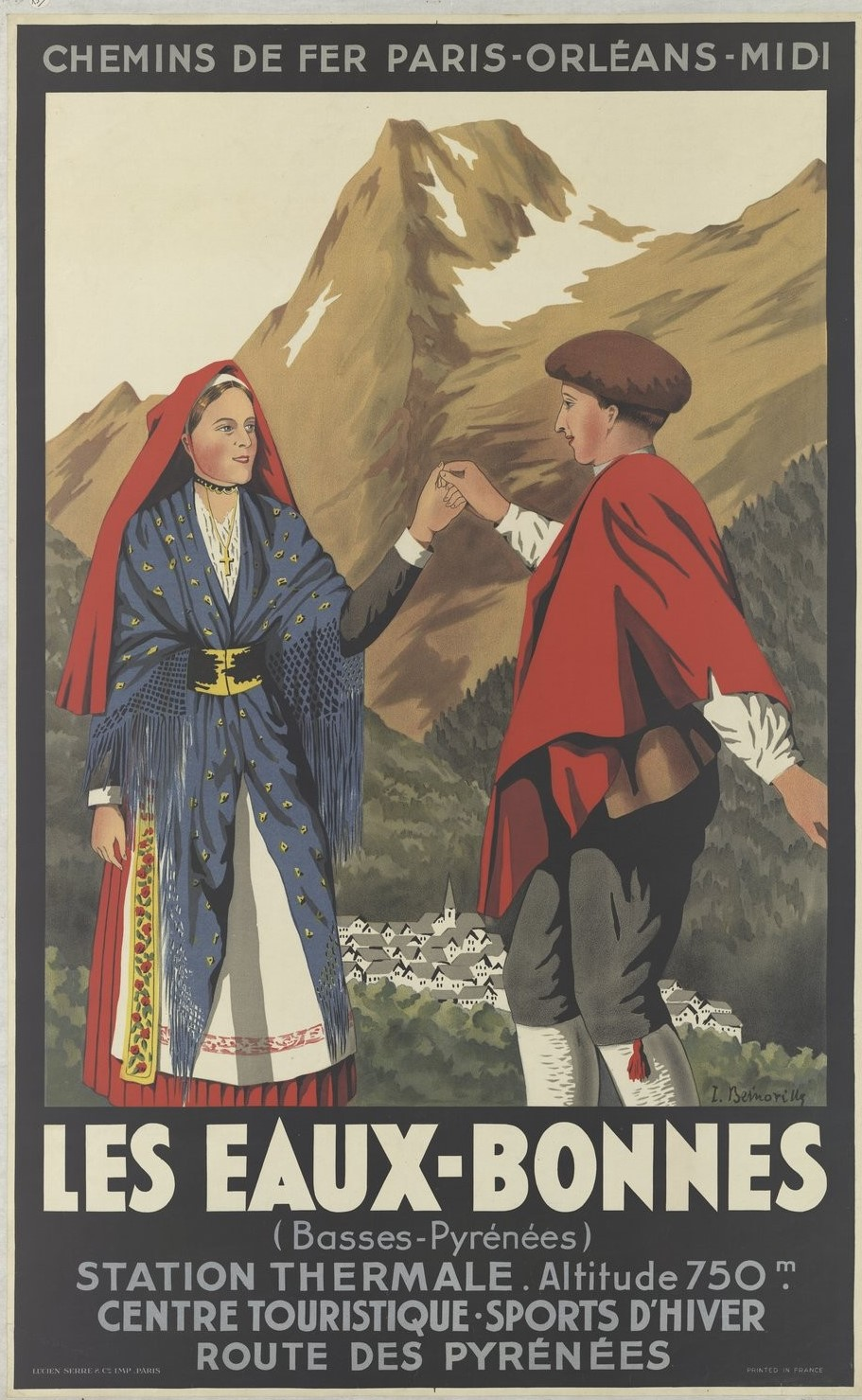
Affiche touristique pour les Eaux-Bonnes.
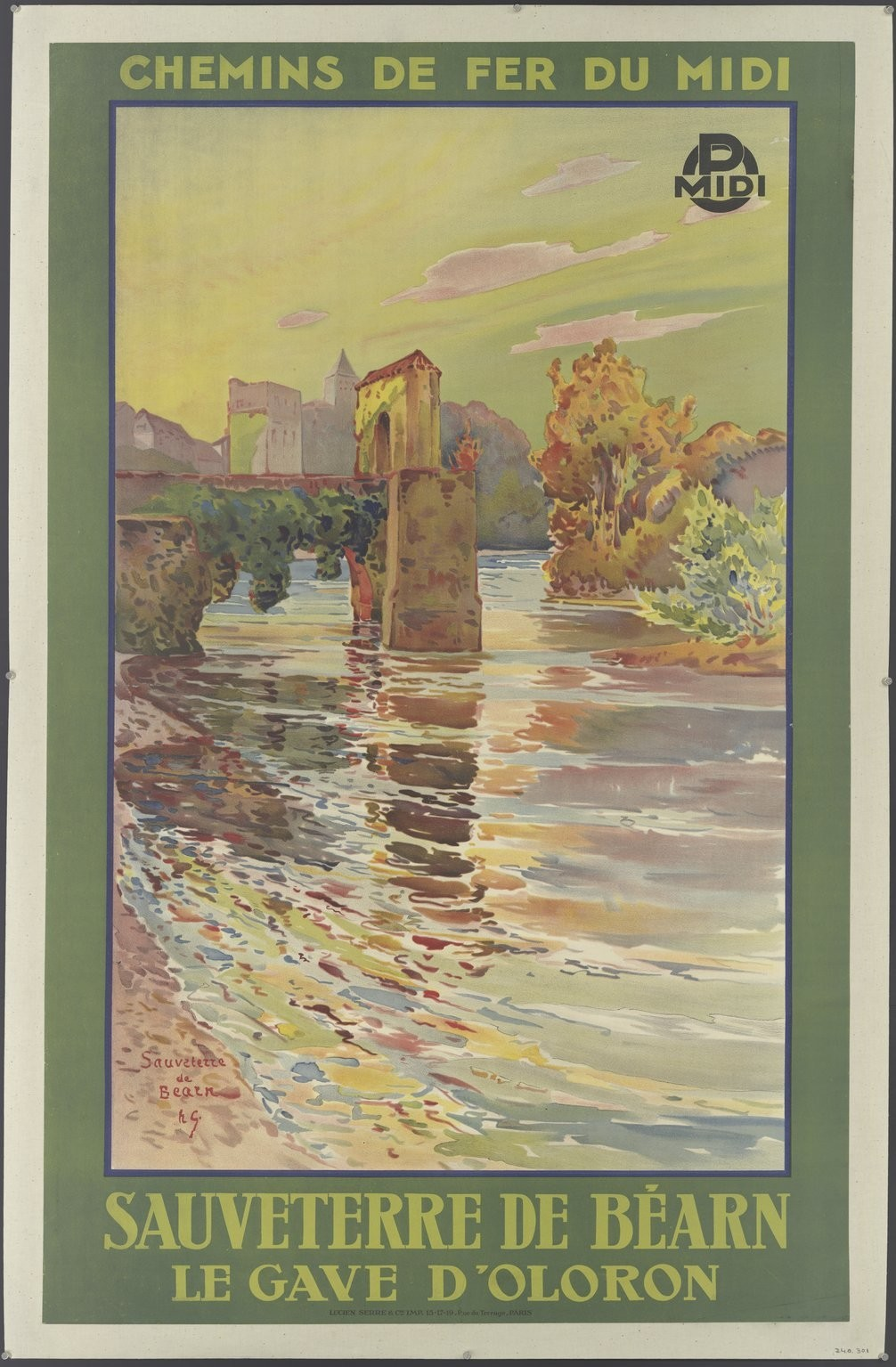
Affiche touristique pour Sauveterre-de-Béarn.
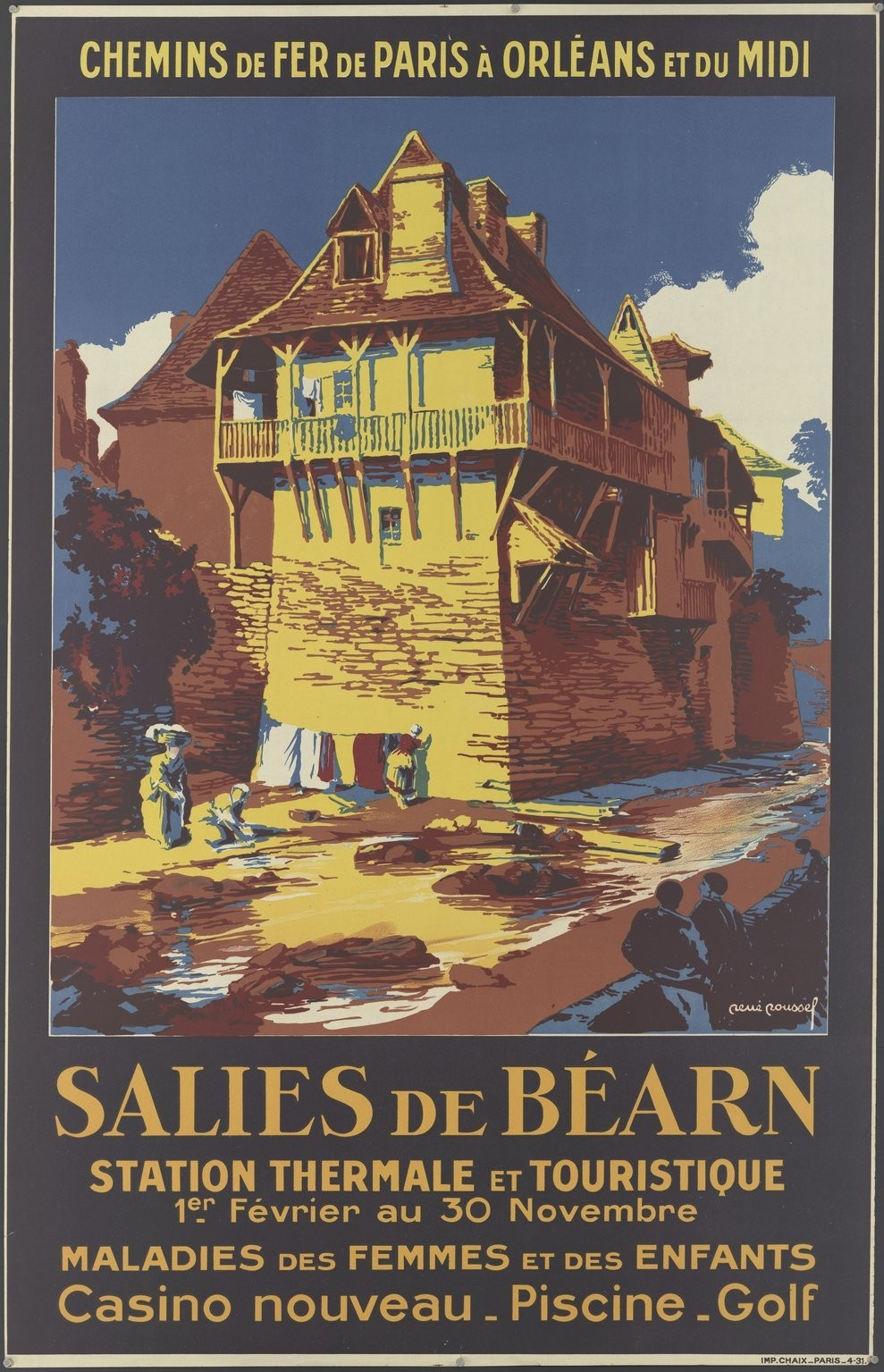
Affiche touristique pour Salies-de-Béarn.
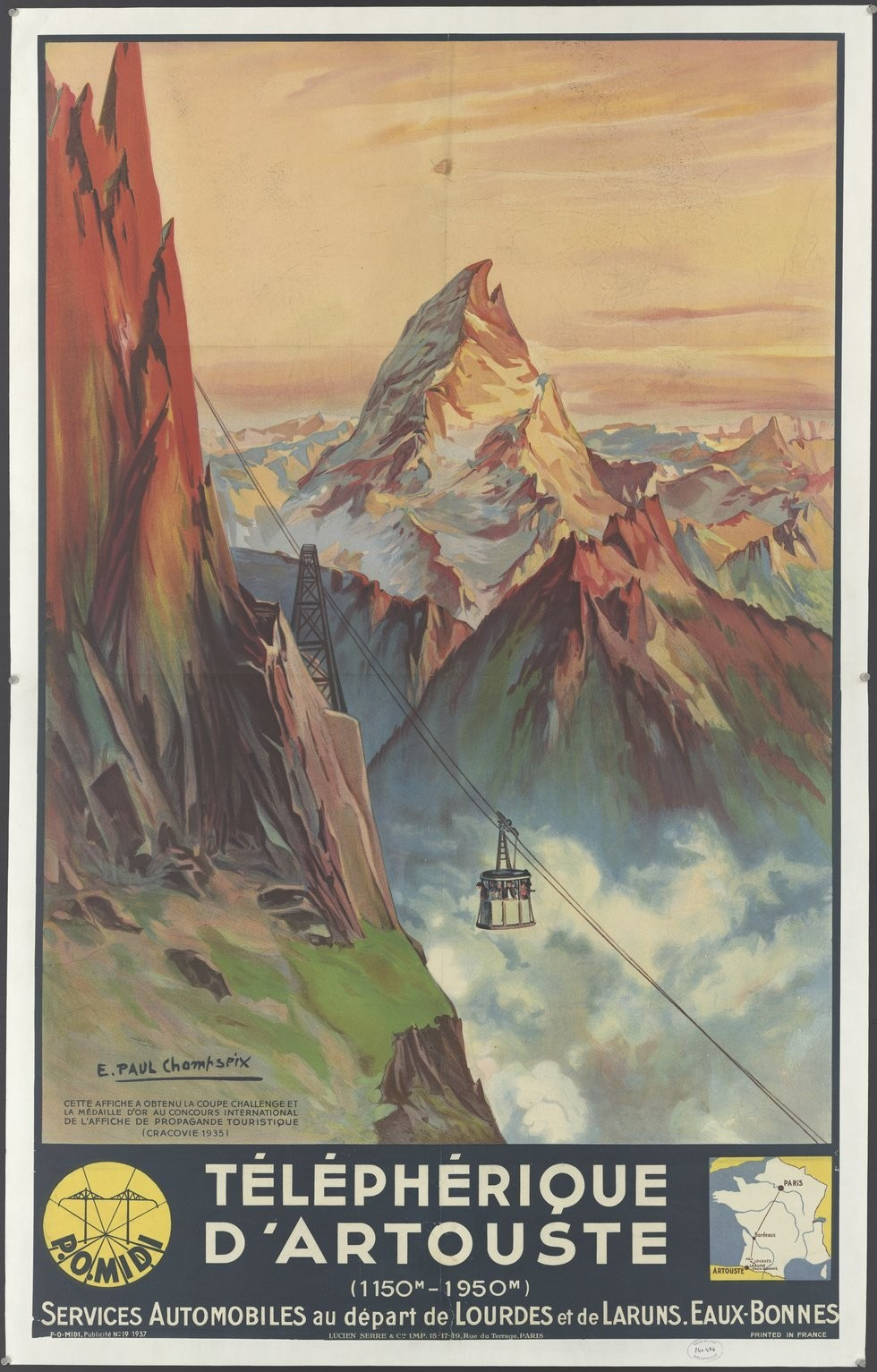
Affiche touristique pour le petit train d'Artouste.
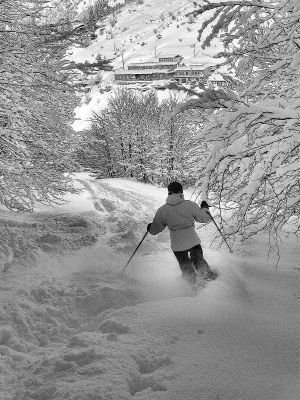
La station de ski de Gourette.

### Monnaie

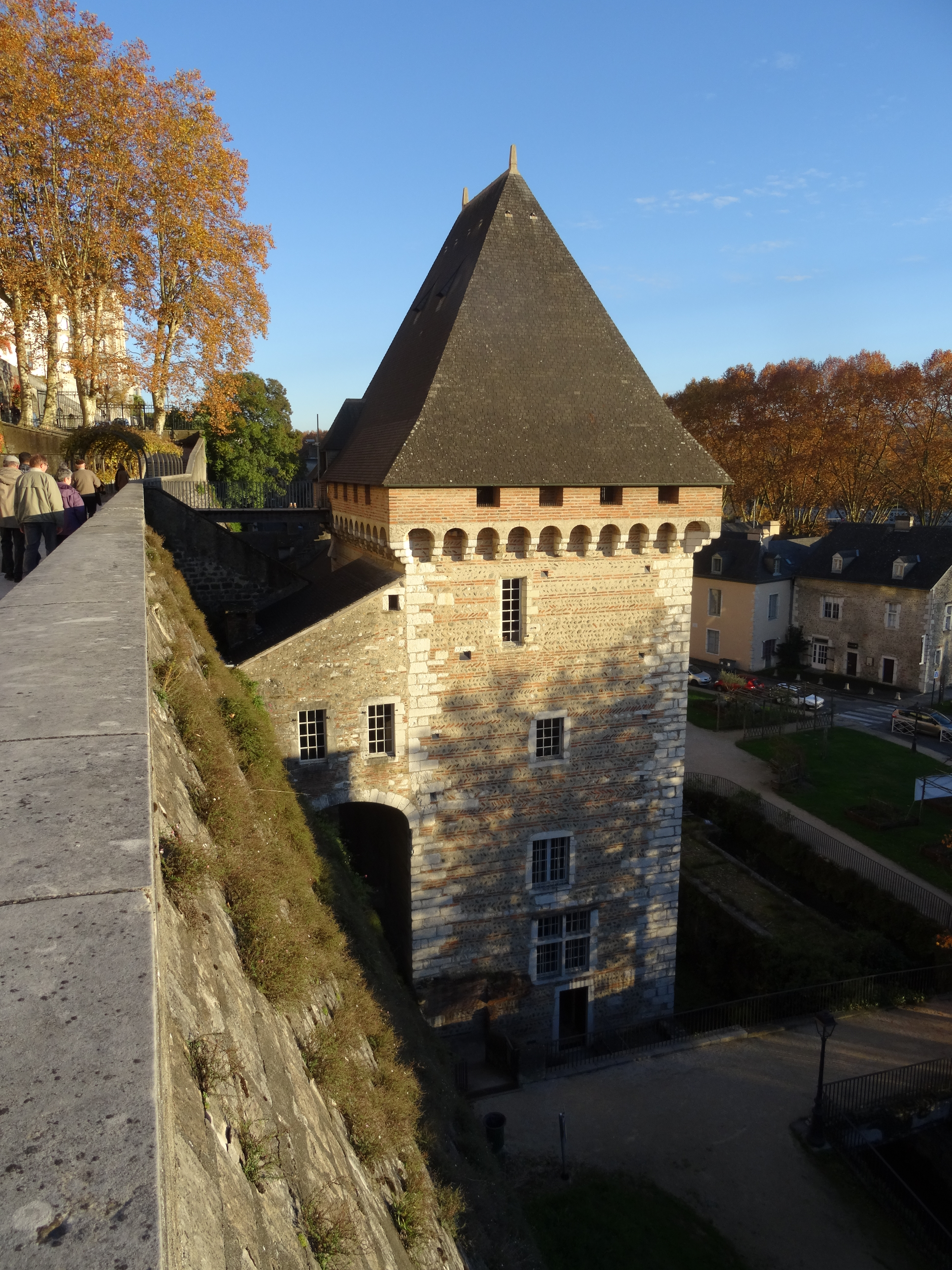
La tour de la Monnaie, symbole de l'activité monétaire de Pau.

Territoire autonome, le Béarn garde le contrôle de sa monnaie pendant plusieurs siècles. La monnaie est d'abord battue à Morlaàs dans le château des vicomtes de la Hourquie. Le sol morlan a cours régulier dans toute la Gascogne, mais circule aussi en Navarre et Aragon, au moins dès le Xe siècle. Ce sol est marqué par les deux vaquetas, symbole du Béarn, ainsi que par la devise béarnaise en latin. Jacques Faget de Baure estime, en 1818, que cette fabrication pourrait être bien antérieure et remonter avant la constitution de la vicomté de Béarn. Les ducs de Gascogne auraient choisi le Béarn pour y fixer la fabrication de leur monnaie, au débouché de la route naturelle commerciale que constitue la vallée d'Aspe pour les Pyrénées occidentales. Les souverains béarnais n'auraient donc fait que reprendre la propriété de cette monnaie, tout en conservant le droit de la répandre dans les anciens territoires du duché de Gascogne. Au Moyen Âge, les monnaies des États voisins sont considérées comme étrangères et n'ont pas cours en Béarn. La monnaie morlane jouit d'une très bonne réputation, que ce soit en Gascogne mais aussi dans le reste du royaume de France. Pierre Tucoo-Chala souligne que Fébus, outre la monnaie d'argent, décide de battre une monnaie d'or, le « florin de Morlaàs » sur le modèle et le poids des florins d'Aragon et de Florence afin d'en garantir la conversion.

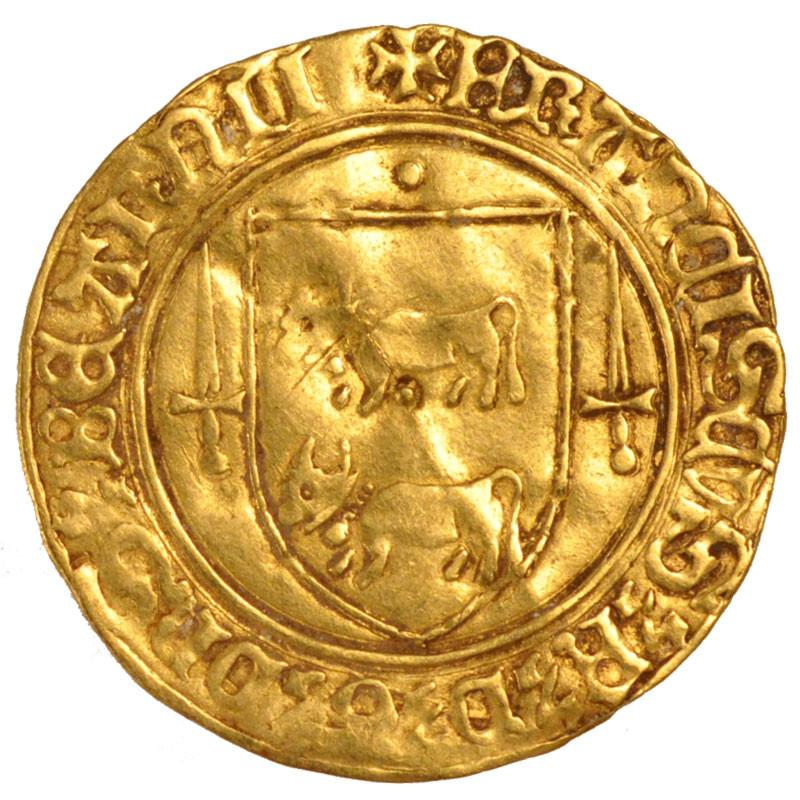
L'écu d'or de François Fébus.

Le privilège de Morlaàs pour la fabrication de la monnaie béarnaise s'arrête au XVe siècle. Pau devient la capitale des souverains béarnais en 1464, ils amènent probablement avec eux des ateliers pour confectionner la monnaie. Mais cette monnaie garde le nom de monnaie morlane, jusqu'à la réalisation d'un hôtel de la monnaie à Pau en 1524 et la création d'une véritable monnaie de Pau. C'est à cette époque qu’apparaît le teston de Jeanne d'Albret, à la fois dans les ateliers de Morlaàs et Pau. Avec le rapprochement du Béarn et de la France, les différences monétaires se réduisent. Sous François Ier, la monnaie béarnaise est autorisée dans tout le royaume de France. À la même époque, Henri d'Albret réduit la monnaie béarnaise aux titre et poids de la monnaie de France. Sous le règne d'Henri IV, les monnaies béarnaises et françaises sont définitivement confondues,. Les ateliers palois continuent de fabriquer la monnaie jusqu'à la fin du XVIIIe siècle. Les vaquetas frappées sur les pièces sont alors le dernier symbole de leur origine béarnaise, un dicton fort répandu dans le royaume de France prétend que « l'écu à la vache porte bonheur. ».
En béarnais, jusque dans la première moitié du XXe siècle, le terme de liure (livre) est un synonyme préféré au mot franc et la pistole sert couramment à compter les dizaines de liures. Depuis juin 2015, le Béarn renoue avec sa tradition monétaire en émettant la monnaie locale complémentaire (MLC) du Béarn : la tinda.

## Culture locale

### Sociologie

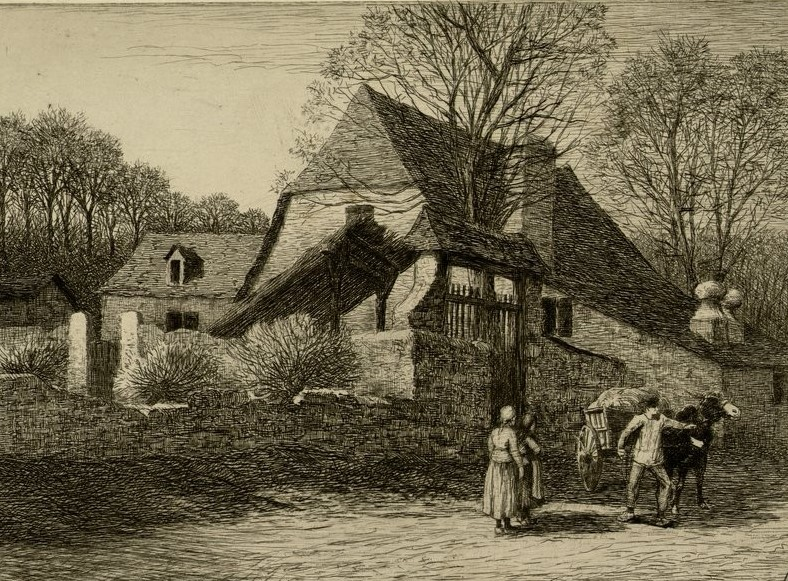
La casa est le socle du système familial béarnais.

La société béarnaise traditionnelle se caractérise par une grande cohésion interne, avec la persistance de modèles culturels profondément originaux. L'« âme béarnaise » s'exprime par un mysticisme profond, fondé dans le culte de la casa et dans l'esprit de sacrifice aux valeurs du groupe. L'esprit d'indépendance et le refus de se fondre dans la communauté française se maintiennent jusqu'à la Révolution. La résistance nationale de la société béarnaise s'explique par les dimensions modestes de l'ancienne principauté, et par une organisation simplifiée  qui permet d'animer une résistance démocratique et libérale à l'assimilation au royaume de France. Au XVIIIe siècle, l'amélioration des conditions de vie renforce les bases économiques de la société paysanne, avec une prospérité unique dans le royaume de France, évoquée par Arthur Young en 1787. Après la Révolution, le droit coutumier béarnais se maintient, malgré sa violation du Code civil. La stabilité de la société béarnaise jusqu'au début du XXe siècle s'explique par sa situation marginale, à l'écart des grands mouvements économiques, mais aussi — et surtout — par une conscience aiguë de ses valeurs et une volonté résolue de défendre les fondements de son ordre économique et social.

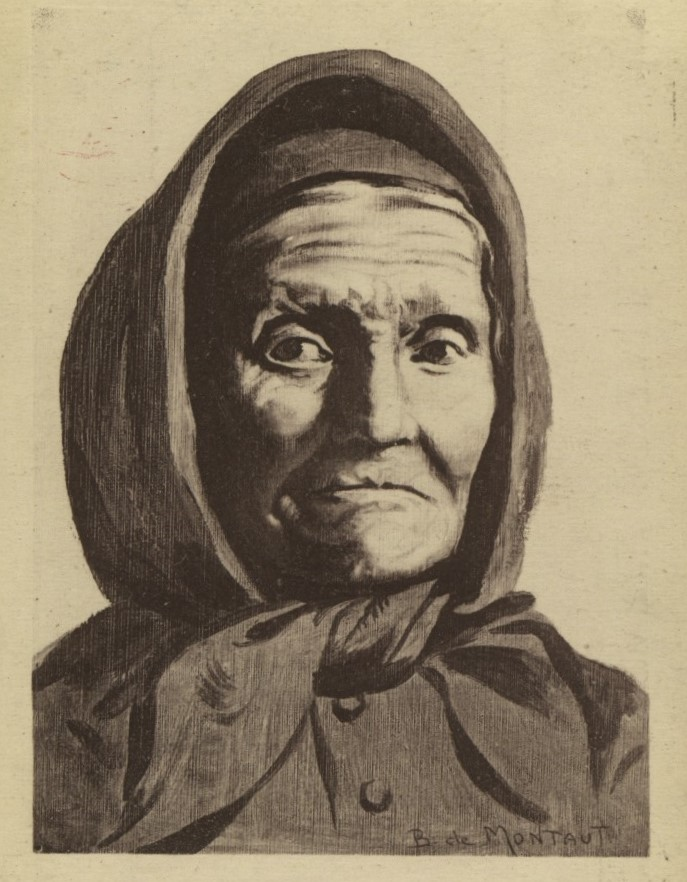
La daune est la maîtresse de maison.

La casa est la valeur des valeurs, par laquelle tout le système familial s'organise. Elle forme la base économique de la famille, un patrimoine qui doit être maintenu. Les Béarnais visent d'abord la stabilité du corps social, les mariages entre héritiers sont donc proscrits car ils mèneraient à la constitution de grandes richesses, à la disparition d'une famille et donc au déséquilibre de la société. La vertu stabilisatrice se mesure aussi à la précocité des comportements malthusaniens en Béarn à partir du XVIIIe siècle et globalement au refus du profit illimité. La domination des pasteurs montagnards transhumants dans la société agro-pastorale béarnaise peut expliquer en partie la nécessité de protéger le domaine foncier du morcellement.
Dans une société où l'argent est rare et cher, l'essentiel des biens est constitué par la propriété foncière, le mariage est donc l'affaire du groupe, il engage l'avenir de l'exploitation familiale. La logique des mariages est soumise à plusieurs principes : l'opposition entre ainé et cadet, la classe des maisons et la suprématie masculine. La mère joue un rôle capital dans le choix de l'épouse, elle est la daune, la maîtresse de maison. Le droit d'aînesse intégral est la règle afin de maintenir le patrimoine de la casa. Si ce droit d'ainesse n'exclut pas les filles, dans la réalité, l'héritier n'est pas le premier-né, mais le premier garçon. La défense de la casa répond aussi à l'enjeu de la continuité du lignage, il n'est pas rare que le nouvel arrivant (gendre, héritier, ou acquéreur) perde son patronyme au profit de celui attaché à la casa. L'autorité des anciens (capmaysouès) est la clé de voûte de la société béarnaise, elle s'exerce de façon absolue lorsqu'il s'agit d'imposer le sacrifice du sentiment à l'intérêt collectif. Le cadet doit accepter un rôle de serviteur s'il veut continuer de vivre dans la propriété familiale, son exil — vers la ville ou les Amériques — est son autre option.
Au début des années 1960, Pierre Bourdieu analyse la société paysanne en Béarn dans son essai Le bal des célibataires. Il part du constat d'une hausse sensible du célibat des hommes — les « immariables » paysans des hameaux — pour en faire le symptôme d'une crise plus profonde de la société traditionnelle, avec un renversement des valeurs. L'autorité des anciens s'affaiblit, le rôle actif de la famille dans la mariage s'amenuise, alors que la qualité de « bon paysan » est reléguée. Mais le fait essentiel est que la société béarnaise — auparavant relativement fermée sur elle — s'est résolument ouverte. Ces bouleversements s'opèrent à la fin de la Première Guerre mondiale. L'inflation bouleverse les équilibres économiques, liés à la dot notamment, l'éducation apporte des idées nouvelles, et les brassages — dont de nombreux réfugiés — ouvrent la société vers l'extérieur. Cette crise de la société béarnaise traditionnelle se traduit par le départ massif des filles vers les bourgs et villes, afin de fuir la servitude de la vie paysanne. Elle se traduit aussi par la fin du quartier rural comme unité de vie. Malgré l'apparition de la voiture qui raccourcit les distances, l'éloignement « psychologique » reste. L'opposition entre le monde paysan — autrefois dominant — et le monde citadin qui a pris le pouvoir se manifeste le plus nettement sur le plan linguistique. Une frontière s'établit entre les fermes isolées où l'on parle béarnais et les premières maisons du bourg où l'on parle français, un univers dans lequel le paysan découvre qu'il n'est plus chez lui.
En 1973, Bernard Charbonneau, penseur majeur de l'écologie politique, fait paraître le livre Tristes campagnes, s'insurgeant contre la métamorphose industrielle et touristique du Béarn.

### Emblèmes

#### Blason
| Blason | Blasonnement : D'or à deux vaches passant de gueules, accornées, accolées et clarinées d'azur. Commentaires : Les deux vaches sont de race béarnaise, elles sont généralement surnommées vaquetas. L'utilisation de cet emblème remonte à l'origine de la création de la vicomté au IXe siècle. |

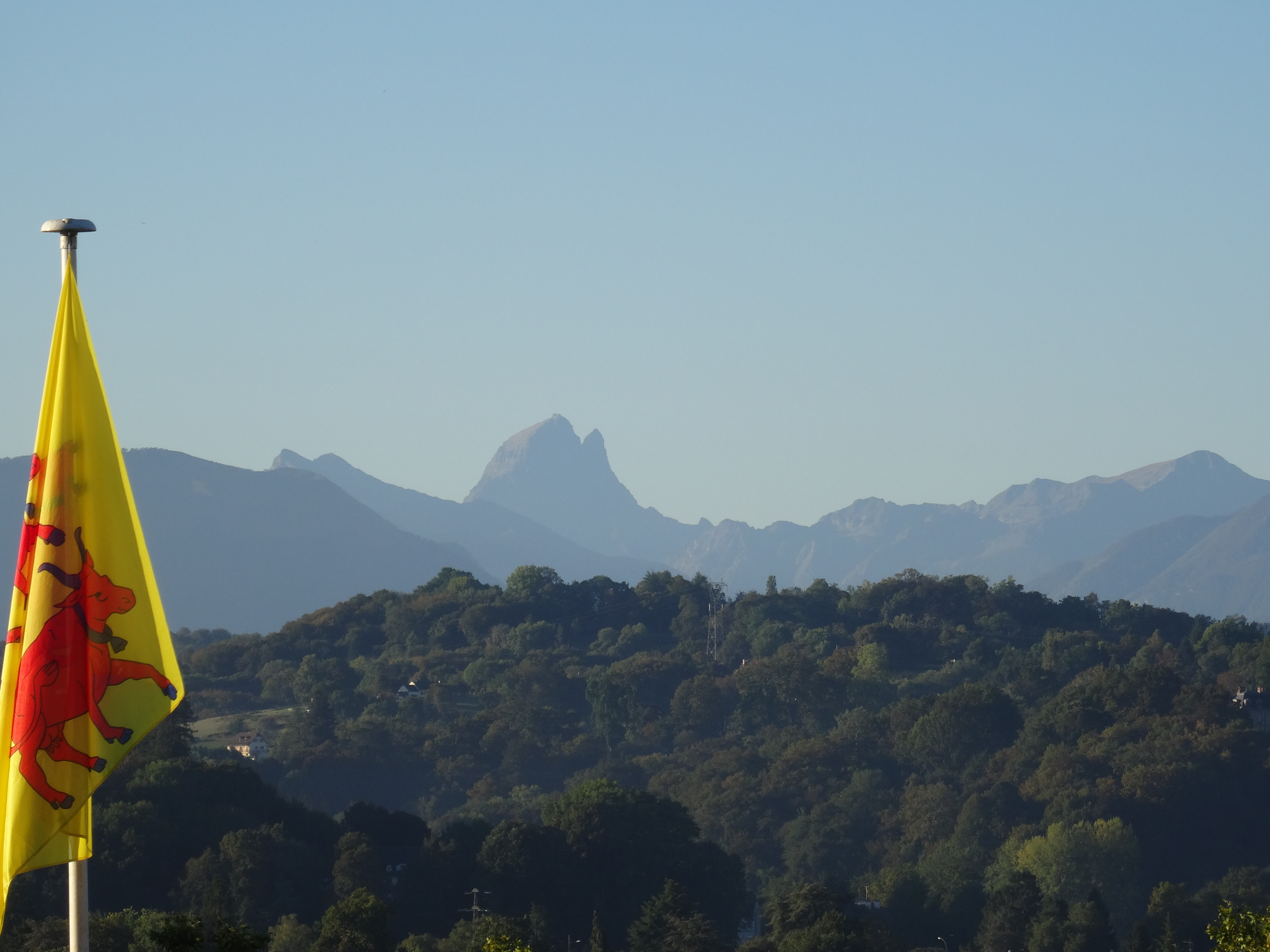
Le drapeau béarnais devant les Pyrénées.

Les armoiries de la principauté de Béarn comportent deux vaches béarnaises depuis sa création au IXe siècle. Les plus anciennes représentations de l'emblème béarnais se retrouvent sur le sceau de Gaston VII de Moncade au XIIIe siècle. L'origine du choix de la vache comme emblème du Béarn conserve une part de mystère. Les auteurs anciens — comme Pierre de Marca — évoquent l'origine mythique du peuple des Béarnais, qui descendrait directement du peuple des Vaccéens. Plus rationnellement, des érudits mettent en avant les gras pâturages béarnais, propices à l'élevage du bétail à cornes, dans une version populaire de la corne d'abondance. Néanmoins, la vie paysanne béarnaise reste — pendant plusieurs siècles — marquée par son extrême précarité, loin donc de l'image d'abondance. Dominique Bidot-Germa évoque lui une autre piste d'explication, avec l'existence de plusieurs contes ouest-pyrénéens associant toujours la vache avec la Vierge, le bleu des sonnailles autour du cou des vaches rappelant aussi la couleur mariale. L'utilisation de la vache comme emblème se révèle être particulièrement originale, et cela à l'échelle de l'Occident. La vache est une figure rare dans l'héraldique, notamment avec une claire identification depuis le XIIIe siècle comme en Béarn.
Symboles du Béarn et sources de nombreuses légendes, les deux vaquetas sont utilisées pour la vie institutionnelle de la principauté, elles ornent les armoiries du pays lorsque l'héraldique apparaît au XIIe siècle, la monnaie béarnaise est marquée de leur présence, alors que le drapeau béarnais en reprend le motif plus récemment. Avec « Viva la vaca », le cri de guerre des Béarnais reprend également ce symbole. En 1290, l'union de la maison de Foix avec celle de Béarn fait apparaître de nouvelles armoiries. Le blasonnement évoque : Écartelé en 1 et 4 d'or aux trois pals de gueules et en 2 et 3 d'or aux deux vaches de gueules, accornées, colletées et clarinées d'azur, passant l'une sur l'autre. Cet épisode explique également la présence des vaquetas béarnaises au sein des armoiries de la principauté d'Andorre. Chaque coprince de l'État pyrénéen, dont le comte de Foix, disposant de deux quartiers dans ce blason.

#### Devise
Du XIe siècle au XVIe siècle, les pièces de monnaie béarnaises emploient une devise latine immuable Pax et Honor qui matérialise le projet politique des souverains. Selon le numismate Maximin Deloche, le terme Pax fait référence à la « paix sociale » ; il est d'accord avec Adrien Blanchet pour voir dans Honor « les droits honorifiques, la seigneurie, le domaine, le territoire, la terre patrimoniale », autrement dit la souveraineté.

#### Hymne
L'hymne officieux du Béarn est Si Canti (ou Aquéres Mountagnes). Ce chant est ancestral, son véritable auteur est inconnu, mais la légende l'attribue au prince béarnais Fébus. Chef de guerre, fin politique, chasseur émérite et initiateur de la souveraineté béarnaise, Fébus est également un poète de langue d'oc. Selon cette légende, sa belle aurait été forcée de le quitter pour rejoindre la Navarre voisine. Fébus aurait donc écrit cette chanson, dans laquelle il souhaite voir les Pyrénées s'affaisser afin de laisser libre cours à ses amours. Écrite plus récemment, au XIXe siècle, la chanson Bèth cèu de Pau, du poète Charles Darrichon, est également considérée dans la culture populaire béarnaise comme un hymne régional,,.

### Langue

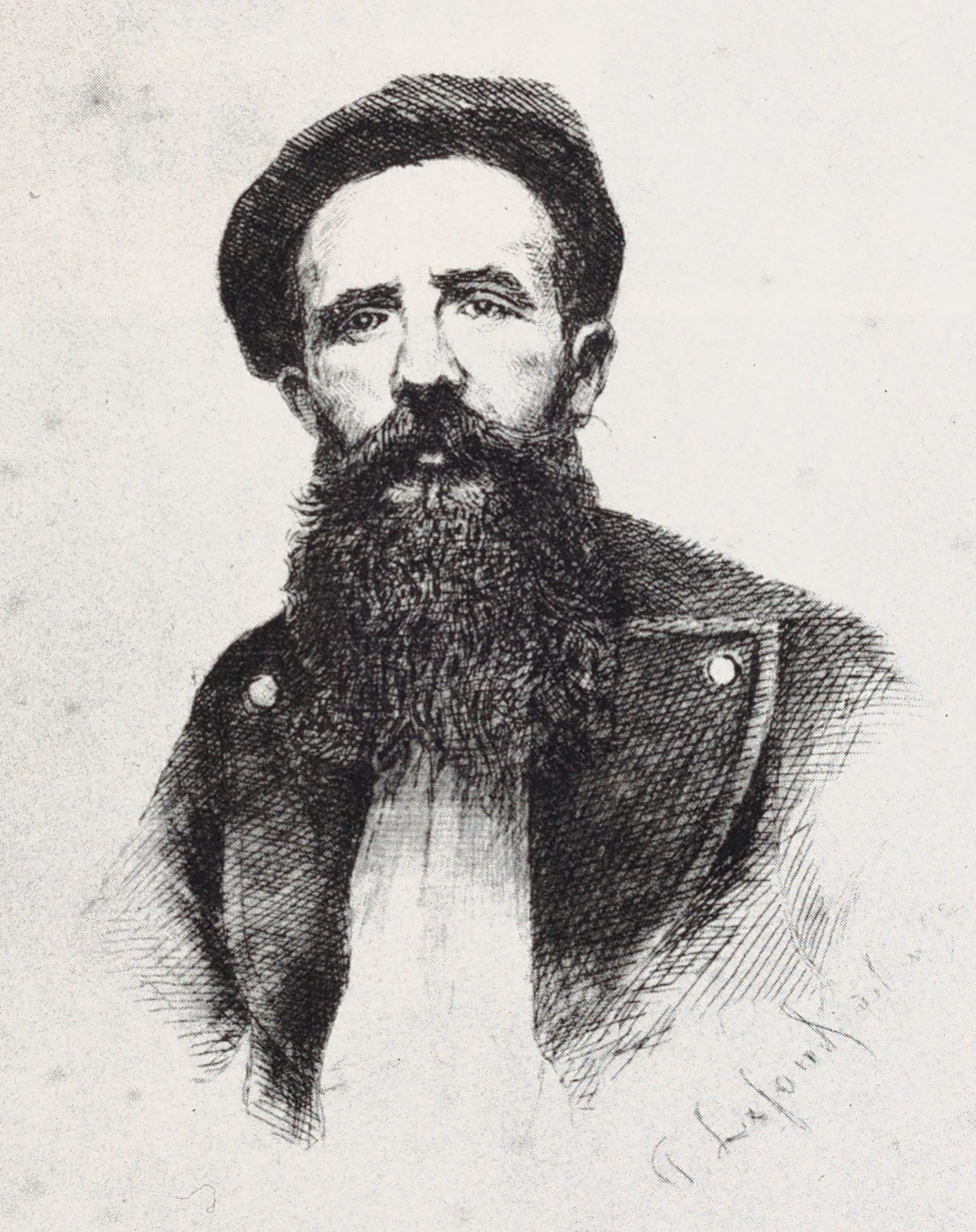
Simin Palay en 1909.

Le béarnais (bearnés ou biarnés) est le nom donné aux parlers occitano-romans du Béarn.
Si la linguistique ne le distingue pas du gascon — ces parlers formant un ensemble homogène au sein de l'ancienne Aquitania — l'histoire originale du Béarn constitue un élément distinctif fort. Un vif débat existe sur l'appartenance du béarnais/gascon à une seule et même langue d'oc, ou occitan. Malgré ces débats linguistiques récurrents sur la distinction entre langue et dialecte, il est commun d'estimer que le gascon/béarnais présente des particularités fortes, à la fois phonétiques et grammaticales, dues au substrat aquitain. Le béarnais est la seule langue utilisée par les institutions du Béarn depuis le milieu du XIIIe siècle jusqu'en 1620. À partir du XVIe siècle, le nationalisme béarnais — notamment à travers les États de Béarn — passe par la défense de la langue béarnaise face au français. Avec l'annexion au royaume de France en 1620, le béarnais continue d'être utilisé dans les actes administratifs et judiciaires concurremment avec le français jusqu'en 1789,.
Malgré la disparition du béarnais dans ce cadre administratif depuis la Révolution française, son usage reste encore majoritaire auprès des Béarnais à la fin du XVIIIe siècle. Dans la lignée du « Rapport sur la nécessité et les moyens d'anéantir les patois et d'universaliser l'usage de la langue française » de l'abbé Grégoire, l'État français met en œuvre des politiques pour éradiquer les langues régionales au profit du français. L'école française entre notamment en conflit direct avec l'usage des langues régionales à partir du dernier tiers du XIXe siècle et ce jusqu'à la première moitié du XXe siècle. De profonds changements sociétaux favorisent également ce recul des langues régionales. C'est à partir du XXe siècle — et notamment après 1918 — que le français s'impose comme langue d'usage dans la majeure partie de la population béarnaise.
Durant cette phase de déclin, Cyprien Despourrins, Xavier Navarrot ou Alexis Peyret font toujours vivre la langue béarnaise à travers leurs œuvres. Le béarnais bénéficie d'un important travail de modernisation dès la fin du XIXe siècle grâce à Paul Raymond et Vastin Lespy qui réalisent le premier grand dictionnaire béarnais. Le mouvement du Félibrige dynamise ce travail de normalisation moderne au travers de l'Escole Gastoû Febus. Figure marquante du mouvement, Simin Palay est l'auteur d'un dictionnaire du béarnais et du gascon modernes en 1932, Jean Bouzet rédige lui un manuel de grammaire béarnaise. L'enseignement du béarnais connait un renouveau depuis les années 1980, avec le développement des écoles bilingues calandretas. Le Béarn compte neuf écoles et un collège de ce type, totalisant 422 élèves scolarisés en 2014. La question des locaux pose problème, alors qu'une dizaine d'établissements supplémentaires serait nécessaire pour répondre à la demande en hausse. Dans une enquête commandée par le département des Pyrénées-Atlantiques en 2018, la langue est parlée par 18 % des personnes interrogées du Béarn ; elle est nommée « béarnais » par une nette majorité des habitants (de 62 à 70 % selon les intercommunalités), devant « patois » (19 à 31 %) et « occitan » (8 à 14 %). Plusieurs associations font vivre le béarnais dans son expression moderne, comme Per Noste, l'Ostau Bearnés ou l'Institut béarnais et gascon.

### Gastronomie

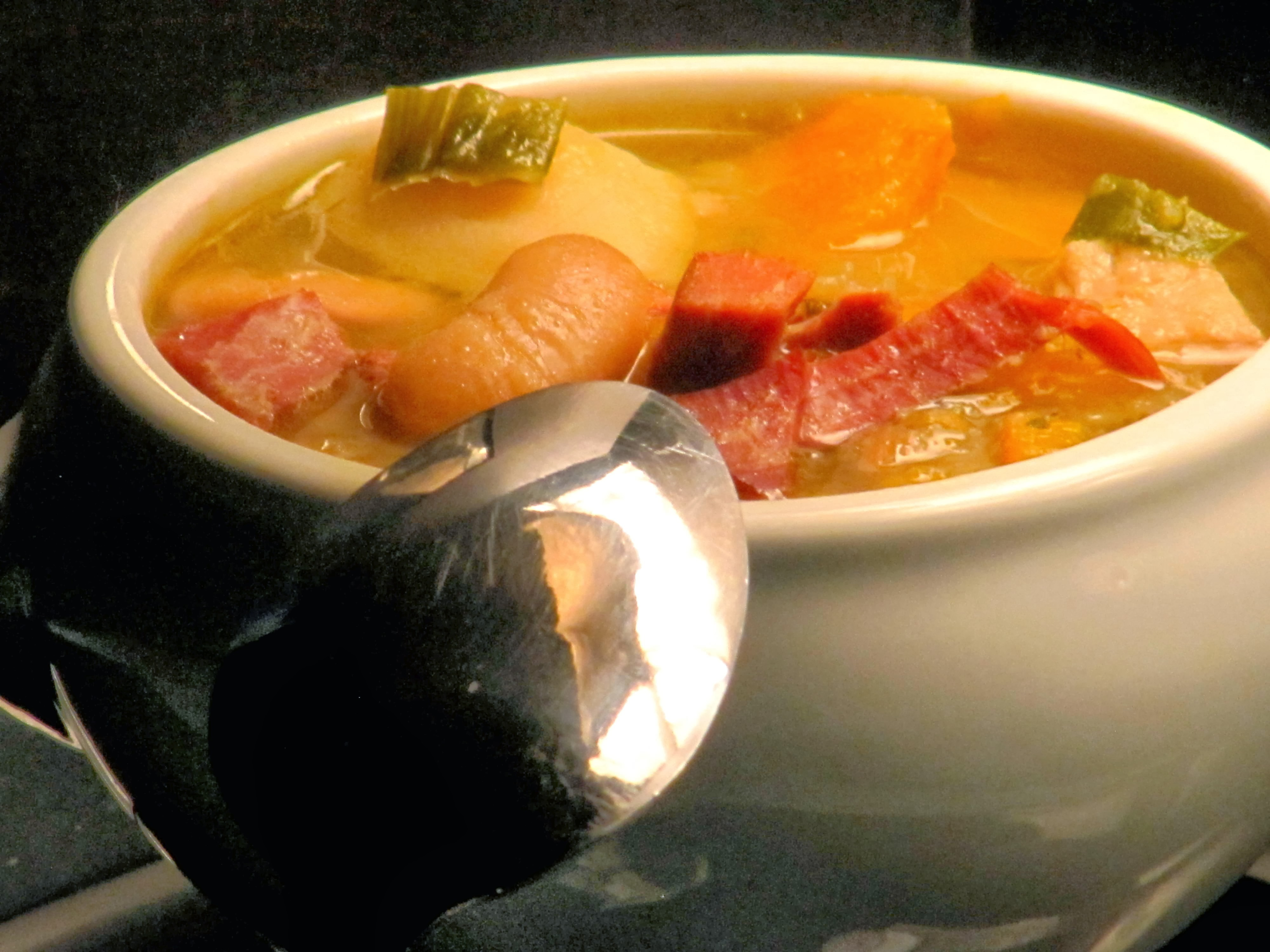
La garbure, plat typique des paysans béarnais.

On retrouve en Béarn toutes les spécialités gastronomiques de la cuisine gasconne, dont celles liées aux anatidés — foie gras, confit, magret — ou à la palombe. La garbure est la soupe traditionnelle des paysans béarnais, confectionnée avec les légumes du potager et agrémentée avec du canard confit. La poule au pot, popularisée par Henri IV, ou encore la daube béarnaise (estoufàt) — consommée la veille de Noël — sont d'autres spécialités locales. La broye — confectionnée à partir de farine de maïs — est traditionnellement un mets très commun dans les campagnes béarnaises. Le porc occupe une place centrale dans la gastronomie béarnaise, avec la confection d'andouille (andoulhe), saucisse (saussisse), saucisson (pus), boudin (trip), ventrèche (hampe). Le territoire béarnais se situe au cœur de l'IGP jambon de Bayonne, il accueille la maison du jambon de Bayonne à Arzacq-Arraziguet. L'obtention de l'IGP implique que le jambon soit frotté avec du sel des salines du bassin de l’Adour, dont notamment le sel de Salies-de-Béarn, exploité depuis l'âge du bronze. Cette source saline est à l'origine de la création de la cité du sel, de l'établissement du Cami Salié et du développement d'une activité importante de thermalisme au XIXe siècle.
Le Béarn — et notamment ses vallées montagnardes — est une zone de production fromagère. Le fromage de brebis prend historiquement le nom de fromage de Laruns, avant que sa confection ne soit encadrée par l'appellation d'origine Ossau-iraty depuis 1980. La tomme des Pyrénées est un fromage au lait de vache commun à la quasi-totalité de la chaîne des Pyrénées françaises. Confectionné à partir du petit-lait, le greuil (grulh) est une autre spécialité fromagère béarnaise. Les différentes appellations viticoles béarnaises proposent vin blanc — Pacherenc et Jurançon — rouge — Madiran et Béarn — et rosé (Béarn). En cas d'absence de vin sur sa table, le paysan béarnais consomme traditionnellement du cidre (poumade). Les sources minérales d'Ogeu sont connues depuis le Moyen Âge. Côté sucré, le Béarn compte quelques spécialités dont le pastis bourit, la tourtière (ou croustade), les rousquilles d'Oloron (rousquilhes) et le gâteau russe de la maison Artigarrède. Durant la période du carnaval, les merveilles et les crespèts sont à l'honneur. La pêche roussane de Monein et le kiwi béarnais sont deux éléments de la cuisine béarnaise, tout comme le haricot maïs, le miel des Pyrénées, la truite et le saumon sauvages des gaves.

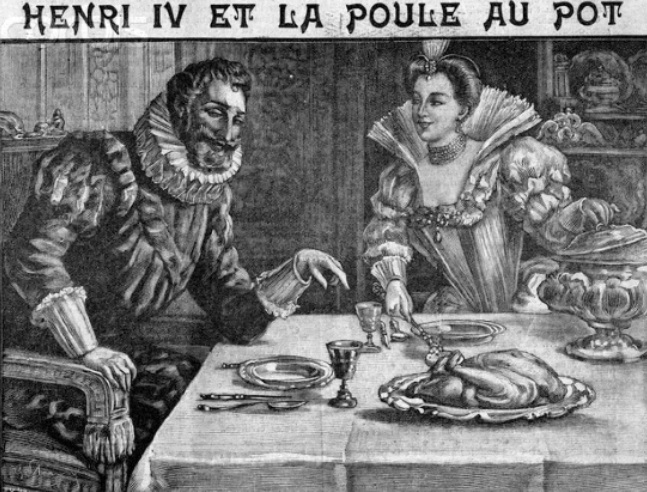
Henri IV au centre de la légende de la poule au pot.
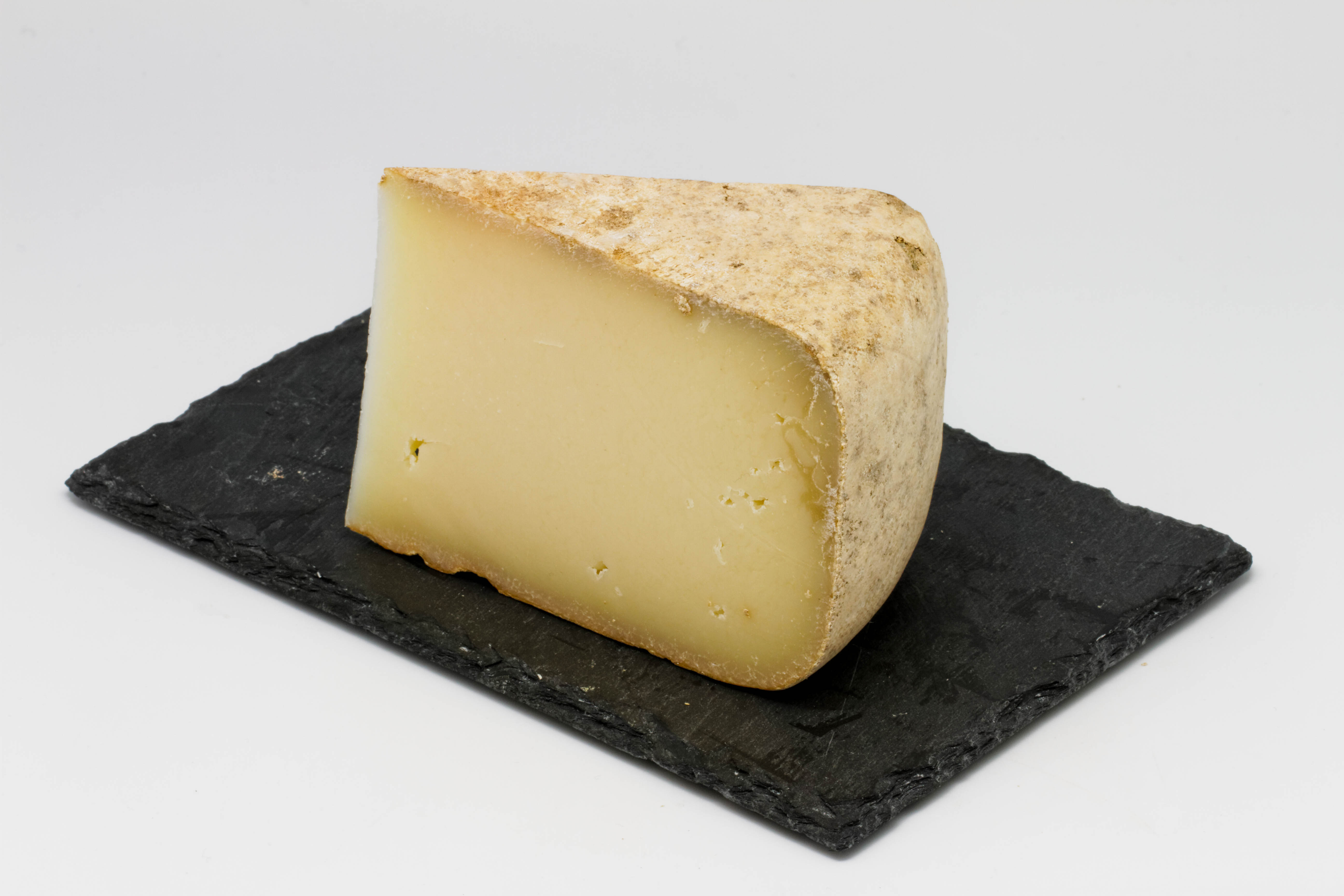
Le fromage de brebis des vallées béarnaises, désormais sous l'appellation ossau-iraty.
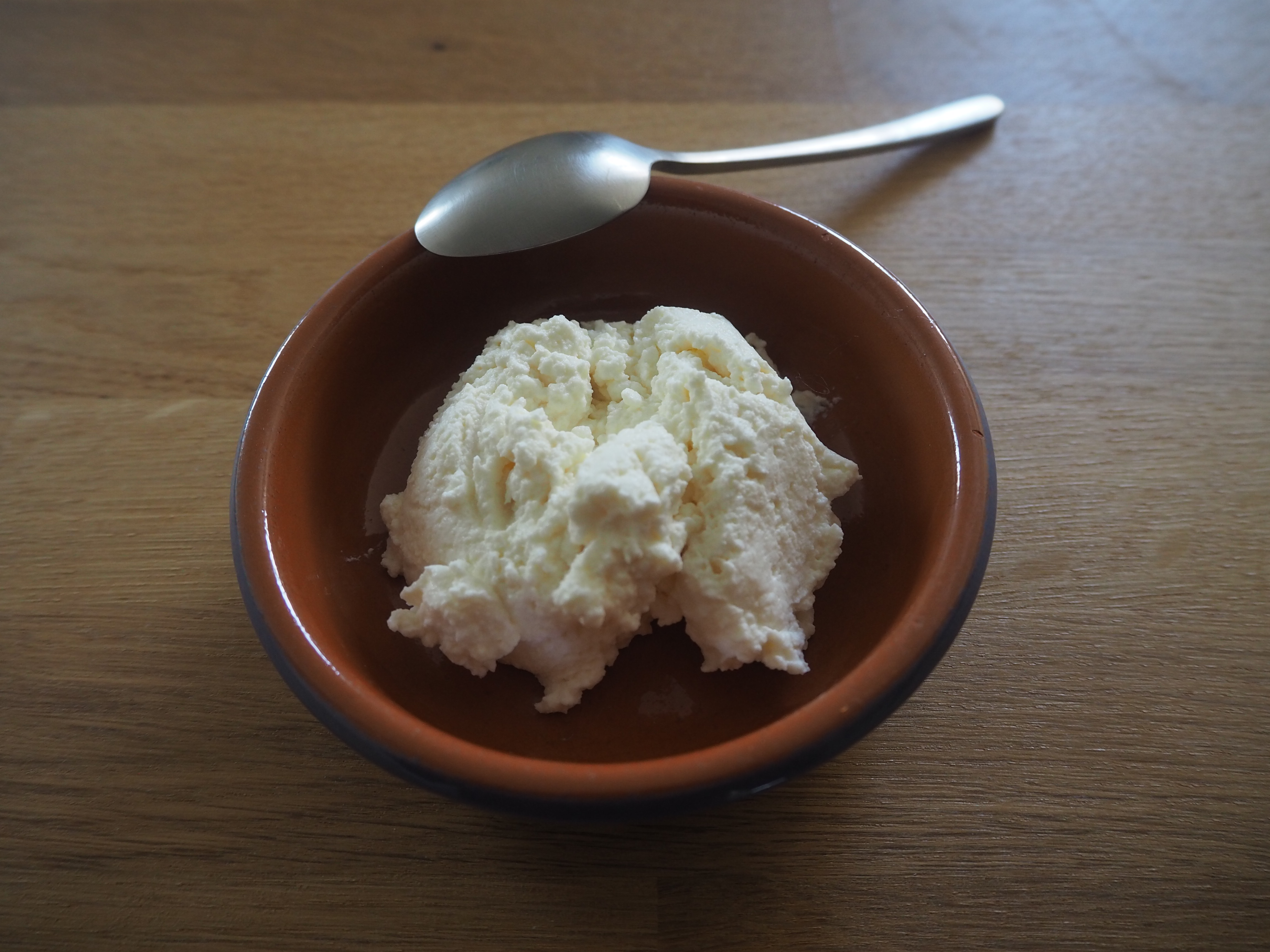
Greuil du Béarn.
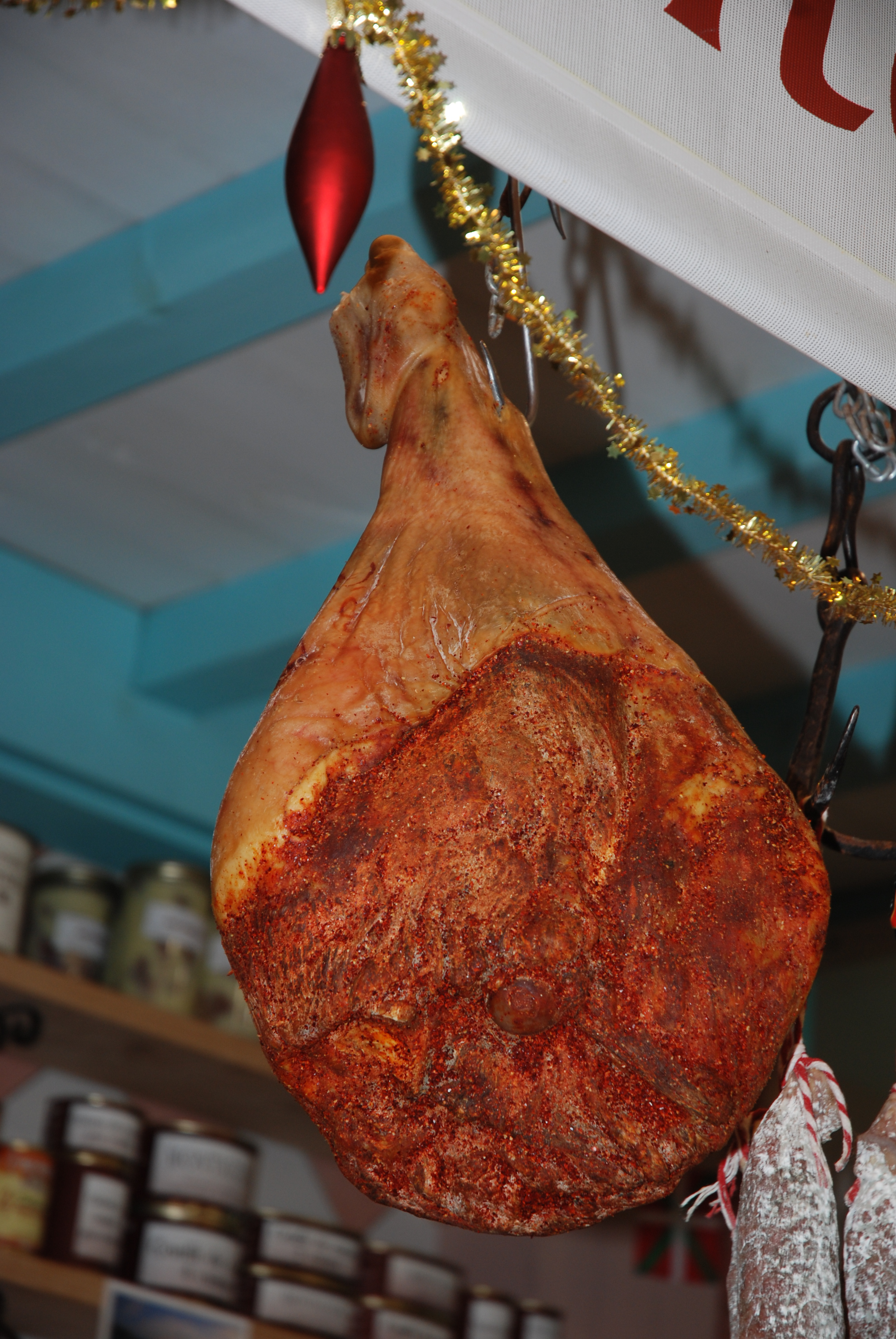
La zone de production du jambon de Bayonne est centrée sur le Béarn.
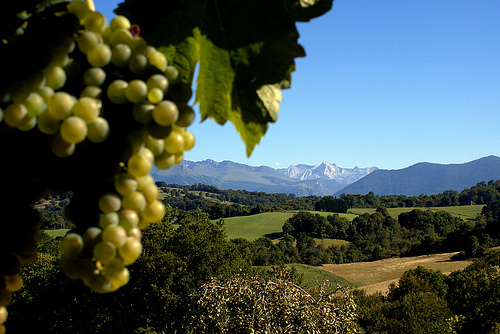
Les vignobles du jurançon donnent principalement un vin blanc moelleux.
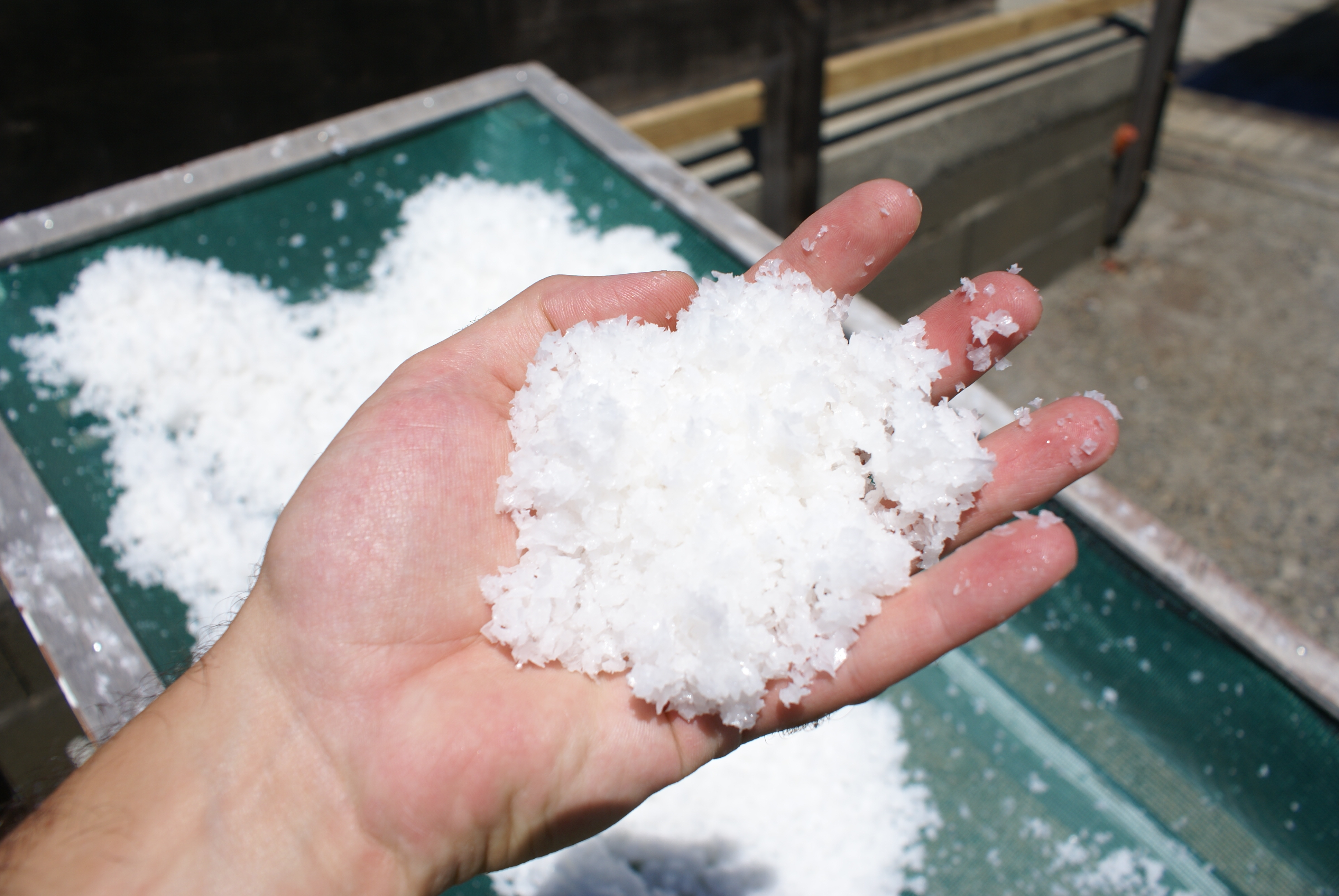
Le sel de Salies-de-Béarn.

### Costumes

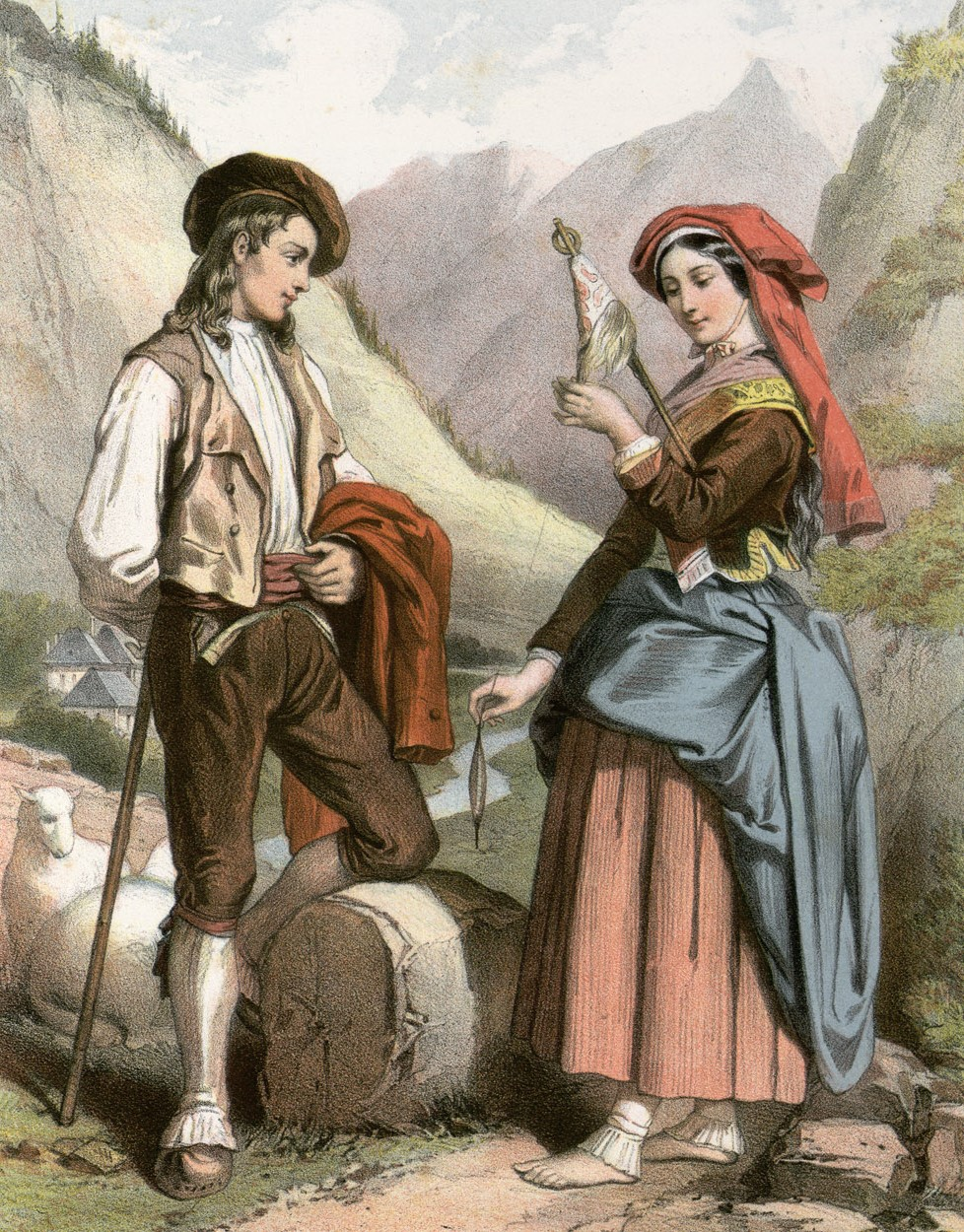
Berger et jeune fille de la vallée d'Ossau.

Jusqu'au début du XXe siècle, le costume béarnais présente plusieurs éléments caractéristiques. Chez la femme, il est de tradition de ne jamais sortir nu-tête ; elle porte le capulet dans les vallées pyrénéennes, ou le cabilh (mouchoir) dans le piémont. Le vêtement de tous les jours peut être miséreux dans les milieux modestes ; il comporte plus de recherche pour aller au marché voisin. Pour les cérémonies et jours de fête, la robe-corsage (raube) fait l'objet de soins particuliers. Le costume de l'homme est moins divers et raffiné que celui de la femme, il porte un gilet ainsi qu'une blouse en lin, qui est souvent encore tissée, cousue et brodée à la maison à la fin du XIXe siècle. Fabriquée dès le XVIIIe siècle en Béarn, l'espadrille (espartégne) est la sandale traditionnelle du pays. Le costume traditionnel de la vallée d'Ossau est le seul à avoir résisté au temps, il est toujours revêtu pour des fêtes ou pour des mariages.
Le béret (ou bounét) est le couvre-chef traditionnel des béarnais. Qualifié à tort de « béret basque », il est d'origine et de production béarnaise. Porté par les bergers de la vallée d'Ossau, il se répand dans l'ensemble du sud-ouest français ainsi qu'au nord de l'Espagne, avant de devenir un véritable emblème français. Le béret était traditionnellement marron dans les vallées, avant que le noir ne se généralise. Nay et Oloron-Sainte-Marie sont les deux agglomérations béarnaises à connaître une fabrication industrielle du béret. Plusieurs unités — dont Laulhère — assurent toujours une production béarnaise du béret.
Le costume ossalois fait l'objet d'une fiche à l'Inventaire du patrimoine culturel immatériel en France.

### Architecture
Certains éléments sont communs et particulièrement caractéristiques dans l'architecture béarnaise : la présence d'une toiture à forte pente comprise entre 45° et 50°, et l'utilisation des galets des gaves pour la construction des murs depuis le XVIIIe siècle. Des différences locales apparaissent néanmoins. Autour de Salies, les maisons sont constituées d'un toit très pointu et couvrant, d'une façade crépie (couvrant les galets) ainsi que de tuiles couleur argile. Dans les plaines, on intègre de nombreuses fenêtres ainsi qu'une double génoise. Le toit est fait de tuiles rousses et plates. Dans le Vic-Bilh, l'influence de l'Armagnac voisine se fait sentir, avec la présence d'un pignon triangulaire qui prolonge la façade au-dessus de la porte d'entrée. Enfin, la maison des vallées est couverte d'ardoises tandis qu'une cour protège l'ensemble des communs. Bien que caractéristique des vallées pyrénéennes, l'utilisation de l'ardoise est aussi très répandue dans le reste du Béarn, son usage se réduit en allant vers le nord et l'ouest. Il faut également ajouter l'architecture des granges, les bordes, et les cabanes de montagne, les cujalàs.
Depuis les années 1980-1990, des maisons qualifiées de « néo-béarnaises » sont construites par les promoteurs immobiliers du Béarn. Celles-ci reprennent les principales caractéristiques de la maison béarnaise traditionnelle, comme le toit fortement pentu et l'utilisation de l'ardoise ou de la tuile rousse. L'utilisation du galet dans le processus de construction est marginalisée dans ces constructions modernes. Au cours des années 1990 et surtout 2000, des maisons de type néo-provençales se sont développées de manière anarchique et incontrôlée dans certaines zones périurbaines du Béarn. Les pouvoirs publics ont depuis mis en place des recommandations pour éviter le développement de cette architecture mal maîtrisée. La généralisation progressive des plans locaux d’urbanisme (PLU) à l'échelle des intercommunalités, au plus tard fin 2019, doit permettre de répandre les bonnes pratiques en matière de préservation de l'identité architecturale du Béarn.

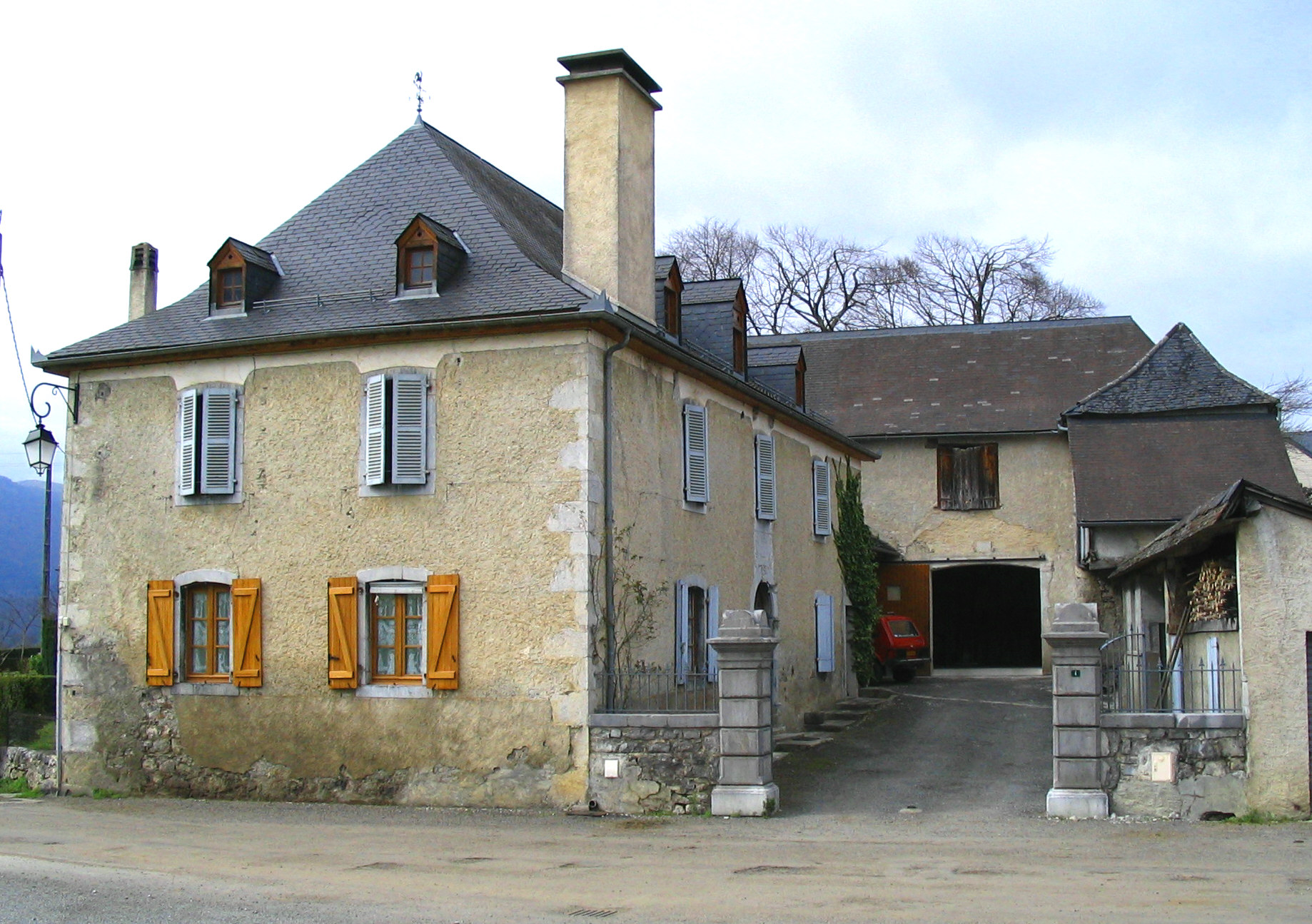
Une maison et sa cour en vallée d'Ossau.
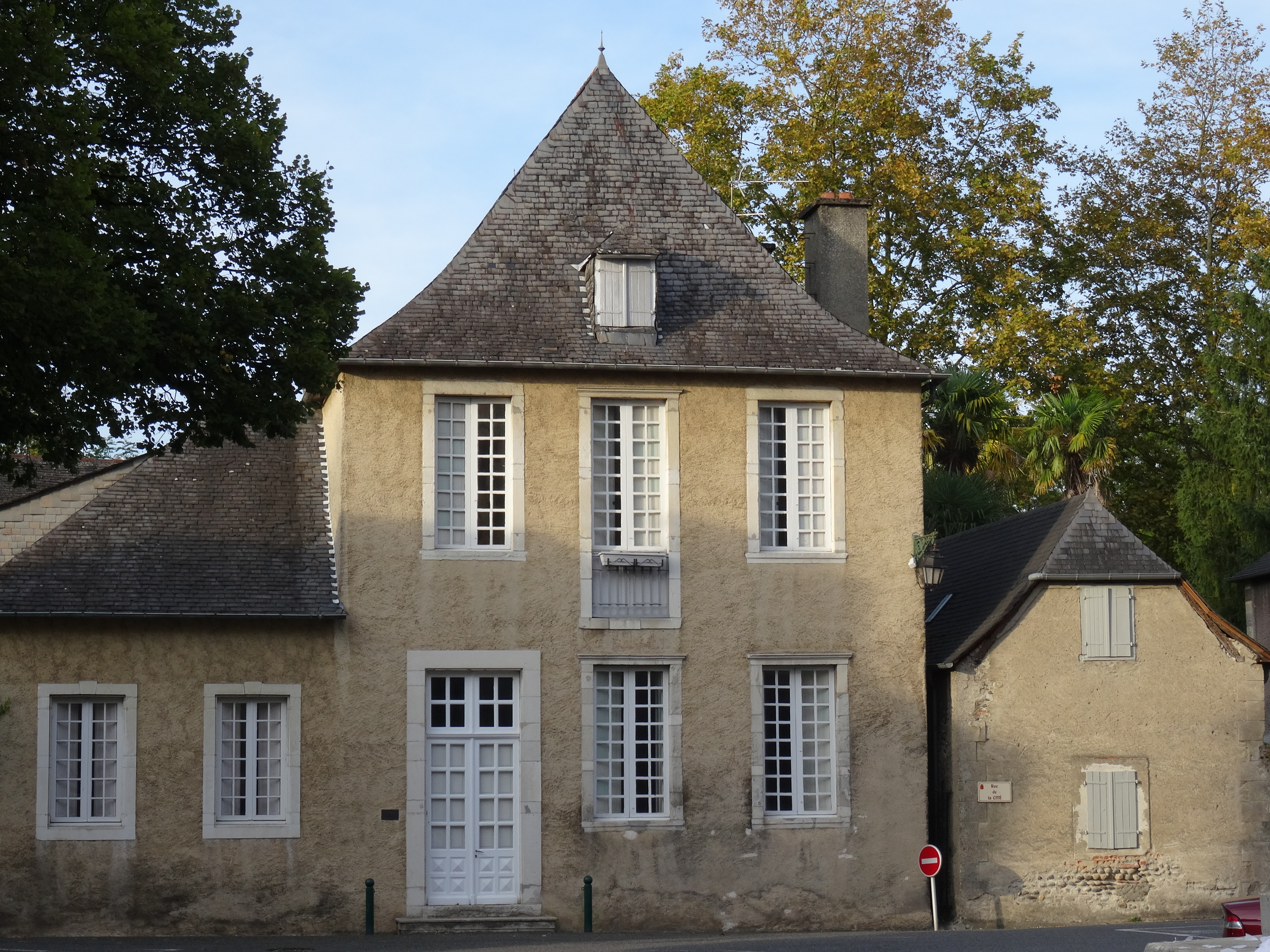
Une maison de ville à Lescar.
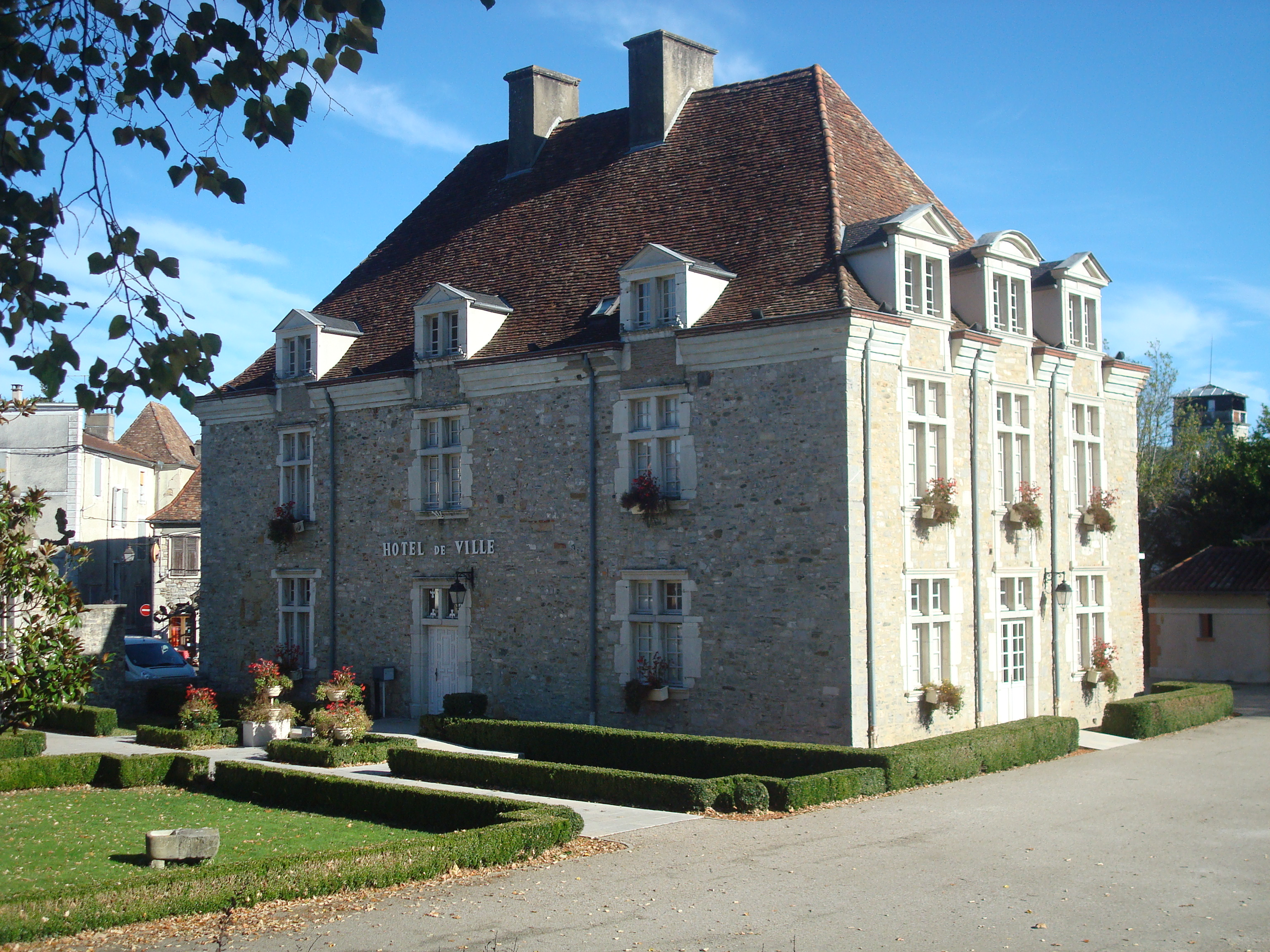
La mairie de Sauveterre-de-Béarn, typique de l'architecture de plaine.
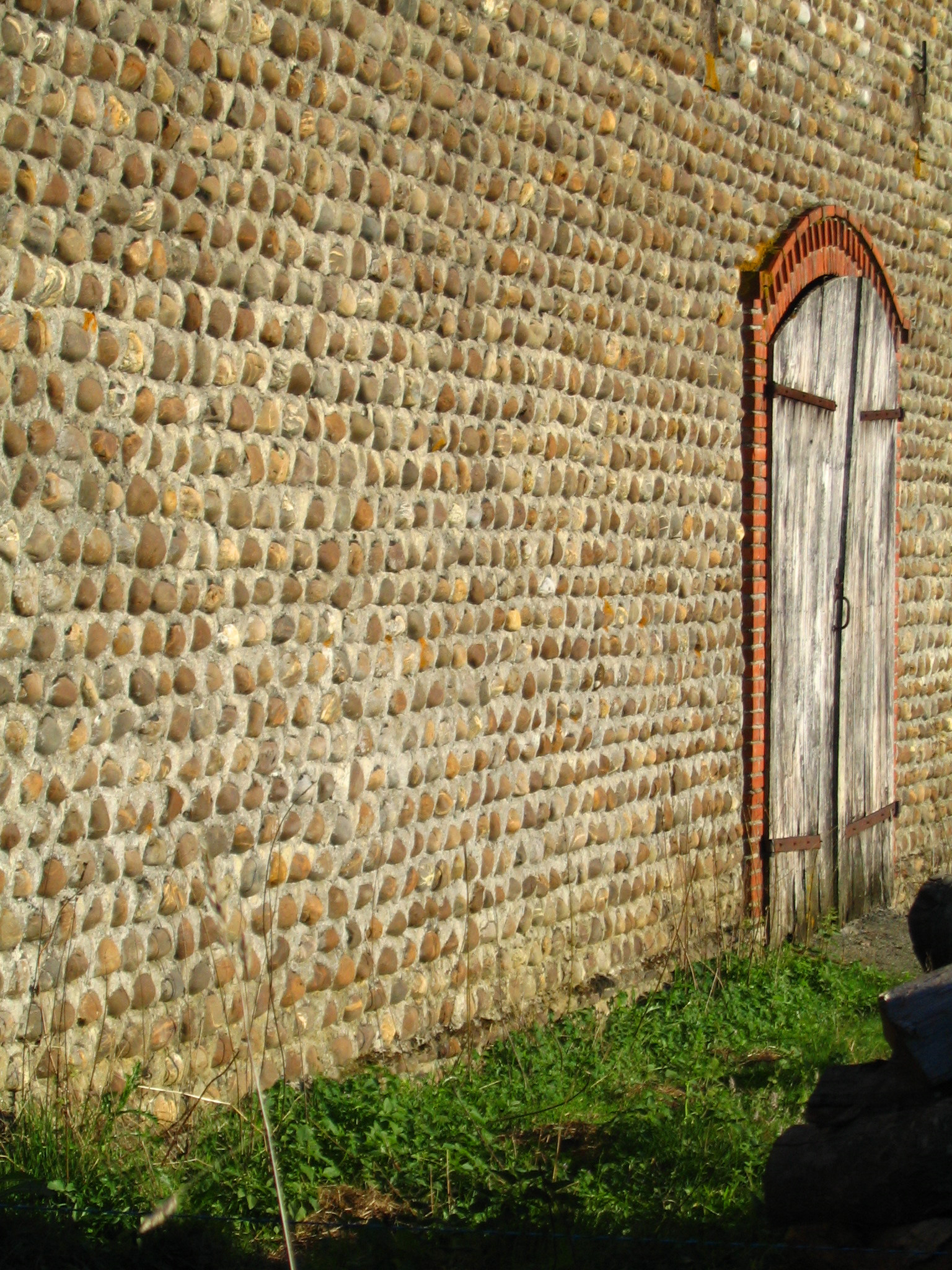
Mur en galets du gave d'une borde.
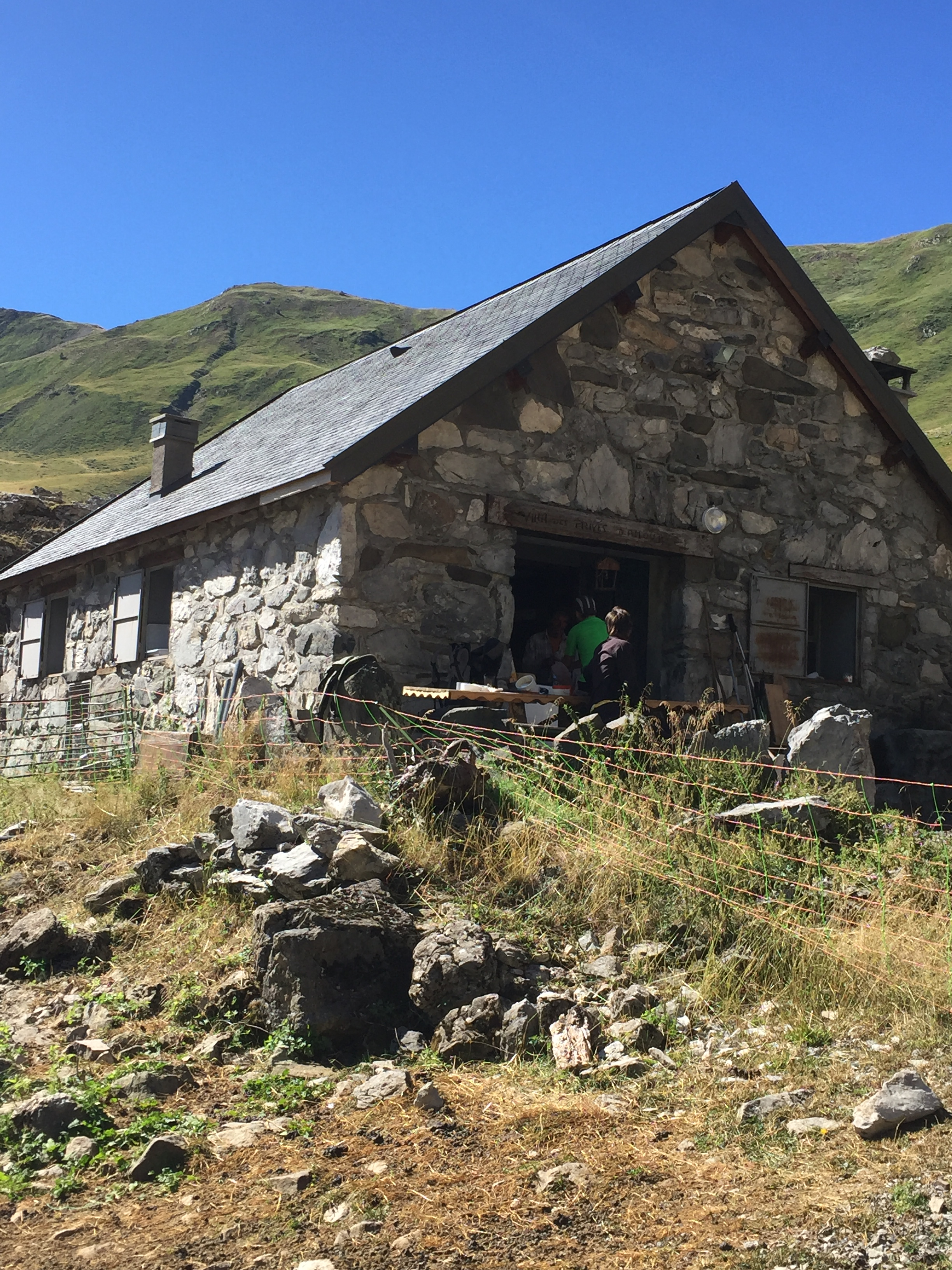
Une cujalar de la vallée d'Aspe.

### Musique et chant

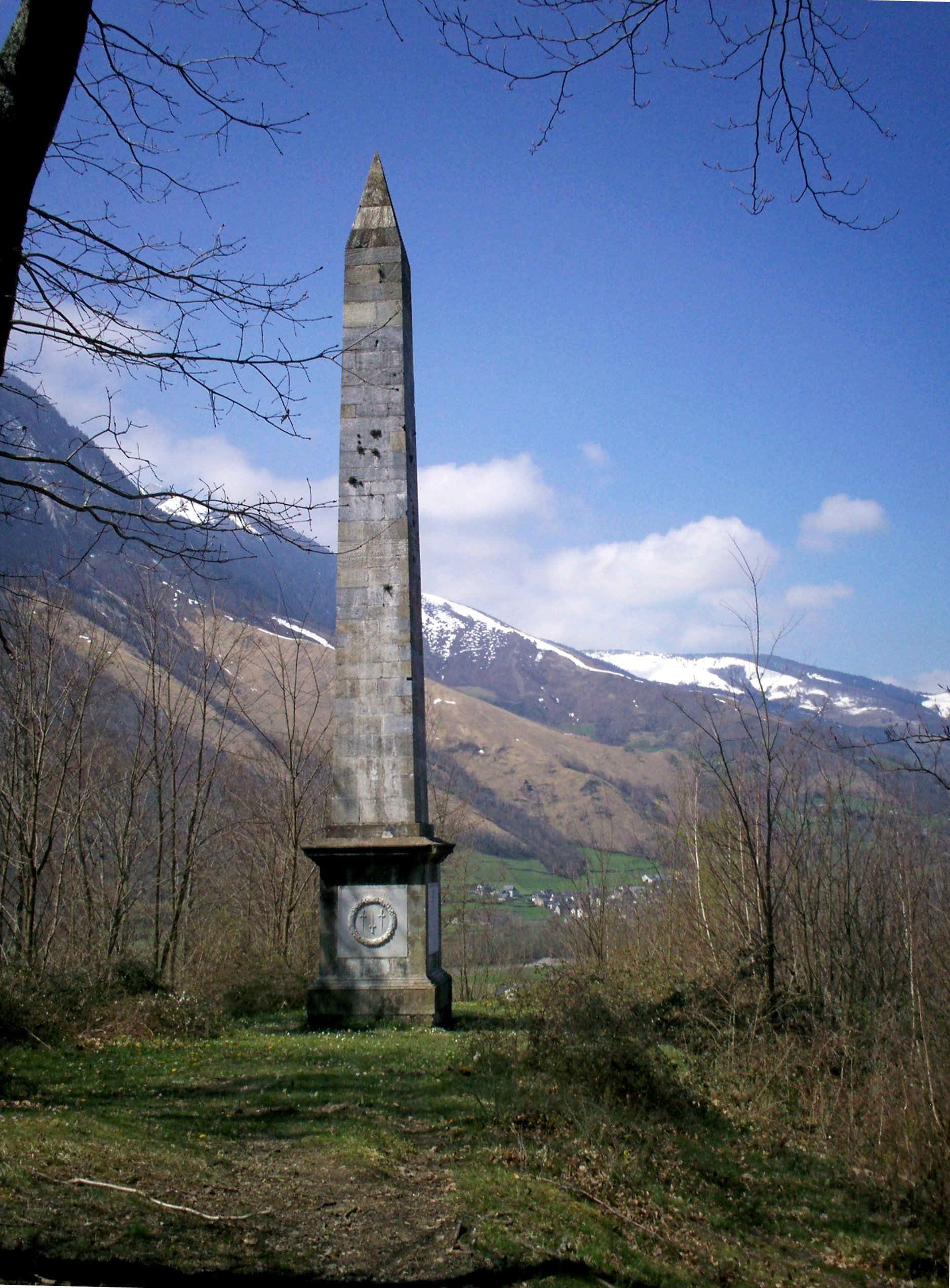
Hommage à Cyprien Despourrins à Accous.

Le Béarn est surnommé « le pays des chants » (lou pèys de las cantes), la tradition des chants polyphoniques y est fortement ancrée. La cantère est une pratique sociale avec des règles musicales et humaines très fortes, ainsi qu'une pratique très variée. Le corpus de chants relevés en Béarn est composé de plusieurs centaines d'items. Les chants béarnais ont pour points communs d'exprimer des sentiments tendres, des idées douces et des images riantes plutôt que l'éclat de la gaieté et le bruit des fêtes. À la manière des contes, ils évoquent par exemple la naissance des pics pyrénéens, l'absence de l'être aimé, les amours impossibles ou encore les luttes de la communauté contre ses adversaires.

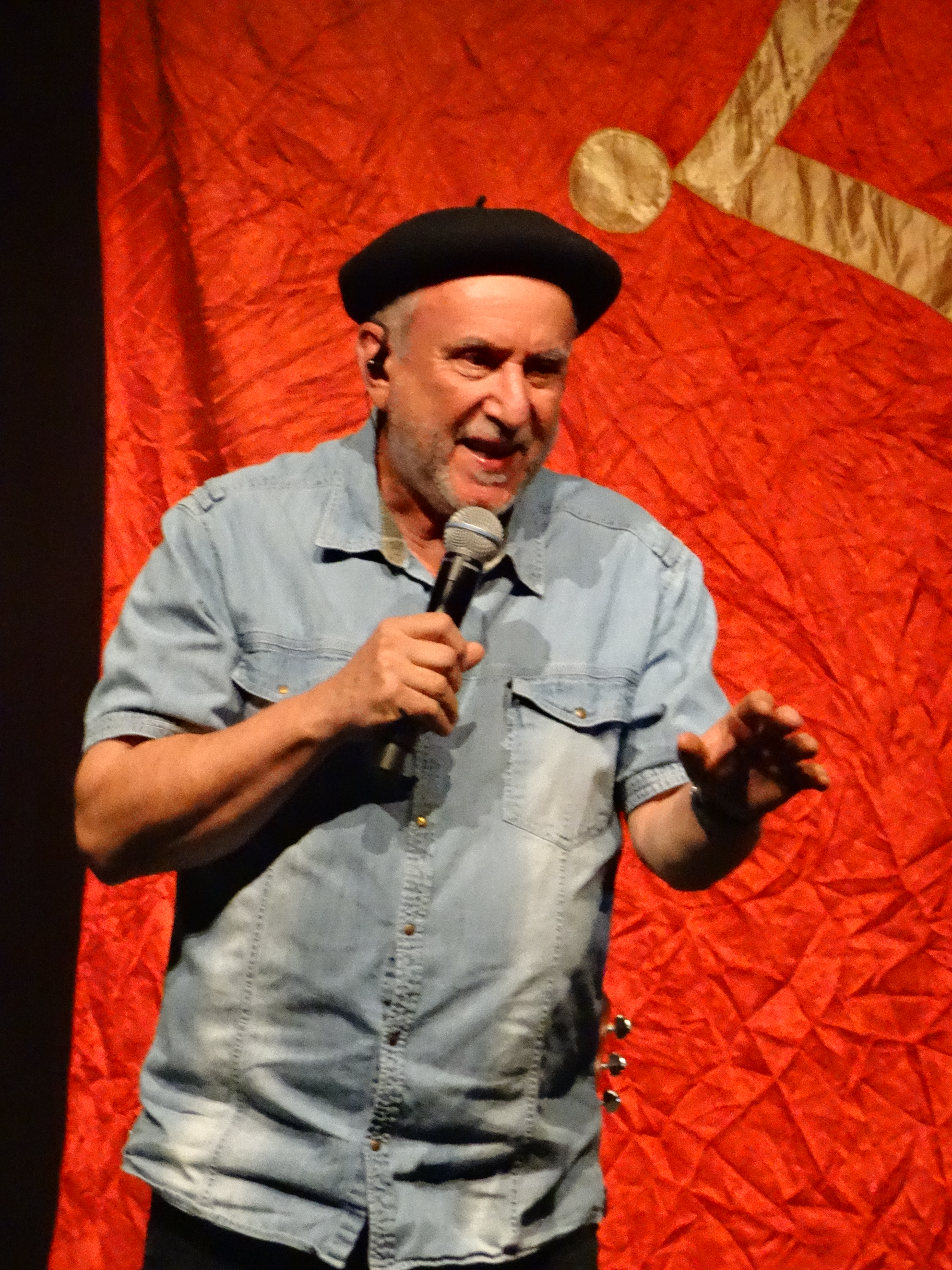
Jan du groupe Nadau.

Certains chants béarnais sont intemporels, à l'image de Si Canti attribué à Fébus. Cyprien Despourrins est le plus populaire des chansonniers béarnais, ses ballades La haut sus las montanhas, Rossinholet qui cantas, ou De cap a tu soy, Mariou sont des classiques populaires du XVIIIe siècle. Toujours dans ce siècle, Pierre de Jélyotte reste maître de la scène française pendant vingt-deux ans, il est régulièrement invité à la cour de Louis XV. Au XIXe siècle, les airs de Xavier Navarrot bénéficient d'une popularité importante, comme Adiu me dau ! Quine galere. Despourrins avait pour lui la grâce mélancolique, Navarrot se démarque par la malice et l'esprit caustique de ses textes. C'est au cours de ce même XIXe siècle, que Charles Darrichon écrit son célèbre Bèth cèu de Pau.

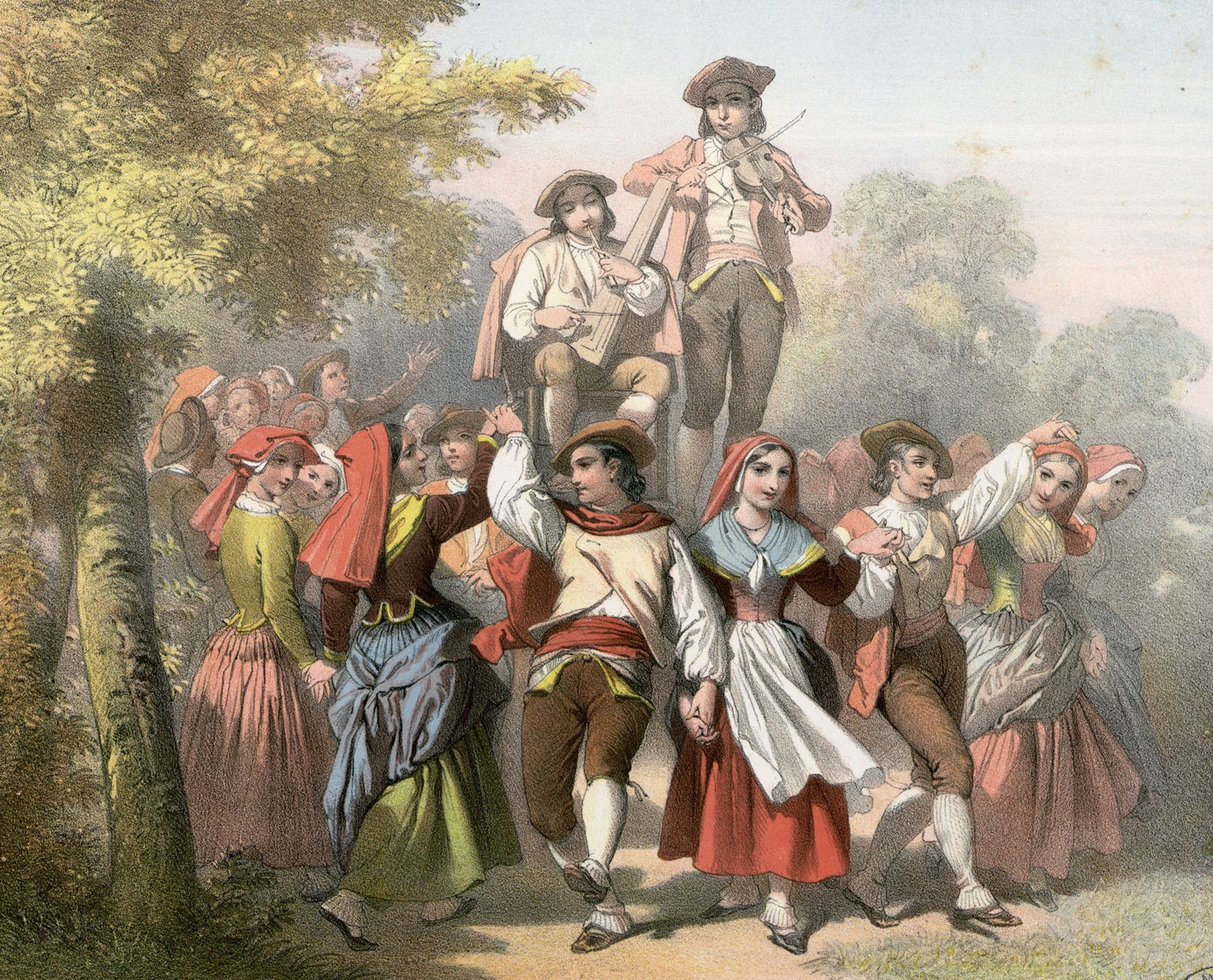
Danse béarnaise en vallée d'Ossau.

D'origine aspoise, Marcel Amont enregistre de nombreux disques en béarnais depuis les années 1960, reprenant des chansons traditionnelles ou adaptant des textes d'auteurs comme Jacob de Gassion, Alexis Peyret ou Simin Palay. Il se désole régulièrement du manque de considération de l'État français pour cette langue et cette culture. Le groupe Nadau est un groupe gascon-béarnais, qui célèbre cette culture à travers de nombreuses chansons, dont De cap tà l'immortèla et L'encantada. Créé en 1967, le festival de Siros a permis un nouvel essor de cette activité. La scène béarnaise se compose actuellement d'une multitude de groupes, reprenant des chants traditionnels et assurant une création originale. La danse béarnaise est le plus souvent réalisée avec un accompagnement instrumental. En vallée d'Ossau des chansons à danser subsistent également. Le répertoire de danses béarnaises comporte plusieurs sortes de danses, dont la crabe, lou mounchicou ou lou branlou.

### Littérature
C'est au milieu du XIIIe siècle que les premiers textes en prose béarnaise sont réalisés, il s'agit de textes notariaux et administratifs. Il faut attendre le XIVe siècle pour observer l'émergence d'une poésie béarnaise avec Fébus. Le souverain de Béarn est un artiste accompli qui rédige des poèmes, notamment d'amour, en béarnais. Hormis ce bref épisode, la littérature béarnaise reste cantonnée à un usage juridique et religieux. Il est à noter l'œuvre marquante de Pey de Garros dans la seconde moitié du XVIIe siècle. Au cours de ce même XVIIe siècle, Jacob de Gassion est l'auteur de plusieurs sonnets, tandis que Jean-Henri Fondeville rédige des pastorales ainsi que des pièces de théâtre. Dans la première moitié du XVIIIe siècle, l'œuvre de Cyprien Despourrins marque profondément la littérature béarnaise. Ses chansons et poèmes connaissent un succès très important de son vivant, qui inspirent ensuite nombre d'écrivains en langue béarnaise ou gasconne dont Xavier Navarrot au XIXe siècle. Toujours dans ce siècle, Alexis Peyret — émigré Béarnais en Argentine — rédige plusieurs poèmes en béarnais. Durant le XXe siècle, Simin Palay est l'auteur de nombreuses poésies, pièces de théâtre et romans, tout comme Albert Peyroutet ou plus récemment Hubert Lux. En langue française, des auteurs béarnais comme Joseph Peyré — Prix Goncourt 1935 — Pierre Emmanuel et Francis Jammes se distinguent au XXe siècle.
Les contes et légendes tiennent une place centrale dans la tradition écrite et orale des Béarnais, ils contribuent à la mythologie pyrénéenne. Les thématiques sont adaptées à la culture de ce territoire, avec souvent l'environnement naturel (montagnes, gaves) comme élément central. Les fées, les sorcières (las brouches), les loups et les ours sont des personnages fréquents, tout comme les bergers du côté humain. Parmi les contes béarnais, l'histoire de Jan de l’Ours est particulièrement célèbre. Plus récemment on retrouve le personnage de Ramponneau dans le rôle du croque-mitaine. Dans la première moitié du XXe siècle, le personnage Caddetou d'Ernest Gabard devient emblématique dans l'esprit des Béarnais. Toujours dans la tradition orale du Béarn, qui a ensuite débordé dans le genre littéraire, les dictons et proverbes sont nombreux,. Quasiment chaque village béarnais possède un ou plusieurs dictons caractéristiques de ses habitudes, mœurs, superstitions, croyances ou faits historiques. Les proverbes béarnais sont teintés de l'art du sous-entendu. L'Académie de Béarn est une société savante, fondée en 1924, destinée à protéger et développer les mouvements littéraires, artistiques et savants béarnais.

### Rassemblements

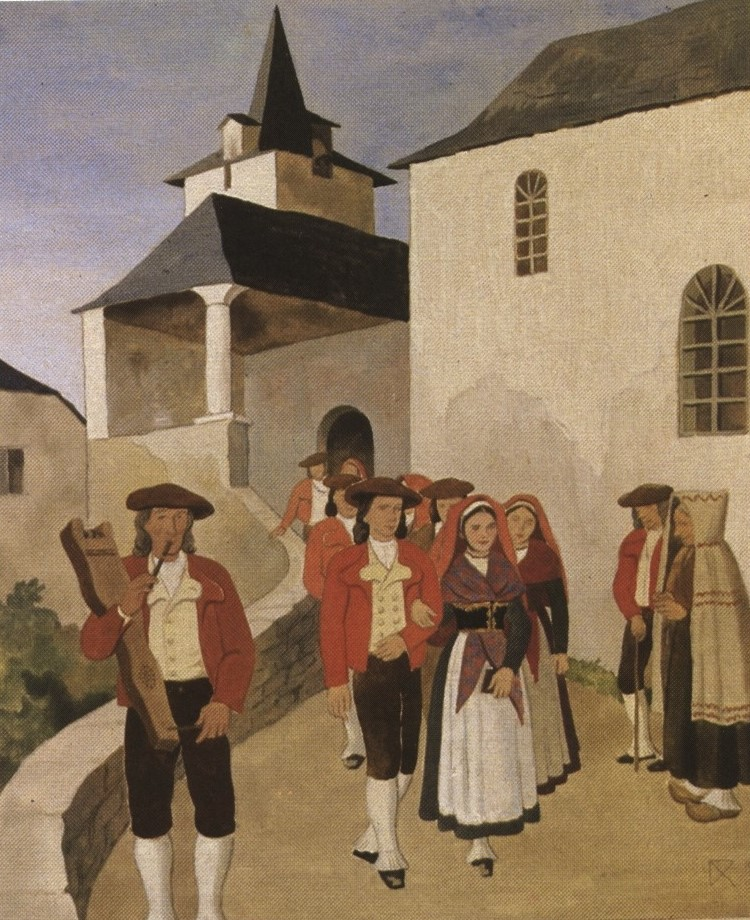
Noces ossaloises, Ramiro Arrue.

La société paysanne béarnaise se rassemble traditionnellement à l'occasion de travaux agricoles communs, de cérémonies familiales et de fêtes. La pélère (ou pèle-porc) et l’espérouquère sont l'occasion de grands rassemblements entre voisins des quartiers ruraux. L’espérouquère dure par exemple trois semaines à un mois à l'automne, elle réunit quarante à cinquante jeunes pour dépouiller le maïs, avec pour finir une fête (acabalhes). D'autres travaux collectifs marquent la saison paysanne, houdjère et liguère de la vigne, la tounère ou la bugade. La naissance, le mariage et l'enterrement sont les trois moments de rassemblement les plus importants. Le mariage béarnais est l'occasion de diverses traditions — comme la sègue et la roste — et de rituels de désapprobation, dont le charivari, la jonchée et l’asouade. Jusqu'à 1914, les bals sont très fréquents en milieu rural, pratiquement chaque semaine, ils permettent aux jeunes de se fréquenter. Le comice agricole représente souvent la grande fête annuelle du village. L'estanguét (ou estanquét) est le nom traditionnel des auberges des campagnes béarnaises.
La saison des manifestations culturelles commence en janvier/février avec la tenue de plusieurs carnavals, notamment à Géronce — entre les villages de la vallée de Josbaig — et Pau, durant le carnaval biarnés. En avril se déroule Lo primtemps de l'Arribèra à Saint-Pé-de-Léren, les chancaires œuvrent à la transmission de la culture béarnaise au travers de sa langue, ses danses et chants. Toujours en avril a lieu le festival des vallées et des bergers à Oloron-Sainte-Marie. Le feu de la Saint-Jean (hoéc de la Sén-Jan) marque de manière traditionnelle le début de l'été, juillet étant ensuite marqué par la tenue des fêtes du fromage de la vallée d'Aspe à Etsaut et Escot, la Junte de Roncal se tient chaque 13 juillet depuis le XIVe siècle. La période estivale permet la tenue de diverses fêtes patronales — dont celles de Laruns le 15 août — ainsi que du festival Hestiv'Òc à Pau. L'association « Septembre en Béarn » a pour objectif de promouvoir les fêtes traditionnelles béarnaises qui se déroulent chaque année de fin août à début octobre. Il s'agit de la période de l'année la plus riche en manifestations en Béarn : garburade à Oloron-Sainte-Marie, fête du sel de Salies-de-Béarn, foire au fromage de Laruns, fête du maïs de Laàs, fête des bergers à Aramits et festival de Siros. Le Béarn possède une ancienne culture taurine, qui se traduit par l'implantation de plusieurs arènes — proches des territoires gascons — à Orthez, Garlin et Arzacq-Arraziguet. Le reste du Béarn est resté peu réceptif à la tauromachie, et notamment à la corrida espagnole. Des arènes sont construites à Pau, puis détruites (Arènes de la Croix du Prince et Arènes de la Haute-Plante).

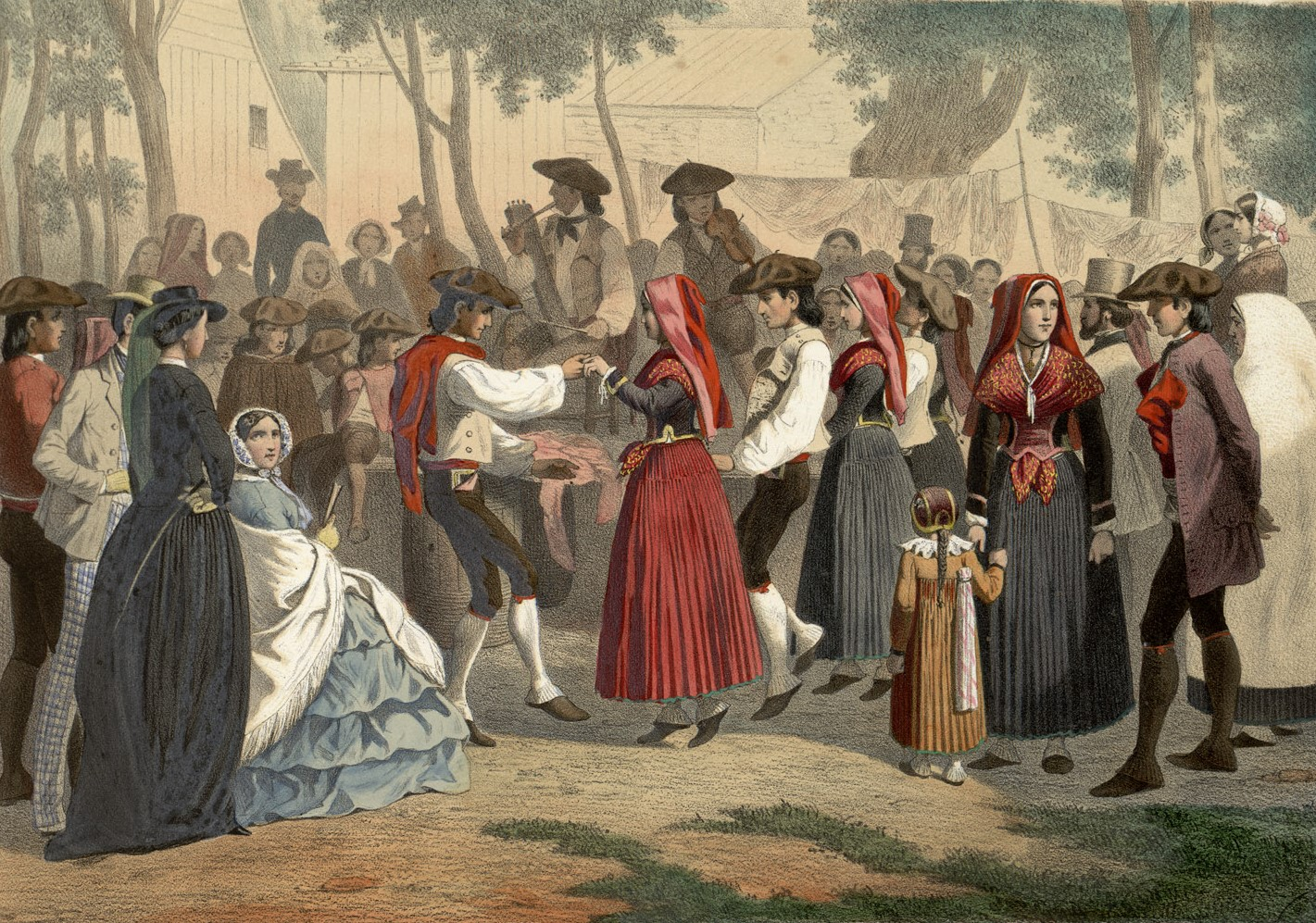
Fête de la Saint-Jean aux Eaux-Bonnes.
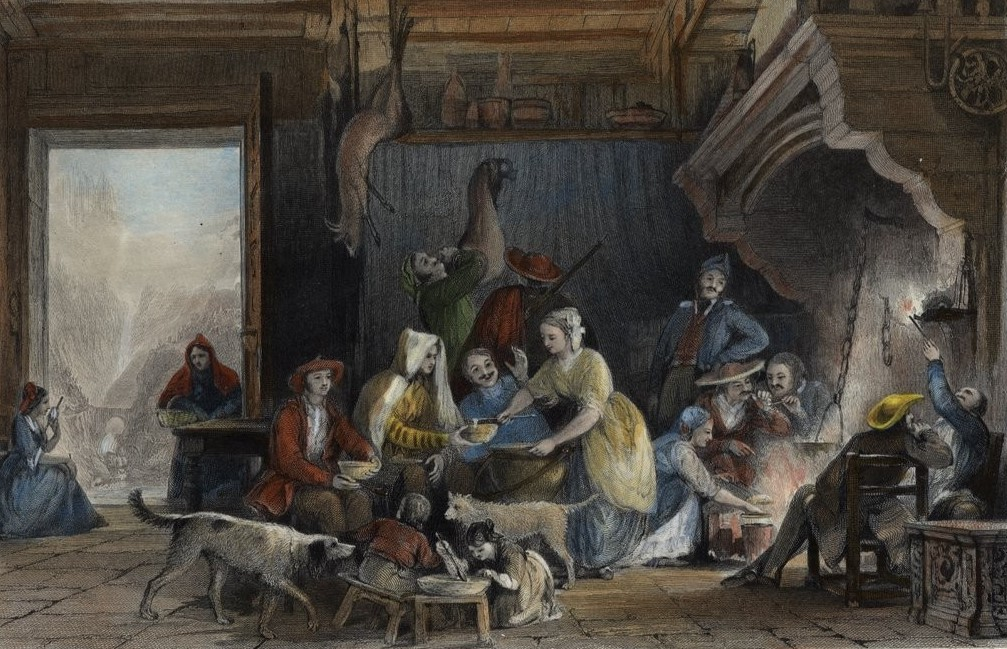
L'estanguét désigne l'auberge traditionnelle du Béarn.
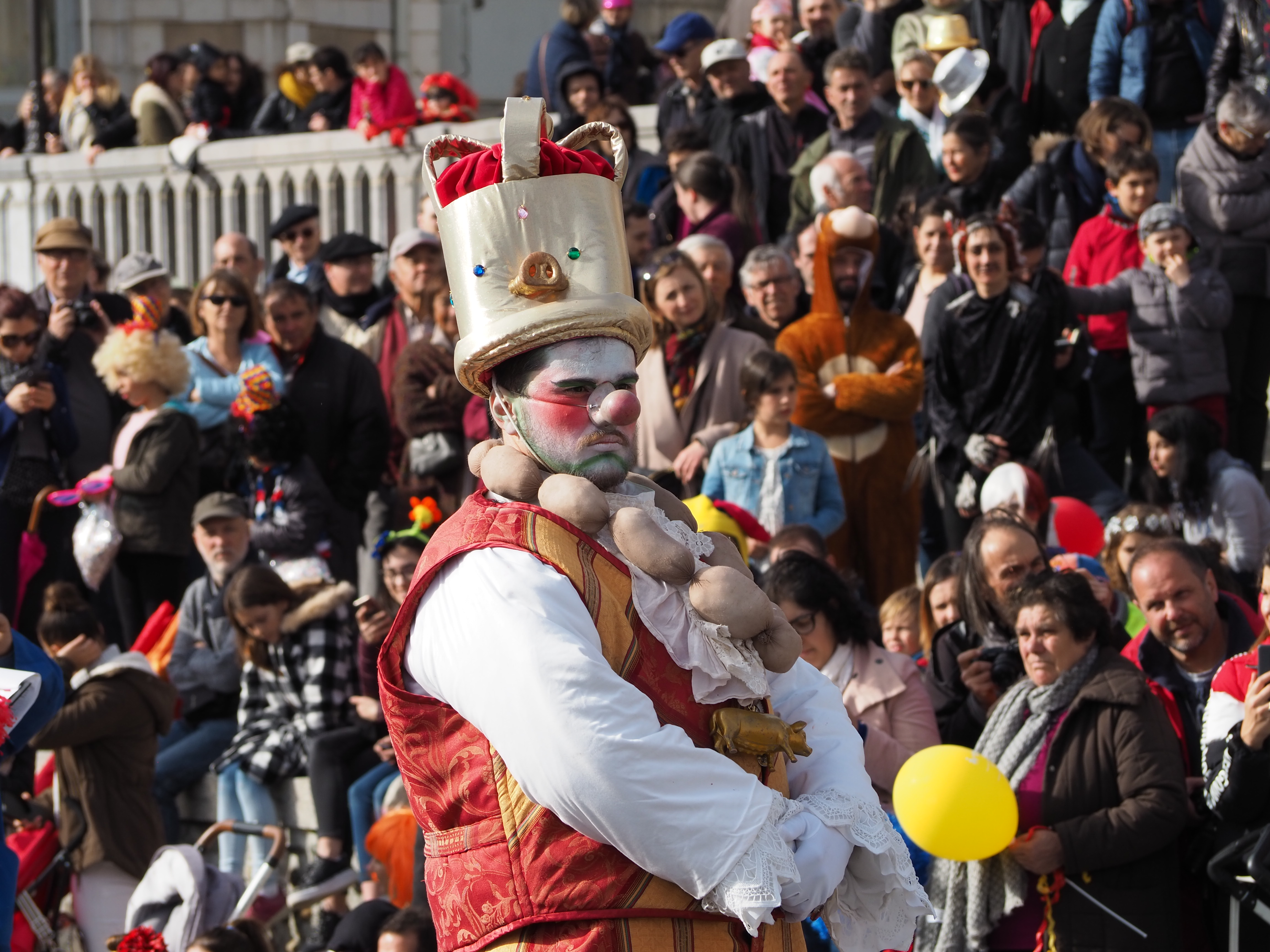
Le roi Sent Pançard pendant le Carnaval biarnés.
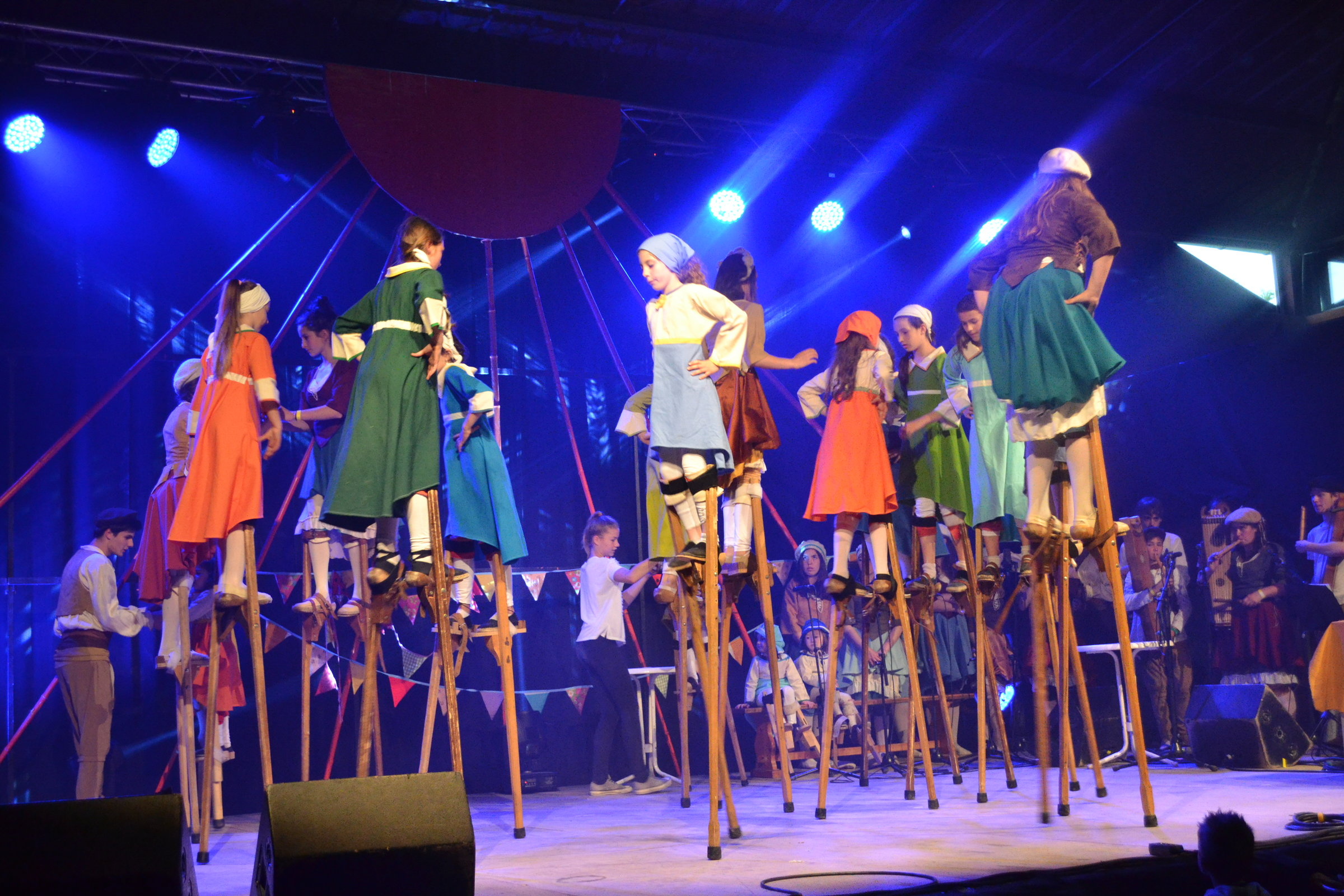
Lous chancaires au primtemps de l'Arribèra.
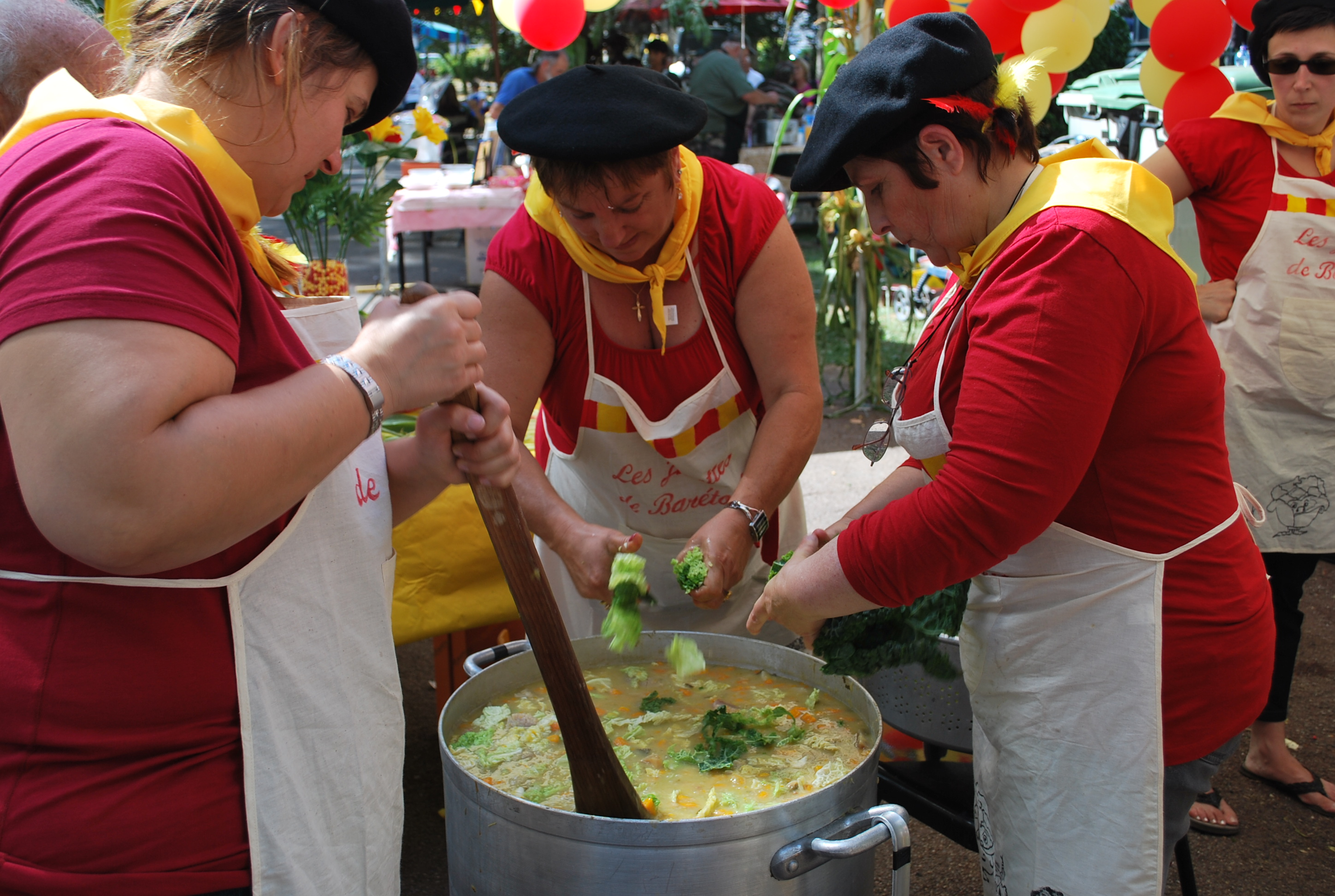
Confection d'une garbure pendant la garburade.

## Lieux et monuments
En 2019, le Béarn compte 166 monuments inscrits ou classés à l'inventaire des monuments historiques, depuis 1998 la Cathédrale Sainte-Marie d'Oloron est également inscrite au patrimoine mondial de l'UNESCO. Depuis 2010 et 2011, les « Pyrénées béarnaises » ainsi que le « Béarn des gaves » sont labellisés Pays d'art et d'histoire par le ministère de la Culture. En 2011 et 2013, les communes de Pau et Oloron-Sainte-Marie obtiennent ce même label en tant que Villes d'art et d'histoire. Navarrenx porte le label des Plus beaux villages de France depuis 2015.

### Patrimoine civil
Le patrimoine datant de la période préhistorique démontre l'occupation ancienne de la région. Le menhir de Ger, le dolmen de Buzy ou encore le tumulus du camp de Gurs rappellent cette présence humaine au cours du Néolithique. La zone du Pont-Long comporte un grand nombre de tumuli de cette même période, utilisés par le « groupe du Pont-Long ». Cette zone accueille également certains tumuli beaucoup plus anciens, dont un datant du IIIe millénaire av. J.-C. à Lescar. Plus tardivement, plusieurs monuments sont datés de la Protohistoire. Il s'agit des cromlechs du plateau du Bénou à Bilhères, de grottes décorées à Aydius et Arudy ainsi que de fortifications à Nabas. Beneharnum et Iluro sont les deux cités principales du Béarn antique. Malgré sa destruction vers le VIIIe ou IXe siècle, plusieurs campagnes de fouilles archéologiques permettent de remettre au jour des traces de Beneharnum. La villa suburbaine Saint-Michel (Sen-Miquèu) est l'élément principal de ces découvertes, le cœur de l'agglomération se situait alors dans l'actuel quartier du Bialé tandis que la Haute-Ville est remparée à l'époque tardo-antique. Fondée au Ier siècle, Iluro dévoile également peu à peu ses secrets par une série d'une cinquantaine d'opérations de fouilles ou sondages depuis 1986. Des restes de villas, de thermes publics ou encore d'un hypocauste sont ainsi apparus.

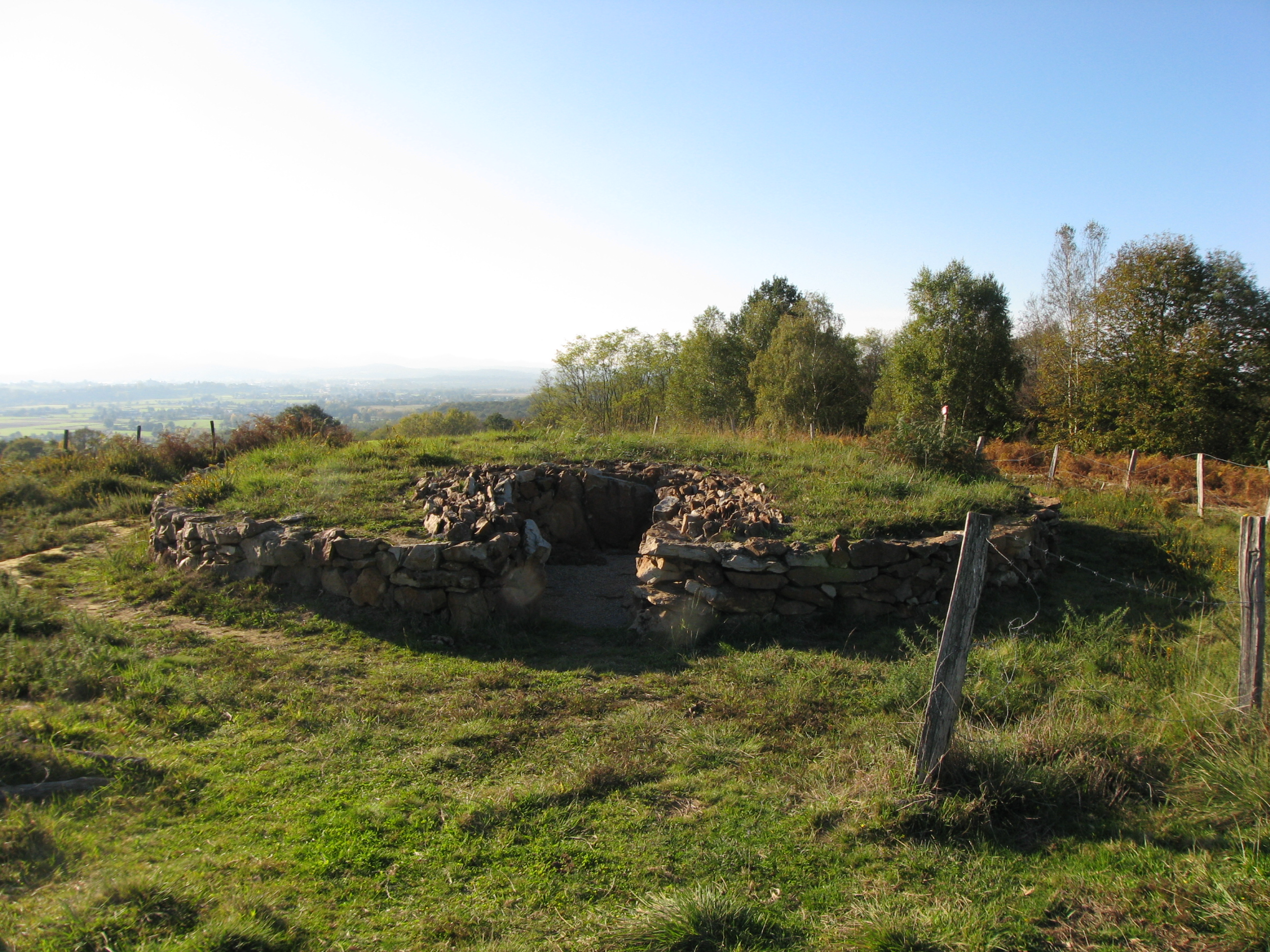
Un tumulus à Escout.
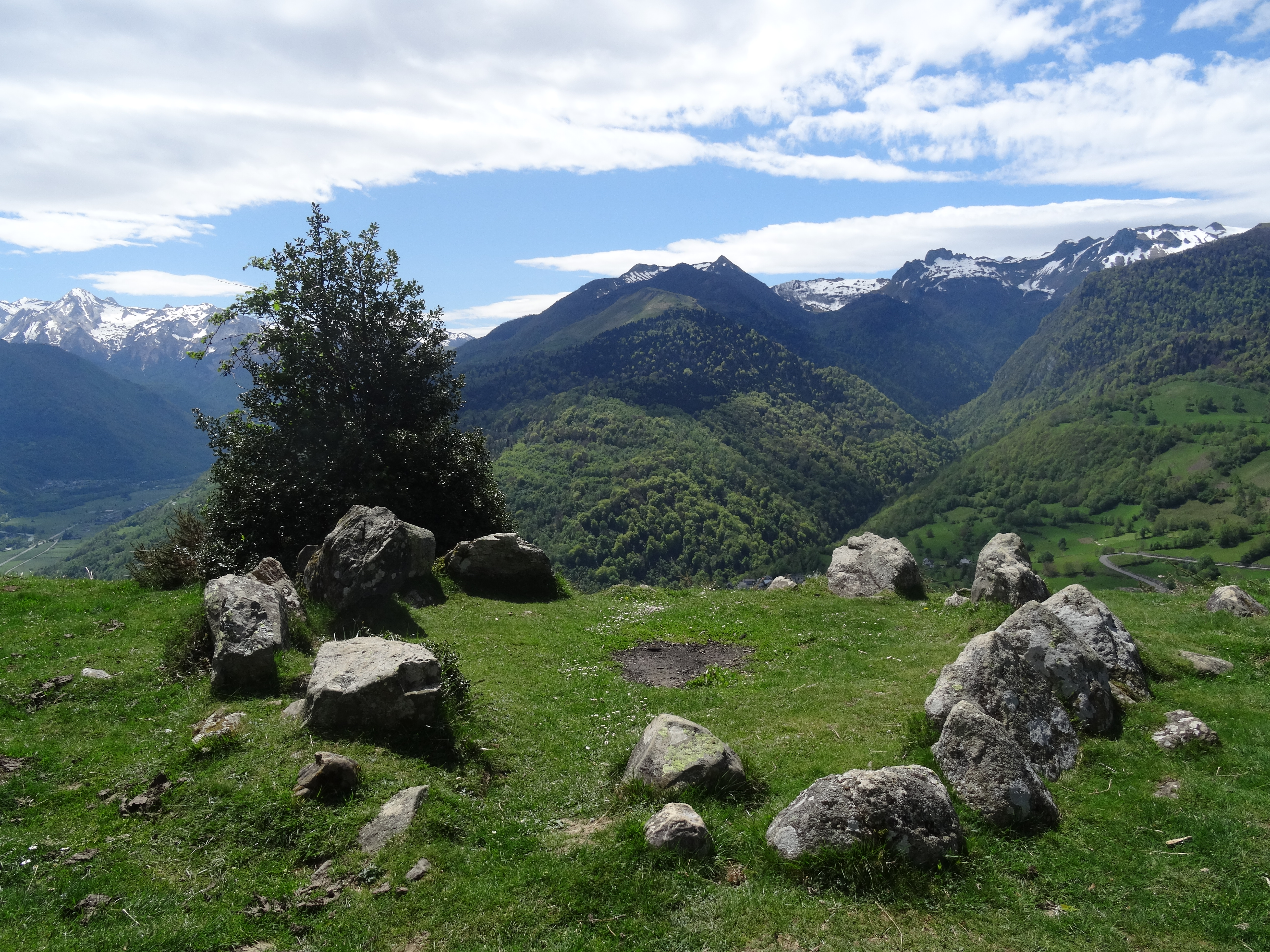
Un cromlech sur le plateau du Bénou, à Bilhères.
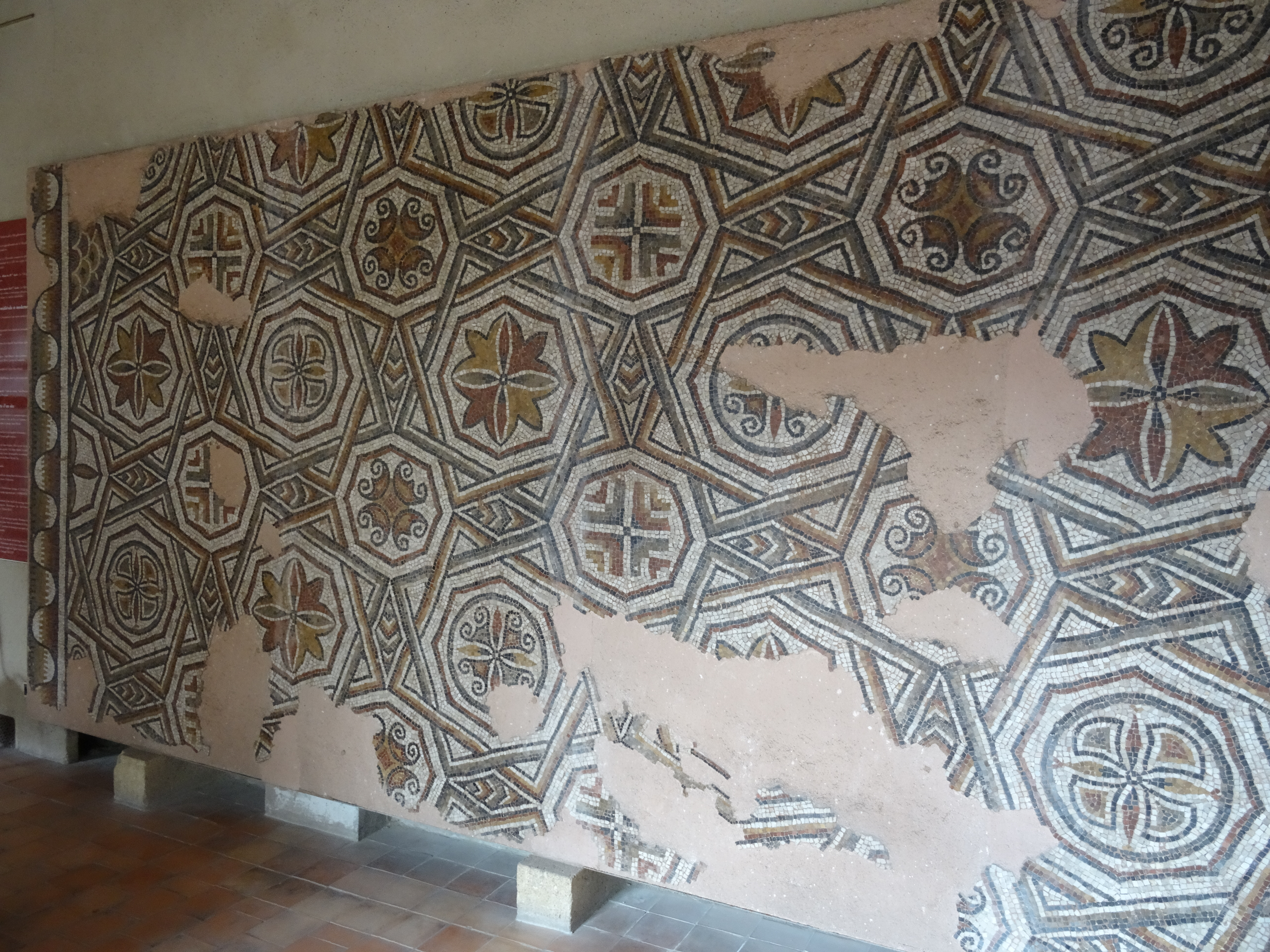
Mosaïque du IIIe siècle de la villa Saint-Michel de Lescar.
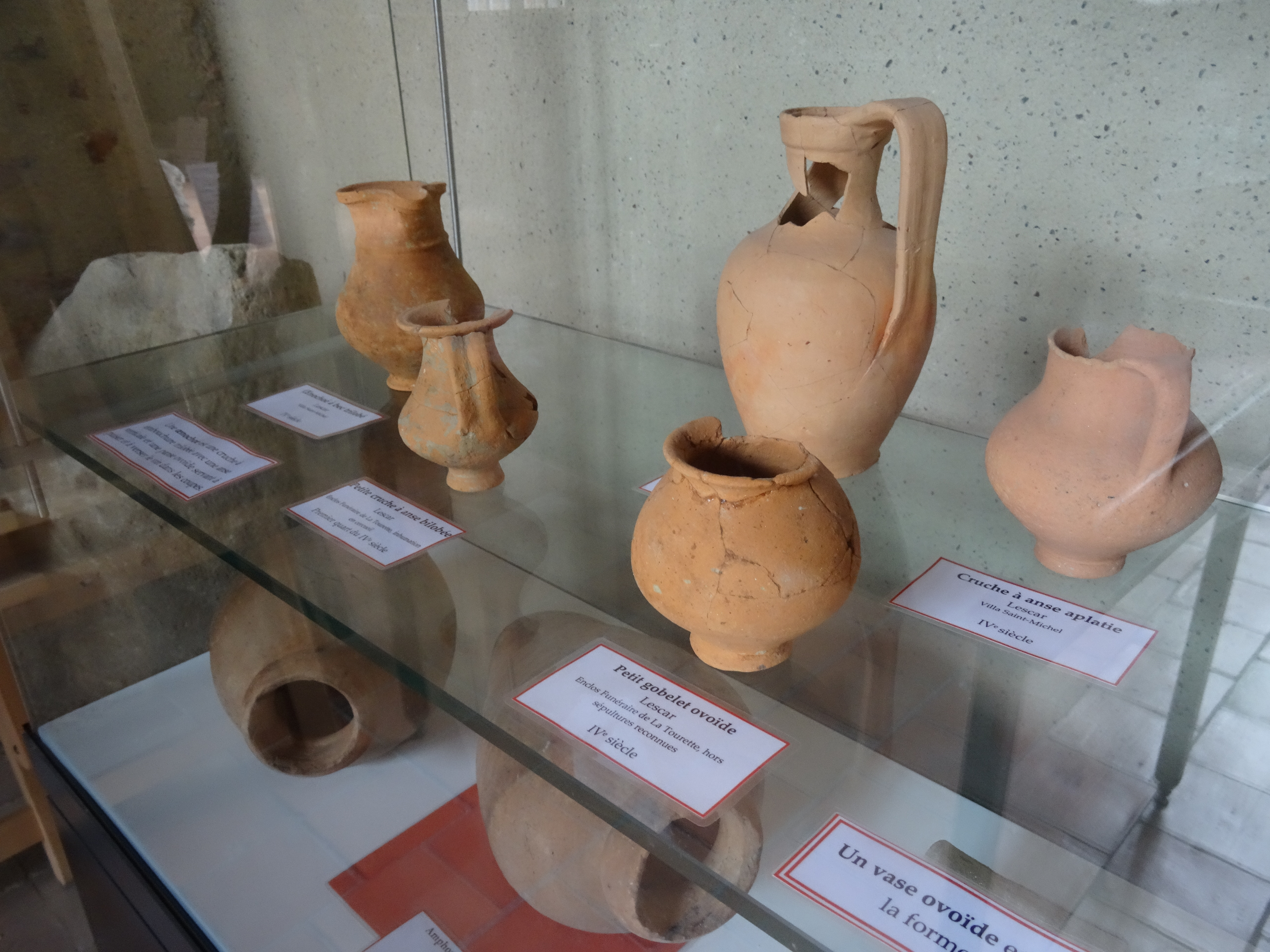
Des ustensiles du quotidien datant du IVe siècle découverts à Lescar.
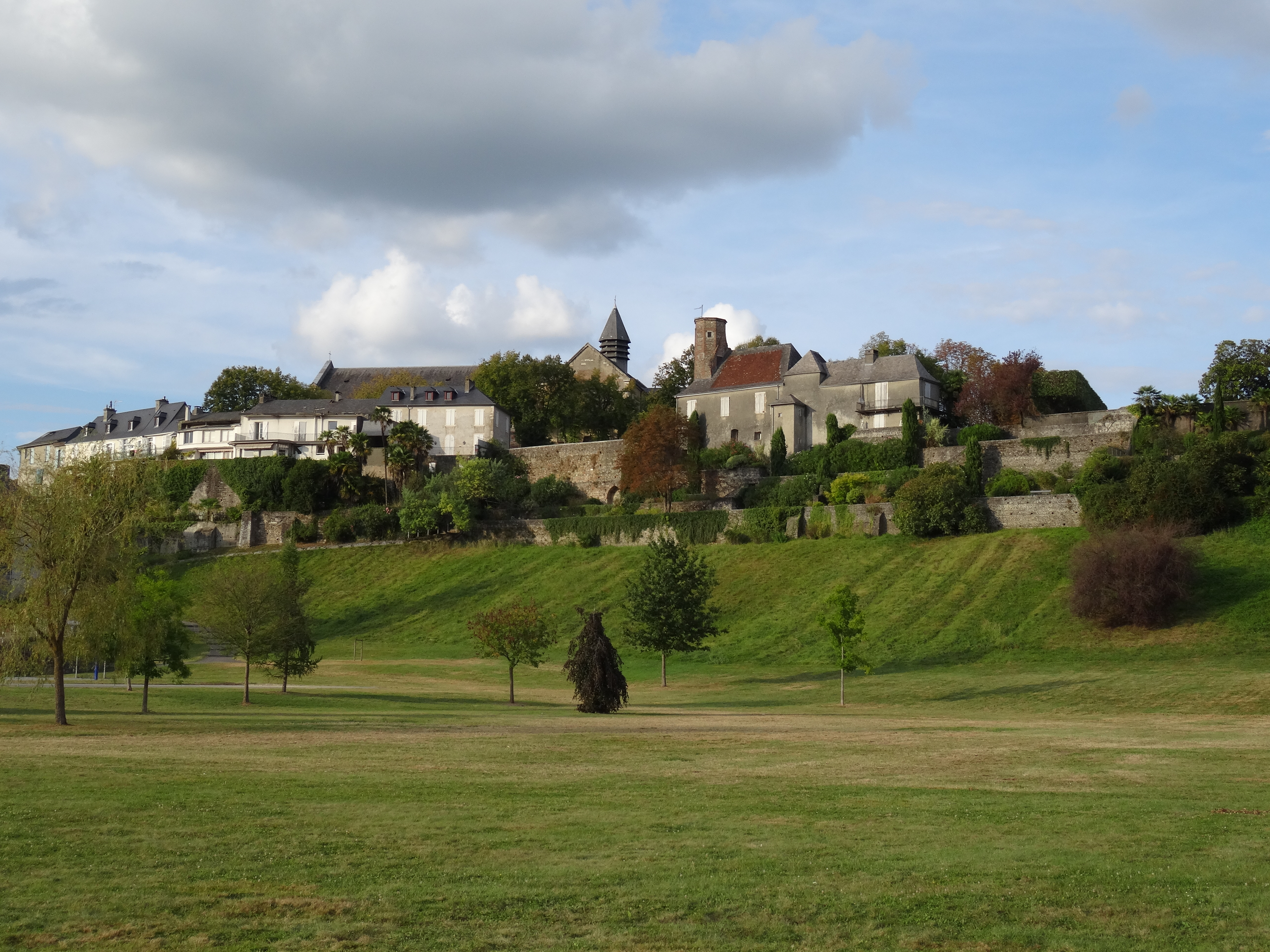
Les premiers remparts de la Ville-Haute de Lescar datent de la période tardo-antique.

La période médiévale apporte au Béarn un patrimoine riche en châteaux forts, les plus anciennes parties du château de Pau remontent par exemple au XIIe siècle. Au XIVe siècle, Fébus fait de la souveraineté du pays de Béarn une ambition majeure. Il crée donc un système de défense pouvant satisfaire sa volonté. Il transforme radicalement le château de Pau, et fait construire plusieurs autres forteresses, dont Montaner et Morlanne. D'autres édifices fortifiés se rattachent à cette période allant du XIIe au XIVe siècle, dont le Pont Vieux et l'hôtel de la Lune à Orthez, la tour de Grède à Oloron-Sainte-Marie, le pont de la Légende de Sauveterre-de-Béarn, des portes fortifiées à Lescar, Gan, Lembeye et Bougarber, et des maisons fortes et abbayes laïques, notamment dans les vallées montagnardes. Pour répondre à l'expansion démographique et à l'essor du commerce, les vicomtes de Béarn créent vingt-six bastides entre la fin du XIIIe siècle et la première moitié du XIVe siècle, dont Nay et Gan. De cette époque, il reste aujourd'hui le traditionnel plan en damier de ces cités, avec la place du marché en son centre (marcadìu). Navarrenx est une autre bastide voulue par les souverains de Béarn, elle devient au XVIe siècle la première cité bastionnée des actuels territoires français. Plus d'un siècle avant Vauban, les souverains de Béarn font appel à l'ingénieur italien Fabricio Siciliano pour réaliser cette forteresse de 1538 à 1549. La place forte de Navarrenx joue un rôle primordial pour l'indépendance du Béarn, notamment en 1569 face aux assauts des troupes françaises dirigées par Antoine de Lomagne.

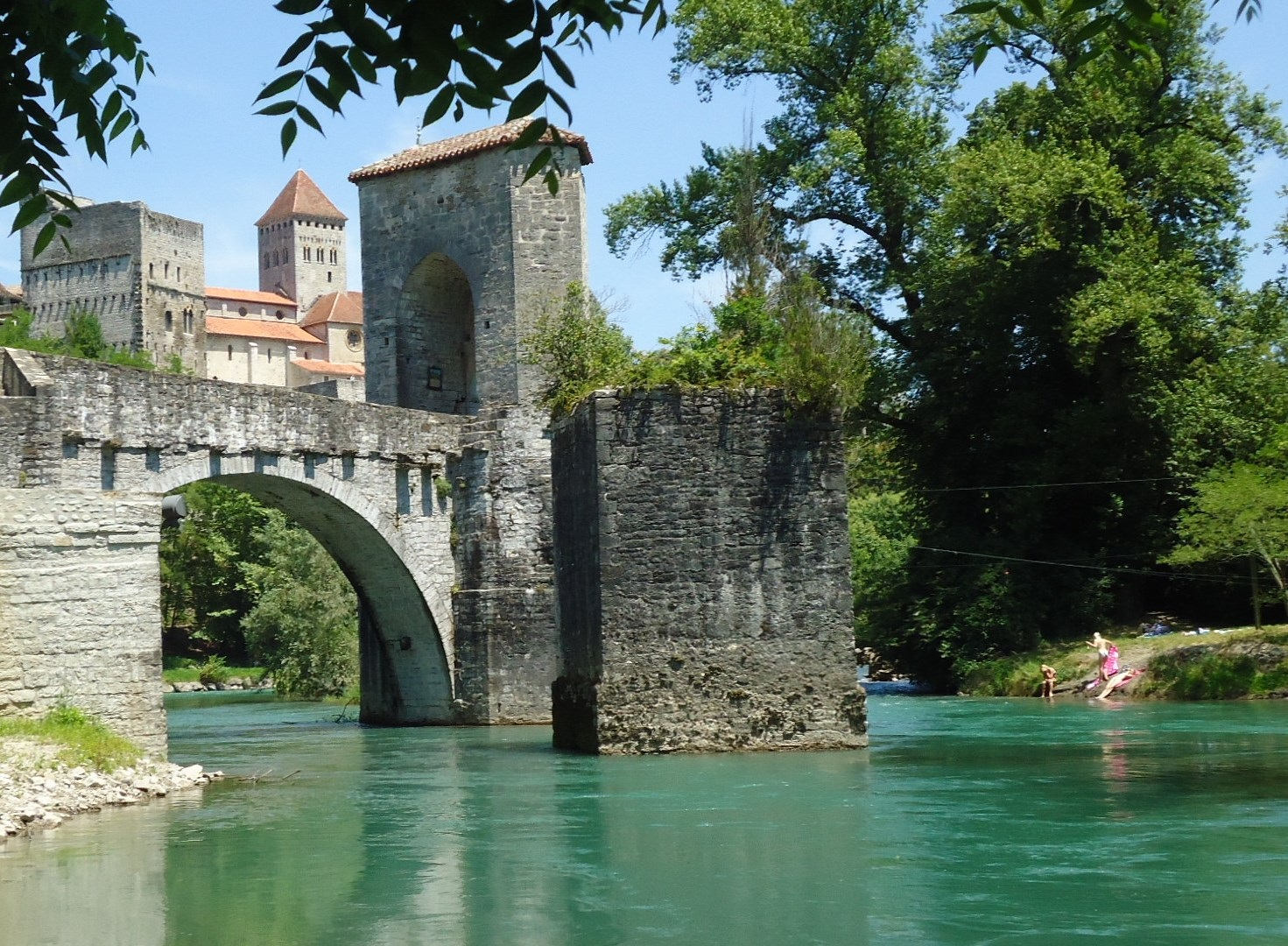
Le pont de la Légende à Sauveterre-de-Béarn.
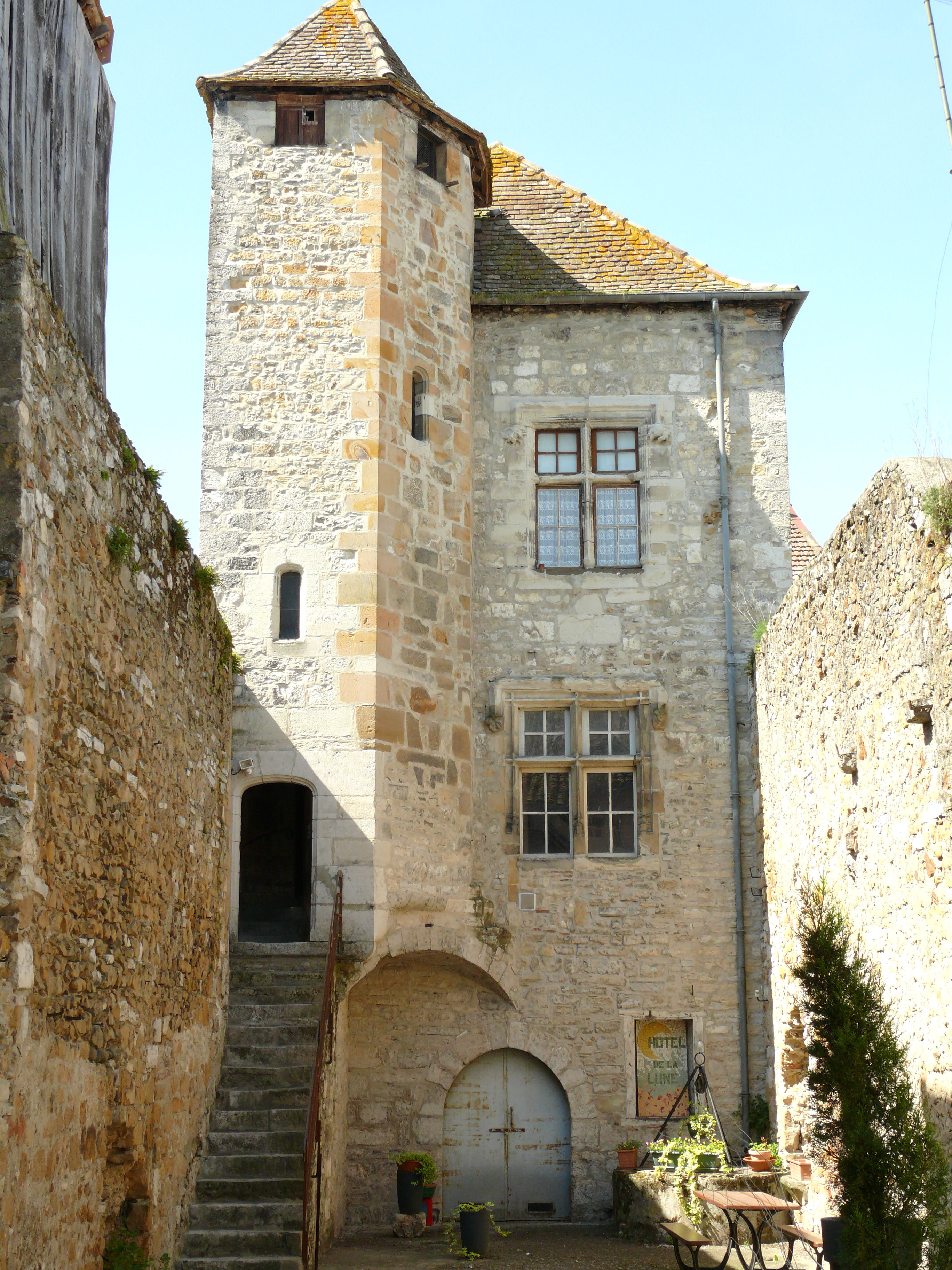
L'hôtel de la Lune à Orthez.
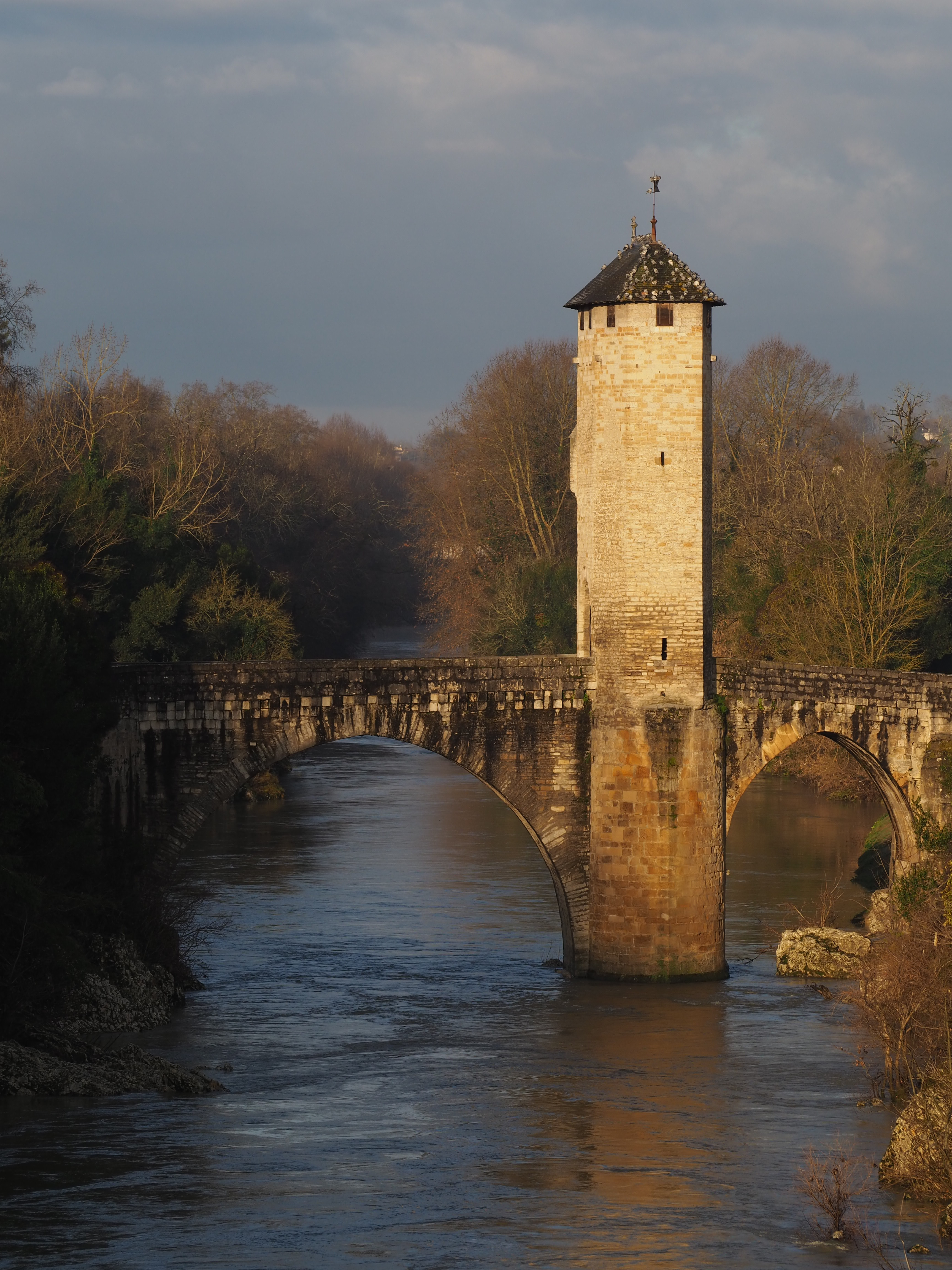
Le Pont-Vieux d'Orthez.
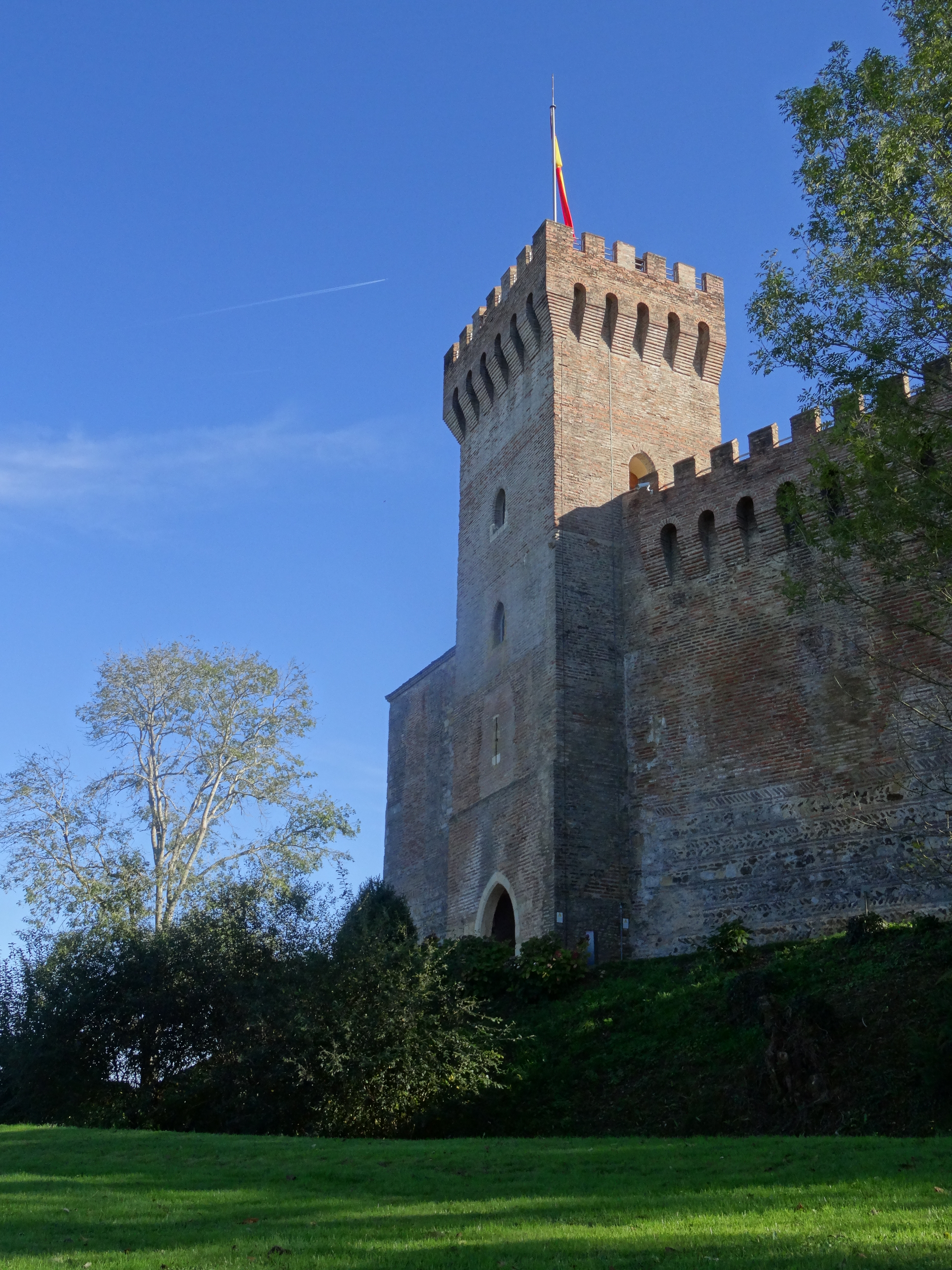
Le château de Morlanne.
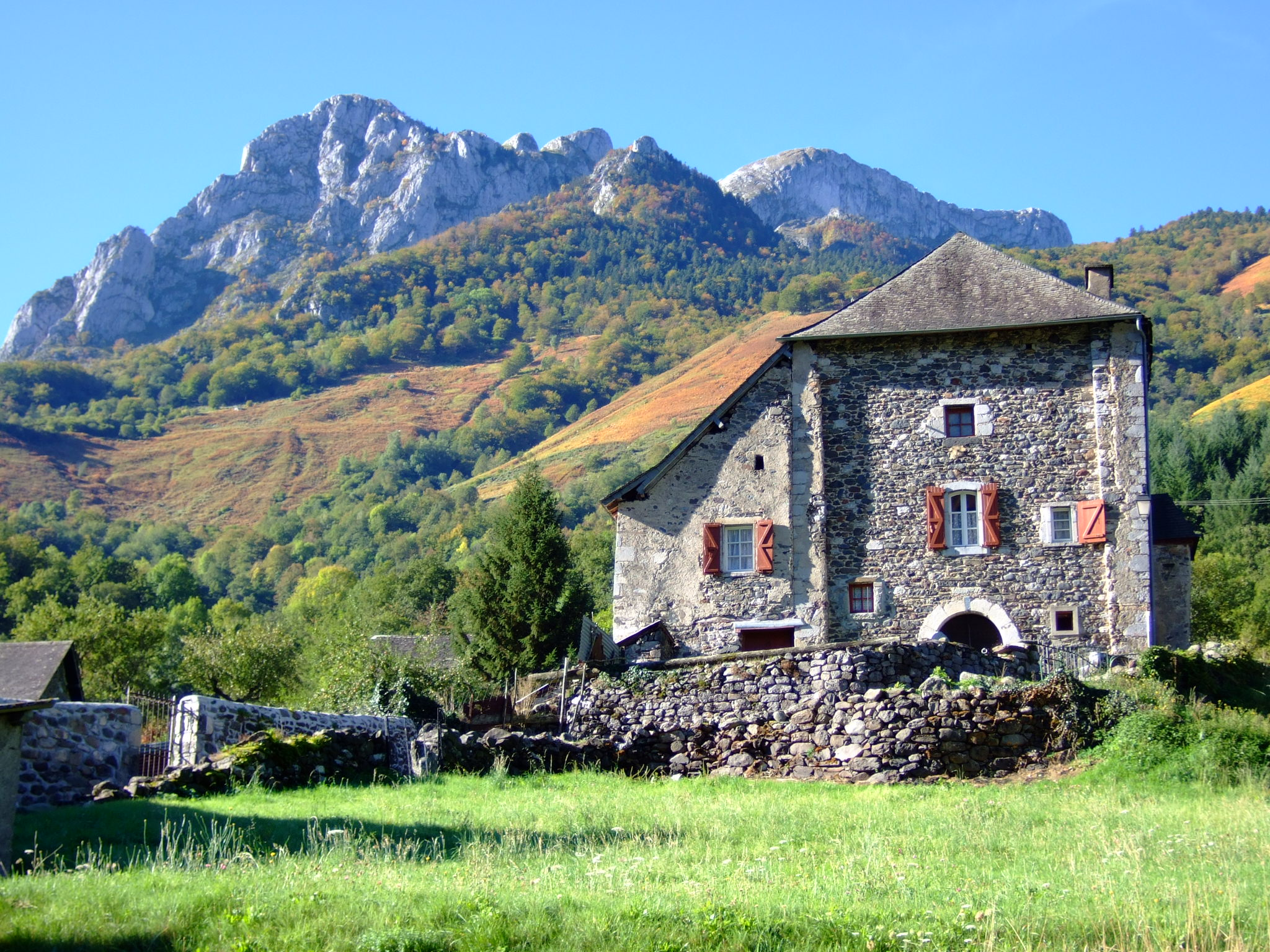
Une maison forte médiévale à Borce.
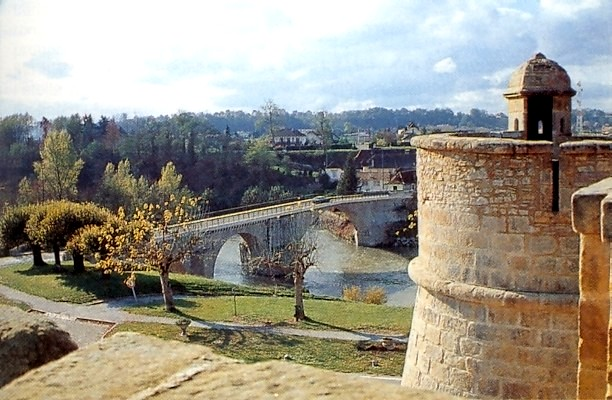
La place forte de Navarrenx, plus ancienne cité bastionnée des actuels territoires français.

Modifiés ou construits au cours du XVIe siècle, plusieurs bâtiments béarnais évoquent la période Renaissance. Le château de Pau devient la résidence principale des rois de Navarre à partir de 1512, ces derniers — notamment le couple Henri d'Albret et Marguerite d'Angoulême — transforment le château fort de Fébus en palais royal de style Renaissance. De magnifiques jardins sont également réalisés à l'époque de Jeanne d'Albret, certains contemporains les décrivent comme étant « les plus beaux d'Europe ». La Maison carrée de Nay (ou maison Bonasse) est un hôtel particulier construit par une famille de riches commerçants dans la seconde moitié du XVIe siècle, elle reprend les codes du style Renaissance avec sa façade intérieure ouest composée de quatre niveaux de loggias. Entre le XVIIe siècle et le XVIIIe siècle, plusieurs bâtiments de style classique sont construits, dont l'actuel lycée Jacques-Monod de Lescar ou le château de Laàs. Station climatique courue par l'aristocratie internationale, la ville de Pau concentre plusieurs bâtiments caractéristiques du XIXe siècle, et notamment de la Belle Époque. Ces touristes souhaitent vivre dans des palaces luxueux (comme l'hôtel de Gassion), ils se font construire des villas avec de grands jardins donnant sur les Pyrénées. La ville édifie divers équipements pour leur confort et leur distraction (bains, casino, funiculaire, promenade d'agrément). La mode du thermalisme se développe au XIXe siècle en Béarn, cette époque permet l'apparition de plusieurs bâtiments répondant aux attentes des curistes. L'hôtel des Princes des Eaux-Bonnes ou l'hôtel du Parc de Salies-de-Béarn sont deux exemples de cette période.

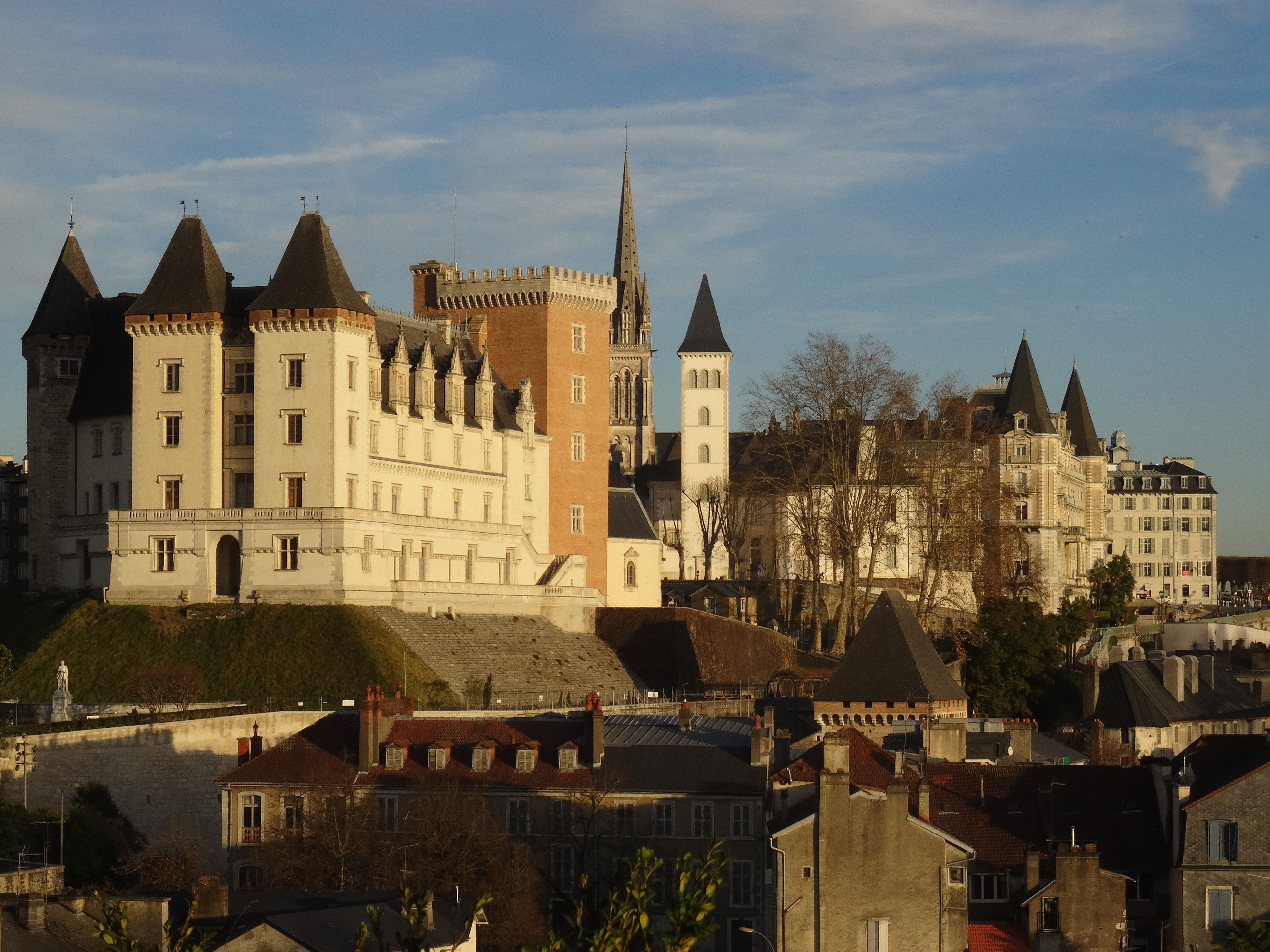
Le château de Pau adopte un style Renaissance au XVIe siècle.
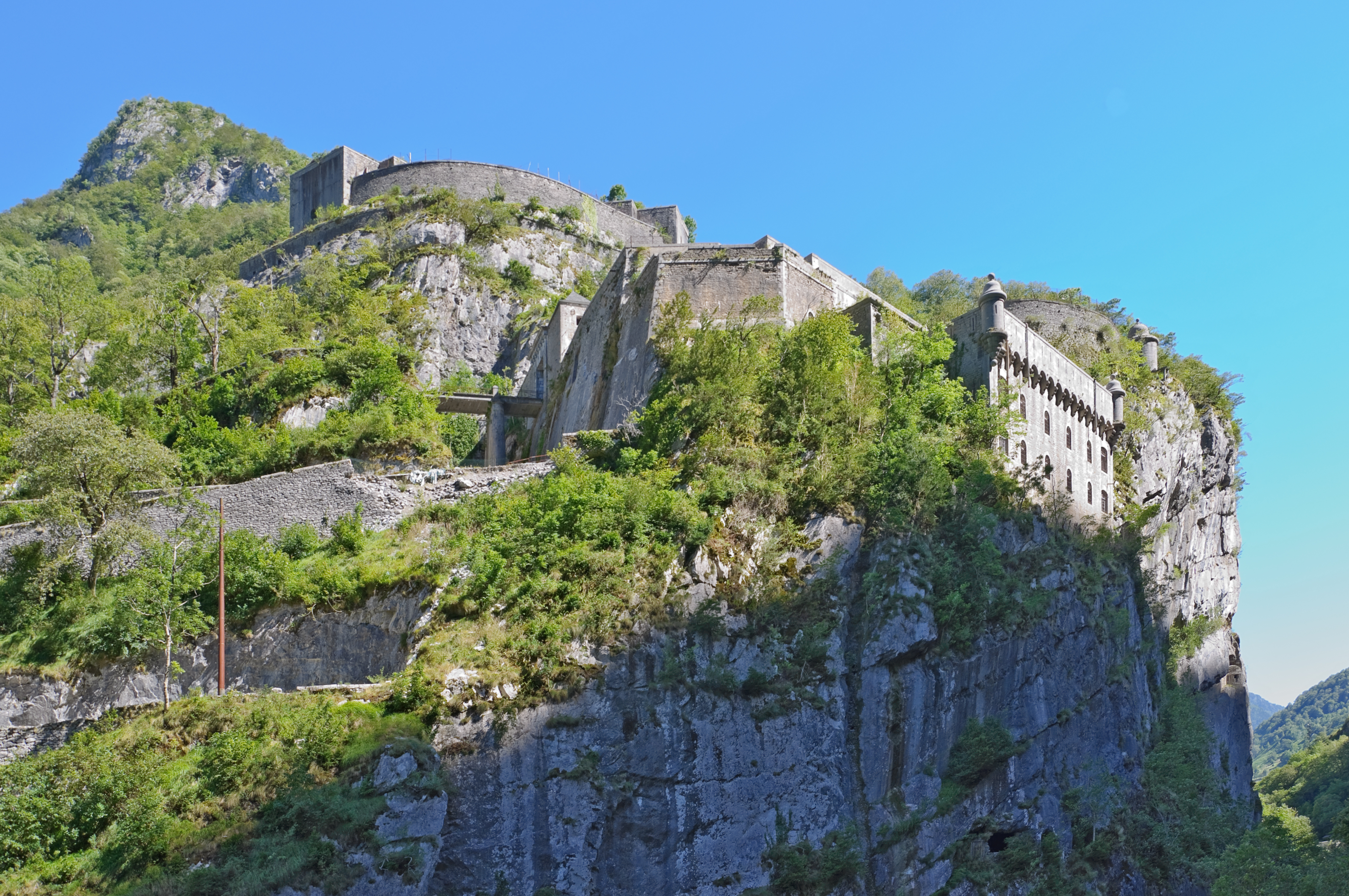
Le fort du Portalet construit au XIXe siècle pour surveiller la frontière espagnole.
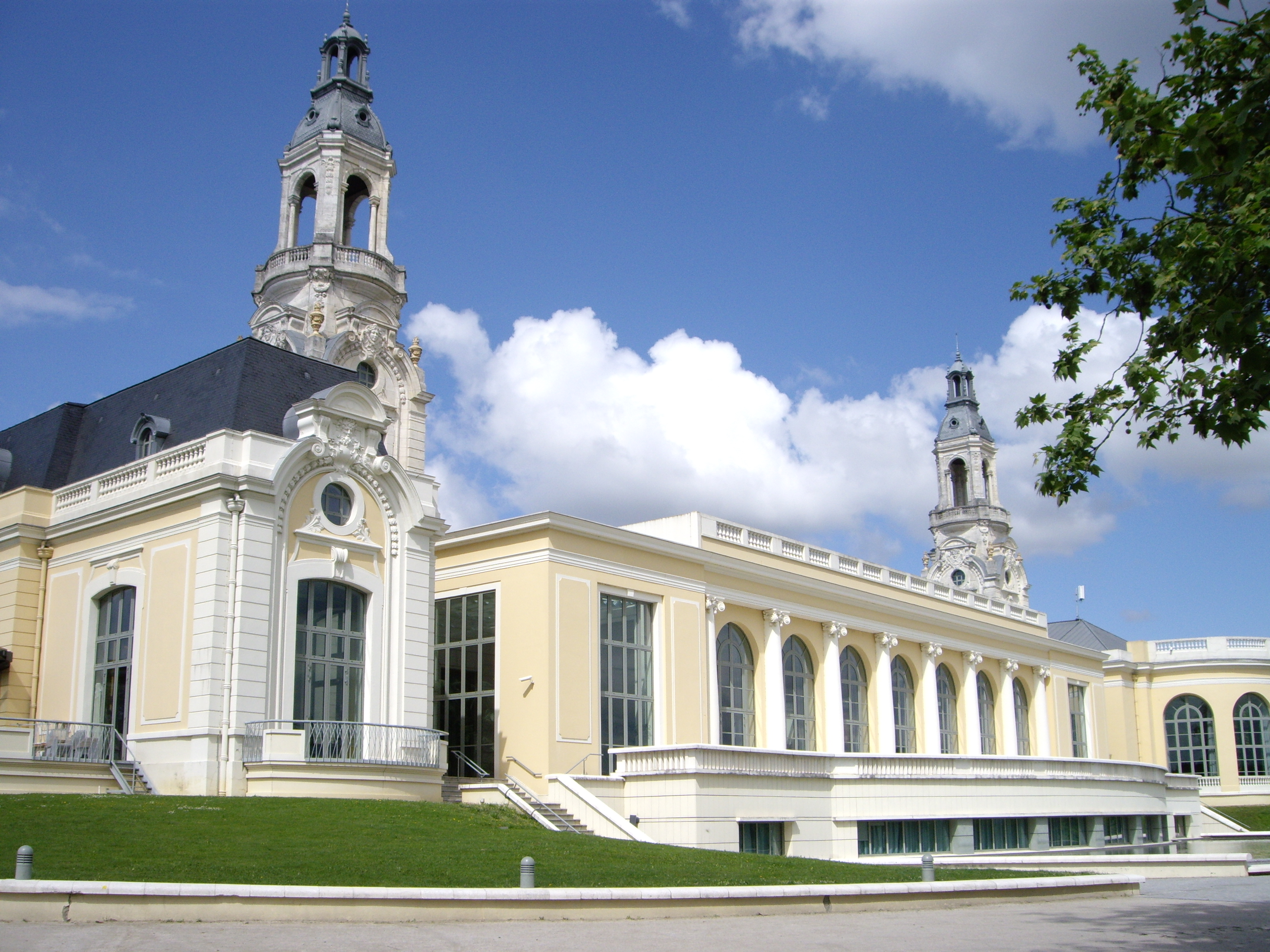
Le palais Beaumont de Pau.
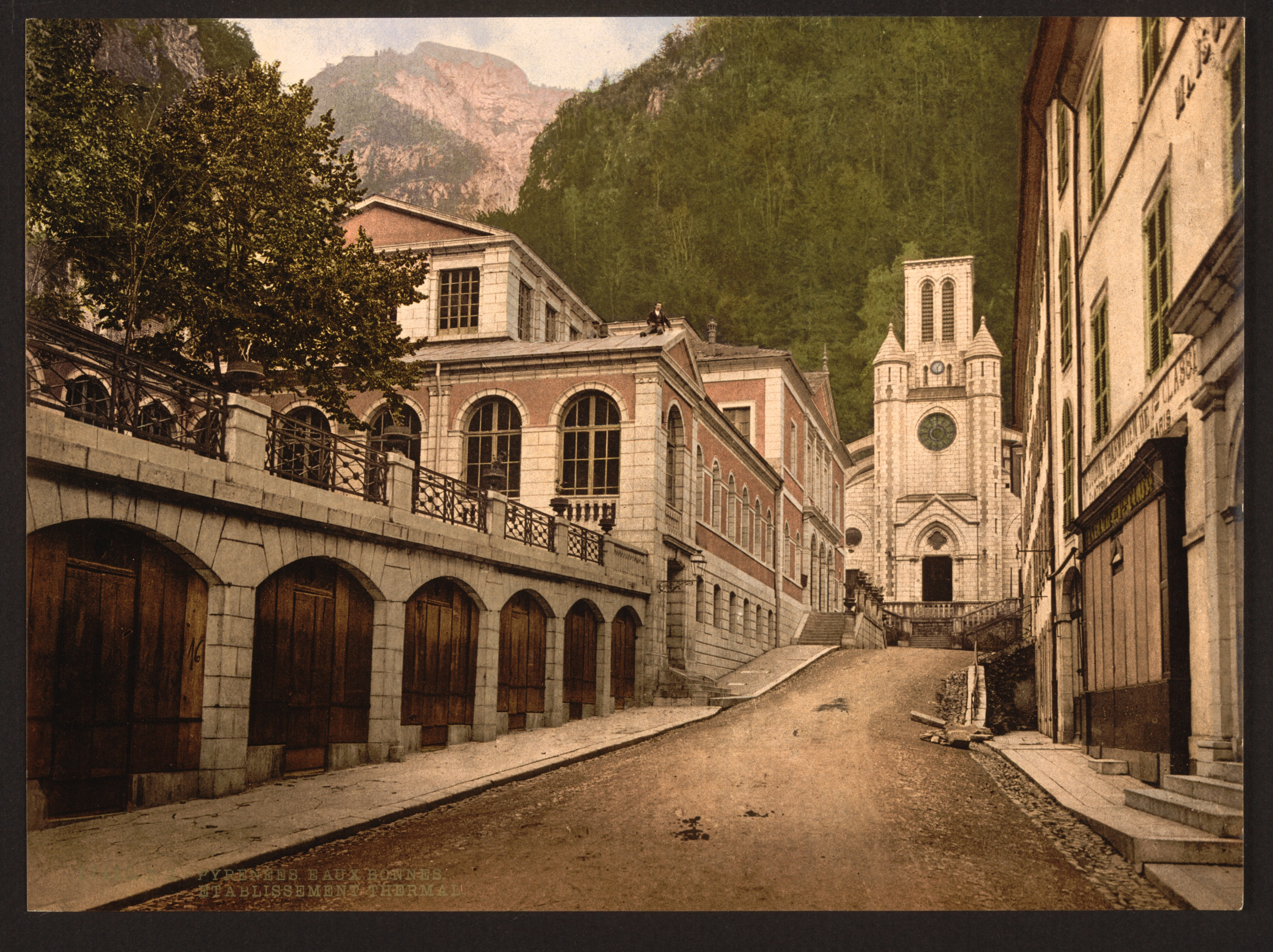
L'établissement thermal des Eaux-Bonnes vers 1890.
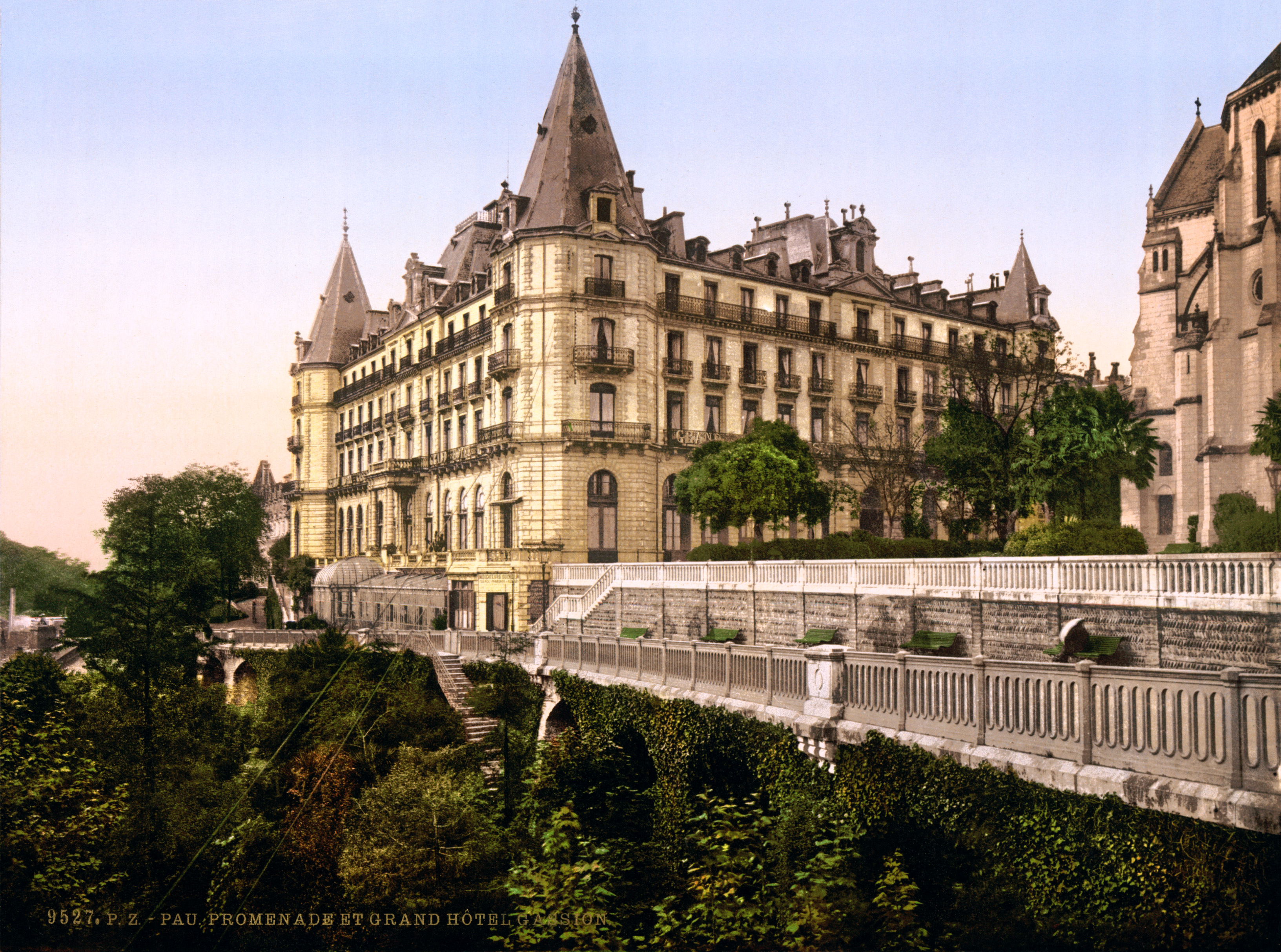
L'hôtel de Gassion à Pau pris à la fin du XIXe siècle.

### Patrimoine religieux
La vie religieuse du Béarn s'articule pendant plusieurs siècles autour de deux lieux, la cathédrale Notre-Dame de Lescar et la cathédrale Sainte-Marie d'Oloron. Sièges de deux évêchés dès le concile d'Agde en 506, ces deux villes sont les héritières des cités antiques de Beneharnum et Iluro. La cathédrale de Lescar est située dans la ville haute de la cité, elle prend place au XIe siècle sur l'emplacement d'un baptistère dédié à saint Jean Baptiste. Selon l'hypothèse, ce baptistère accompagne une église détruite avant le Xe siècle. L'actuel édifice roman est construit sous l'évêque croisé Guy de Lons dans le deuxième quart du XIIe siècle. De cette époque, il reste notamment la mosaïque du chœur de la cathédrale, avec le personnage énigmatique du « chasseur maure unijambiste ». Les modillons et les chapiteaux proviennent également du XIIe siècle. La cathédrale subit de nombreux dommages au fil du temps, en particulier au cours des guerres de Religion et de la Révolution. Depuis 1840, les campagnes de restauration se suivent. Elles ont permis de mettre au jour les tombeaux des derniers rois de Navarre, ainsi qu'une partie du trésor de la cathédrale. La construction de la cathédrale d'Oloron débute en 1102 grâce aux butins ramenés par Gaston IV le Croisé lors de ses participations aux croisades et à la Reconquista. Détruit partiellement aux XIIIe et XIVe siècles par des incendies, l'édifice de style roman et gothique est reconstruit puis agrandi au XVIIIe siècle. Le portail roman est l'un des éléments conservés de l'édifice originel du XIIe siècle. La cathédrale d'Oloron est inscrite au patrimoine mondial par l'UNESCO depuis 1998 au titre des chemins de Saint-Jacques-de-Compostelle.
Outre ces deux cathédrales, le Béarn compte de nombreuses églises remarquables, dont l'église Sainte-Croix d'Oloron, débutée au XIe siècle. Datant du XIIe siècle, le portail de l'église Sainte-Foy de Morlaàs représente l'Apocalypse, alors que l'abbaye de Sauvelade adopte une forme de croix grecque. À l'image de la cathédrale d'Oloron, Gaston IV le Croisé profite de ses importantes ressources financières pour faire construire plusieurs hôpitaux, dont l'ensemble hospitalier de Lacommande. Entre le XIIe siècle et le XIIIe siècle, l'église Saint-André de Sauveterre-de-Béarn est réalisée, elle s'intègre alors dans les anciennes fortifications de la ville. Plus grand édifice gothique du Béarn, l'église Saint-Girons de Monein est construite entre 1464 et 1530. Les sanctuaires, de style baroque, de Notre-Dame de Bétharram sont progressivement construits à partir du XVIIe siècle afin de répondre au pèlerinage dont ce lieu fait l'objet depuis le XVIe siècle. Une série de miracles rendent ce pèlerinage parmi les deux ou trois plus populaires au sein du royaume de France jusqu'au XVIIIe siècle. Supplanté par le pèlerinage de Lourdes au XIXe siècle — distant de 15 km — Bétharram accueille toujours 50 000 visiteurs et pèlerins chaque année. En dehors de l'Église catholique, le temple protestant d'Orthez et l'église anglicane Saint-Andrew de Pau sont deux édifices religieux remarquables du Béarn. Un sarcophage en marbre — abrité dans l'église Saint-Vincent de Lucq-de-Béarn — passe pour être le plus ancien monument religieux du Béarn, il date de la fin du Ve siècle.

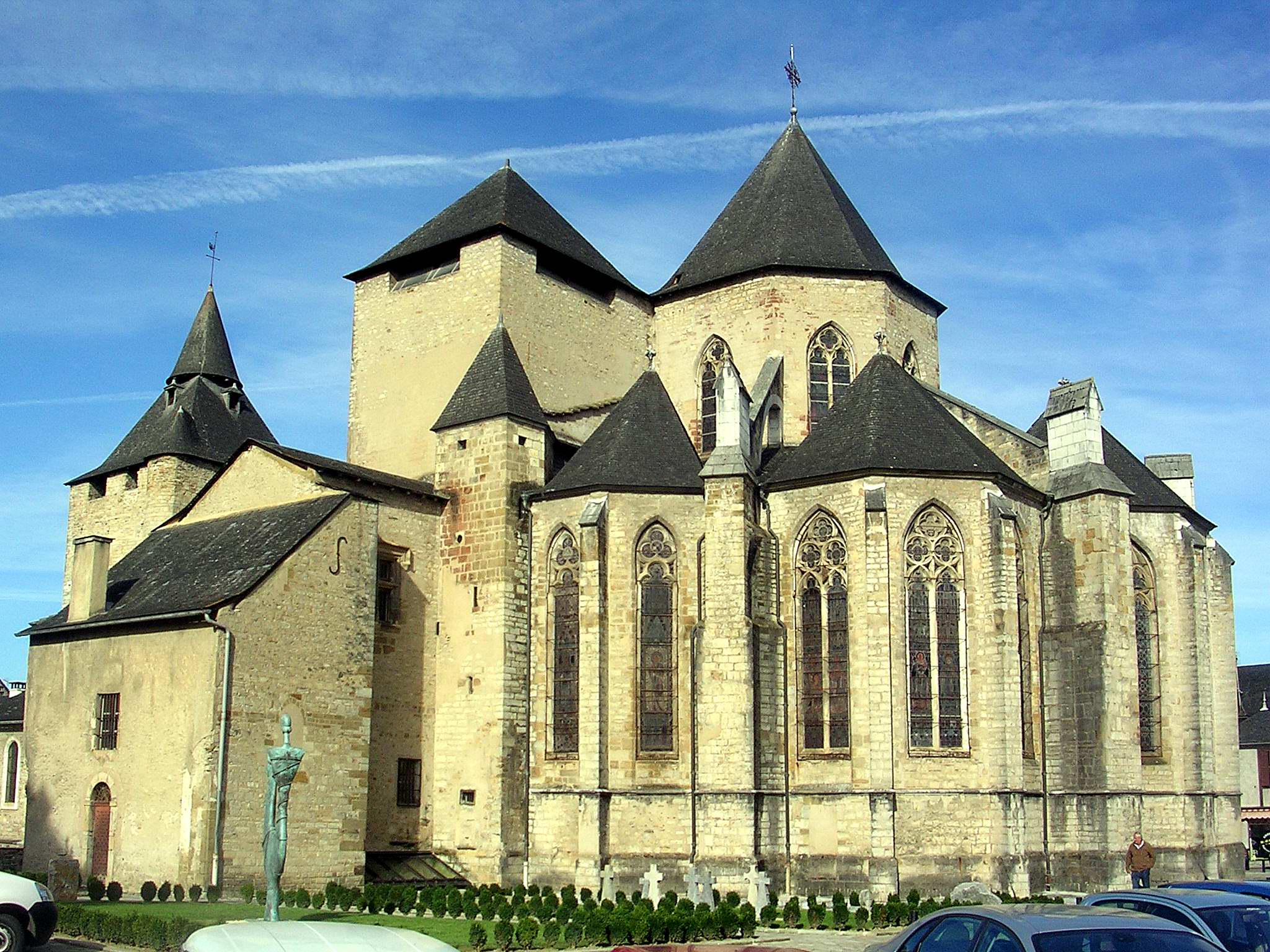
La cathédrale Sainte-Marie d'Oloron vue depuis son chevet.
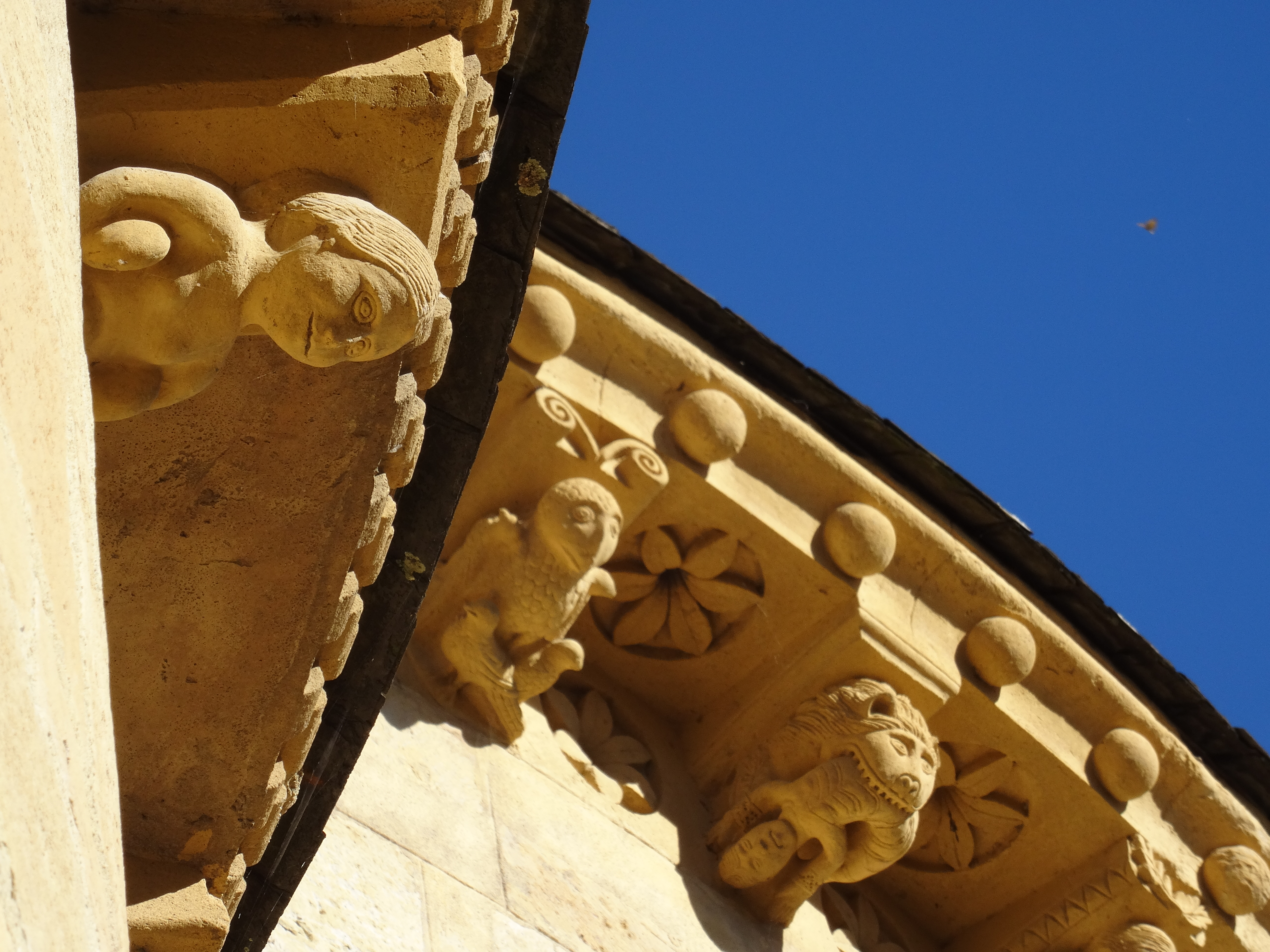
Modillons du XIIe siècle de la cathédrale Notre-Dame de Lescar.
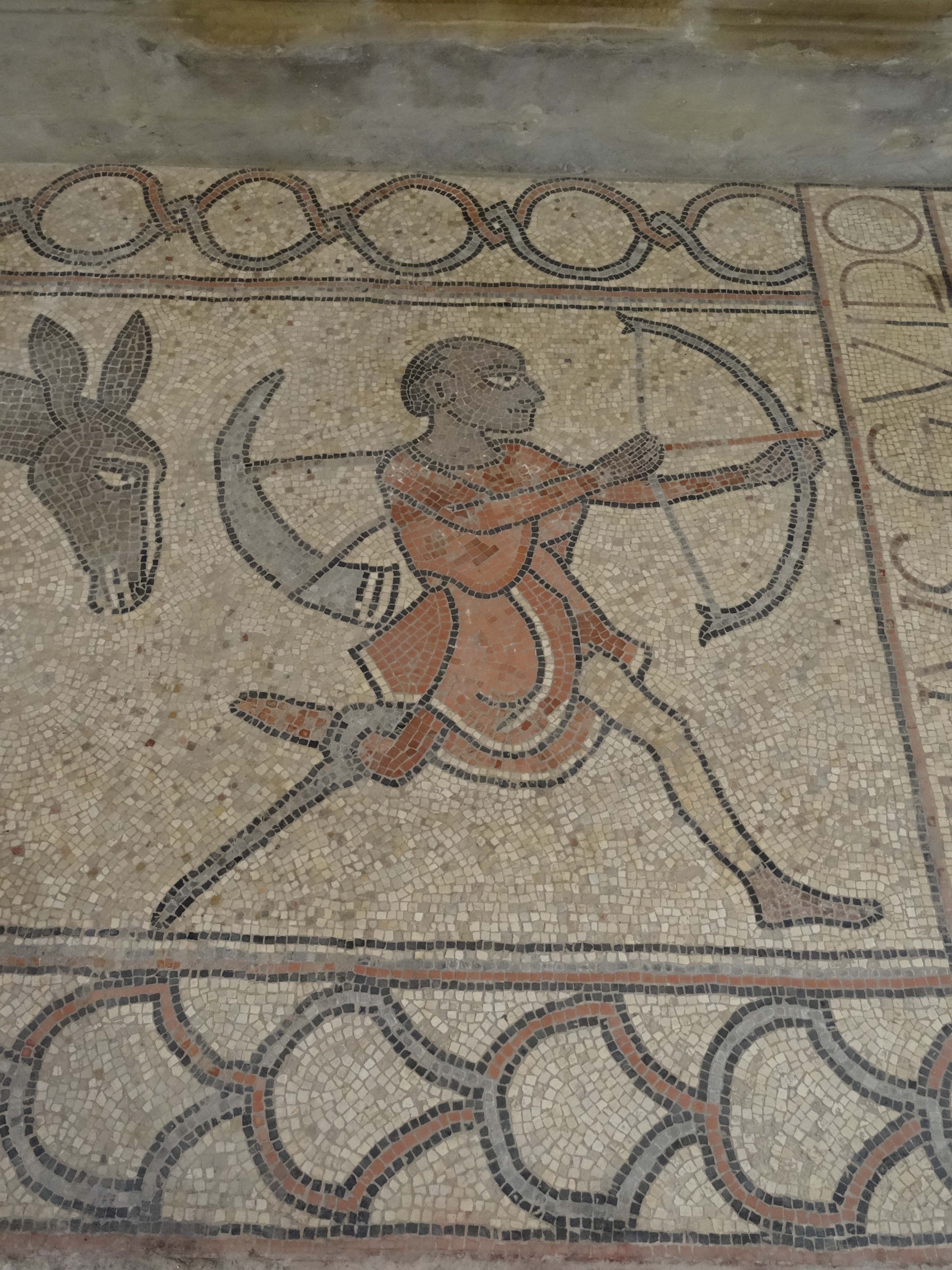
Mosaïque du XIIe siècle du « chasseur maure unijambiste » de la cathédrale Notre-Dame de Lescar.
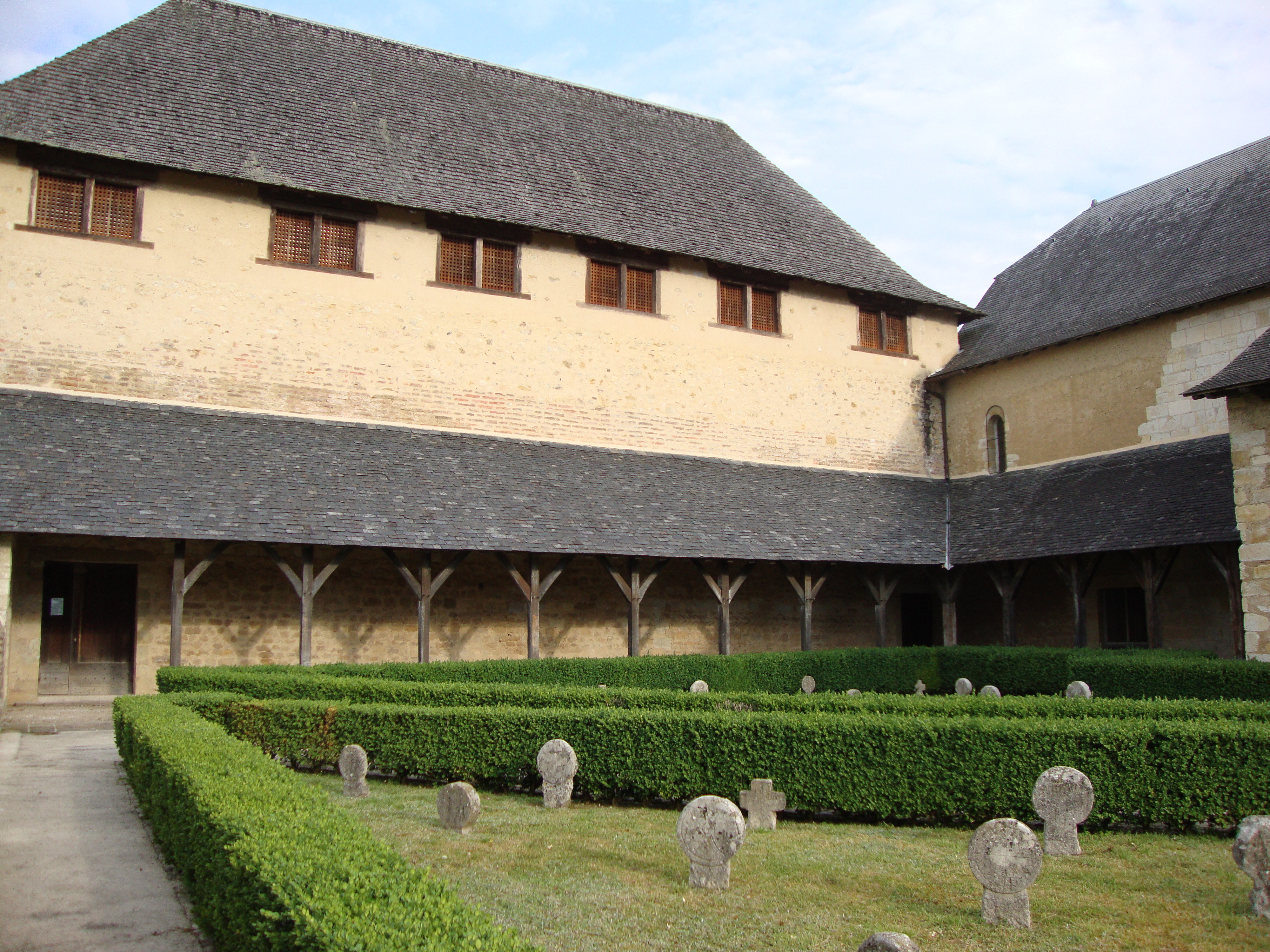
La Commanderie de Lacommande.
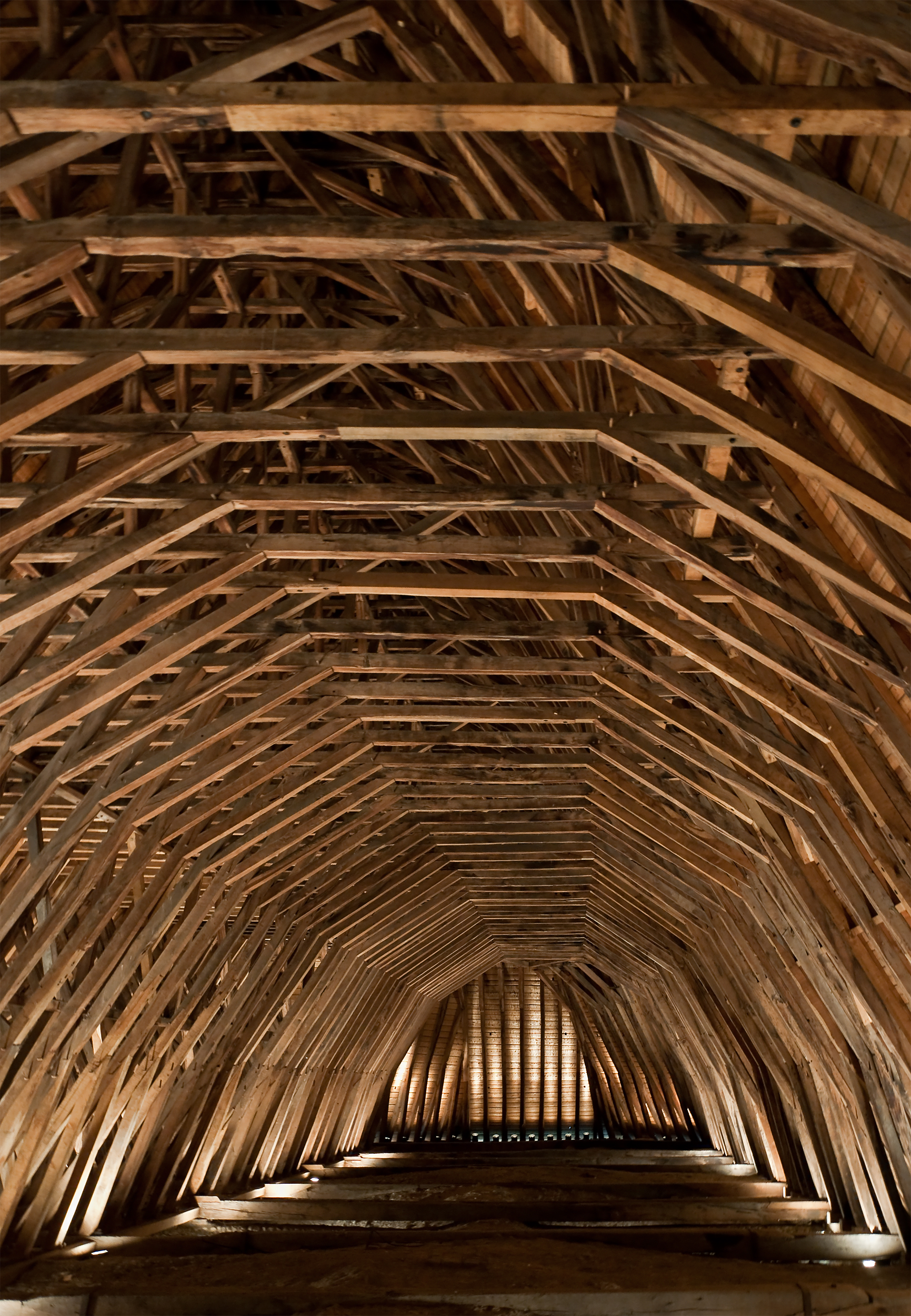
La charpente de l'église Saint-Girons de Monein.
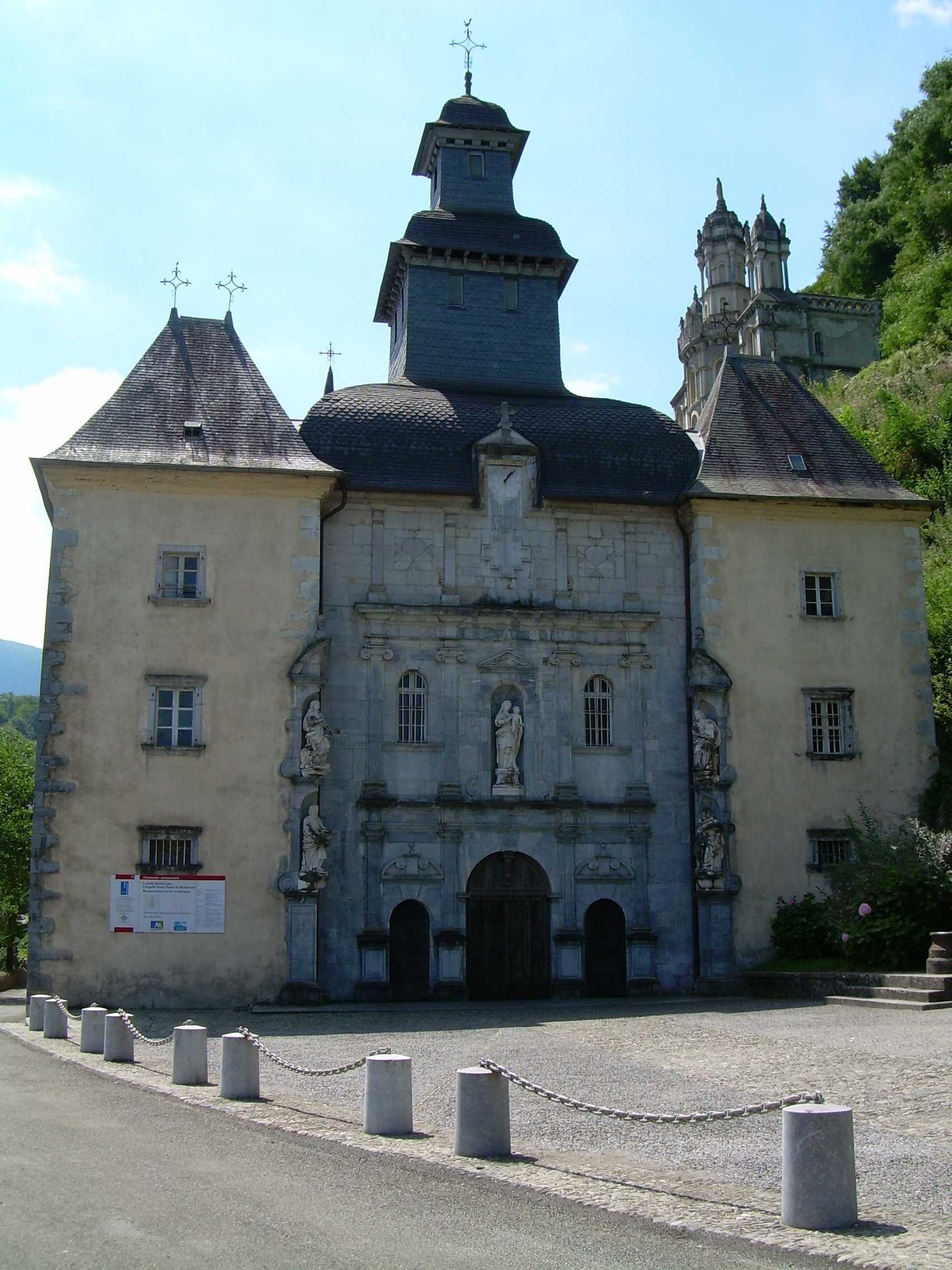
Les sanctuaires Notre-Dame de Bétharram font l'objet d'un pèlerinage depuis le XVIe siècle.

### Patrimoine environnemental

#### Espaces protégés
Le parc national des Pyrénées est l'un des dix parcs nationaux français, il est situé à cheval entre la Bigorre et le Béarn depuis 1967. En Béarn, la zone protégée du parc concerne six communes de la vallée d'Aspe et de la vallée d'Ossau. De nombreux sentiers de randonnées (à pied ou à VTT) sont balisés, des zones d'escalade sont praticables et la pêche est autorisée dans les lacs et les gaves. Le cœur du parc s'étend sur 45 707 ha, une aire d'adhésion de 128 400 ha a pour but d'intégrer la vie locale comme partenaire permanent, elle comprend les trois principales vallées montagnardes béarnaises. Cette aire d'adhésion commence à l'ouest par le pic d'Anie situé dans le massif de La Pierre Saint-Martin. Accessible depuis la vallée de Barétous, ce massif abrite l'un des lapiaz les plus spectaculaires de la planète. Le gouffre de la Pierre-Saint-Martin est également l'un des plus profonds du monde, son exploration trouve son apogée dans les années 1950. Plus à l'est se situe la vallée d'Aspe, cette dernière permet le passage vers le sud des Pyrénées depuis l'antiquité (via le col du Somport). Le cirque de Lescun — surnommé « Dolomites des Pyrénées » — se compose notamment des aiguilles d'Ansabère, de la Table des Trois Rois et du Pic d'Anie. Avec le chemin de la Mâture ils constituent deux particularités du paysage aspois. La vallée d'Ossau, ainsi qu'une partie de la vallée de l'Ouzom, représentent la partie orientale des Pyrénées béarnaises. La vallée ossaloise est marquée par la figure emblématique et caractéristique du pic du Midi d'Ossau, surnommé « Jean-Pierre ».
Le réseau Natura 2000 distingue les deux principaux gaves béarnais, le gave de Pau pour son vaste réseau hydrographique, avec un système de saligues encore vivace, et le gave d'Oloron car il s'agit d'une rivière à saumon et écrevisse à pattes blanches. Le réseau Natura 2000 distingue également une dizaine d'autres sites naturels béarnais. Les gaves de Pau et d'Oloron, ainsi que leurs affluents, sont également identifiés par une zone naturelle d'intérêt écologique, faunistique et floristique (ZNIEFF). Les deux gaves sont de type II, c'est-à-dire qu'il s'agit de « grands ensembles naturels riches et peu modifiés, offrant des potentialités biologiques importantes ». Ces cours d'eau ont largement façonné le paysage béarnais en tant que voies de communication et de commerce. Les gaves contiennent également un écosystème particulier. Les saligues du gave de Pau constituent, par exemple, les dernières zones humides pour les oiseaux migrateurs avant la traversée des Pyrénées.

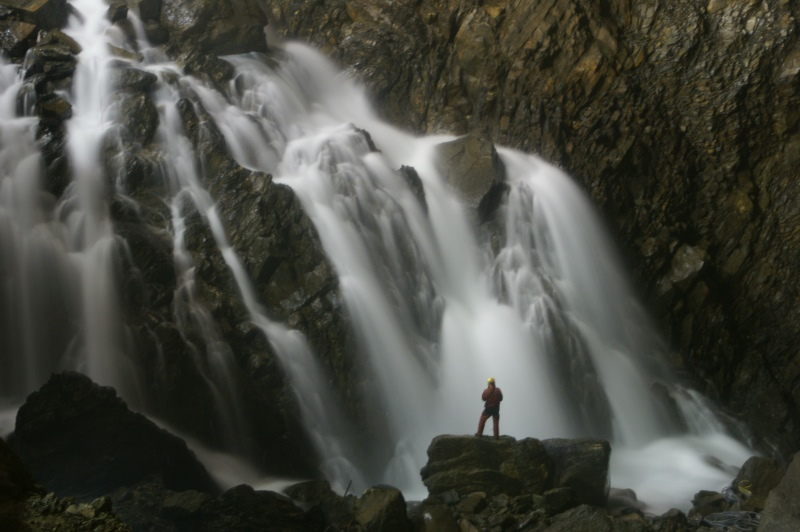
Cascade dans la salle de La Verna au sein du gouffre de la Pierre-Saint-Martin.
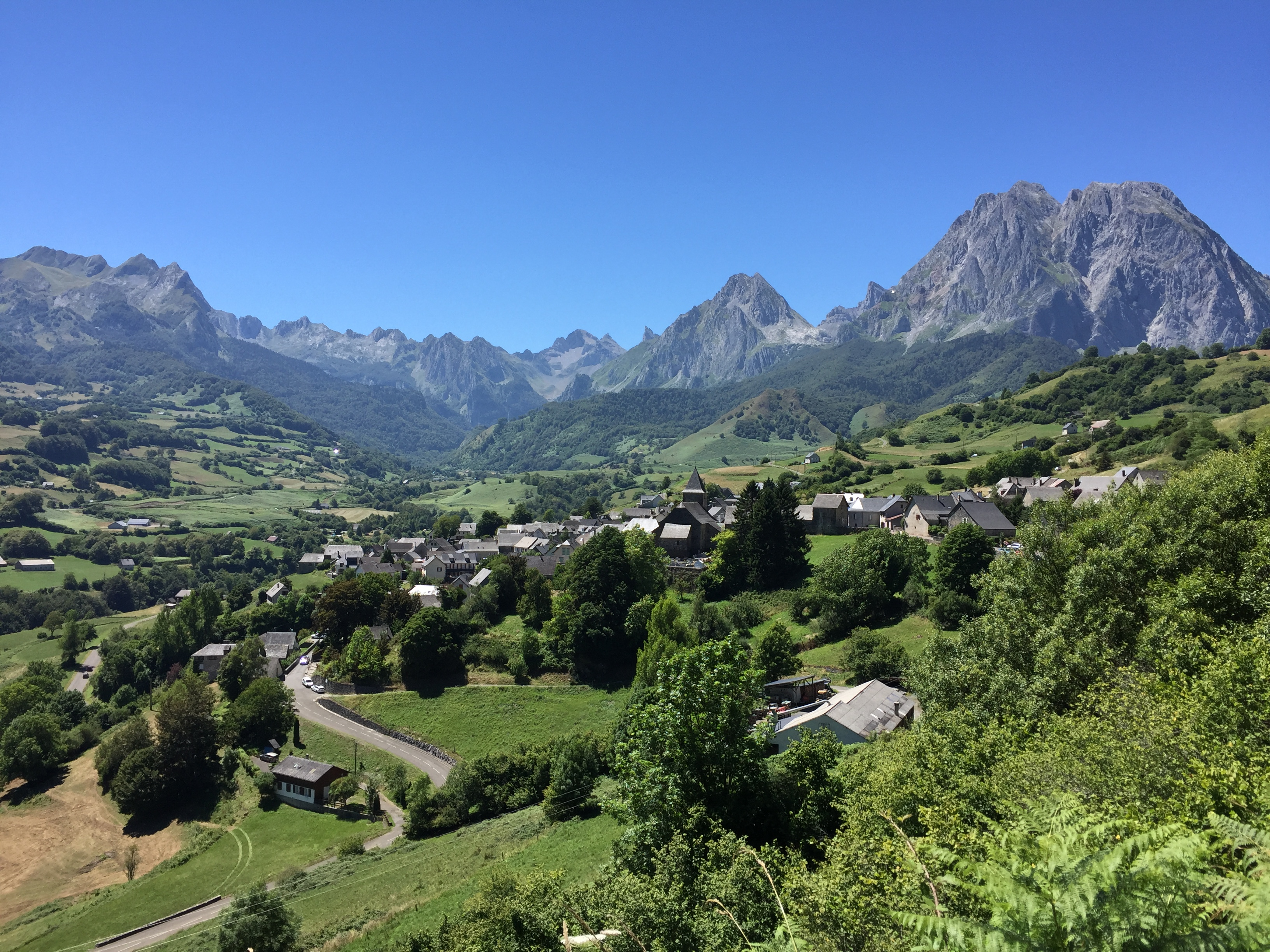
Le village de Lescun et le cirque du même nom.
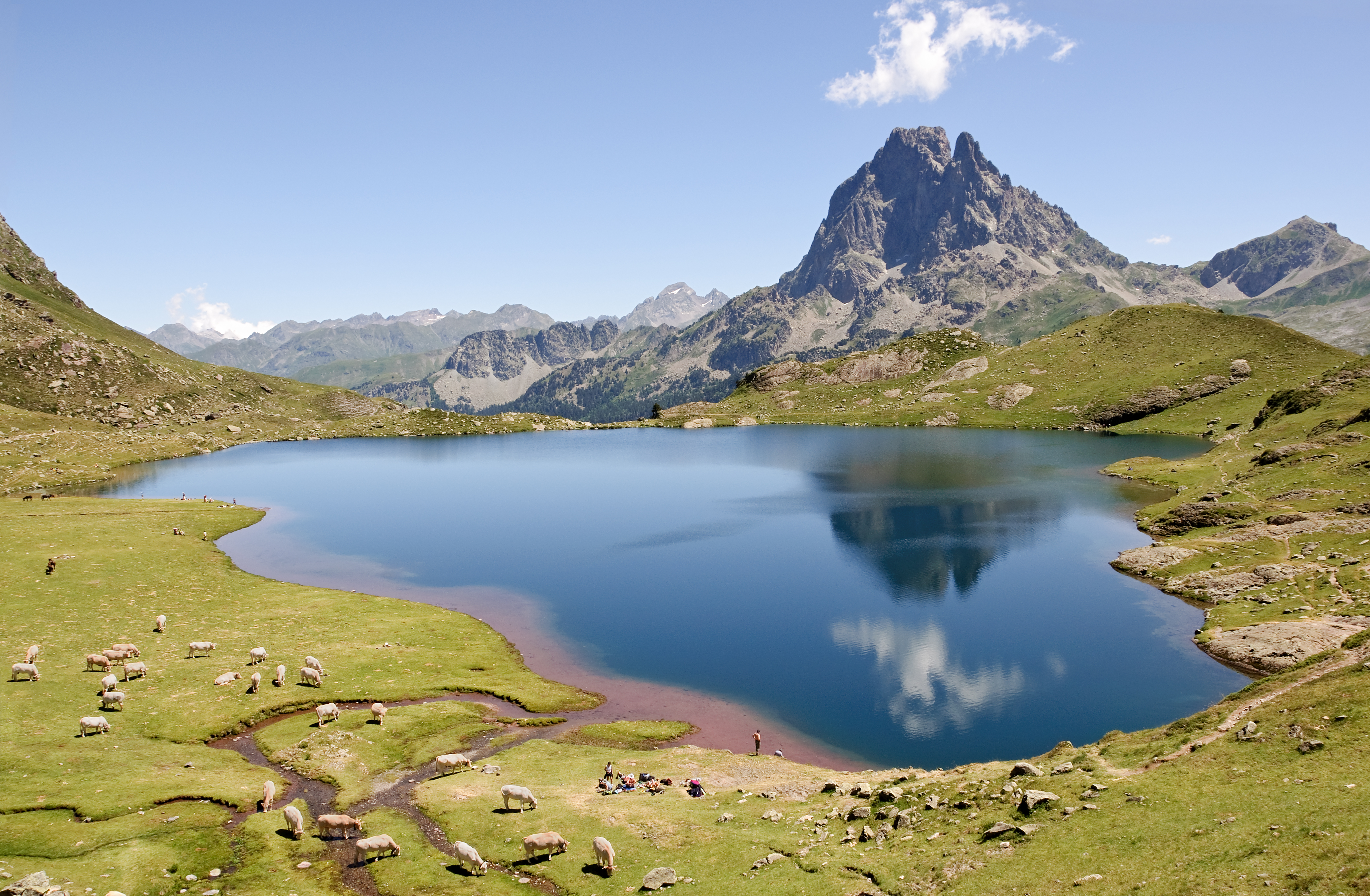
Le pic du Midi d'Ossau derrière le lac Gentau.
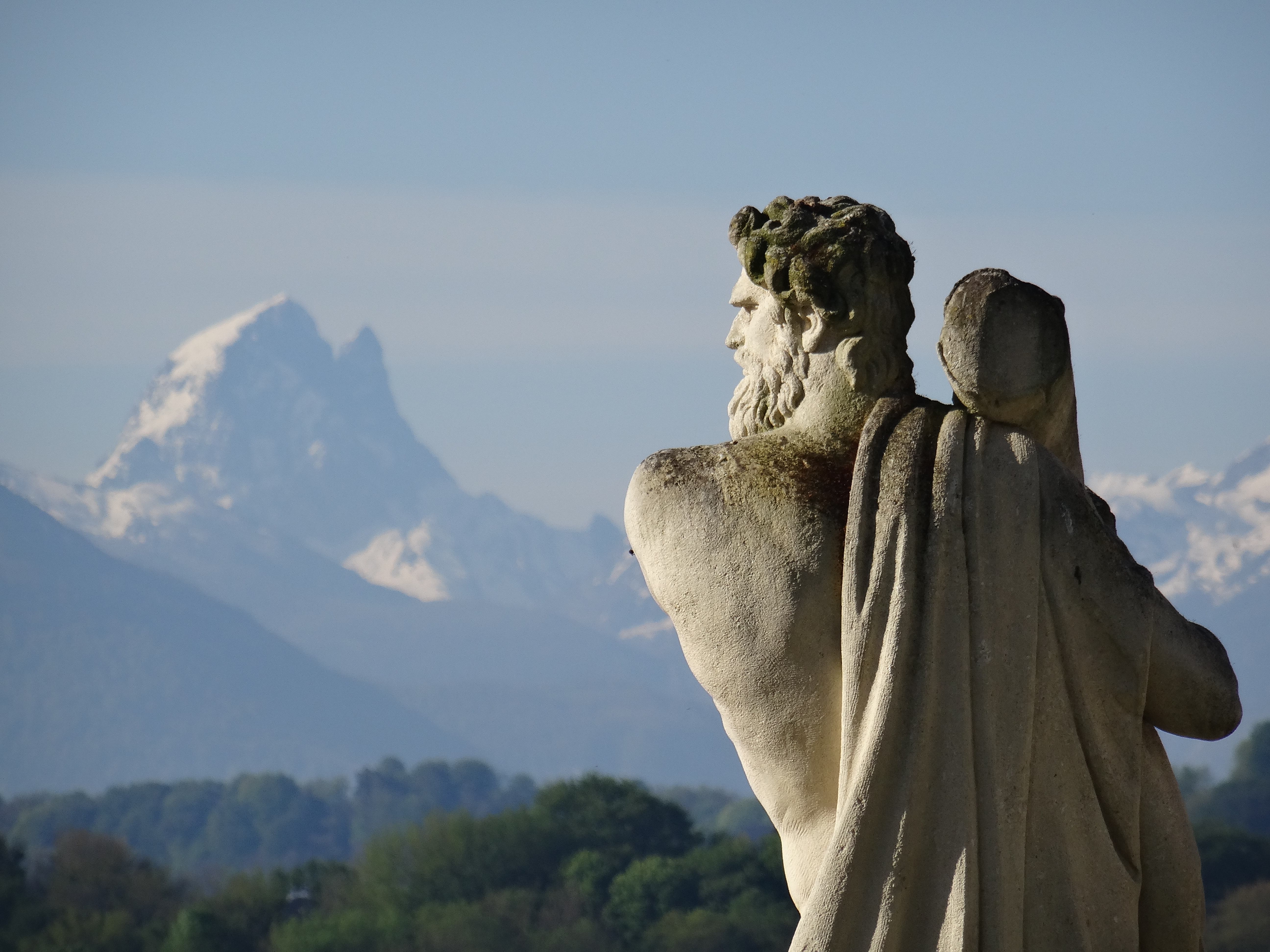
Le pic du Midi d'Ossau vu depuis le boulevard des Pyrénées à Pau.
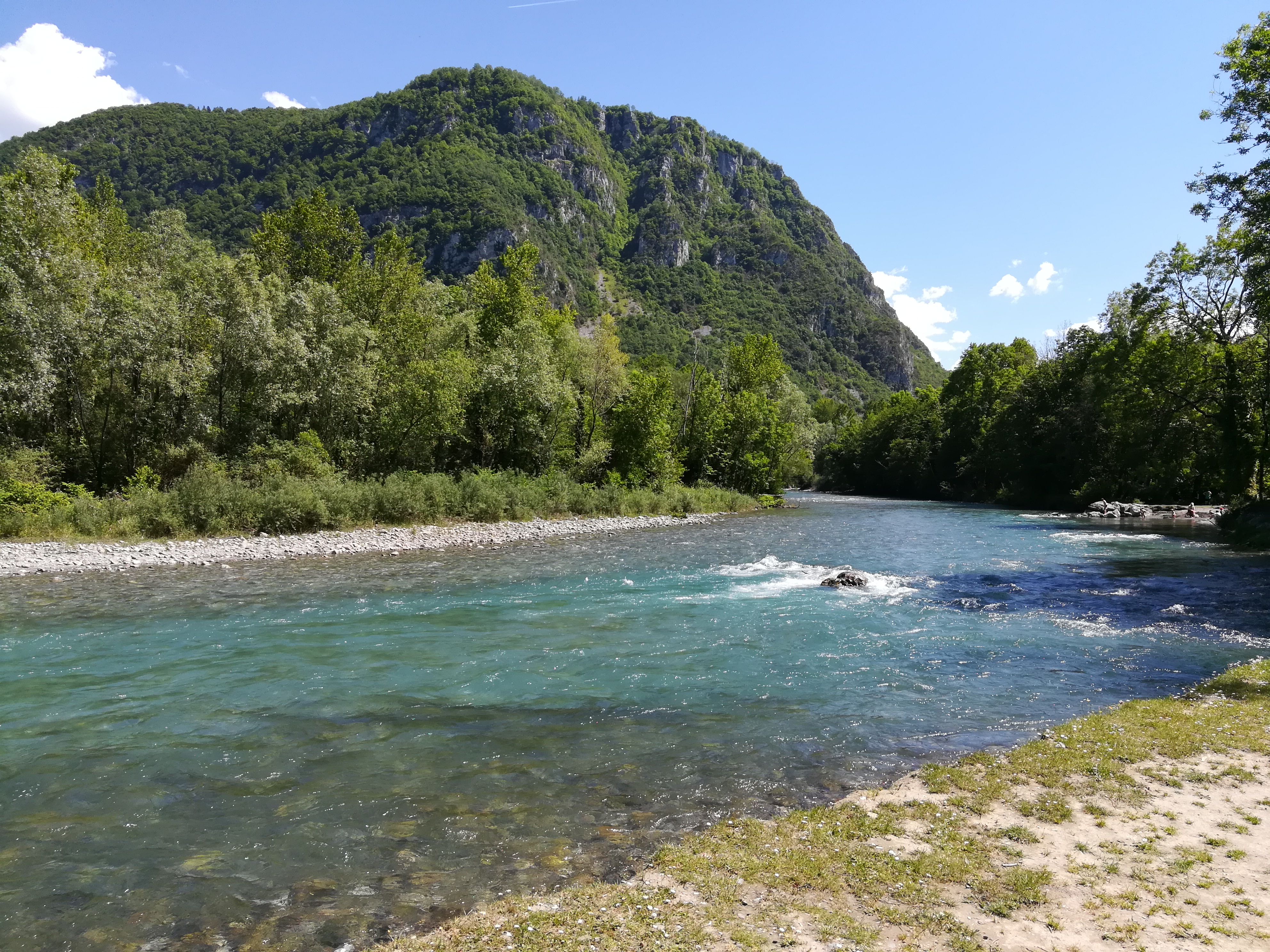
Le gave d'Ossau à Castet.

#### Faune

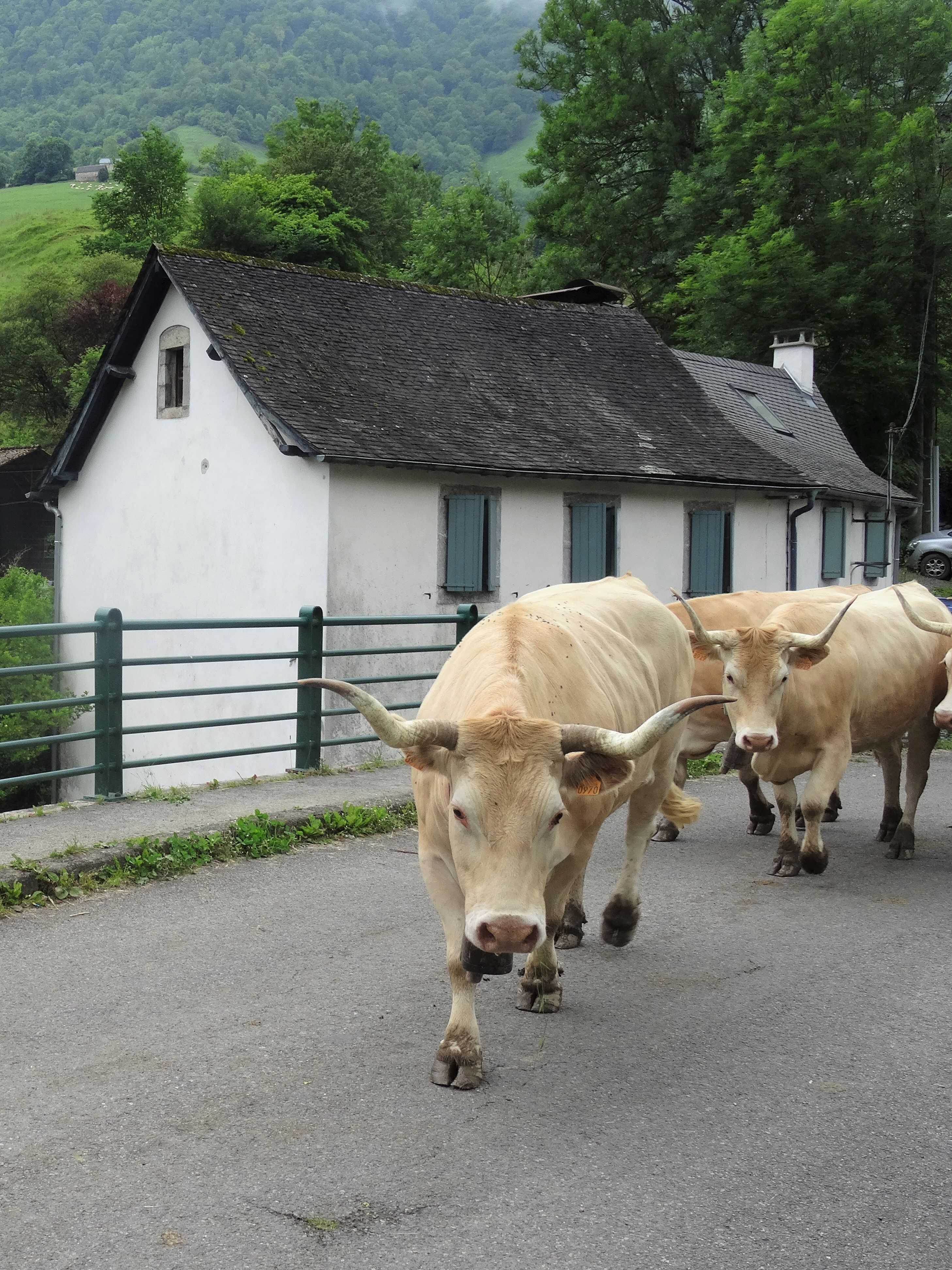
Des béarnaises à Lourdios-Ichère.

L'élevage domine traditionnellement la civilisation rurale du Béarn. Au sein des animaux domestiqués du Béarn, la vache béarnaise occupe un rôle totémique pour l'ancienne principauté, sa silhouette s'affiche sur son blason depuis le IXe siècle. La béarnaise occupe une place centrale dans les modes de vie paysans jusqu'aux années 1950, elle est dotée d'excellentes qualités de traction, avec un profil de race mixte pour le lait et la viande. Si l'épizootie de 1774-1776 décime 80 à 90 % du cheptel, il se redresse et compte 269 000 têtes en 1943. Après la seconde guerre mondiale, le productivisme agricole — avec la création de la blonde d'Aquitaine — et la mécanisation entraînent la quasi-disparition de la béarnaise. Le maintien d'une soixantaine de vaches et de trois taureaux béarnais dans quelques fermes isolées montagnardes permet de relancer la race à la fin des années 1970. La béarnaise compte en 2018 environ 400 individus. Traditionnellement, les porcs et les brebis sont les animaux les plus présents dans les fermes béarnaises, le commerce de cheval est également très important, tandis que les chèvres sont peu présentent. Plusieurs races typiques du Béarn sont toujours élevées, dont la brebis basco-béarnaise, la chèvre des Pyrénées et l'âne des Pyrénées. Avec les chiens de berger — patou et labrit — ces animaux d'élevage pratiquent toujours la traditionnelle transhumance estivale. Après un long déclin, la dernière transhumance hivernale de bovins en direction des Landes — en passant par le Pont-Long — se déroule en 1958.
À l'état sauvage, les forêts béarnaises abritent bécasses, cerfs, chevreuils ou encore sangliers, alors que grives, cailles, perdrix rouge, faisans, tourterelles, pigeons — dont palombes — lièvres ou lapins se rencontrent en milieu agricole et canards en milieu aquatique. Les plaines béarnaises abritent plusieurs prédateurs et déprédateurs, dont blaireaux, corneilles noires, ragondins, fouines et renards roux. En dehors des espèces communes protégées — comme le hérisson d'Europe et l'écureuil roux — les plaines béarnaises sont concernées par la protection du choucas des tours, du grand corbeau, du vison et de la loutre d'Europe, de la genette et du chat sauvage. En zone montagnarde, les Pyrénées béarnaises abritent plusieurs espèces symboliques comme l'isard, l'ours brun, le vautour fauve, l'aigle royal, la marmotte et le desman. Le parc national des Pyrénées étant un refuge pour nombre de ces espèces. Menacé d'extinction dans les années 1950, l'isard bénéficie de mesures de protection et compte plus de 4 000 individus sur l'ensemble du parc. Lieu d'implantation historique des ours bruns pyrénéens, le Béarn voit disparaître peu à peu ses derniers éléments. Ils étaient une cinquantaine dans les années 1950, contre quatre aujourd'hui. Les gaves béarnais abritent notamment truites et saumons atlantiques,.

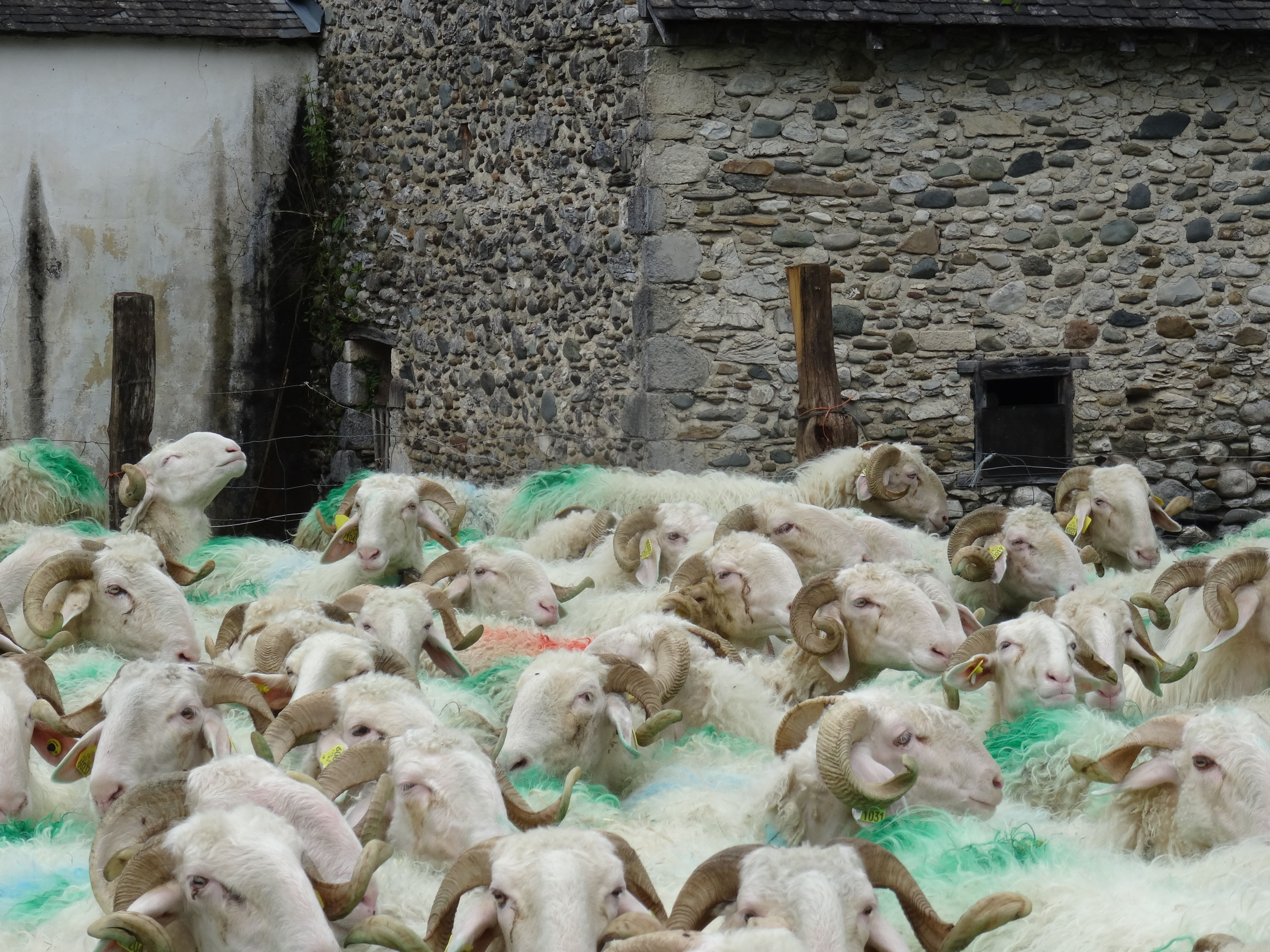
Un troupeau de basco-béarnaises.
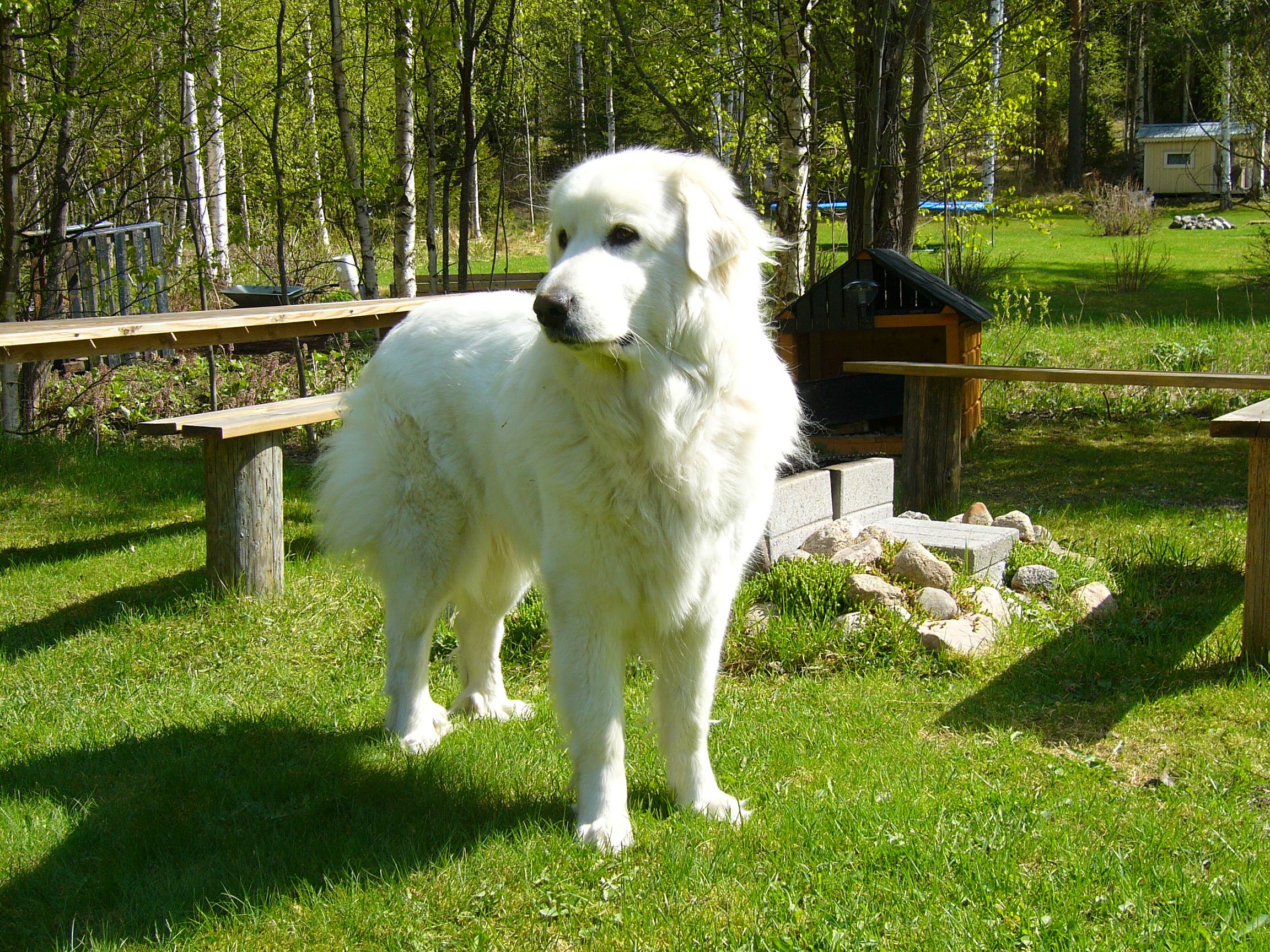
Patou des Pyrénées.
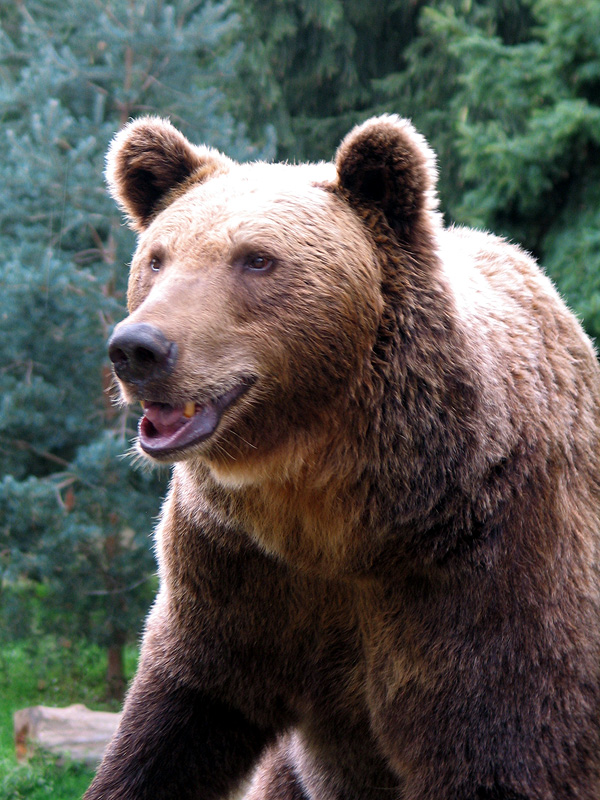
Un ours brun des Pyrénées.
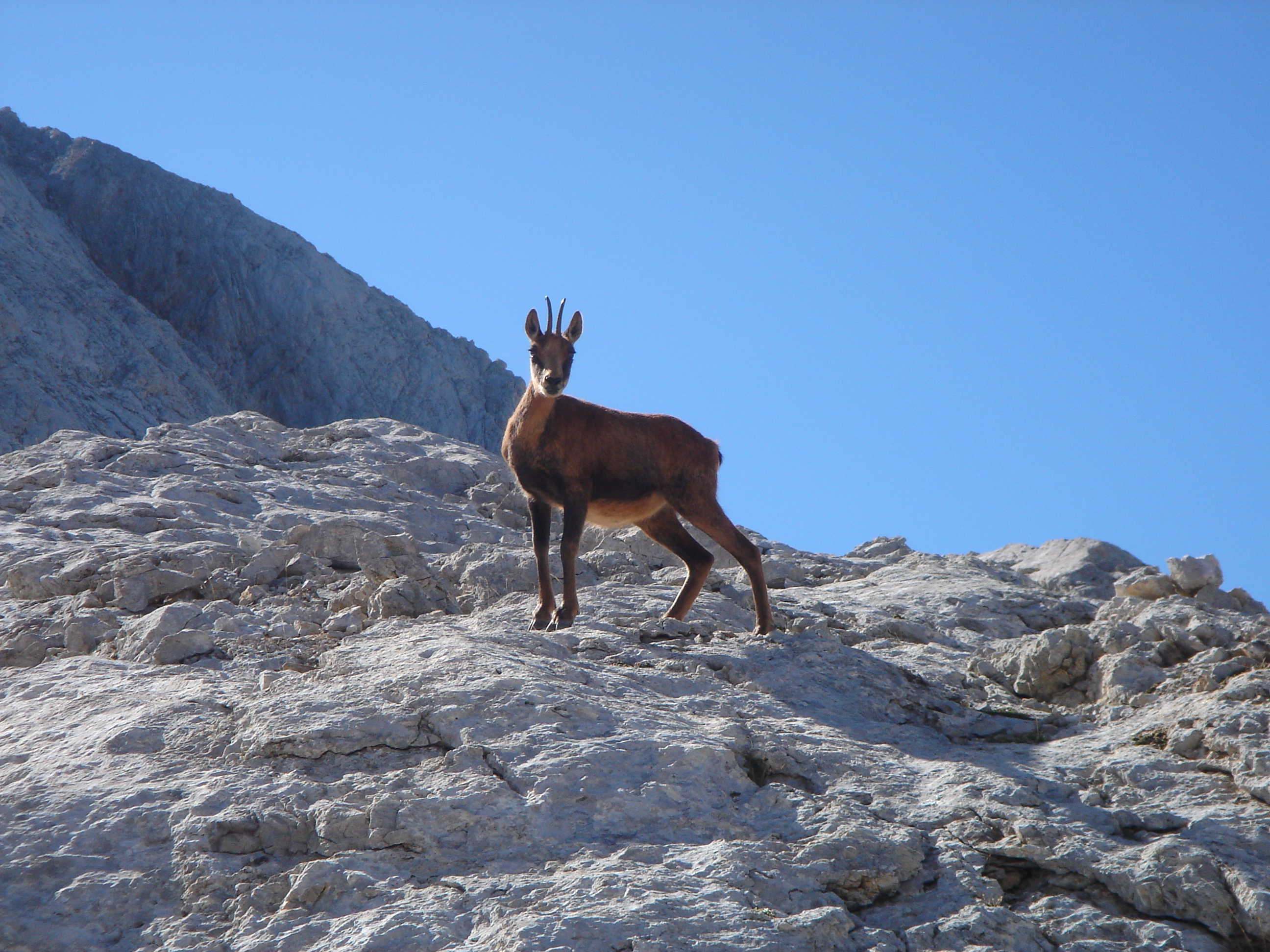
Un isard dans les Pyrénées espagnoles.
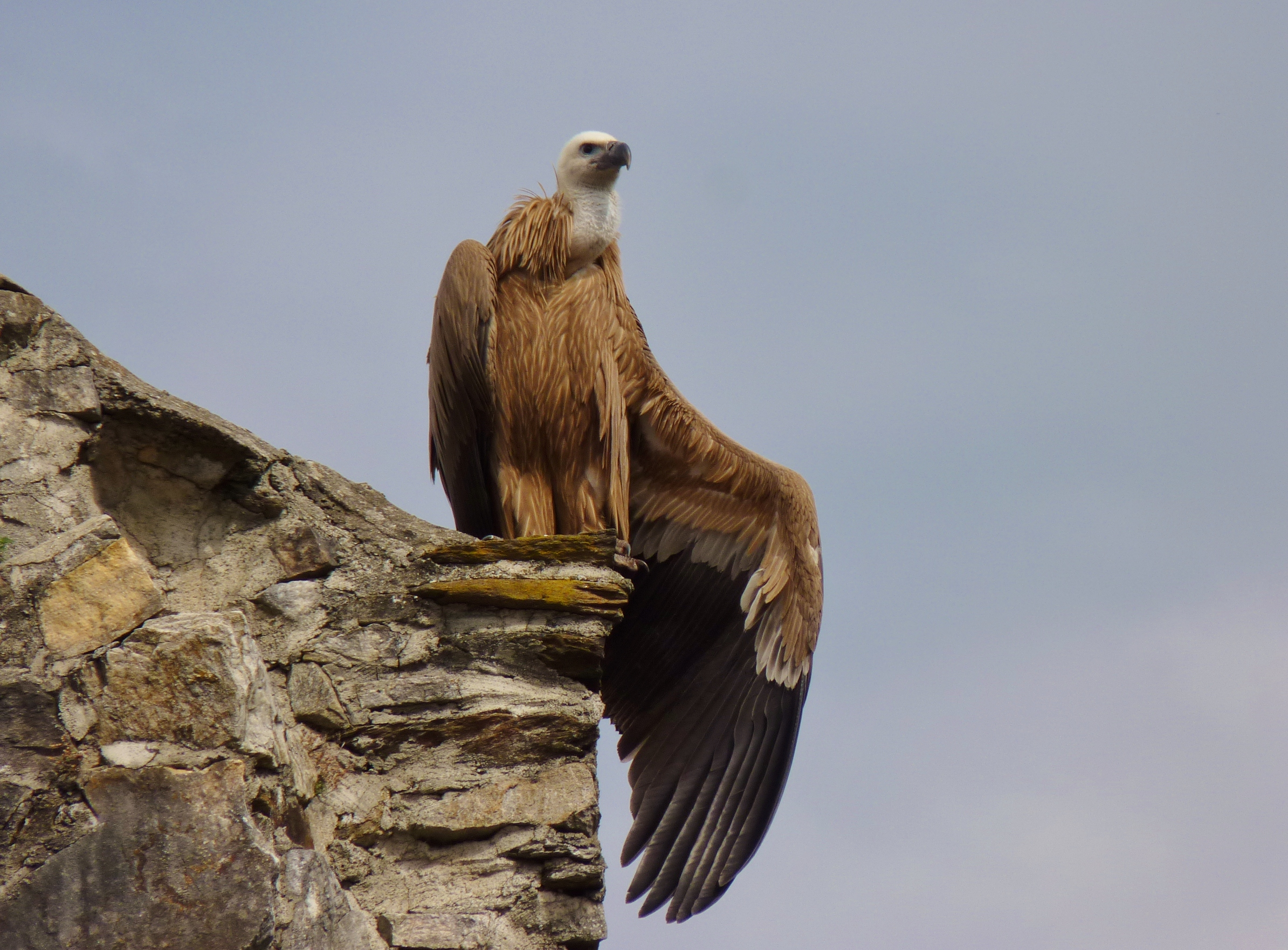
Un vautour fauve.
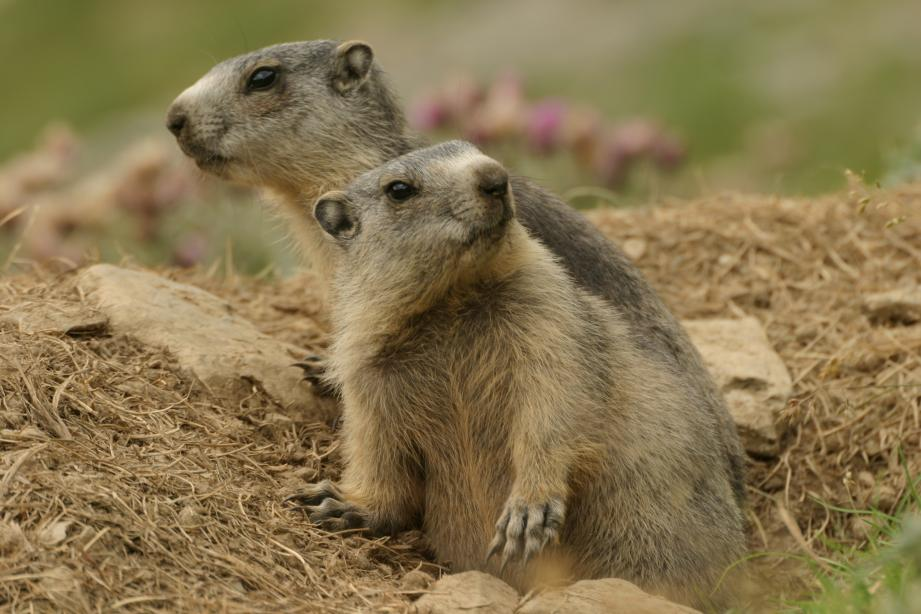
Un couple de marmottes dans les Pyrénées.

#### Flore
Jusqu'au XIVe siècle, forêts et landes occupent l'essentiel de la surface du territoire béarnais. L'activité pastorale domine les modes de vie et implique de disposer de vastes terrains de parcours pour les bovins, ovins et la glandée des porcs. Les landes et forêts font partie intégrante de l'occupation des sols, faisant l'objet d'une utilisation temporaire mais régulière. Entre le XVIe siècle et le XVIIIe siècle les paysages ruraux du Béarn connaissent de très faibles transformations, avec une association de polyculture et d'élevage dans le piémont. Les céréales — froment, orge, millet et seigle — côtoient le travail du lin et de la vigne. Le maïs (milhòc) est introduit en Béarn au milieu du XVIIe siècle, sa diffusion est rapide. À la fin du XVIIIe siècle, le froment, le maïs et l'orge sont les céréales les plus cultivées. La seconde moitié du XVIIIe siècle marque une exploitation intensive de la forêt béarnaise, notamment pour la Marine royale. Le bilan des défrichements en Béarn à l'époque moderne est très modeste, la tradition communautaire triomphe toujours en 1789, empêchant toute tentative de capitalisme agraire. Un gel foncier — provoqué par les pasteurs transhumants montagnards — qui se poursuit jusqu'au milieu du XXe siècle. L'introduction du maïs hybride dans les années 1950 déclasse la polyculture traditionnelle. Cette monoculture du maïs dans les plaines s'accompagne d'un défrichement à grande échelle, si bien que le Béarn des landes et des coteaux subit plus d'altération en vingt-cinq ans qu'en un millénaire.
Les forêts du piémont béarnais se composent en large majorité de feuillus, dont principalement des chênes, hêtres, frênes, merisiers et châtaigniers. Ces futaies sont surtout fermées, avec une strate herbacée — composée de graminées, lianes, mousses — une strate arborescente et une strate arbustive comprenant des noisetiers, des aubépines, etc. Avant les défrichements massifs de la deuxième moitié du XXe siècle, les landes béarnaises — dont le Pont-Long — abritent les touyàs, composés d'ajoncs, bruyères, genêts et graminées diverses sur 30 à 50 cm de haut, utilisés en litière pour le bétail transhumant. Palmiers et bananiers ornent les jardins béarnais depuis la moitié du XIXe siècle, lorsque des militaires béarnais ramènent ces espèces exotiques de la conquête de l'Algérie par la France. Le palmier est notamment symbole d'opulence, la seule commune de Pau en compte environ 5 000. Les étages montagnard et subalpin du Béarn se composent de conifères — principalement sapins — alors que l'étage alpin abrite pelouse alpine et lande à callune. Les Pyrénées comptent environ 160 espèces endémiques, dont le Lis, l'Iris ou la Ramonde. En Béarn, l'Edelweiss est surnommée l' « Immortelle » (immourtèle).

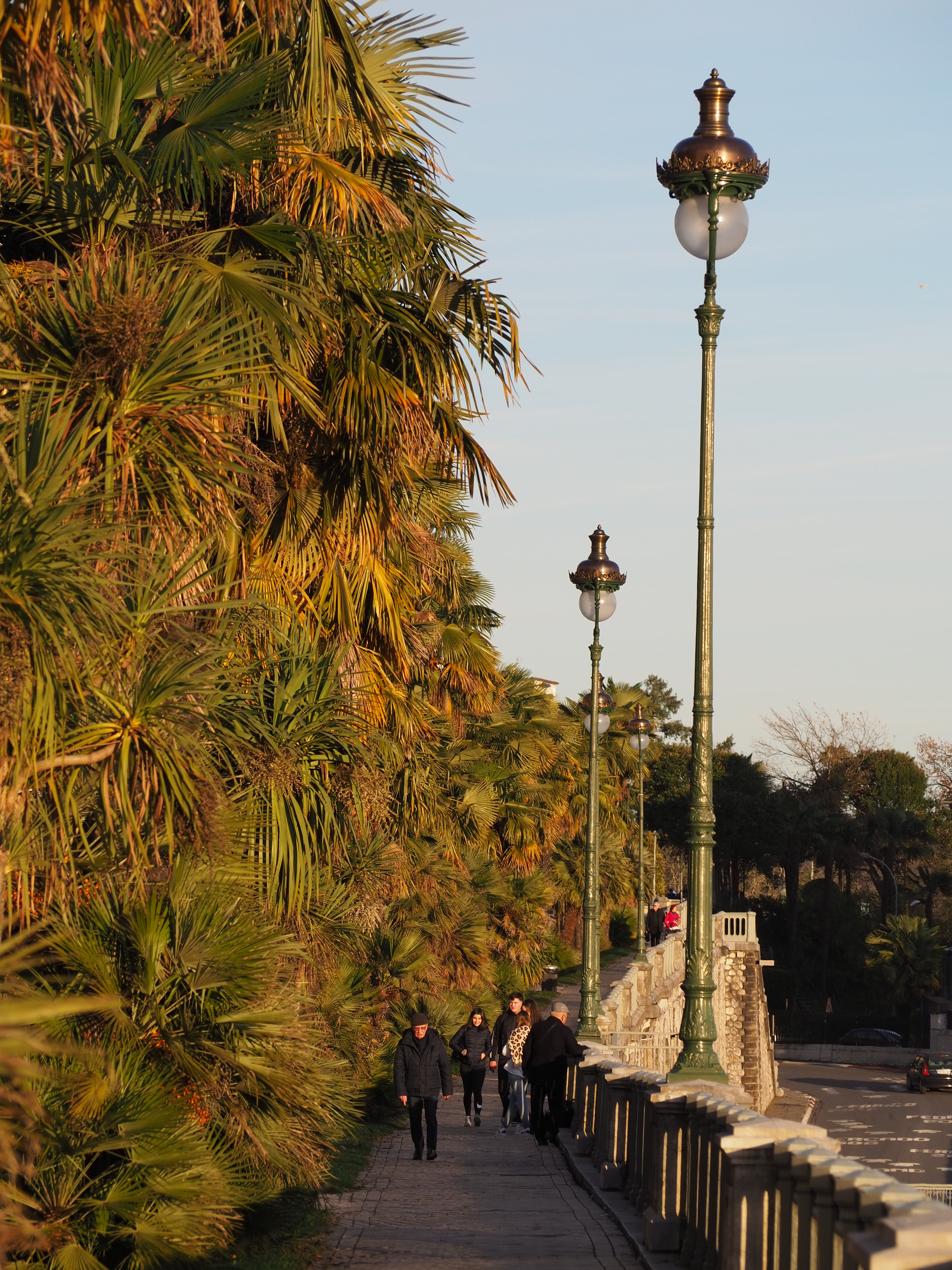
Palmiers sur le boulevard des Pyrénées à Pau.
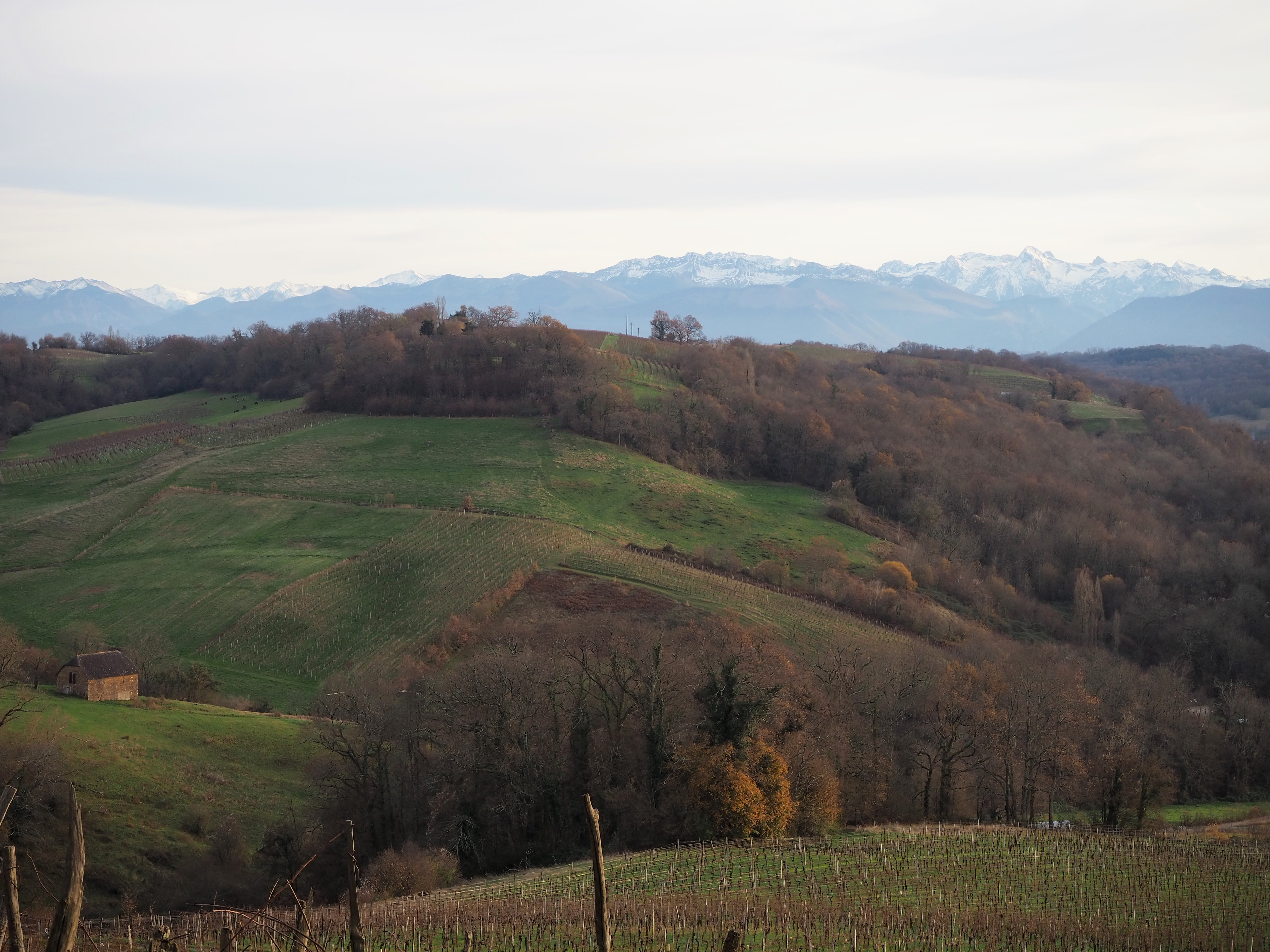
Paysage de l'entre-deux-gaves à Cuqueron.
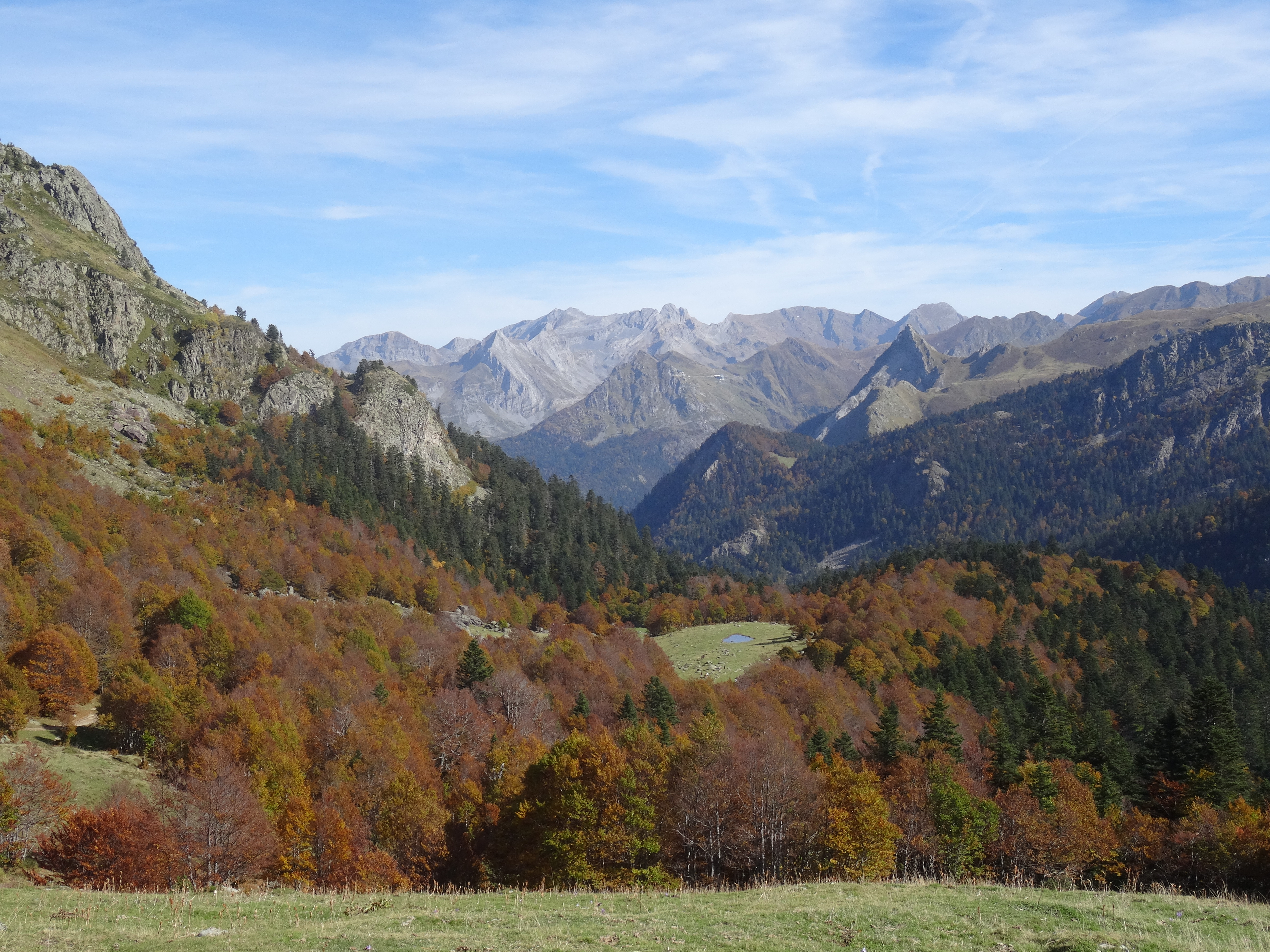
Étage montagnard en vallée d'Ossau.
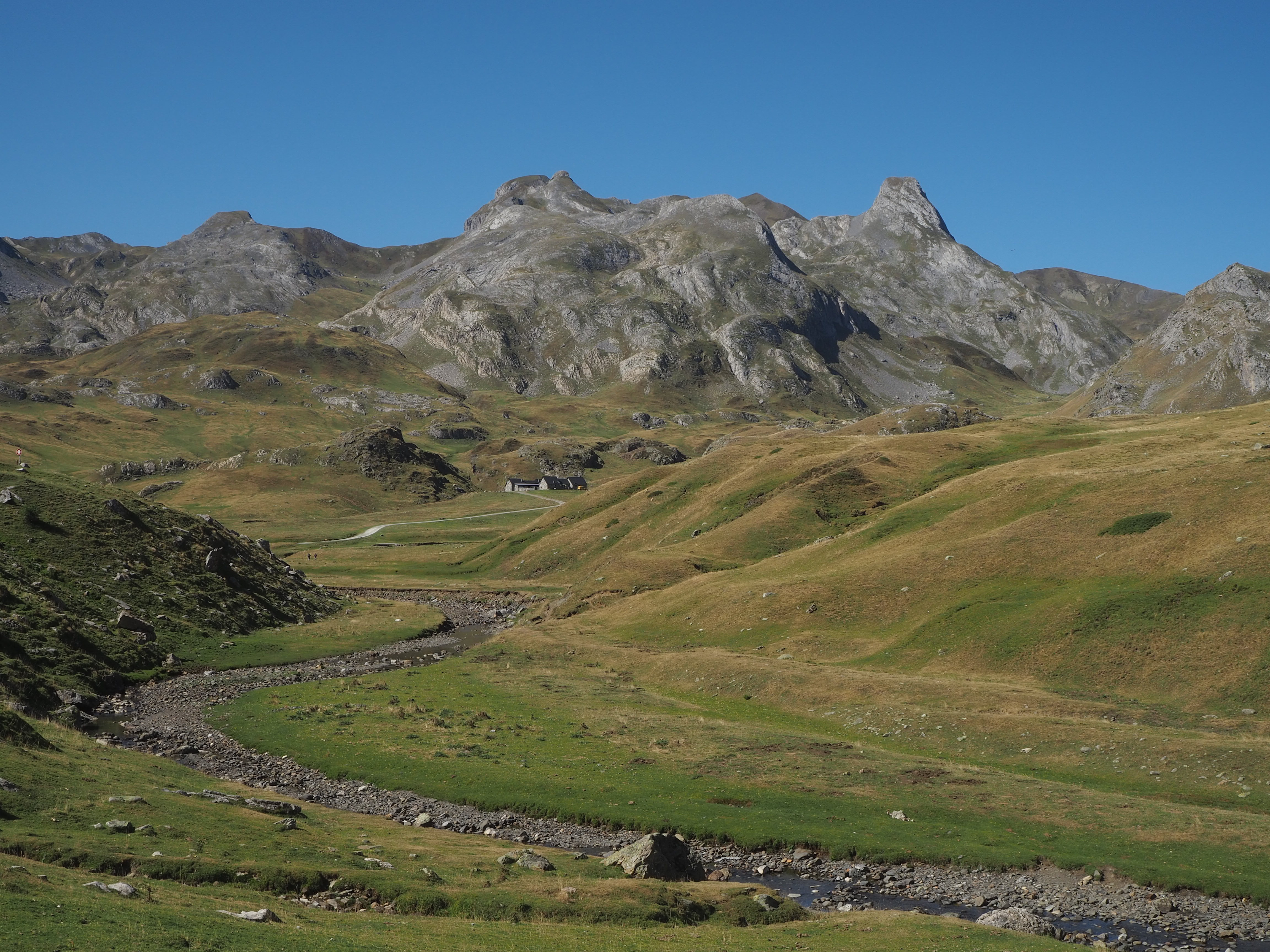
Étage subalpin sur le plateau d'Anéou.
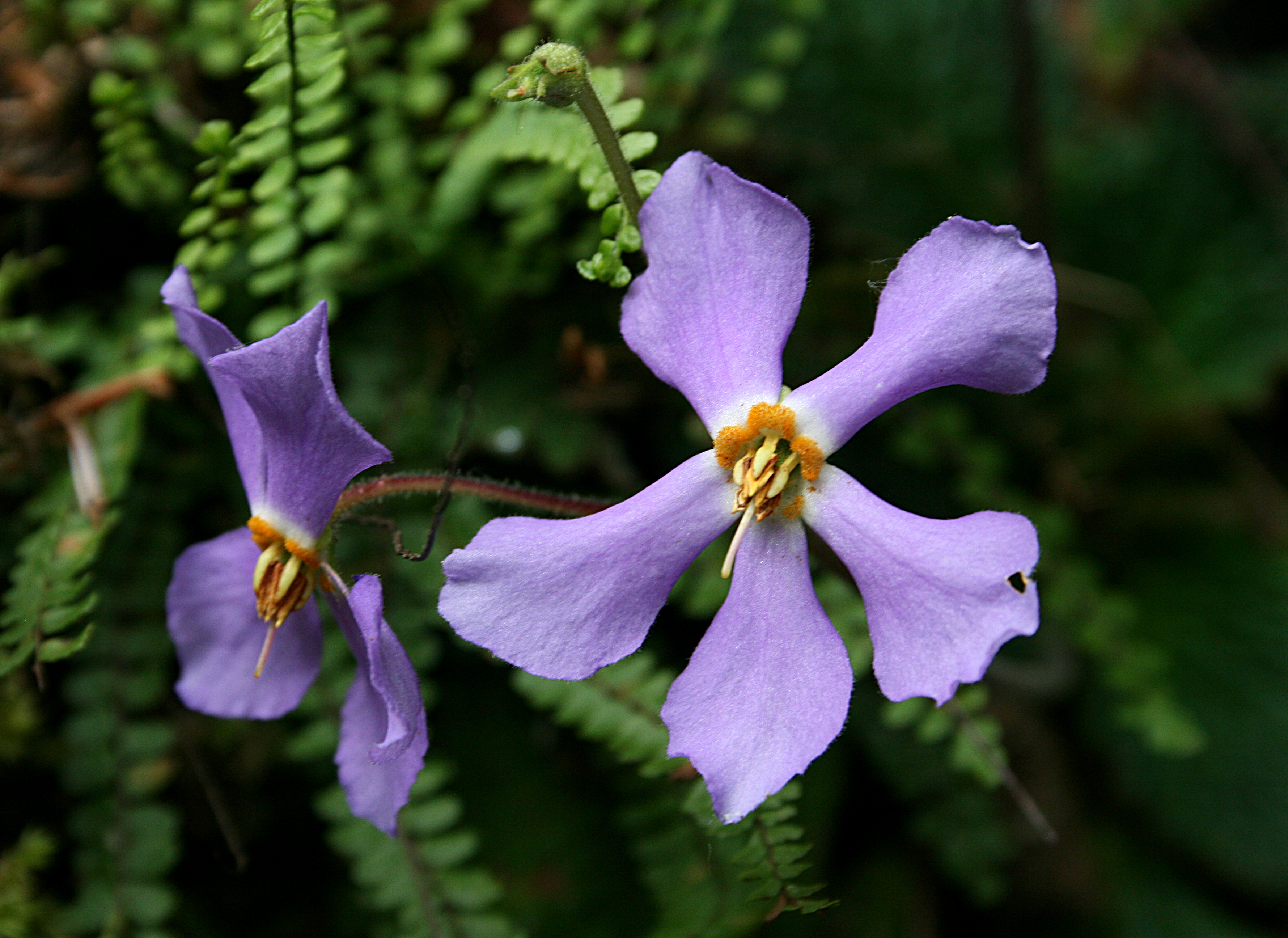
Ramonde des Pyrénées.
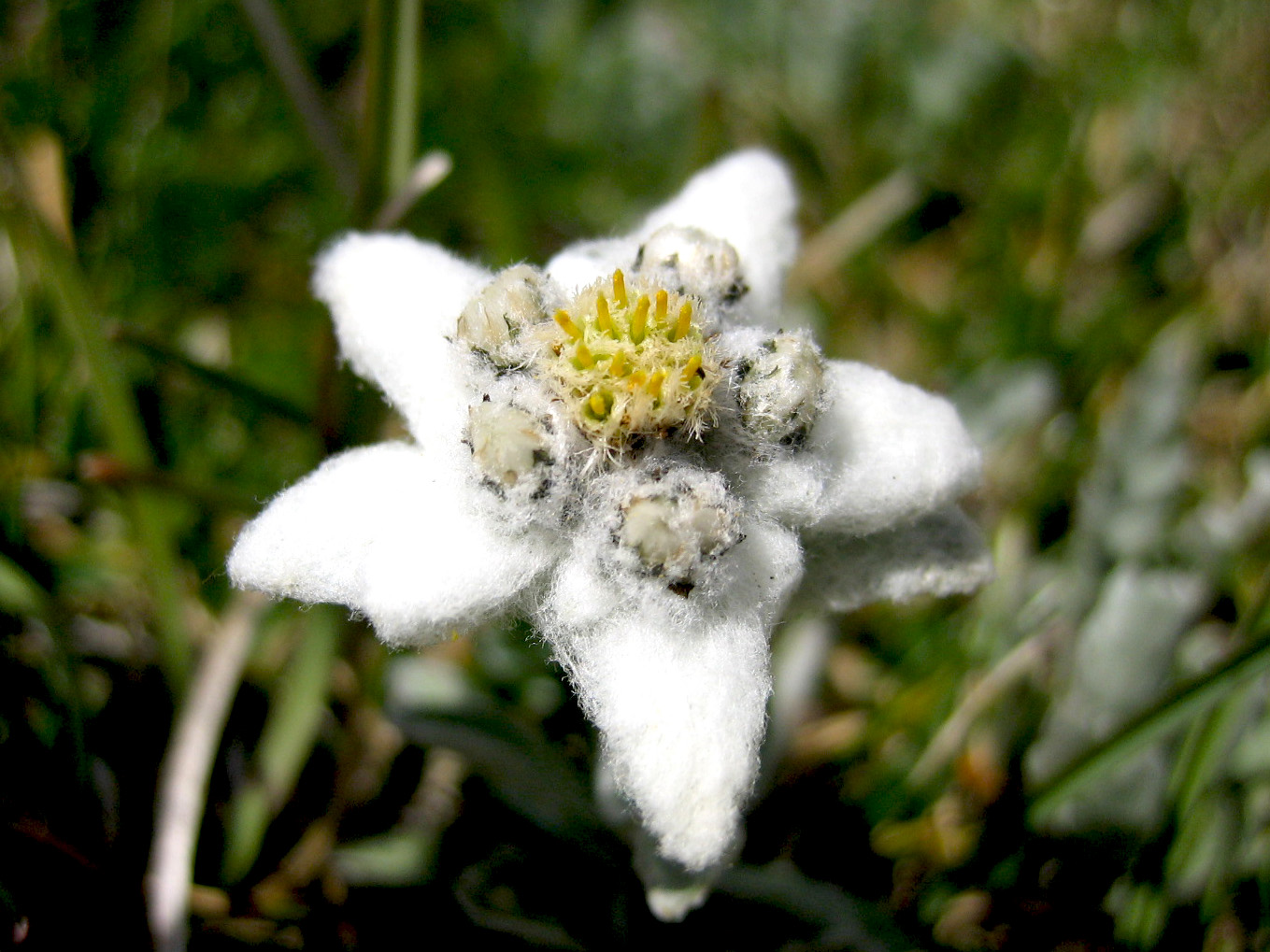
L'Edelweiss est surnommée l'immourtèle.